# 2013 a jogalkotásban
2013-ban az alábbi fontosabb jogszabályokat alkották meg:

## Magyarország
2013-ban a Magyar Közlöny mind a lapszámok, mind oldalszámok tekintetében  rekordot döntött: 225 számmal jelent meg, összesen 90 345 oldalon. A Wolters Kluwer Kft. Jogtárának adatai szerint 2013. január 1-je és december 31-e között 1439 (!) jogszabály jelent meg. Ez a szám  144-gyel több a 2012. évi adatnál, ahhoz képest 11,1 százalékos növekedésnek felel meg. (Átlagban a 2013. év minden egyes napjára négy új jogszabály jutott.)
Melléklete, a Hivatalos Értesítő 62 számmal jelent meg 21 538 oldalon.
| A 2013-ban meghozott jogszabályok száma típus szerinti bontásban | A 2013-ban meghozott jogszabályok száma típus szerinti bontásban | A 2013-ban meghozott jogszabályok száma típus szerinti bontásban | A 2013-ban meghozott jogszabályok száma típus szerinti bontásban |
| jogszabályhozó neve                                              | rövidítése                                                       | jogszabálytípus                                                  | 2013. évi darabszám                                              |
| ---------------------------------------------------------------- | ---------------------------------------------------------------- | ---------------------------------------------------------------- | ---------------------------------------------------------------- |
| Országgyűlés                                                     | -                                                                | Alaptörvény-módosítás                                            | 2                                                                |
| Országgyűlés                                                     | -                                                                | Törvény                                                          | 252                                                              |
| kormány                                                          | Korm.                                                            | rendelet                                                         | 565                                                              |
| A Magyar Nemzeti Bank elnöke                                     | MNB                                                              | rendelet                                                         | 44                                                               |
| A Pénzügyi Szervezetek Állami Felügyeletének elnöke              | PSZÁF                                                            | rendelet                                                         | 11                                                               |
| A Nemzeti Média- és Hírközlési Hatóság elnöke                    | NMHH                                                             | rendelet                                                         | 21                                                               |
| A Magyar Energetikai és Közmű-szabályozási Hivatal elnöke        | MEKH                                                             | rendelet                                                         | 6                                                                |
| miniszterelnök                                                   | ME                                                               | rendelet                                                         | 3                                                                |
| Közigazgatási és Igazságügyi Miniszter                           | KIM                                                              | rendelet                                                         | 42                                                               |
| Belügyminiszter                                                  | BM                                                               | rendelet                                                         | 83                                                               |
| Honvédelmi Miniszter                                             | HM                                                               | rendelet                                                         | 24                                                               |
| Külügyminiszter                                                  | KüM                                                              | rendelet                                                         | 4                                                                |
| Emberi Erőforrások Minisztere                                    | EMMI                                                             | rendelet                                                         | 86                                                               |
| Nemzetgazdasági Miniszter                                        | NGM                                                              | rendelet                                                         | 77                                                               |
| Nemzeti Fejlesztési Miniszter                                    | NFM                                                              | rendelet                                                         | 83                                                               |
| Vidékfejlesztési Miniszter                                       | VM                                                               | rendelet                                                         | 136                                                              |
| Alkotmánybíróság                                                 | AB                                                               | határozat                                                        | 37                                                               |
| Kúria                                                            | BJE                                                              | jogegységi határozat                                             | 6                                                                |
| Kúria                                                            | PJE                                                              | jogegységi határozat                                             | 5                                                                |
| Kúria                                                            | KMJE                                                             | jogegységi határozat                                             | 1                                                                |
| Országgyűlés                                                     | OGY                                                              | határozat                                                        | 104                                                              |
| Köztársasági elnök                                               | KE                                                               | határozat                                                        | 520                                                              |
| kormány                                                          | Korm.                                                            | határozat                                                        | 1057                                                             |
| miniszterelnök                                                   | ME                                                               | határozat                                                        | 153                                                              |
| Közigazgatási és Igazságügyi Miniszter                           | KIM                                                              | határozat                                                        | 2                                                                |
| Belügyminiszter                                                  | BM                                                               | határozat                                                        | 3                                                                |
| Honvédelmi Miniszter                                             | HM                                                               | határozat                                                        | 0                                                                |
| Külügyminiszter                                                  | KüM                                                              | határozat                                                        | 0                                                                |
| Emberi Erőforrások Minisztere                                    | EMMI                                                             | határozat                                                        | 0                                                                |
| Nemzetgazdasági Miniszter                                        | NGM                                                              | határozat                                                        | 1                                                                |
| Nemzeti Fejlesztési Miniszter                                    | NFM                                                              | határozat                                                        | 3                                                                |
| Vidékfejlesztési Miniszter                                       | VFM                                                              | határozat                                                        | 0                                                                |
| Országos Választási Bizottság                                    | OVB                                                              | határozat                                                        | 141                                                              |
| Nemzeti Választási Bizottság                                     | NVB                                                              | határozat                                                        | 58                                                               |
| Országgyűlés                                                     | OGY                                                              | politikai nyilatkozat                                            | 2                                                                |
| 1.                                                               |                                                                  |                                                                  |                                                                  |

### Alaptörvény-módosítások
2013-ban az Országgyűlés kétszer módosította alaptörvényét:
- Magyarország Alaptörvényének negyedik módosítása (2013. március 25.)
- Magyarország Alaptörvényének ötödik módosítása (2013. szeptember 26.)

Ezen túl megjelent Magyarország Alaptörvénye egységes szerkezetben a Magyar Közlöny 2013. évi 55. számában.

### Törvények
2013-ban 252 törvény jelent meg a Magyar Közlönyben, ez rekordnak számít:
- 2013. évi I. törvény A fiatalkorúak dohányzásának visszaszorításáról és a dohánytermékek kiskereskedelméről szóló 2012. évi CXXXIV. törvény, valamint a jövedéki adóról és a jövedéki termékek forgalmazásának különös szabályairól szóló 2003. évi CXXVII. törvény módosításáról
- 2013. évi II. törvény Az Európa–Ázsia közötti kombinált fuvarozás szervezési és üzemeltetési szempontjairól szóló Egyezmény kihirdetéséről
- 2013. évi III. törvény Magyarország 2013. évi központi költségvetéséről szóló 2012. évi CCIV. törvény módosításáról
- 2013. évi IV. törvény A Nemzetközi Munkaügyi Szervezet Általános Konferenciája 94. ülésszakán elfogadott 2006. évi Tengerészeti Munkaügyi Egyezmény kihirdetéséről
- 2013. évi V. törvény A polgári törvénykönyvről[5]
- 2013. évi VI. törvény A termőföldről szóló 1994. évi LV. törvény módosításáról
- 2013. évi VII. törvény A Magyarország Kormánya és a Francia Köztársaság Kormánya között a minősített adatok cseréjéről és kölcsönös védelméről szóló egyezmény kihirdetéséről
- 2013. évi VIII. törvény Magyarország Kormánya és Georgia Kormánya között a bűnözés megelőzésében és leküzdésében történő együttműködésről szóló Megállapodás kihirdetéséről
- 2013. évi IX. törvény A Magyarország Kormánya és az Indonéz Köztársaság Kormánya között a diplomata és szolgálati útlevéllel rendelkező állampolgáraik vízummentességéről szóló megállapodás kihirdetéséről
- 2013. évi X. törvény A Kossuth-díjról és a Széchenyi-díjról szóló 1990. évi XII. törvény módosításáról
- 2013. évi XI. törvény A Magyarország 2013. évi központi költségvetéséről szóló 2012. évi CCIV. törvény módosításáról
- 2013. évi XII. törvény A villamos energiáról szóló 2007. évi LXXXVI. törvény és a földgázellátásról szóló 2008. évi XL. törvény módosításáról
- 2013. évi XIII. törvény Az országgyűlési képviselők választásáról szóló 2011. évi CCIII. törvény módosításáról
- 2013. évi XIV. törvény A fővárosi és megyei kormányhivatalokról, valamint a fővárosi és megyei kormányhivatalok kialakításával és a területi integrációval összefüggő törvénymódosításokról szóló 2010. évi CXXVI. törvény és a Magyarország helyi önkormányzatairól szóló 2011. évi CLXXXIX. törvény módosításáról
- 2013. évi XV. törvény A jogi segítségnyújtásról szóló 2003. évi LXXX. törvény, valamint a harmadik országbeli állampolgárok beutazásáról és tartózkodásáról szóló 2007. évi II. törvény módosításáról
- 2013. évi XVI. törvény A szellemi tulajdonra vonatkozó egyes törvények módosításáról
- 2013. évi XVII. törvény A Magyar Köztársaság területén szolgálati céllal tartózkodó külföldi fegyveres erők, valamint a Magyar Köztársaság területén felállított nemzetközi katonai parancsnokságok és állományuk nyilvántartásáról, valamint jogállásukhoz kapcsolódó egyes rendelkezésekről szóló 2011. évi XXXIV. törvény és a közúti közlekedésről szóló 1988. évi I. törvény módosításáról
- 2013. évi XVIII. törvény Az Európa Tanács Emberkereskedelem Elleni Fellépésről szóló Egyezményének kihirdetéséről
- 2013. évi XIX. törvény A Magyarország és a Nemzetközi Bűnügyi Rendőrség Szervezete között a Magyarországon megrendezésre kerülő 42. Európai Regionális Konferencia kapcsán a Nemzetközi Bűnügyi Rendőrség Szervezete (Interpol) kiváltságairól és mentességeiről szóló Megállapodás kihirdetéséről
- 2013. évi XX. törvény Az egyes igazságügyi jogviszonyokban alkalmazandó felső korhatárral kapcsolatos törvénymódosításokról
- 2013. évi XXI. törvény Az egyes közúti közlekedést érintő törvényeknek a Magyary Program Egyszerűsítési Programjával összefüggő módosításáról
- 2013. évi XXII. törvény A Magyar Energetikai és Közmű-szabályozási Hivatalról
- 2013. évi XXIII. törvény A behozott kőolaj és kőolajtermékek biztonsági készletezéséről
- 2013. évi XXIV. törvény A szociális közműszolgáltatás kialakítása érdekében egyes energetikai tárgyú törvények módosításáról
- 2013. évi XXV. törvény A fekvőbeteg-szakellátó és egyes fekvőbeteg-szakellátóhoz kapcsolódó egészségügyi háttérszolgáltatást nyújtó, 100%-os állami tulajdonban lévő, valamint azok 100%-os tulajdonában lévő gazdasági társaságok által ellátott feladatok központi költségvetési szervek általi átvételéről, valamint az ezzel kapcsolatos eljárási kérdések rendezéséről
- 2013. évi XXVI. törvény A környezet védelmének általános szabályairól szóló 1995. évi LIII. törvény, valamint a természet védelméről szóló 1996. évi LIII. törvény módosításáról
- 2013. évi XXVII. törvény A szociális és gyermekvédelmi tárgyú törvények Magyary Egyszerűsítési Programmal összefüggő módosításáról, valamint egyéb törvények módosításáról
- 2013. évi XXVIII. törvény A devizakölcsönök törlesztési árfolyamának rögzítéséről és a lakóingatlanok kényszerértékesítésének rendjéről szóló 2011. évi LXXV. törvény módosításáról
- 2013. évi XXIX. törvény Az egyes adótörvények és azzal összefüggő egyéb törvények módosításáról szóló 2012. évi CLXXVIII. törvény módosításáról
- 2013. évi XXX. törvény Az információs önrendelkezési jogról és az információszabadságról szóló 2011. évi CXII. törvény módosításáról
- 2013. évi XXXI. törvény A Magyarország 2013. évi központi költségvetéséről szóló 2012. évi CCIV. törvény módosításáról
- 2013. évi XXXII. törvény A gazdasági és monetáris unióbeli stabilitásról, koordinációról és kormányzásról szóló szerződés kihirdetéséről
- 2013. évi XXXIII. törvény A sajtószabadságról és a médiatartalmak alapvető szabályairól szóló 2010. évi CIV. törvény és a médiaszolgáltatásokról és a tömegkommunikációról szóló 2010. évi CLXXXV. törvény módosításáról
- 2013. évi XXXIV. törvény Az építmények tervezésével és kivitelezésével kapcsolatos egyes viták rendezésében közreműködő szervezetről, és egyes törvényeknek az építésügyi lánctartozások megakadályozásával, valamint a késedelmes fizetésekkel összefüggő módosításáról
- 2013. évi XXXV. törvény Az egyes agrár tárgyú törvények módosításáról
- 2013. évi XXXVI. törvény A választási eljárásról
- 2013. évi XXXVII. törvény Az adó- és egyéb közterhekkel kapcsolatos nemzetközi közigazgatási együttműködés egyes szabályairól
- 2013. évi XXXVIII. törvény A közszolgálati tisztviselőkről szóló 2011. évi CXCIX. törvény módosításáról
- 2013. évi XXXIX. törvény A fegyveres szervek hivatásos állományú tagjainak szolgálati viszonyáról szóló 1996. évi XLIII. törvény módosításáról
- 2013. évi XL. törvény Az egészségügyet érintő egyes törvényeknek az egészségügyi szakellátási felelősséggel kapcsolatos, valamint egyes közszférában foglalkoztatott egészségügyi dolgozók foglalkoztatási helyzetével összefüggő módosításáról
- 2013. évi XLI. törvény A szociális szövetkezetekkel összefüggésben egyes törvények, továbbá a közfoglalkoztatáshoz kapcsolódó egyes törvények módosításáról
- 2013. évi XLII. törvény Az áruknak TIR-igazolvánnyal történő nemzetközi fuvarozására vonatkozó, Genfben, 1975. november 14-én kelt vámegyezmény és módosításai kihirdetéséről
- 2013. évi XLIII. törvény A Magyarország Kormánya és a Szlovén Köztársaság Kormánya között az államhatáron átvezető közúti kapcsolatok fejlesztéséről szóló Keretmegállapodás kihirdetéséről
- 2013. évi XLIV. törvény A közérdekű önkéntes tevékenységről szóló 2005. évi LXXXVIII. törvény módosításáról
- 2013. évi XLV. törvény A közveszély színhelyén elkövetett lopás szigorúbb büntetőjogi szankcionálásáról
- 2013. évi XLVI. törvény A csődeljárásról és a felszámolási eljárásról szóló 1991. évi XLIX. törvény módosításáról
- 2013. évi XLVII. törvény A Balaton Kiemelt Üdülőkörzet Területrendezési Tervének elfogadásáról és a Balatoni Területrendezési Szabályzat megállapításáról szóló 2000. évi CXII. törvény módosításáról
- 2013. évi XLVIII. törvény Az önkényuralmi jelképek használatának büntetőjogi szankcionálásáról
- 2013. évi XLIX. törvény Az államháztartásról szóló 2011. évi CXCV. törvény módosításáról
- 2013. évi L. törvény Az állami és önkormányzati szervek elektronikus információbiztonságáról
- 2013. évi LI. törvény A világörökségről szóló 2011. évi LXXVII. törvény és a budapesti Istvánmező rehabilitációs programjáról, kiemelten a Budapesti Olimpiai Központ integrált rekonstrukciójáról szóló 2012. évi LXXV. törvény módosításáról
- 2013. évi LII. törvény A pénzmosás és a terrorizmus finanszírozása megelőzéséről és megakadályozásáról szóló 2007. évi CXXXVI. törvény és egyes kapcsolódó törvények módosításáról
- 2013. évi LIII. törvény A Nemzeti Eszközkezelővel kapcsolatos egyes törvények módosításáról
- 2013. évi LIV. törvény A rezsicsökkentések végrehajtásáról
- 2013. évi LV. törvény A nemzeti köznevelésről szóló 2011. évi CXC. törvény módosításáról
- 2013. évi LVI. törvény Az Országos Területrendezési Tervről szóló 2003. évi XXVI. törvény módosításáról
- 2013. évi LVII. törvény A statisztikáról szóló 1993. évi XLVI. törvény módosításáról
- 2013. évi LVIII. törvény A hegyközségek működésének szabályozásával kapcsolatos egyes törvények módosításáról
- 2013. évi LIX. törvény A Nemzeti Földalapról szóló 2010. évi LXXXVII. törvény és az erdőről, az erdő védelméről és az erdőgazdálkodásról szóló 2009. évi XXXVII. törvény módosításáról
- 2013. évi LX. törvény Magyarország Kormánya és az Osztrák Szövetségi Kormány között a minősített adatok cseréjéről és kölcsönös védelméről szóló egyezmény kihirdetéséről
- 2013. évi LXI. törvény Magyarország Kormánya és Ukrajna Miniszteri Kabinetje között a nemzetközi kombinált árufuvarozásról szóló Megállapodás kihirdetéséről
- 2013. évi LXII. törvény A fogyatékos személyek jogairól és esélyegyenlőségük biztosításáról szóló 1998. évi XXVI. törvény módosításáról
- 2013. évi LXIII. törvény Az Európa Tanács tagállamai között a személyek szabad mozgásának szabályairól szóló, 1957. december 13-án, Párizsban aláírt Európai Megállapodás kihirdetéséről
- 2013. évi LXIV. törvény A Magyarország Kormánya és a Koreai Köztársaság Kormánya között az ideiglenesen munkát vállaló turisták programjáról szóló Megállapodás kihirdetéséről
- 2013. évi LXV. törvény A szakképzésről szóló 2011. évi CLXXXVII. törvény módosításáról
- 2013. évi LXVI. törvény A közraktározásról szóló 1996. évi XLVIII. törvény módosításáról
- 2013. évi LXVII. törvény Az autópályák, autóutak és főutak használatáért fizetendő, megtett úttal arányos díjról
- 2013. évi LXVIII. törvény A devizakölcsönök törlesztési árfolyamának rögzítéséről és a lakóingatlanok kényszerértékesítésének rendjéről szóló 2011. évi LXXV. törvény módosításáról
- 2013. évi LXIX. törvény A polgári perrendtartásról szóló 1952. évi III. törvény módosításáról
- 2013. évi LXX. törvény A nemzeti felsőoktatásról szóló 2011. évi CCIV. törvénynek az Alaptörvény negyedik módosításával összefüggő módosításáról
- 2013. évi LXXI. törvény A dohányzással összefüggő egyes törvények módosításáról
- 2013. évi LXXII. törvény Egyes törvényeknek a nemzetbiztonsági ellenőrzés új szabályainak megállapítása érdekében szükséges módosításáról
- 2013. évi LXXIII. törvény A vízgazdálkodásról szóló 1995. évi LVII. törvény módosításáról
- 2013. évi LXXIV. törvény Egyes ingatlanok fővárosi önkormányzat részére történő átadásával összefüggő törvénymódosításokról
- 2013. évi LXXV. törvény Az önkormányzati segély kialakításával összefüggő törvénymódosításokról
- 2013. évi LXXVI. törvény Egyes törvényeknek az elektronikus anyakönyv kialakításával összefüggésben szükséges módosításáról
- 2013. évi LXXVII. törvény A felnőttképzésről
- 2013. évi LXXVIII. törvény Egyes büntető tárgyú törvények módosításáról
- 2013. évi LXXIX. törvény A földgázellátásról szóló 2008. évi XL. törvény módosításáról
- 2013. évi LXXX. törvény A Magyar Fejlesztési Bank Részvénytársaságról szóló 2001. évi XX. törvény és a nemzeti vagyonról szóló 2011. évi CXCVI. törvény módosításáról
- 2013. évi LXXXI. törvény Egyes, az elektronikus ügyintézéssel kapcsolatos törvények módosításáról
- 2013. évi LXXXII. törvény A Kormány és a vidékfejlesztési miniszter munkáját támogató kormányzati testületekkel kapcsolatos egyes törvények módosításáról
- 2013. évi LXXXIII. törvény A pénzügyi konglomerátumok kiegészítő felügyeletéről
- 2013. évi LXXXIV. törvény Egyes törvényeknek a közigazgatási hatósági eljárásokkal, az egyes közhiteles hatósági nyilvántartásokkal összefüggő, valamint egyéb törvények módosításáról
- 2013. évi LXXXV. törvény Magyarország helyi önkormányzatairól szóló 2011. évi CLXXXIX. törvény módosításáról
- 2013. évi LXXXVI. törvény Egyes biztosítási tárgyú törvények módosításáról
- 2013. évi LXXXVII. törvény Az országgyűlési képviselők választása kampányköltségeinek átláthatóvá tételéről
- 2013. évi LXXXVIII. törvény A körözési nyilvántartási rendszerről és a személyek, dolgok felkutatásáról és azonosításáról
- 2013. évi LXXXIX. törvény A választási eljárásról szóló 2013. évi XXXVI. törvény módosításáról
- 2013. évi XC. törvény Az Országgyűlésről szóló 2012. évi XXXVI. törvény módosításáról
- 2013. évi XCI. törvény Az információs önrendelkezési jogról és az információszabadságról szóló 2011. évi CXII. törvény módosításáról
- 2013. évi XCII. törvény A Magyarország 2013. évi központi költségvetéséről szóló 2012. évi CCIV. törvény módosításáról
- 2013. évi XCIII. törvény Az egyes rendészeti tárgyú törvények módosításáról
- 2013. évi XCIV. törvény Az erdőről, az erdő védelméről és az erdőgazdálkodásról szóló 2009. évi XXXVII. törvény, valamint a polgárőrségről és a polgárőri tevékenység szabályairól szóló 2011. évi CLXV. törvény módosításáról
- 2013. évi XCV. törvény A Magyar Agrár-, Élelmiszergazdasági és Vidékfejlesztési Kamaráról szóló 2012. évi CXXVI. törvény módosításáról
- 2013. évi XCVI. törvény A személyszállítási szolgáltatásokról szóló 2012. évi XLI. törvény módosításáról
- 2013. évi XCVII. törvény A honvédségi adatkezelésről, az egyes honvédelmi kötelezettségek teljesítésével kapcsolatos katonai igazgatási feladatokról
- 2013. évi XCVIII. törvény Egyes pénzügyi tárgyú törvények módosításáról
- 2013. évi XCIX. törvény A bírósági végrehajtással kapcsolatos egyes törvények módosításáról
- 2013. évi C. törvény A nemzeti köznevelésről szóló 2011. évi CXC. törvénynek az óvodák működőképességének megőrzése és a gyermekek védelmében szükséges módosításáról
- 2013. évi CI. törvény Az atomenergiával, valamint az energetikával kapcsolatos egyes törvények, továbbá a fegyveres biztonsági őrségről, a természetvédelmi és a mezei őrszolgálatról szóló 1997. évi CLIX. törvény módosításáról
- 2013. évi CII. törvény A halgazdálkodásról és a hal védelméről
- 2013. évi CIII. törvény Egyes törvényeknek a távolléti díj számításával és a közpénzek szabályozásával összefüggő módosításáról
- 2013. évi CIV. törvény Egyrészről az Európai Unió és tagállamai, másrészről a Fülöp-szigeteki Köztársaság közötti partnerségi és együttműködési Keretmegállapodás kihirdetéséről
- 2013. évi CV. törvény Egyrészről az Európai Unió és tagállamai, másrészről a Vietnámi Szocialista Köztársaság közötti partnerségi és együttműködési Keretmegállapodás kihirdetéséről
- 2013. évi CVI. törvény Az ír népnek a Lisszaboni Szerződéssel kapcsolatos aggályairól szóló jegyzőkönyv kihirdetéséről
- 2013. évi CVII. törvény A termőföldről szóló 1994. évi LV. törvény módosításáról
- 2013. évi CVIII. törvény Az állattenyésztésről szóló 1993. évi CXIV. törvény módosításáról
- 2013. évi CIX. törvény A Nemzetközi Vasúti Fuvarozási Egyezmény (COTIF) módosításáról Vilniusban elfogadott, 1999. június 3-án kelt Jegyzőkönyv C Függeléke Mellékletének kihirdetéséről, valamint a belföldi alkalmazásának egyes kérdéseiről
- 2013. évi CX. törvény A Veszélyes Áruk Nemzetközi Közúti Szállításáról szóló Európai Megállapodás „A” és „B” Melléklete kihirdetéséről, valamint a belföldi alkalmazásának egyes kérdéseiről
- 2013. évi CXI. törvény A Genfben, 2000. május 26. napján kelt, a Veszélyes Áruk Nemzetközi Belvízi Szállításáról szóló Európai Megállapodáshoz (ADN) csatolt Szabályzat kihirdetéséről és belföldi alkalmazásáról
- 2013. évi CXII. törvény A büntetőeljárások időszerűségének javítása érdekében szükséges egyes törvények módosításáról
- 2013. évi CXIII. törvény A közszolgálati tisztviselőkről szóló 2011. évi CXCIX. törvény módosításáról
- 2013. évi CXIV. törvény A szippantott szennyvízre vonatkozó rezsicsökkentésről, valamint egyes törvényeknek a további rezsicsökkentéssel összefüggő módosításáról
- 2013. évi CXV. törvény Egyes gazdasági tárgyú törvények módosításáról
- 2013. évi CXVI. törvény A közbeszerzésekről szóló 2011. évi CVIII. törvény módosításáról
- 2013. évi CXVII. törvény A kereskedelemről szóló 2005. évi CLXIV. törvény módosításáról
- 2013. évi CXVIII. törvény Egyes állami és önkormányzati ingatlanok ingyenes tulajdonba adásáról, valamint a hitelszerződésből eredő kötelezettségeiknek eleget tenni nem tudó természetes személyek lakhatásának biztosításáról szóló 2011. évi CLXX. törvény módosításáról
- 2013. évi CXIX. törvény A lakások és helyiségek bérletére, valamint az elidegenítésükre vonatkozó egyes szabályokról szóló 1993. évi LXXVIII. törvény módosításáról
- 2013. évi CXX. törvény A Magyar Energetikai és Közmű-szabályozási Hivatalról szóló 2013. évi XXII. törvény módosításáról
- 2013. évi CXXI. törvény A helyi és körzeti televíziók digitális átállásának biztosítása érdekében szükséges és egyes hírközléssel összefüggő törvénymódosításokról
- 2013. évi CXXII. törvény A mező- és erdőgazdasági földek forgalmáról
- 2013. évi CXXIII. törvény Egyes közteherviselési kötelezettséget előíró törvények módosításáról
- 2013. évi CXXIV. törvény A Magyarország 2013. évi központi költségvetéséről szóló 2012. évi CCIV. törvény módosításáról
- 2013. évi CXXV. törvény A hulladékgazdálkodási közszolgáltatási tevékenység minősítéséről
- 2013. évi CXXVI. törvény Egyes törvények távszerencsejáték-szervezéssel összefüggő módosításáról
- 2013. évi CXXVII. törvény Egyes egészségügyi és egészségbiztosítási tárgyú törvények módosításáról
- 2013. évi CXXVIII. törvény Budapest főváros közigazgatási területével összefüggő egyes törvények módosításáról
- 2013. évi CXXIX. törvény Az oktatás szabályozására vonatkozó egyes törvények módosításáról
- 2013. évi CXXX. törvény Az országgyűlési képviselők választásáról szóló 2011. évi CCIII. törvény módosításáról
- 2013. évi CXXXI. törvény Egyes törvényeknek az Alaptörvény negyedik módosításával összefüggő módosításáról
- 2013. évi CXXXII. törvény Az országgyűlési képviselők választásáról szóló 2011. évi CCIII. törvény módosításáról
- 2013. évi CXXXIII. törvény A vallási közösségek jogállásával és működésével kapcsolatos törvényeknek az Alaptörvény negyedik módosításával összefüggő módosításáról
- 2013. évi CXXXIV. törvény Egyes közszolgáltatások ellátásáról és az ezzel összefüggő törvénymódosításokról
- 2013. évi CXXXV. törvény A szövetkezeti hitelintézetek integrációjáról és egyes gazdasági tárgyú jogszabályok módosításáról
- 2013. évi CXXXVI. törvény A Magyarország Kormánya és a Kínai Népköztársaság Kormánya között kulturális központok kölcsönös létesítéséről szóló Megállapodás kihirdetéséről
- 2013. évi CXXXVII. törvény A nemzeti köznevelésről szóló 2011. évi CXC. törvény módosításáról
- 2013. évi CXXXVIII. törvény A temetőkről és a temetkezésről szóló 1999. évi XLIII. törvény módosításáról
- 2013. évi CXXXIX. törvény A Magyar Nemzeti Bankról
- 2013. évi CXL. törvény A fémkereskedelemről
- 2013. évi CXLI. törvény A nemzeti mobil fizetési rendszerről szóló 2011. évi CC. törvény módosításáról
- 2013. évi CXLII. törvény A Magyarország gazdasági stabilitásáról szóló 2011. évi CXCIV. törvénynek az Alaptörvény ötödik módosításával összefüggő módosításáról
- 2013. évi CXLIII. törvény Egyes törvényeknek a Magyar Nemzeti Bankról szóló törvénnyel összefüggő, valamint egyéb célú módosításáról
- 2013. évi CXLIV. törvény A Magyarország 2013. évi központi költségvetéséről szóló 2012. évi CCIV. törvény módosításáról
- 2013. évi CXLV. törvény A villamos energiával, valamint a földgázellátással összefüggésben egyes törvények módosításáról
- 2013. évi CXLVI. törvény A Nemzetközi Migrációs Szervezet Alapokmányának és módosításainak kihirdetéséről
- 2013. évi CXLVII. törvény A Magyarország Kormánya és a Libanoni Köztársaság Kormánya között a diplomata útlevéllel rendelkező állampolgáraik vízummentességéről szóló megállapodás kihirdetéséről
- 2013. évi CXLVIII. törvény A Normafa Park történelmi sportterületről
- 2013. évi CXLIX. törvény A szabálysértésekről, a szabálysértési eljárásról és a szabálysértési nyilvántartási rendszerről szóló 2012. évi II. törvénynek és a kereskedelemről szóló 2005. évi CLXIV. törvénynek az Alaptörvény negyedik módosításával összefüggő módosításáról
- 2013. évi CL. törvény A belső piaci információs rendszer hazai működésével összefüggő egyes törvények módosításáról
- 2013. évi CLI. törvény Az egyrészről az Európai Unió és tagállamai, másrészről Izrael Állam közötti euromediterrán légiközlekedési megállapodás kihirdetéséről
- 2013. évi CLII. törvény A Magyarország és Japán között a szociális biztonságról szóló Egyezmény kihirdetéséről
- 2013. évi CLIII. törvény A Magyarország és a Koszovói Köztársaság között a bűnözés megelőzésében és leküzdésében történő együttműködésről szóló Megállapodás kihirdetéséről
- 2013. évi CLIV. törvény Egyrészről az Európai Unió és tagállamai, másrészről Közép-Amerika közötti társulás létrehozásáról szóló megállapodás kihirdetéséről
- 2013. évi CLV. törvény A támogatott döntéshozatalról
- 2013. évi CLVI. törvény A Szövetkezeti Hitelintézetek Integrációs Alapjáról
- 2013. évi CLVII. törvény A Magyar Művészeti Akadémia működésével kapcsolatos egyes kérdésekről
- 2013. évi CLVIII. törvény Egyes törvényeknek a szociális és gyermekvédelmi ellátások országos nyilvántartásával összefüggő módosításáról
- 2013. évi CLIX. törvény A szellemi tulajdonra vonatkozó egyes törvények módosításáról
- 2013. évi CLX. törvény A muzeális intézményekről, a nyilvános könyvtári ellátásról és a közművelődésről szóló 1997. évi CXL. törvény módosításáról
- 2013. évi CLXI. törvény A Magyarország Kormánya és az Egyesült Arab Emírségek Kormánya között a jövedelemadók területén a kettős adóztatás elkerüléséről és az adóztatás kijátszásának megakadályozásáról szóló, Dubaiban, 2013. április 30. napján aláírt Egyezmény kihirdetéséről
- 2013. évi CLXII. törvény A Magyarország Kormánya és Guernsey Kormánya között az adóügyi információcseréről szóló, Londonban, 2013. szeptember 11. napján aláírt Egyezmény kihirdetéséről
- 2013. évi CLXIII. törvény Magyarország és a Svájci Államszövetség között a jövedelem- és vagyonadók területén a kettős adóztatás elkerüléséről szóló, Budapesten, 2013. szeptember 12-én aláírt Egyezmény kihirdetéséről
- 2013. évi CLXIV. törvény Az Európai Parlament magyarországi képviselőinek jogállásáról szóló 2004. évi LVII. törvény módosításáról
- 2013. évi CLXV. törvény A panaszokról és a közérdekű bejelentésekről
- 2013. évi CLXVI. törvény A közútkezelői feladatok átadásáról
- 2013. évi CLXVII. törvény Egyes törvényeknek a rezsicsökkentés végrehajtásához szükséges módosításáról
- 2013. évi CLXVIII. törvény Egyes törvényeknek a szociális, gyermekjóléti és gyermekvédelmi szolgáltatók, intézmények és hálózatok hatósági nyilvántartásával összefüggő módosításáról
- 2013. évi CLXIX. törvény A termőföld védelméről szóló 2007. évi CXXIX. törvény módosításáról
- 2013. évi CLXX. törvény Egyrészről az Európai Unió és tagállamai, másrészről Kolumbia és Peru közötti kereskedelmi megállapodás kihirdetéséről
- 2013. évi CLXXI. törvény A Biológiai Biztonságról szóló Cartagena Jegyzőkönyv felelősségről és jogorvoslatról szóló Nagojai–Kuala Lumpur-i Kiegészítő Jegyzőkönyvének kihirdetéséről
- 2013. évi CLXXII. törvény Az áruknak TIR-igazolvánnyal történő nemzetközi fuvarozására vonatkozó, Genfben, 1975. november 14-én kelt vámegyezmény módosításának kihirdetéséről
- 2013. évi CLXXIII. törvény A devizahitelesek megsegítése érdekében szükséges egyes törvények módosításáról
- 2013. évi CLXXIV. törvény A szomszédjogok és a tulajdonjog korlátainak különös szabályairól
- 2013. évi CLXXV. törvény A gondnokoltak és az előzetes jognyilatkozatok nyilvántartásáról
- 2013. évi CLXXVI. törvény Egyes jogi személyek átalakulásáról, egyesüléséről, szétválásáról
- 2013. évi CLXXVII. törvény A polgári törvénykönyvről szóló 2013. évi V. törvény hatálybalépésével összefüggő átmeneti és felhatalmazó rendelkezésekről
- 2013. évi CLXXVIII. törvény Az emberi méltóság védelme és a bizonyítékok meghamisításának megakadályozása érdekében a Büntető Törvénykönyvről szóló 2012. évi C. törvény módosításáról
- 2013. évi CLXXIX. törvény Egyes foglalkoztatási tárgyú törvények módosításáról
- 2013. évi CLXXX. törvény A hegyközségekről szóló 2012. évi CCXIX. törvény módosításáról
- 2013. évi CLXXXI. törvény A Nemzeti Média- és Hírközlési Hatóság 2014. évi egységes költségvetéséről
- 2013. évi CLXXXII. törvény A Nemzetközi Vasúti Árufuvarozásról szóló Megállapodás (SzMGSz) és Mellékletei 2013. évi módosításának kihirdetéséről
- 2013. évi CLXXXIII. törvény Egyes törvények fogyasztóvédelmi célú módosításáról
- 2013. évi CLXXXIV. törvény Az egyes szakosított szociális és gyermekvédelmi szakellátási intézmények állami átvételéről és egyes törvények módosításáról szóló 2012. évi CXCII. törvény módosításáról
- 2013. évi CLXXXV. törvény A szerencsejáték szervezésével összefüggő egyes törvények módosításáról
- 2013. évi CLXXXVI. törvény Egyes büntetőjogi tárgyú és ehhez kapcsolódó más törvények módosításáról
- 2013. évi CLXXXVII. törvény Magyarország és a Koszovói Köztársaság között a kettős adóztatás elkerüléséről és az adóztatás kijátszásának megakadályozásáról a jövedelem- és a vagyonadók területén, Pristinában, 2013. október 3-án aláírt Egyezmény kihirdetéséről
- 2013. évi CLXXXVIII. törvény Az egységes közszolgáltatói számlaképről
- 2013. évi CLXXXIX. törvény A pénzügyi rezsicsökkentéssel összefüggésben a pénzforgalmi szolgáltatás nyújtásáról szóló 2009. évi LXXXV. törvény módosításáról
- 2013. évi CXC. törvény A fiatalok életkezdési támogatásáról szóló 2005. évi CLXXIV. törvény módosításáról
- 2013. évi CXCI. törvény A tisztességtelen piaci magatartás és a versenykorlátozás tilalmáról szóló 1996. évi LVII. törvény módosításáról
- 2013. évi CXCII. törvény Egyes törvényeknek a katasztrófák elleni védekezés hatékonyságának növelésével összefüggő módosításáról
- 2013. évi CXCIII. törvény A Magyarország 2012. évi központi költségvetéséről szóló 2011. évi CLXXXVIII. törvény végrehajtásáról
- 2013. évi CXCIV. törvény A Nemzeti Média- és Hírközlési Hatóság 2012. évi egységes költségvetésének végrehajtásáról
- 2013. évi CXCV. törvény Egyes törvényeknek a közgyűjteményekben őrzött, vitatott tulajdonú kulturális javak visszaadásával összefüggő módosításáról
- 2013. évi CXCVI. törvény A szövetkezeti hitelintézetek integrációjával kapcsolatos egyes törvények módosításáról
- 2013. évi CXCVII. törvény A Magyarország Kormánya és a Szerb Köztársaság Kormánya között a katasztrófák esetén történő együttműködésről és kölcsönös segítségnyújtásról szóló Egyezmény kihirdetéséről
- 2013. évi CXCVIII. törvény A nemzeti utasadat-információs rendszer létrehozása érdekében szükséges, valamint a rendőrséget érintő és egyes további törvények módosításáról
- 2013. évi CXCIX. törvény A növényfajták állami elismeréséről, valamint a szaporítóanyagok előállításáról és forgalomba hozataláról szóló 2003. évi LII. törvény módosításáról
- 2013. évi CC. törvény Az egyes adótörvények és azokkal összefüggő más törvények, valamint a Nemzeti Adó- és Vámhivatalról szóló 2010. évi CXXII. törvény módosításáról
- 2013. évi CCI. törvény A tisztességtelen piaci magatartás és a versenykorlátozás tilalmáról szóló 1996. évi LVII. törvény, valamint a Gazdasági Versenyhivatal eljárásaival összefüggő egyes törvényi rendelkezések módosításáról
- 2013. évi CCII. törvény A szociális igazgatásról és szociális ellátásokról szóló 1993. évi III. törvény, valamint a szabálysértési eljárásokkal összefüggő egyes törvények módosításáról
- 2013. évi CCIII. törvény A Magyarország 2014. évi központi költségvetését megalapozó egyes törvények módosításáról
- 2013. évi CCIV. törvény A polgári törvénykönyvről szóló 2013. évi V. törvénnyel összefüggésben az ingatlan-nyilvántartásról szóló 1997. évi CXLI. törvény módosításáról
- 2013. évi CCV. törvény A gyermekek védelméről és a gyámügyi igazgatásról szóló 1997. évi XXXI. törvénynek és egyes kapcsolódó törvényeknek a nevelőszülői jogviszony és a speciális ellátás átalakításával összefüggő módosításáról
- 2013. évi CCVI. törvény A Magyarország 2013. évi központi költségvetéséről szóló 2012. évi CCIV. törvény módosításáról
- 2013. évi CCVII. törvény Egyes törvényeknek az Alaptörvény ötödik módosításával összefüggő módosításáról
- 2013. évi CCVIII. törvény Az Európa Tanács egészségügyi termékek hamisításáról és hasonló, közegészségügyi veszélyt jelentő bűncselekményekről szóló Egyezménye kihirdetéséről
- 2013. évi CCIX. törvény Az egyfelől Magyarország, másfelől az Apostoli Szentszék között a Katolikus Egyház magyarországi közszolgálati és hitéleti tevékenységének finanszírozásáról, valamint néhány vagyoni természetű kérdésről szóló 1997. június 20-án aláírt Megállapodás módosításáról szóló Megállapodás kihirdetéséről
- 2013. évi CCX. törvény A Magyarország Kormánya és a Török Köztársaság Kormánya között a diplomata, szolgálati és speciális útlevéllel rendelkező állampolgáraik vízummentességéről szóló megállapodás kihirdetéséről
- 2013. évi CCXI. törvény A Magyarország Kormánya és a Török Köztársaság Kormánya között a kulturális központok nyitásáról, működtetéséről és tevékenységéről szóló Egyezmény kihirdetéséről
- 2013. évi CCXII. törvény A mező- és erdőgazdasági földek forgalmáról szóló 2013. évi CXXII. törvénnyel összefüggő egyes rendelkezésekről és átmeneti szabályokról
- 2013. évi CCXIII. törvény Az egyes civil szervezetekkel kapcsolatos törvényeknek a polgári törvénykönyvről szóló 2013. évi V. törvény hatálybalépésével összefüggő, valamint egyéb célú módosításáról
- 2013. évi CCXIV. törvény Az Erzsébet-programról szóló 2012. évi CIII. törvény módosításáról
- 2013. évi CCXV. törvény A szerencsejáték szervezésről szóló 1991. évi XXXIV. törvény és a Magyar Fejlesztési Bank Részvénytársaságról szóló 2001. évi XX. törvény módosításáról
- 2013. évi CCXVI. törvény A területfejlesztésről és a területrendezésről szóló 1996. évi XXI. törvény módosításáról
- 2013. évi CCXVII. törvény Egyes kulturális tárgyú törvények módosításáról
- 2013. évi CCXVIII. törvény A kormányablakok kialakításával, valamint a fővárosi és megyei kormányhivatalok működésével összefüggő egyes törvények módosításáról
- 2013. évi CCXIX. törvény Az 1979. évi 25. törvényerejű rendelettel kihirdetett, a pszichotróp anyagokról szóló, Bécsben az 1971. évi február hó 21. napján aláírt egyezmény módosításának kihirdetéséről
- 2013. évi CCXX. törvény Az állami és önkormányzati nyilvántartások együttműködésének általános szabályairól
- 2013. évi CCXXI. törvény A hitelbiztosítéki nyilvántartásról
- 2013. évi CCXXII. törvény Az államháztartásról szóló 2011. évi CXCV. törvénynek a tagállamok költségvetési keretrendszerére vonatkozó követelményekről szóló 2011/85/EU tanácsi irányelv átültetésével összefüggő módosításáról
- 2013. évi CCXXIII. törvény Az alapvető jogok biztosáról szóló 2011. évi CXI. törvény és az Alkotmánybíróságról szóló 2011. évi CLI. törvény módosításáról
- 2013. évi CCXXIV. törvény Egyes törvényeknek a gyermekgondozási ellátások átalakításával, valamint a szociális hozzájárulási adó megfizetése alóli kedvezmény bővítésével összefüggő módosításáról
- 2013. évi CCXXV. törvény A megváltozott munkaképességű személyek ellátásairól és egyes törvények módosításáról szóló 2011. évi CXCI. törvény módosításáról
- 2013. évi CCXXVI. törvény A lakások és helyiségek bérletére, valamint az elidegenítésükre vonatkozó egyes szabályokról szóló 1993. évi LXXVIII. törvény módosításáról
- 2013. évi CCXXVII. törvény Egyes energetikai tárgyú törvények módosításáról
- 2013. évi CCXXVIII. törvény Egyes klímapolitikai és közlekedési tárgyú törvények módosításáról
- 2013. évi CCXXIX. törvény Egyes törvények területrendezéssel összefüggő módosításáról
- 2013. évi CCXXX. törvény Magyarország 2014. évi központi költségvetéséről
- 2013. évi CCXXXI. törvény Egyes törvényeknek a rezsicsökkentés végrehajtásával összefüggő módosításáról
- 2013. évi CCXXXII. törvény A nemzeti köznevelés tankönyvellátásáról
- 2013. évi CCXXXIII. törvény A Magyarország és a Moldovai Köztársaság között a szociális biztonságról szóló egyezmény kihirdetéséről
- 2013. évi CCXXXIV. törvény A Magyarország és a Szerb Köztársaság között a szociális biztonságról szóló egyezmény kihirdetéséről
- 2013. évi CCXXXV. törvény Az egyes fizetési szolgáltatókról
- 2013. évi CCXXXVI. törvény Egyes pénzügyi tárgyú törvények módosításáról
- 2013. évi CCXXXVII. törvény A hitelintézetekről és a pénzügyi vállalkozásokról
- 2013. évi CCXXXVIII. törvény A népszavazás kezdeményezéséről, az európai polgári kezdeményezésről, valamint a népszavazási eljárásról
- 2013. évi CCXXXIX. törvény A nemzetbiztonsági szolgálatokról szóló 1995. évi CXXV. törvénynek és a szabálysértésekről, a szabálysértési eljárásról és a szabálysértési nyilvántartási rendszerről szóló 2012. évi II. törvénynek a nemzetbiztonsági tárgyú parlamenti ellenőrzés hatékonnyá tételéhez szükséges módosításáról
- 2013. évi CCXL. törvény A büntetések, az intézkedések, egyes kényszerintézkedések és a szabálysértési elzárás végrehajtásáról
- 2013. évi CCXLI. törvény A Nemzeti Emlékezet Bizottságáról
- 2013. évi CCXLII. törvény A Városliget megújításáról és fejlesztéséről
- 2013. évi CCXLIII. törvény Az egyes igazságügyi, jogállási és belügyi tárgyú törvények módosításáról
- 2013. évi CCXLIV. törvény Az egyes egészségügyi és egészségbiztosítási tárgyú törvények módosításáról
- 2013. évi CCXLV. törvény Egyes törvényeknek a gyermekek védelme érdekében történő módosításáról
- 2013. évi CCXLVI. törvény Egyes agrártárgyú törvények módosításáról
- 2013. évi CCXLVII. törvény A Magyar Agrár-, Élelmiszergazdasági és Vidékfejlesztési Kamaráról szóló 2012. évi CXXVI. törvény módosításáról
- 2013. évi CCXLVIII. törvény A Magyarország Kormánya és a Koszovói Nemzetközi Biztonsági Erő (KFOR) között a Koszovó felett kijelölt légtérben egyes léginavigációs szolgálatok nyújtásáról és egyéb kapcsolódó tevékenységek ellátásáról szóló Végrehajtási Megállapodás kihirdetéséről
- 2013. évi CCXLIX. törvény Egyes törvények vízgazdálkodási tárgyú módosításáról
- 2013. évi CCL. törvény Egyes törvényeknek agrár- és környezetügyi tárgyban történő módosításáról
- 2013. évi CCLI. törvény A fejlesztéspolitikával összefüggő egyes törvények módosításáról
- 2013. évi CCLII. törvény Egyes törvényeknek az új polgári törvénykönyv hatálybalépésével összefüggő módosításáról

### Országgyűlésihatározatok
2013-ban az Országgyűlés 104 országgyűlési határozatot hozott meg:

#### Február (1−7)
- 1/2013. (II. 14.) OGY határozat Az Országgyűlés bizottságainak létrehozásáról, tisztségviselőinek és tagjainak megválasztásáról szóló 23/2010. (V. 14.) OGY határozat módosításáról
- 2/2013. (II. 20.) OGY határozat Orbán Viktor országgyűlési képviselő mentelmi ügyében
- 3/2013. (II. 20.) OGY határozat Novák Előd országgyűlési képviselő mentelmi ügyében
- 4/2013. (II. 20.) OGY határozat Szekó József országgyűlési képviselő mentelmi ügyében
- 5/2013. (II. 20.) OGY határozat Az Országgyűlés bizottságainak létrehozásáról, tisztségviselőinek és tagjainak megválasztásáról szóló 23/2010. (V. 14.) OGY határozat módosításáról
- 6/2013. (II. 21.) OGY határozat A kis- és középvállalkozások 2009–2010. évi helyzetéről, gazdálkodási feltételrendszeréről, a vállalkozásfejlesztés érdekében megtett intézkedésekről, valamint a kis- és középvállalkozások részére nyújtott állami támogatások eredményeiről szóló jelentés elfogadásáról
- 7/2013. (II. 21.) OGY határozat Az atomenergia 2009., 2010. és 2011. évi hazai alkalmazásának biztonságáról szóló jelentés elfogadásáról

#### Március (8−22)
- 8/2013. (III. 5.) OGY határozat Az Országgyűlés tisztségviselőinek megválasztásáról szóló 22/2010. (V. 14.) OGY határozat módosításáról
- 9/2013. (III. 5.) OGY határozat Az Országgyűlés bizottságainak létrehozásáról, tisztségviselőinek és tagjainak megválasztásáról szóló 23/2010. (V. 14.) OGY határozat módosításáról
- 10/2013. (III. 5.) OGY határozat A Magyar Nemzeti Bank monetáris tanácsa tagjainak megválasztásáról szóló 11/2011. (III. 9.) OGY határozat módosításáról
- 11/2013. (III. 7.) OGY határozat A Magyar Nemzetközi Fejlesztési Együttműködési (NEFE) Politika ügyében
- 12/2013. (III. 7.) OGY határozat A határon túli magyarokra vonatkozó feladatok végrehajtásáról szóló beszámoló elfogadásáról
- 13/2013. (III. 7.) OGY határozat Az Országgyűlés bizottságainak létrehozásáról, tisztségviselőinek és tagjainak megválasztásáról szóló 23/2010. (V. 14.) OGY határozat módosításáról
- 14/2013. (III. 19.) OGY határozat Az Európai Uniónak a szomáliai biztonsági erők kiképzésére irányuló missziójához („EUTM Somalia”) történő további magyar katonai hozzájárulásról szóló 1227/2011. (VII. 4.) Korm. határozat módosításáról szóló 1001/2013. (I. 2.) Korm. határozatban foglalt döntésről szóló beszámoló elfogadásáról
- 15/2013. (III. 19.) OGY határozat A MALÉV Zrt. és a Budapest Airport Zrt. szocialisták és szabad demokraták általi privatizációjának körülményeit, továbbá a MALÉV Zrt. visszaállamosításának folyamatát, valamint jelenlegi fizetésképtelenségét és felszámolását előidéző, 2002–2010 között meghozott intézkedéseket, illetve az ebben az időszakban felmerülő döntéshozói felelősség kérdéskörét vizsgáló bizottság vizsgálatának eredményéről szóló jelentés elfogadásáról
- 16/2013. (III. 19.) OGY határozat A birkózás sportág a nyári olimpiai játékok programján való megőrzésének támogatásáról
- 17/2013. (III. 28.) OGY határozat Az Alkotmánybíróság tagjának megválasztásáról
- 18/2013. (III. 28.) OGY határozat A Nemzeti Fenntartható Fejlődés Keretstratégiáról
- 19/2013. (III. 28.) OGY határozat A 2009–2010. évi Nemzeti Éghajlatváltozási Programról szóló jelentés elfogadásáról
- 20/2013. (III. 28.) OGY határozat Mirkóczki Ádám országgyűlési képviselő mentelmi ügyében
- 21/2013. (III. 28.) OGY határozat Simon Gábor országgyűlési képviselő mentelmi ügyében
- 22/2013. (III. 28.) OGY határozat Dr. Tiba István országgyűlési képviselő mentelmi ügyében

#### Április (23−33)
- 23/2013. (IV. 12.) OGY határozat A Finnugor Nyelvrokonsággal Rendelkező Népek Napjáról
- 24/2013. (IV. 18.) OGY határozat A Gárdonyi Géza emléknapról
- 25/2013. (IV. 18.) OGY határozat Az Európai Unió Mali Kiképző Műveletében („EUTM Mali”) történő magyar katonai szerepvállalásról szóló beszámoló elfogadásáról
- 26/2013. (IV. 25.) OGY határozat Az Országgyűlés bizottságainak létrehozásáról, tisztségviselőinek és tagjainak megválasztásáról szóló 23/2010. (V. 14.) OGY határozat módosításáról
- 27/2013. (IV. 25.) OGY határozat Balog Zoltán országgyűlési képviselő mentelmi ügyében
- 28/2013. (IV. 25.) OGY határozat Balog Zoltán országgyűlési képviselő mentelmi ügyében
- 29/2013. (IV. 25.) OGY határozat Balog Zoltán országgyűlési képviselő mentelmi ügyében
- 30/2013. (IV. 25.) OGY határozat Balog Zoltán országgyűlési képviselő mentelmi ügyében
- 31/2013. (IV. 25.) OGY határozat Szekó József országgyűlési képviselő mentelmi ügyében
- 32/2013. (IV. 25.) OGY határozat Szekó József országgyűlési képviselő mentelmi ügyében
- 33/2013. (IV. 25.) OGY határozat Szekó József országgyűlési képviselő mentelmi ügyében

#### Május (34−43)
- 34/2013. (V. 9.) OGY határozat Viviane Reding, az Európai Bizottság jogérvényesülés, alapvető jogok és uniós polgárság biztosának a Tobin-ügyben tett lépéseivel kapcsolatos kérdésekről szóló jelentés elfogadásáról
- 35/2013. (V. 16.) OGY határozat A Magyar Honvédség részletes bontású létszámáról
- 36/2013. (V. 16.) OGY határozat A Nemzeti Adatvédelmi és Információszabadság Hatóság 2012. évi tevékenységéről szóló beszámoló elfogadásáról
- 37/2013. (V. 16.) OGY határozat A Nemzeti Adatvédelmi és Információszabadság Hatóság beszámolójának elfogadásáról
- 38/2013. (V. 16.) OGY határozat Az Országgyűlés bizottságainak létrehozásáról, tisztségviselőinek és tagjainak megválasztásáról szóló 23/2010. (V. 14.) OGY határozat módosításáról
- 39/2013. (V. 16.) OGY határozat Dr. Daher Pierre országgyűlési képviselő mentelmi ügyében
- 40/2013. (V. 27.) OGY határozat Az Országgyűlés bizottságainak létrehozásáról, tisztségviselőinek és tagjainak megválasztásáról szóló 23/2010. (V. 14.) OGY határozat módosításáról
- 41/2013. (V. 27.) OGY határozat Az Állami Számvevőszék 2012. évi tevékenységéről szóló beszámoló tudomásulvételéről
- 42/2013. (V. 29.) OGY határozat Az agrárgazdasági jelentés elkészítéséről
- 43/2013. (V. 29.) OGY határozat Az Országgyűlés bizottságainak létrehozásáról, tisztségviselőinek és tagjainak megválasztásáról szóló 23/2010. (V. 14.) OGY határozat módosításáról

#### Június (44−68)
- 44/2013. (VI. 12.) OGY határozat A 2013. június 4-én kihirdetett veszélyhelyzet meghosszabbításához történő hozzájárulásról
- 45/2013. (VI. 12.) OGY határozat Az egyes házszabályi rendelkezésekről szóló 46/1994. (IX. 30.) OGY határozat módosításáról
- 46/2013. (VI. 12.) OGY határozat Az Országgyűlés bizottságainak létrehozásáról, tisztségviselőinek és tagjainak megválasztásáról szóló 23/2010. (V. 14.) OGY határozat módosításáról
- 47/2013. (VI. 12.) OGY határozat Csenger-Zalán Zsolt országgyűlési képviselő mentelmi ügyében
- 48/2013. (VI. 12.) OGY határozat Dr. Dorosz Dávid országgyűlési képviselő mentelmi ügyében
- 49/2013. (VI. 12.) OGY határozat Karácsony Gergely országgyűlési képviselő mentelmi ügyében
- 50/2013. (VI. 12.) OGY határozat Jávor Benedek országgyűlési képviselő mentelmi ügyében
- 51/2013. (VI. 12.) OGY határozat Rubi Gergely országgyűlési képviselő mentelmi ügyében
- 52/2013. (VI. 12.) OGY határozat Scheiring Gábor országgyűlési képviselő mentelmi ügyében
- 53/2013. (VI. 12.) OGY határozat Dr. Szél Bernadett országgyűlési képviselő mentelmi ügyében
- 54/2013. (VI. 12.) OGY határozat Szilágyi László országgyűlési képviselő mentelmi ügyében
- 55/2013. (VI. 12.) OGY határozat Szabó Rebeka országgyűlési képviselő mentelmi ügyében
- 56/2013. (VI. 12.) OGY határozat Tasó László országgyűlési képviselő mentelmi ügyében
- 57/2013. (VI. 12.) OGY határozat Vágó Gábor országgyűlési képviselő mentelmi ügyében
- 58/2013. (VI. 18.) OGY határozat A 2013. június 10-én kihirdetett veszélyhelyzet meghosszabbításához történő hozzájárulásról
- 59/2013. (VI. 20.) OGY határozat Az Országgyűlés tisztségviselőinek megválasztásáról szóló 22/2010. (V. 14.) OGY határozat módosításáról
- 60/2013. (VI. 20.) OGY határozat Az Országgyűlés bizottságainak létrehozásáról, tisztségviselőinek és tagjainak megválasztásáról szóló 23/2010. (V. 14.) OGY határozat módosításáról
- 61/2013. (VI. 20.) OGY határozat Dr. Lenhardt Balázs országgyűlési képviselő mentelmi ügyében
- 62/2013. (VI. 20.) OGY határozat Sebestyén László országgyűlési képviselő mentelmi ügyében
- 63/2013. (VI. 20.) OGY határozat Selmeczi Gabriella országgyűlési képviselő mentelmi ügyében
- 64/2013. (VI. 20.) OGY határozat Szekó József országgyűlési képviselő mentelmi ügyében
- 65/2013. (VI. 26.) OGY határozat A diktatúrák által intézményesített gonoszság, valamint a történelem, jövő nemzedékek számára történő objektív bemutatásáról
- 66/2013. (VI. 26.) OGY határozat A nemzetiszocialista vészkorszak történelmének a fiatal generációk körében való minél teljesebb megismertetése, valamint az emlékezetkultúra fontosságának tudatosítása érdekében szükséges egyes intézkedésekről
- 67/2013. (VI. 26.) OGY határozat A recski munkatáborban a kommunista diktatúra erőszakszervezetei által elkövetett rémtetteknek a felnövekvő generációk számára történő hiteles bemutatásáról
- 68/2013. (VI. 26.) OGY határozat Az egyes házszabályi rendelkezésekről szóló 46/1994. (IX. 30.) OGY határozat módosításáról

#### Július (69−70)
- 69/2013. (VII. 5.) OGY határozat A Magyarországot megillető egyenlő elbánásról
- 70/2013. (VII. 9.) OGY határozat Az egyes házszabályi rendelkezésekről szóló 46/1994. (IX. 30.) OGY határozat módosításáról

#### Szeptember (71−75)
- 71/2013. (IX. 10.) OGY határozat a Nemzeti Média- és Hírközlési Hatóság Médiatanácsa elnökének és tagjainak megválasztásáról szóló 95/2010. (X. 15.) OGY határozat módosításáról
- 72/2013. (IX 19.) OGY határozat Az alapvető jogok biztosa megválasztásáról
- 73/2013. (IX. 19.) OGY határozat Balogh József országgyűlési képviselő mentelmi ügyében
- 74/2013. (IX. 19.) OGY határozat Zagyva György Gyula országgyűlési képviselő mentelmi ügyében
- 75/2013. (IX. 26.) OGY határozat Az Országgyűlés bizottságainak létrehozásáról, tisztségviselőinek és tagjainak megválasztásáról szóló 23/2010. (V. 14.) OGY határozat módosításáról

#### Október (76−90)
- 76/2013. (X. 1.) OGY határozat A Magyar Nemzeti Bank monetáris tanácsa tagjainak megválasztásáról szóló 11/2011. (III. 9.) OGY határozat módosításáról
- 77/2013. (X. 1.) OGY határozat A Nemzeti Választási Bizottság tagjainak és póttagjainak megválasztásáról
- 78/2013. (X. 1.) OGY határozat Az Országgyűlés bizottságainak létrehozásáról, tisztségviselőinek és tagjainak megválasztásáról szóló 23/2010. (V. 14.) OGY határozat módosításáról
- 79/2013. (X. 1.) OGY határozat Az Országgyűlés tisztségviselőinek megválasztásáról szóló 22/2010. (V. 14.) OGY határozat módosításáról
- 80/2013. (X. 16.) OGY határozat A Nemzeti Drogellenes Stratégiáról 2013–2020 Tiszta tudat, józanság, küzdelem a kábítószer-bűnözés ellen
- 81/2013. (X. 16.) OGY határozat A Bethlen Gábor Alap 2012. évi tevékenységéről és működéséről szóló jelentés elfogadásáról
- 82/2013. (X. 16.) OGY határozat Dr. Rubovszky György országgyűlési képviselő mentelmi ügyében
- 83/2013. (X. 16.) OGY határozat Ferenczi Gábor országgyűlési képviselő mentelmi ügyében
- 84/2013. (X. 16.) OGY határozat Szekó József országgyűlési képviselő mentelmi ügyében
- 85/2013. (X. 16.) OGY határozat Szekó József országgyűlési képviselő mentelmi ügyében
- 86/2013. (X. 17.) OGY határozat A társadalmi bűnmegelőzés nemzeti stratégiájáról szóló 115/2003. (X. 28.) OGY határozat hatályon kívül helyezéséről
- 87/2013. (X. 22.) OGY határozat Az Európai Ügyészség létrehozásáról szóló rendelettervezet vonatkozásában a szubszidiaritás elve érvényesülésének vizsgálatáról, valamint az indokolt vélemény elfogadása feltételeinek fennállásáról szóló jelentés elfogadásáról
- 88/2013. (X. 22.) OGY határozat Az Országos Bírósági Hivatal elnökének 2012. évi beszámolója elfogadásáról
- 89/2013. (X. 22.) OGY határozat A Kúria 2012. évi tevékenységéről a jogegység biztosítása és az önkormányzati normakontroll körében címmel benyújtott beszámoló elfogadásáról
- 90/2013. (X. 22.) OGY határozat Az alapvető jogok biztosának a Magyarországon élő nemzetiségek jogainak védelmét ellátó helyettese megválasztásáról

#### November (91−99)
- 91/2013. (XI. 8.) OGY határozat A nemzetiszocialista vészkorszak történelmének a fiatal generációk körében való minél teljesebb megismertetése, valamint az emlékezetkultúra fontosságának tudatosítása érdekében szükséges egyes intézkedésekről szóló 66/2013. (VI. 26.) OGY határozat módosításáról
- 92/2013. (XI. 8.) OGY határozat Az Országgyűlés bizottságainak létrehozásáról, tisztségviselőinek és tagjainak megválasztásáról szóló 23/2010. (V. 14.) OGY határozat módosításáról
- 93/2013. (XI. 20.) OGY határozat Dr. Budai Gyula országgyűlési képviselő mentelmi ügyében
- 94/2013. (XI. 20.) OGY határozat Meggyes Tamás országgyűlési képviselő mentelmi ügyében
- 95/2013. (XI. 20.) OGY határozat Simonka György országgyűlési képviselő mentelmi ügyében
- 96/2013. (XI. 21.) OGY határozat A Közszolgálati Közalapítvány Kuratóriuma tagjainak megválasztásáról szóló 96/2010. (X. 15.) OGY határozat módosításáról
- 97/2013. (XI. 27.) OGY határozat A Nemzeti Média- és Hírközlési Hatóság Médiatanácsának 2012. évi tevékenységéről szóló beszámoló elfogadásáról
- 98/2013. (XI. 27.) OGY határozat A Magyarország területén élő nemzetiségek helyzetéről (2011. február–2013. február) szóló beszámoló elfogadásáról
- 99/2013. (XI. 29.) OGY határozat A Nemzeti Média- és Hírközlési Hatóság elektronikus hírközléssel összefüggő 2012. évi tevékenységéről szóló beszámoló elfogadásáról

#### December (100−104)
- 100/2013. (XII. 4.) OGY határozat Az Országgyűlés bizottságainak létrehozásáról, tisztségviselőinek és tagjainak megválasztásáról szóló 23/2010. (V. 14.) OGY határozat módosításáról
- 101/2013. (XII. 12.) OGY határozat Az Európa több országát érintő lehallgatási botrány magyarországi szálainak, valamint a külföldi befolyásszerzési törekvéseknek a feltárására irányuló vizsgálóbizottság létrehozásáról
- 102/2013. (XII. 18.) OGY határozat Az Európa több országát érintő lehallgatási botrány magyarországi szálainak, valamint a külföldi befolyásszerzési törekvéseknek a feltárására irányuló vizsgálóbizottság tisztségviselőinek és tagjainak megválasztásáról
- 103/2013. (XII. 20.) OGY határozat A magyarországi németek elhurcolásának és elűzetésének emléknapjáról
- 104/2013. (XII. 20.) OGY határozat Az állami adóhatóság 2002 és 2013 közötti kiemelt adózókkal kapcsolatos gyakorlatát vizsgáló bizottságról

### Kormányrendeletek
2013-ban a Kormány 565 rendeletet alkotott:

#### Január (1-21)
- 1/2013. (I. 4.) Korm. rendelet Magyarország Kormánya és a Moldovai Köztársaság Kormánya között a Magyar Köztársaság Kormánya és a Moldovai Köztársaság Kormánya között 2010. február 23-án, Chisinauban aláírt Gazdasági Együttműködési Megállapodás módosításáról szóló jegyzőkönyv kihirdetéséről
- 2/2013. (I. 4.) Korm. rendelet A Tüskecsarnok beruházáshoz kapcsolódó uszodafejlesztés programmal összefüggő közigazgatási hatósági ügyek kiemelt jelentőségű üggyé nyilvánításáról és az eljáró hatóságok kijelöléséről
- 3/2013. (I. 10.) Korm. rendelet Az államháztartásról szóló törvény végrehajtásáról szóló 368/2011. (XII. 31.) Korm. rendelet módosításáról
- 4/2013. (I. 11.) Korm. rendelet Az államháztartás számviteléről
- 5/2013. (I. 16.) Korm. rendelet A közúti közlekedési igazgatási eljárásokkal összefüggő egyes kormányrendeletek módosításáról
- 6/2013. (I. 18.) Korm. rendelet A piacfelügyeleti tevékenység részletes szabályairól
- 7/2013. (I. 18.) Korm. rendelet A piacfelügyeleti tevékenység részletes szabályairól szóló Korm. rendelettel összefüggő egyes Korm. rendeletek módosításáról
- 8/2013. (I. 18.) Korm. rendelet A kereskedelmi tevékenységek végzésének feltételeiről szóló 210/2009. (IX. 29.) Korm. rendelet egyes rendelkezéseinek hatályon kívül helyezéséről
- 9/2013. (I. 18.) Korm. rendelet A Magyar Köztársaság Kormánya és a Vietnámi Szocialista Köztársaság Kormánya között 2009. szeptember 18-án Budapesten létrejött pénzügyi együttműködési keretprogram kialakításáról szóló megállapodás módosításáról szóló jegyzékváltással létrejött egyezmény kihirdetéséről
- 10/2013. (I. 21.) Korm. rendelet A közszolgálati egyéni teljesítményértékelésről
- 11/2013. (I. 21.) Korm. rendelet A Balassi Intézet létrehozásáról szóló 309/2006. (XII. 23.) Korm. rendelet módosításáról
- 12/2013. (I. 22.) Korm. rendelet Sík- és dombvidéki tározók létesítéséhez és rekonstrukciójához kapcsolódó beruházások megvalósításával összefüggő közigazgatási hatósági ügyek kiemelt jelentőségű üggyé nyilvánításáról és az eljáró hatóságok kijelöléséről
- 13/2013. (I. 25.) Korm. rendelet A szénipari szerkezetátalakítási támogatás meghatározásának és kezelésének részletes szabályairól szóló 278/2007. (X. 20.) Korm. rendelet módosításáról
- 14/2013. (I. 25.) Korm. rendelet Az államháztartásról szóló törvény végrehajtásáról szóló 368/2011. (XII. 31.) Korm. rendelet módosításáról
- 15/2013. (I. 28.) Korm. rendelet A Schengeni Információs Rendszer második generációja keretében történő információcsere részletes szabályairól, valamint az egyes kapcsolódó kormányrendeletek módosításáról
- 16/2013. (I. 28.) Korm. rendelet A frekvenciasávok nemzeti felosztásának megállapításáról szóló 346/2004. (XII. 22.) Korm. rendelet hatályon kívül helyezéséről
- 17/2013. (I. 30.) Korm. rendelet A büntetés-végrehajtási szervezet részéről a központi államigazgatási szervek és a rendvédelmi szervek irányában fennálló egyes ellátási kötelezettségekről, a termékek és szolgáltatások átadás-átvételének és azok ellentételezésének rendjéről szóló 44/2011. (III. 23.) Korm. rendelet módosításáról
- 18/2013. (I. 30.) Korm. rendelet A polgári felhasználású robbanóanyagok forgalmazásáról és felügyeletéről szóló 191/2002. (IX. 4.) Korm. rendelet és a bányafelügyelet hatáskörébe tartozó egyes sajátos építményekre vonatkozó építésügyi hatósági eljárások szabályairól szóló 53/2012. (III. 28.) Korm. rendelet módosításáról
- 19/2013. (I. 30.) Korm. rendelet A budapesti Istvánmező rehabilitációs programjával, kiemelten a Budapesti Olimpiai Központ integrált rekonstrukciójával összefüggő közigazgatási hatósági ügyek kiemelt jelentőségű üggyé nyilvánításáról és az eljáró hatóságok kijelöléséről szóló 364/2011. (XII. 30.) Korm. rendelet módosításáról
- 20/2013. (I. 30.) Korm. rendelet A mozgásában korlátozott személy parkolási igazolványáról szóló 218/2003. (XII. 11.) Korm. rendelet módosításáról
- 21/2013. (I. 30.) Korm. rendelet A bakteriológiai (biológiai) és toxin-fegyverek kifejlesztésének, előállításának és tárolásának megtiltásáról és e fegyverek megsemmisítéséről szóló egyezményből eredő nyilatkozattételi kötelezettségek végrehajtásáról és az ellenőrzés rendjéről

#### Február (22-61)
- 22/2013. (II. 1.) Korm. rendelet Egyes egészségügyi tárgyú kormányrendeletek módosításáról
- 23/2013. (II. 1.) Korm. rendelet Az ipari parkokról szóló 297/2011. (XII. 22.) Korm. rendelet módosításáról
- 24/2013. (II. 5.) Korm. rendelet A nemzeti felsőoktatási kiválóságról
- 25/2013. (II. 12.) Korm. rendelet Az egyes miniszterek, valamint a Miniszterelnökséget vezető államtitkár feladat és hatásköréről szóló 212/2010. (VII. 1.) Korm. rendelet módosításáról
- 26/2013. (II. 12.) Korm. rendelet A nemzeti köznevelésről szóló törvény végrehajtásáról szóló 229/2012. (VIII. 28.) Korm. rendelet módosításáról
- 27/2013. (II. 12.) Korm. rendelet A szabad vállalkozási zónák létrehozásának és működésének, valamint a kedvezmények igénybevételének szabályairól
- 28/2013. (II. 12.) Korm. rendelet Az egészséges ivóvíz biztosításához szükséges egyes beruházásokkal összefüggő közigazgatási hatósági ügyek kiemelt jelentőségű üggyé nyilvánításáról és az eljáró hatóságok kijelöléséről szóló 380/2012. (XII. 19.) Korm. rendelet módosításáról
- 29/2013. (II. 12.) Korm. rendelet A szennyvíz-elvezetési és -tisztítási beruházásokkal összefüggő közigazgatási hatósági ügyek kiemelt jelentőségű üggyé nyilvánításáról
- 30/2013. (II. 12.) Korm. rendelet Az Európai Unió vagy más nemzetközi szervezet felé vállalt kötelezettséggel összefüggő beruházás megvalósítása érdekében szükséges intézkedésekről szóló 170/2012. (VII. 23.) Korm. rendelet módosításáról
- 31/2013. (II. 13.) Korm. rendelet Az IBIDEN Hungary Kft. Dunavarsányi Ipari Parkban megvalósuló, kipufogórendszerekhez kapcsolódó újgenerációs termékek gyártását eredményező beruházásával összefüggő közigazgatási hatósági ügyek kiemelt jelentőségű üggyé nyilvánításáról és az eljáró hatóságok kijelöléséről
- 32/2013. (II. 13.) Korm. rendelet Az utak építésének, forgalomba helyezésének és megszüntetésének engedélyezéséről szóló 93/2012. (V. 10.) Korm. rendelet módosításáról
- 33/2013. (II. 14.) Korm. rendelet A Magyarország Kormánya és az Azerbajdzsáni Köztársaság Kormánya közötti oktatási, tudományos és kulturális együttműködésről szóló egyezmény kihirdetéséről
- 34/2013. (II. 14.) Korm. rendelet A társadalombiztosítási nyugellátásról szóló 1997. évi LXXXI. törvény végrehajtásáról szóló 168/1997. (X. 6.) Korm. rendelet és a kötelező egészségbiztosítás ellátásairól szóló 1997. évi LXXXIII. törvény végrehajtásáról szóló 217/1997. (XII. 1.) Korm. rendelet módosításáról
- 35/2013. (II. 14.) Korm. rendelet A térítési díj ellenében igénybe vehető egyes egészségügyi szolgáltatások térítési díjáról szóló 284/1997. (XII. 23.) Korm. rendelet módosításáról
- 36/2013. (II. 14.) Korm. rendelet A Széchenyi Programirodákról szóló 68/2011. (IV. 28.) Korm. rendelet módosításáról
- 37/2013. (II. 14.) Korm. rendelet A Kecskemét közigazgatási területén megvalósuló nagyberuházással összefüggő közigazgatási hatósági ügyek kiemelt jelentőségű üggyé nyilvánításáról szóló 192/2008. (VII. 30.) Korm. rendelet, valamint a Bridgestone Tatabánya Termelő Kft. Tatabányai Ipari Parkban megvalósuló új személygépkocsi gumiabroncs gyártó üzemének beruházásával összefüggő közigazgatási hatósági ügyek kiemelt jelentőségű üggyé nyilvánításáról szóló 446/2012. (XII. 29.) Korm. rendelet módosításáról
- 38/2013. (II. 14.) Korm. rendelet Az egyházi költségvetési céltámogatások sajátos szabályairól szóló 142/2012. (VII. 3.) Korm. rendelet módosításáról
- 39/2013. (II. 14.) Korm. rendelet A dohánytermékek előállításáról, forgalomba hozataláról és ellenőrzéséről, a kombinált figyelmeztetésekről, valamint az egészségvédelmi bírság alkalmazásának részletes szabályairól
- 40/2013. (II. 14.) Korm. rendelet Az állatkísérletekről
- 41/2013. (II. 14.) Korm. rendelet A veszélyeztetett vadon élő állat- és növényfajok nemzetközi kereskedelmét szabályozó nemzetközi és európai közösségi jogi aktusok végrehajtásának egyes szabályairól szóló 292/2008. (XII. 10.) Korm. rendelet módosításáról
- 42/2013. (II. 18.) Korm. rendelet Az EU Önerő Alap felhasználásának részletes szabályairól szóló 285/2012. (X. 9.) Korm. rendelet módosításáról
- 43/2013. (II. 19.) Korm. rendelet A közfeladatot ellátó szerveknél alkalmazható iratkezelési szoftverek megfelelőségét tanúsító szervezetek kijelölésének részletes szabályairól
- 44/2013. (II. 19.) Korm. rendelet A határon túli költségvetési támogatások sajátos szabályairól szóló 98/2012. (V. 15.) Korm. rendelet módosításáról
- 45/2013. (II. 19.) Korm. rendelet A helyi önkormányzatok címzett és céltámogatása felhasználásának részletes szabályairól szóló 19/2005. (II. 11.) Korm. rendelet módosításáról
- 46/2013. (II. 19.) Korm. rendelet Az építésüggyel és egyes kiemelt beruházásokkal kapcsolatos hatósági szabályokkal összefüggő egyes kormányrendeletek módosításáról
- 47/2013. (II. 20.) Korm. rendelet A felsőoktatási felvételi eljárásról szóló 423/2012. (XII. 29.) Korm. rendelet módosításáról
- 48/2013. (II. 21.) Korm. rendelet A központi költségvetési szervek szociális hozzájárulási adó kedvezmények igénybevételéből eredő kiadási megtakarításai befizetésének rendjéről
- 49/2013. (II. 21.) Korm. rendelet A Magyar Állam nevében tulajdonosi jogokat gyakorló szervezetek rábízott állami vagyonnal kapcsolatos éves beszámoló készítési és könyvvezetési kötelezettségéről szóló 347/2010. (XII. 28.) Korm. rendelet, és a Nemzeti Földalapba tartozó rábízott földvagyonnal kapcsolatos éves beszámoló-készítési és könyvvezetési kötelezettségről szóló 34/2011. (III. 17.) Korm. rendelet módosításáról
- 50/2013. (II. 25.) Korm. rendelet Az államigazgatási szervek integritásirányítási rendszeréről és az érdekérvényesítők fogadásának rendjéről
- 51/2013. (II. 25.) Korm. rendelet A fővárosi és megyei kormányhivatalok működésével összefüggő egyes kormányrendeletek módosításáról
- 52/2013. (II. 25.) Korm. rendelet A Klebelsberg Képzési Ösztöndíjról
- 53/2013. (II. 25.) Korm. rendelet A megváltozott munkaképességű személyek ellátásaival kapcsolatos eljárási szabályokról szóló 327/2011. (XII. 29.) Korm. rendelet módosításáról
- 54/2013. (II. 26.) Korm. rendelet A földhasználati nyilvántartás részletes szabályairól szóló 356/2007. (XII. 23.) Korm. rendelet módosításáról
- 55/2013. (II. 26.) Korm. rendelet A lakossági vezetékes gázfogyasztás és távhőfelhasználás szociális támogatásáról szóló 289/2007. (X. 31.) Korm. rendelet módosításáról
- 56/2013. (II. 27.) Korm. rendelet A Közigazgatási és Igazságügyi Hivatal szervezetét érintő egyes jogszabályok módosításáról
- 57/2013. (II. 27.) Korm. rendelet A telepengedély, illetve a telep létesítésének bejelentése alapján gyakorolható egyes termelő és egyes szolgáltató tevékenységekről, valamint a telepengedélyezés rendjéről és a bejelentés szabályairól
- 58/2013. (II. 27.) Korm. rendelet A víziközmű-szolgáltatásról szóló 2011. évi CCIX. törvény egyes rendelkezéseinek végrehajtásáról
- 59/2013. (II. 27.) Korm. rendelet Az államháztartásról szóló törvény végrehajtásáról szóló 368/2011. (XII. 31.) Korm. rendelet módosításáról
- 60/2013. (II. 28.) Korm. rendelet A közszolgálati tisztviselők részére adható juttatásokról és egyes illetménypótlékokról szóló 249/2012. (VIII. 31.) Korm. rendelet módosításáról
- 61/2013. (II. 28.) Korm. rendelet A budapesti Istvánmező rehabilitációs programjával, kiemelten a Budapesti Olimpiai Központ integrált rekonstrukciójával összefüggő közigazgatási hatósági ügyek kiemelt jelentőségű üggyé nyilvánításáról és az eljáró hatóságok kijelöléséről szóló 364/2011. (XII. 30.) Korm. rendelet, valamint a budapesti Tüskecsarnok beruházási programmal összefüggő közigazgatási hatósági ügyek kiemelt jelentőségű üggyé nyilvánításáról és az eljáró hatóságok kijelöléséről szóló 32/2012. (III. 7.) Korm. rendelet módosításáról

#### Március (62-102)
- 62/2013. (III. 4.) Korm. rendelet A vasúti és autóbuszos személyszállítást igénybe vevő utasok jogainak védelméről
- 63/2013. (III. 4.) Korm. rendelet Az egyes, tartós időtartamú szabadságelvonást elszenvedettek részére járó juttatásról szóló 267/2000. (XII. 26.) Korm. rendelet módosításáról
- 64/2013. (III. 4.) Korm. rendelet Az ásványi nyersanyagok és a geotermikus energia fajlagos értékének, valamint az értékszámítás módjának meghatározásáról szóló 54/2008. (III. 20.) Korm. rendelet módosításáról
- 65/2013. (III. 8.) Korm. rendelet A létfontosságú rendszerek és létesítmények azonosításáról, kijelöléséről és védelméről szóló 2012. évi CLXVI. törvény végrehajtásáról
- 66/2013. (III. 8.) Korm. rendelet Az egyes gazdálkodó szervezetek részére nyújtott 2013. évi egyedi támogatásokról, költségtérítésekről, valamint az egyéb vállalati támogatások mértékéről és felhasználási szabályairól
- 67/2013. (III. 8.) Korm. rendelet Az építésüggyel és örökségvédelemmel összefüggő egyes kormányrendeletek módosításáról
- 68/2013. (III. 8.) Korm. rendelet Egyes agrár tárgyú kormányrendeletek módosításáról
- 69/2013. (III. 8.) Korm. rendelet A vizek kártételei elleni védekezés szabályairól szóló 232/1996. (XII. 26.) Korm. rendelet módosításáról
- 70/2013. (III. 8.) Korm. rendelet A részarány földkiadás során keletkezett osztatlan közös tulajdon megszüntetésének részletes szabályairól szóló 405/2012. (XII. 28.) Korm. rendelet és a földhivatalokról, a Földmérési és Távérzékelési Intézetről, a Földrajzinév Bizottságról és az ingatlan-nyilvántartási eljárás részletes szabályairól szóló 338/2006. (XII. 23.) Korm. rendelet módosításáról
- 71/2013. (III. 8.) Korm. rendelet A Budapest Környéki Törvényszék elhelyezésével kapcsolatos beruházáshoz kapcsolódó egyes beszerzéseknek a minősített adatot, az ország alapvető biztonsági, nemzetbiztonsági érdekeit érintő vagy a különleges biztonsági intézkedést igénylő beszerzések sajátos szabályairól szóló 218/2011. (X. 19.) Korm. rendelet 7. § (5) bekezdés a) pontja szerinti minősítéséről
- 72/2013. (III. 8.) Korm. rendelet A települési szilárdhulladék-gazdálkodási rendszerek fejlesztését célzó KEOP keretében megvalósuló beruházásokkal összefüggő közigazgatási hatósági ügyek kiemelt jelentőségű üggyé nyilvánításáról
- 73/2013. (III. 8.) Korm. rendelet Egyes oktatási tárgyú kormányrendeletek módosításáról
- 74/2013. (III. 11.) Korm. rendelet Az államháztartásról szóló törvény végrehajtásával kapcsolatos egyes kormányrendeletek módosításáról
- 75/2013. (III. 11.) Korm. rendelet A megyei intézményfenntartó központokról, valamint a megyei önkormányzatok konszolidációjával, a megyei önkormányzati intézmények és a Fővárosi Önkormányzat egészségügyi intézményeinek átvételével összefüggő egyes kormányrendeletek módosításáról szóló 258/2011. (XII. 7.) Korm. rendelet, valamint az államigazgatási szervek integritásirányítási rendszeréről és az érdekérvényesítők fogadásának rendjéről szóló 50/2013. (II. 25.) Korm. rendelet módosításáról
- 76/2013. (III. 13.) Korm. rendelet A Magyar Tudományos Akadémia hazai tagjai és a Magyar Tudományos Akadémia Doktora címmel rendelkező személyek tiszteletdíjáról, illetve az akadémikus elhalálozása esetén megállapítható hozzátartozói ellátásokról szóló 4/1995. (I. 20.) Korm. rendelet módosításáról
- 77/2013. (III. 13.) Korm. rendelet Magyarország Kormánya és az Olasz Köztársaság Kormánya közötti, a katonai és haditechnikai területen történő együttműködésről, valamint védelmi és biztonsági eszközök kölcsönös átadásáról szóló megállapodás kihirdetéséről
- 78/2013. (III. 13.) Korm. rendelet Az egyes haditechnikai eszközök, termékek, szolgáltatások kereskedelméről, engedélyezéséről szóló kormányrendeletek és egyes műszaki tárgyú kormányrendeletek módosításáról
- 79/2013. (III. 13.) Korm. rendelet Az állami vagyonnal való gazdálkodásról szóló 254/2007. (X. 4.) Korm. rendelet módosításáról
- 80/2013. (III. 14.) Korm. rendelet A Nemzeti Információs Infrastruktúra Fejlesztési Programról szóló 5/2011. (II. 3.) Korm. rendelet módosításáról
- 81/2013. (III. 19.) Korm. rendelet A harmadik országbeli állampolgárok beutazásáról és tartózkodásáról szóló 2007. évi II. törvény végrehajtásáról szóló 114/2007. (V. 24.) Korm. rendelet és a közúti közlekedési igazgatási feladatokról, a közúti közlekedési okmányok kiadásáról és visszavonásáról szóló 326/2011. (XII. 28.) Korm. rendelet módosításáról
- 82/2013. (III. 21.) Korm. rendelet Az UNESCO által 2005. október 19-én elfogadott, a sportbeli dopping elleni nemzetközi egyezmény melléklete módosításának kihirdetéséről
- 83/2013. (III. 21.) Korm. rendelet A Rendszerváltás Történetét Kutató Intézet és Archívum létrehozásáról
- 84/2013. (III. 21.) Korm. rendelet Egyes szakképzési tárgyú kormányrendeletek módosításáról
- 85/2013. (III. 21.) Korm. rendelet A közfoglalkoztatással összefüggő egyes kormányrendeletek módosításáról
- 86/2013. (III. 21.) Korm. rendelet Az egyes talajvédelmi szakhatósági eljárásokat szabályozó kormányrendeletek módosításáról
- 87/2013. (III. 25.) Korm. rendelet A közúti közlekedés szabályairól szóló 1/1975. (II. 5.) KPM–BM együttes rendelet módosításáról
- 88/2013. (III. 25.) Korm. rendelet A megtett úttal arányos elektronikus díjszedéshez kapcsolódó beszerzésnek a minősített adatot, az ország alapvető biztonsági, nemzetbiztonsági érdekeit érintő vagy a különleges biztonsági intézkedést igénylő beszerzések sajátos szabályairól szóló 218/2011. (X. 19.) Korm. rendelet 7. § (5) bekezdés a) pontja szerinti minősítéséről
- 89/2013. (III. 28.) Korm. rendelet Egyes kormányrendeleteknek a szociális alapszolgáltatások finanszírozásával és a közforgalmú személyszállítási utazási kedvezményekkel összefüggő módosításáról
- 90/2013. (III. 28.) Korm. rendelet Az Országos Nyugdíjbiztosítási Főigazgatóságról szóló 289/2006. (XII. 23.) Korm. rendelet módosításáról
- 91/2013. (III. 28.) Korm. rendelet A társadalombiztosítási nyugellátásról szóló 1997. évi LXXXI. törvény végrehajtásáról szóló 168/1997. (X. 6.) Korm. rendelet, valamint a korhatár előtti ellátás, a szolgálati járandóság, a balettművészeti életjáradék és az átmeneti bányászjáradék eljárási szabályairól, valamint egyes kapcsolódó kormányrendeletek módosításáról szóló 333/2011. (XII. 29.) Korm. rendelet módosításáról
- 92/2013. (III. 28.) Korm. rendelet A vis maior támogatás felhasználásának részletes szabályairól szóló 9/2011. (II. 15.) Korm. rendelet módosításáról
- 93/2013. (III. 29.) Korm. rendelet Az egyes miniszterek, valamint a Miniszterelnökséget vezető államtitkár feladat és hatásköréről szóló 212/2010. (VII. 1.) Korm. rendelet, valamint a Nemzeti Külgazdasági Hivatalról szóló 265/2010. (XI. 19.) Korm. rendelet módosításáról
- 94/2013. (III. 29.) Korm. rendelet Egyes egészségügyi tárgyú kormányrendeletek módosításáról
- 95/2013. (III. 29.) Korm. rendelet Egyes szociális tárgyú kormányrendeleteknek a pénzbeli és természetbeni szociális ellátásokkal összefüggő módosításáról
- 96/2013. (III. 29.) Korm. rendelet A családok támogatásáról szóló 1998. évi LXXXIV. törvény végrehajtásáról szóló 223/1998. (XII. 30.) Korm. rendelet módosításáról
- 97/2013. (III. 29.) Korm. rendelet Egyes gyermekvédelmi tárgyú kormányrendeleteknek a gyermekvédelmi és gyámügyi eljárások egyszerűsítésével összefüggő módosításáról
- 98/2013. (III. 29.) Korm. rendelet Egyes gyermekvédelmi tárgyú kormányrendeleteknek a pénzbeli és természetbeni ellátásokkal, valamint a gyermekjóléti alapszolgáltatásokkal összefüggő módosításáról
- 99/2013. (III. 29.) Korm. rendelet Egyes energetikai tárgyú kormányrendeletek módosításáról
- 100/2013. (III. 29.) Korm. rendelet A Hamisítás Elleni Nemzeti Testületről szóló 287/2010. (XII. 16.) Korm. rendelet módosításáról
- 101/2013. (III. 29.) Korm. rendelet Egyes víziközmű-szolgáltató gazdálkodó szervezetek stratégiailag kiemelt jelentőségű gazdálkodó szervezetté nyilvánításáról
- 102/2013. (III. 29.) Korm. rendelet Az egyes, tartós időtartamú szabadságelvonást elszenvedettek részére járó juttatásról szóló 267/2000. (XII. 26.) Korm. rendelet módosításáról

#### Április (103 - 129)
- 103/2013. (IV. 5.) Korm. rendelet Az egyes ágazatokban működő munkáltatók által, a kötelező legkisebb munkabér és a garantált bérminimum emeléséből 2013. első félévében adódó többletterhekhez igénybe vehető támogatásról, valamint a Nemzeti Munkaügyi Hivatalról és a szakmai irányítása alá tartozó szakigazgatási szervek feladat- és hatásköréről szóló 323/2011. (XII. 28.) Korm. rendelet módosításáról
- 104/2013. (IV. 5.) Korm. rendelet A hulladéklerakási járulék megfizetésének részletes szabályairól
- 105/2013. (IV. 5.) Korm. rendelet Az egyes veszélyes anyagok elektromos és elektronikus berendezésekben való alkalmazásának korlátozásáról szóló 374/2012. (XII. 18.) Korm. rendelet módosításáról
- 106/2013. (IV. 5.) Korm. rendelet A környezetvédelmi, természetvédelmi, vízügyi hatósági és igazgatási feladatokat ellátó szervek kijelöléséről szóló 347/2006. (XII. 23.) Korm. rendelet módosításáról
- 107/2013. (IV. 5.) Korm. rendelet A Lechner Lajos Tudásközpont alapításával összefüggő egyes kormányrendeletek módosításáról
- 108/2013. (IV. 5.) Korm. rendelet A villamos energiáról szóló 2007. évi LXXXVI. törvény egyes rendelkezéseinek végrehajtásáról szóló 273/2007. (X. 19.) Korm. rendelet módosításáról
- 109/2013. (IV. 9.) Korm. rendelet Az építőipari lánctartozás megakadályozását segítő intézkedésekről
- 110/2013. (IV. 9.) Korm. rendelet A lófélék egyedeinek azonosításáról
- 111/2013. (IV. 11.) Korm. rendelet A Nemzeti Eszközkezelő Zrt. működésével kapcsolatos egyes szabályokról szóló 128/2012. (VI. 26.) Korm. rendeletnek az Ócsán megvalósuló Szociális Családiház-építési Programmal összefüggő módosításáról
- 112/2013. (IV. 12.) Korm. rendelet Az Európa-Ázsia közötti kombinált fuvarozás szervezési és üzemeltetési szempontjairól szóló Egyezmény Mellékleteinek kihirdetéséről
- 113/2013. (IV. 12.) Korm. rendelet A felszámolók névjegyzékéről szóló 114/2006. (V. 12.) Korm. rendelet módosításáról
- 114/2013. (IV. 16.) Korm. rendelet A magyar nemzeti értékek és a hungarikumok gondozásáról
- 115/2013. (IV. 18.) Korm. rendelet A 2007–2013 programozási időszakban az Európai Regionális Fejlesztési Alapból, az Európai Szociális Alapból és a Kohéziós Alapból származó támogatások felhasználásának rendjéről szóló 4/2011. (I. 28.) Korm. rendelet módosításáról
- 116/2013. (IV. 19.) Korm. rendelet Az egyes, tartós időtartamú szabadságelvonást elszenvedettek részére járó juttatásról szóló 267/2000. (XII. 26.) Korm. rendelet módosításáról
- 117/2013. (IV. 23.) Korm. rendelet Az Európai Unió vagy más nemzetközi szervezet felé vállalt kötelezettséggel összefüggő, a Kormány által a nemzeti fejlesztési miniszter hatáskörébe utalt beruházások megvalósítása érdekében szükséges intézkedésekről és az azokhoz kapcsolódó kiemelt jelentőségű ügyek lefolytatásának elősegítéséről
- 118/2013. (IV. 23.) Korm. rendelet A Nemzeti Közlekedési Hatóságról szóló 263/2006. (XII. 20.) Korm. rendelet és a közúti járművezetők és a közúti közlekedési szakemberek képzésének és vizsgáztatásának általános szabályairól szóló 179/2011. (IX. 2.) Korm. rendelet módosításáról
- 119/2013. (IV. 23.) Korm. rendelet A szociális közműszolgáltatás kialakítása érdekében egyes kormányrendeletek módosításáról
- 120/2013. (IV. 23.) Korm. rendelet Az atomenergia alkalmazása körében eljáró független műszaki szakértőről szóló 247/2011. (XI. 25.) Korm. rendelet módosításáról
- 121/2013. (IV. 26.) Korm. rendelet Az Oktatási Hivatalról
- 122/2013. (IV. 26.) Korm. rendelet Az Országos Betegjogi, Ellátottjogi, Gyermekjogi és Dokumentációs Központról szóló 214/2012. (VII. 30.) Korm. rendelet módosításáról
- 123/2013. (IV. 26.) Korm. rendelet Az Országos Nyugdíjbiztosítási Főigazgatóságról szóló 289/2006. (XII. 23.) Korm. rendelet módosításáról
- 124/2013. (IV. 26.) Korm. rendelet A közszférában alkalmazandó nyugdíjpolitikai elveknek az egészségügyi dolgozók vonatkozásában történő érvényesítéséről és végrehajtásáról
- 125/2013. (IV. 26.) Korm. rendelet Egyes egészségbiztosítási és egészségügyi tárgyú kormányrendeletek módosításáról
- 126/2013. (IV. 26.) Korm. rendelet A trolibusz, a villamos és a fogaskerekű vasút felsővezetéki infrastruktúrája építésével összefüggésben egyes idegen ingatlanok igénybevételéről
- 127/2013. (IV. 30.) Korm. rendelet A helyi önkormányzatok törvényességi felügyeletének részletes szabályairól szóló 119/2012. (VI. 26.) Korm. rendelet módosításáról
- 128/2013. (IV. 30.) Korm. rendelet Az otthonteremtéssel összefüggő egyes kormányrendeletek módosításáról
- 129/2013. (IV. 30.) Korm. rendelet A közúti közlekedés szabályairól szóló 1/1975. (II. 5.) KPM–BM együttes rendelet módosításáról

#### Május (130-175)
- 130/2013. (V. 2.) Korm. rendelet A Nemzeti Eszközkezelő Zrt. működéséhez kapcsolódó egyes kormányrendeletek módosításáról
- 131/2013. (V. 2.) Korm. rendelet Az Információs Hivatal járműveinek üzemben tartásával és használatával kapcsolatos egyes szabályokról
- 132/2013. (V. 9.) Korm. rendelet Az integrált kormányzati ügyfélszolgálatok (kormányablakok) létrehozását és az azokhoz kapcsolódó munkaügyi kirendeltségek fejlesztését célzó beruházások megvalósításával összefüggő közigazgatási hatósági ügyek nemzetgazdasági szempontból kiemelt jelentőségű üggyé nyilvánításáról
- 133/2013. (V. 9.) Korm. rendelet A Lakitelek Népfőiskola épületeinek rekonstrukciójával és fejlesztésével összefüggő közigazgatási hatósági ügyek kiemelt jelentőségű üggyé nyilvánításáról
- 134/2013. (V. 9.) Korm. rendelet A látvány-csapatsport támogatását biztosító támogatási igazolás kiállításáról, felhasználásáról, a támogatás elszámolásának és ellenőrzésének, valamint visszafizetésének szabályairól szóló 107/2011. (VI. 30.) Korm. rendelet módosításáról
- 135/2013. (V. 10.) Korm. rendelet Egyes költségvetési szervek központi hivatali jogállásáról szóló 259/2010. (XI. 16.) Korm. rendelet módosításáról
- 136/2013. (V. 10.) Korm. rendelet Egyes egészségügyi tárgyú kormányrendeleteknek a szakmai minőségértékeléssel összefüggő módosításáról
- 137/2013. (V. 10.) Korm. rendelet A Nemzeti Közszolgálati Egyetem Ludovika Campusban történő elhelyezéséhez kapcsolódó beruházások megvalósításával összefüggő közigazgatási hatósági ügyek nemzetgazdasági szempontból kiemelt jelentőségű üggyé nyilvánításáról, az eljáró hatóságok kijelöléséről, valamint az ezzel összefüggő egyes kormányrendeletek módosításáról szóló 126/2012. (VI. 26.) Korm. rendelet, valamint az új ferencvárosi labdarúgó stadion megvalósításával összefüggő közigazgatási hatósági ügyek nemzetgazdasági szempontból kiemelt jelentőségű üggyé nyilvánításáról és az eljáró hatóságok kijelöléséről szóló 173/2012. (VII. 26.) Korm. rendelet módosításáról
- 138/2013. (V. 10.) Korm. rendelet A közúti közlekedéssel kapcsolatos egyes kormányrendeletek módosításáról
- 139/2013. (V. 13.) Korm. rendelet A környezetvédelmi termékdíjról szóló 2011. évi LXXXV. törvény végrehajtásáról szóló 343/2011. (XII. 29.) Korm. rendelet módosításáról
- 140/2013. (V. 13.) Korm. rendelet A központosított közbeszerzési rendszerről, valamint a központi beszerző szervezet feladat- és hatásköréről szóló 168/2004. (V. 25.) Korm. rendelet módosításáról
- 141/2013. (V. 13.) Korm. rendelet Az M3 autópálya és a 36. számú főút közötti „Nyugati elkerülő út” beruházás megvalósításával és használatbavételével összefüggő közigazgatási hatósági ügyek nemzetgazdasági szempontból kiemelt jelentőségű üggyé nyilvánításáról és az eljáró hatóságok kijelöléséről
- 142/2013. (V. 13.) Korm. rendelet Egyes munkavédelmi tárgyú kormányrendeletek és a harmadik országbeli állampolgárok beutazásáról és tartózkodásáról szóló 2007. évi II. törvény végrehajtásáról szóló 114/2007. (V. 24.) Korm. rendelet módosításáról
- 143/2013. (V. 13.) Korm. rendelet A magyar–szerb államhatárt Ásotthalom és Királyhalom (Bački Vinogradi) között átszelő közút vámúttá nyilvánításáról
- 144/2013. (V. 14.) Korm. rendelet A Nemzeti Örökség Intézete létrehozásáról
- 145/2013. (V. 14.) Korm. rendelet A Nemzeti Örökség Intézete létrehozásával összefüggő egyes kormányrendeletek módosításáról
- 146/2013. (V. 14.) Korm. rendelet Egyes kulturális tárgyú kormányrendeletek módosításáról
- 147/2013. (V. 14.) Korm. rendelet A szabad vállalkozási zónák létrehozásának és működésének, valamint a kedvezmények igénybevételének szabályairól szóló 27/2013. (II. 12.) Korm. rendelet módosításáról
- 148/2013. (V. 16.) Korm. rendelet A statisztikáról szóló 1993. évi XLVI. törvény végrehajtásáról szóló 170/1993. (XII. 3.) Korm. rendelet módosításáról
- 149/2013. (V. 16.) Korm. rendelet A Budapest Belváros-Lipótváros építési beruházásaival összefüggő közigazgatási hatósági ügyek kiemelt jelentőségű üggyé nyilvánításáról és az eljáró hatóságok kijelöléséről, „A belvárosi Olimpia Park és a környező utcák teljes körű felújításának kivitelezése” tárgyú beruházásnak a minősített adatot, az ország alapvető biztonsági, nemzetbiztonsági érdekeit érintő vagy a különleges biztonsági intézkedést igénylő beszerzések sajátos szabályairól szóló 218/2011. (X. 19.) Korm. rendelet 7. § (5) bekezdés a) pontja szerinti minősítéséről, valamint egyes kormányrendeleteknek az építésügyi és az építésfelügyeleti bírságokkal összefüggő módosításáról
- 150/2013. (V. 17.) Korm. rendelet Az egyes miniszterek, valamint a Miniszterelnökséget vezető államtitkár feladat- és hatásköréről szóló 212/2010. (VII. 1.) Korm. rendelet, valamint az állami kitüntetések adományozásának rendjéről és a Kitüntetési Bizottságról szóló 270/2008. (XI. 18.) Korm. rendelet módosításáról
- 151/2013. (V. 17.) Korm. rendelet A területrendezési hatósági eljárásokról szóló 76/2009. (IV. 8.) Korm. rendelet módosításáról
- 152/2013. (V. 24.) Korm. rendelet A fővárosi és megyei kormányhivatalokról szóló 288/2010. (XII. 21.) Korm. rendeletnek a fővárosi és megyei kormányhivatalok kormányablakaiban intézhető ügykörökkel kapcsolatos módosításáról
- 153/2013. (V. 24.) Korm. rendelet A Nemzeti Földalapba tartozó földrészletek hasznosításának részletes szabályairól szóló 262/2010. (XI. 17.) Korm. rendelet módosításáról
- 154/2013. (V. 24.) Korm. rendelet A kisajátítással összefüggő egyes kormányrendeletek módosításáról
- 155/2013. (V. 24.) Korm. rendelet A LEGO Manufacturing Kft. Nyíregyháza Nyugati iparterületén megvalósuló új beruházásával összefüggő közigazgatási hatósági ügyek kiemelt jelentőségű üggyé nyilvánításáról és az eljáró hatóságok kijelöléséről
- 156/2013. (V. 24.) Korm. rendelet Az FK-Raszter Sport-1 Sportlétesítményeket Hasznosító Korlátolt Felelősségű Társaság stratégiailag kiemelt jelentőségű gazdálkodó szervezetté minősítéséről szóló 182/2012. (VII. 27.) Korm. rendelet hatályon kívül helyezéséről
- 157/2013. (V. 24.) Korm. rendelet A KEREX BICSKE TANUSZODA Szolgáltató Korlátolt Felelősségű Társaság stratégiailag kiemelt jelentőségű gazdálkodó szervezetté minősítéséről szóló 184/2012. (VII. 27.) Korm. rendelet hatályon kívül helyezéséről
- 158/2013. (V. 24.) Korm. rendelet A KEREX IVÁNCSA TANUSZODA Szolgáltató Korlátolt Felelősségű Társaság stratégiailag kiemelt jelentőségű gazdálkodó szervezetté minősítéséről szóló 185/2012. (VII. 27.) Korm. rendelet hatályon kívül helyezéséről
- 159/2013. (V. 24.) Korm. rendelet A KEREX TATA TANUSZODA Szolgáltató Korlátolt Felelősségű Társaság stratégiailag kiemelt jelentőségű gazdálkodó szervezetté minősítéséről szóló 186/2012. (VII. 27.) Korm. rendelet hatályon kívül helyezéséről
- 160/2013. (V. 24.) Korm. rendelet A Somogy Tornaterem 2006 Sportlétesítményt Üzemeltető, Szolgáltató Korlátolt Felelősségű Társaság stratégiailag kiemelt jelentőségű gazdálkodó szervezetté minősítéséről szóló 188/2012. (VII. 27.) Korm. rendelet hatályon kívül helyezéséről
- 161/2013. (V. 24.) Korm. rendelet A Trend-Építő Zártkörűen Működő Részvénytársaság stratégiailag kiemelt jelentőségű gazdálkodó szervezetté minősítéséről szóló 189/2012. (VII. 27.) Korm. rendelet hatályon kívül helyezéséről
- 162/2013. (V. 24.) Korm. rendelet A ZEMPLÉNKŐ Kelet-magyarországi Építőipari Fővállalkozó és Bányászati Korlátolt Felelősségű Társaság stratégiailag kiemelt jelentőségű gazdálkodó szervezetté minősítéséről szóló 190/2012. (VII. 27.) Korm. rendelet hatályon kívül helyezéséről
- 163/2013. (V. 24.) Korm. rendelet A Mohács Uszoda Szolgáltató Korlátolt Felelősségű Társaság stratégiailag kiemelt jelentőségű gazdálkodó szervezetté minősítéséről szóló 196/2012. (VII. 27.) Korm. rendelet hatályon kívül helyezéséről
- 164/2013. (V. 24.) Korm. rendelet A TANÚSZ Tanuszodákat Üzemeltető Korlátolt Felelősségű Társaság stratégiailag kiemelt jelentőségű gazdálkodó szervezetté minősítéséről szóló 198/2012. (VII. 27.) Korm. rendelet hatályon kívül helyezéséről
- 165/2013. (V. 28.) Korm. rendelet A Magyar Sportcsillagok Ösztöndíjról
- 166/2013. (V. 28.) Korm. rendelet A kéményseprő-ipari közszolgáltatásról szóló törvény végrehajtásáról szóló 347/2012. (XII. 11.) Korm. rendelet módosításáról
- 167/2013. (V. 29.) Korm. rendelet A munkába járással összefüggő terhek csökkentését célzó támogatásokról, valamint a munkaerő-toborzás támogatásáról szóló 39/1998. (III. 4.) Korm. rendelet módosításáról
- 168/2013. (V. 29.) Korm. rendelet A Nemzeti Fejlesztési Ügynökségről szóló 130/2006. (VI. 15.) Korm. rendelet módosításáról
- 169/2013. (V. 29.) Korm. rendelet Az egyes kormányzati célú hálózatokkal összefüggő kormányrendeletek módosításáról
- 170/2013. (V. 29.) Korm. rendelet A felszíni vizek minősége védelmének szabályairól szóló 220/2004. (VII. 21.) Korm. rendelet, valamint a vízgyűjtő-gazdálkodás egyes szabályairól szóló 221/2004. (VII. 21.) Korm. rendelet módosításáról
- 171/2013. (V. 29.) Korm. rendelet A vizek mezőgazdasági eredetű nitrátszennyezéssel szembeni védelméről szóló 27/2006. (II. 7.) Korm. rendelet módosításáról
- 172/2013. (V. 30.) Korm. rendelet A Büntető Törvénykönyvről szóló 2012. évi C. törvény hatálybalépéséhez kapcsolódóan egyes kormányrendeletek módosításáról
- 173/2013. (V. 30.) Korm. rendelet Az elzárás és a szabálysértési elzárás végrehajtását foganatosító intézetek kijelöléséről
- 174/2013. (V. 30.) Korm. rendelet A HIGI Papírsoft Papírtermékeket Gyártó és Forgalmazó Zártkörűen Működő Részvénytársaság „f. a.” stratégiailag kiemelt jelentőségű gazdálkodó szervezetté minősítéséről
- 175/2013. (V. 31.) Korm. rendelet A közúti közlekedési bírságolással kapcsolatos egyes kormányrendeletek módosításáról

#### Június (176-244)
- 176/2013. (VI. 3.) Korm. rendelet Egyes kormányrendeleteknek a közigazgatási hatósági eljárás és szolgáltatás általános szabályairól szóló 2004. évi CXL. törvényhez kapcsolódó módosításáról
- 177/2013. (VI. 4.) Korm. rendelet Veszélyhelyzet kihirdetéséről és az ennek során teendő intézkedésekről
- 178/2013. (VI. 4.) Korm. rendelet A Nemzeti Humanitárius Koordinációs Tanácsról
- 179/2013. (VI. 7.) Korm. rendelet A magyar–szlovák összekötő földgázszállító-vezeték kiépítéséhez és a vezeték üzemszerű működtetéséhez kapcsolódó beruházások megvalósításával összefüggő közigazgatási hatósági ügyek kiemelt jelentőségű üggyé nyilvánításáról szóló 230/2011. (XI. 8.) Korm. rendelet módosításáról
- 180/2013. (VI. 7.) Korm. rendelet A Veszprémi Járási Hivatal elhelyezéséül szolgáló ingatlanok átalakításával és felújításával összefüggő közigazgatási hatósági ügyek kiemelt jelentőségű üggyé nyilvánításáról és az eljáró hatóságok kijelöléséről
- 181/2013. (VI. 7.) Korm. rendelet A dohánytermék-kiskereskedelmi tevékenységhez kapcsolódó engedélyezési eljárás egyes szabályairól
- 182/2013. (VI. 7.) Korm. rendelet Egyes vízügyi tárgyú kormányrendeletek módosításáról
- 183/2013. (VI. 7.) Korm. rendelet A Magyar Export-Import Bank Részvénytársaság kamatkiegyenlítési rendszeréről szóló 85/1998. (V. 6.) Korm. rendelet módosításáról
- 184/2013. (VI. 7.) Korm. rendelet A Magyar Export-Import Bank Zrt. által az állam készfizető kezessége mellett vállalható garanciák, valamint a deviza- és kamatcsere ügyletek pótlási- és kamatköltségei feltételeiről és részletes szabályairól szóló 435/2012. (XII. 29.) Korm. rendelet módosításáról
- 185/2013. (VI. 7.) Korm. rendelet A Magyar Exporthitel Biztosító Részvénytársaság által a központi költségvetés terhére, a Kormány készfizető kezessége mellett vállalható nem-piacképes kockázatú biztosítások feltételeiről szóló 312/2001. (XII. 28.) Korm. rendelet módosításáról
- 186/2013. (VI. 7.) Korm. rendelet Az Eximbank által folyósítható kötött segélyhitelek feltételeiről és a segélyhitelnyújtás részletes szabályairól szóló 232/2003. (XII. 16.) Korm. rendelet módosításáról
- 187/2013. (VI. 7.) Korm. rendelet A költségvetési szerveknél és az egyházak közcélú tevékenységet folytató intézményeinél foglalkoztatottak 2013. évi kompenzációjáról szóló 408/2012. (XII. 28.) Korm. rendelet módosításáról
- 188/2013. (VI. 7.) Korm. rendelet Az oktatási igazolványokról szóló 362/2011. (XII. 30.) Korm. rendelet módosításáról
- 189/2013. (VI. 7.) Korm. rendelet Az egyes kormányrendeletek agrártárgyú módosításáról
- 190/2013. (VI. 7.) Korm. rendelet A KEOP-1.1.1/B/10-11-2013-0002 azonosító számú („A fővárosi hulladékgazdálkodási rendszer környezetbarát technológiáinak bővítése, a hulladékfeldolgozás és újrahasznosítás arányának növelése” című), valamint a KEOP-1.1.1/2F/09-11-2012-0005 azonosító számú („Települési szilárdhulladék-gazdálkodási rendszerek fejlesztése a Körös-szögi Kistérségben” című) projektekkel összefüggő közigazgatási hatósági ügyek nemzetgazdasági szempontból kiemelt jelentőségű üggyé nyilvánításáról
- 191/2013. (VI. 10.) Korm. rendelet Veszélyhelyzet kihirdetéséről és az ennek során teendő intézkedésekről, valamint a veszélyhelyzet kihirdetéséről és az ennek során teendő intézkedésekről szóló 177/2013. (VI. 4.) Korm. rendelet módosításáról
- 192/2013. (VI. 12.) Korm. rendelet A 2013. június 4-én kihirdetett veszélyhelyzet meghosszabbításáról
- 193/2013. (VI. 12.) Korm. rendelet Az Európai Unió vagy más nemzetközi szervezet felé vállalt kötelezettséggel összefüggő, a Kormány által a nemzeti fejlesztési miniszter hatáskörébe utalt beruházások megvalósítása érdekében szükséges intézkedésekről és az azokhoz kapcsolódó kiemelt jelentőségű ügyek lefolytatásának elősegítéséről szóló 117/2013. (IV. 23.) Korm. rendelet módosításáról
- 194/2013. (VI. 12.) Korm. rendelet A honvédelmi szervezetek működésének az államháztartás működési rendjétől eltérő szabályairól szóló 346/2009. (XII. 30.) Korm. rendelet módosításáról
- 195/2013. (VI. 12.) Korm. rendelet A Kárpátok védelméről és fenntartható fejlesztéséről szóló, 2003. május 22-én Kijevben készült Keretegyezményhez kapcsolódó, a fenntartható erdőgazdálkodásról szóló jegyzőkönyv kihirdetéséről
- 196/2013. (VI. 13.) Korm. rendelet A közfeladatot ellátó szervek iratkezelésének általános követelményeiről szóló 335/2005. (XII. 29.) Korm. rendelet és a Nemzeti Biztonsági Felügyelet működésének, valamint a minősített adat kezelésének rendjéről szóló 90/2010. (III. 26.) Korm. rendelet módosításáról
- 197/2013. (VI. 13.) Korm. rendelet Az önkormányzati segély kialakításával összefüggő rendeletmódosításokról
- 198/2013. (VI. 13.) Korm. rendelet A Széchenyi Pihenő Kártya kibocsátásának és felhasználásának szabályairól szóló 55/2011. (IV. 12.) Korm. rendelet módosításáról
- 199/2013. (VI. 13.) Korm. rendelet A Klebelsberg Intézményfenntartó Központról szóló 202/2012. (VII. 27.) Korm. rendelet módosításáról
- 200/2013. (VI. 13.) Korm. rendelet Egyes kimagasló sporteredmények állami jutalmáról
- 201/2013. (VI. 13.) Korm. rendelet A balatoni vízpart-rehabilitációs szabályozás követelményeiről szóló 283/2002. (XII. 21.) Korm. rendelet módosításáról
- 202/2013. (VI. 14.) Korm. rendelet Egyes pénzügyi tárgyú kormányrendeletek módosításáról
- 203/2013. (VI. 14.) Korm. rendelet Egyes kormányrendeleteknek a közhiteles hatósági nyilvántartásokkal kapcsolatos módosításáról
- 204/2013. (VI. 14.) Korm. rendelet A mozgásában korlátozott személy parkolási igazolványáról szóló 218/2003. (XII. 11.) Korm. rendelet módosításáról
- 205/2013. (VI. 14.) Korm. rendelet A települési önkormányzat tulajdonában álló közterület filmforgatási célú használatához kapcsolódó részletes szabályokról
- 206/2013. (VI. 17.) Korm. rendelet Egyes földügyi tárgyú kormányrendeletek módosításáról
- 207/2013. (VI. 17.) Korm. rendelet Az Útravaló Ösztöndíjprogramról szóló 152/2005. (VIII. 2.) Korm. rendelet módosításáról
- 208/2013. (VI. 17.) Korm. rendelet A Magyar Művészeti Akadémia tagjainak életjáradékáról, valamint életjáradékban részesített tagjának elhalálozása esetén megállapítható hozzátartozói ellátásokról
- 209/2013. (VI. 18.) Korm. rendelet Az autópályák, autóutak és főutak használatáért fizetendő megtett úttal arányos díjról szóló 2013. évi LXVII. törvény végrehajtásáról
- 210/2013. (VI. 19.) Korm. rendelet A 2013. évben nemzetközi szolidaritási program keretében elismerhető menekültek keretszámáról
- 211/2013. (VI. 19.) Korm. rendelet A Magyar Köztársaság által a szabad mozgás és tartózkodás jogával rendelkező személyek tekintetében alkalmazott, a munkaerő szabad áramlásával összefüggő átmeneti szabályokról szóló 355/2007. (XII. 23.) Korm. rendelet módosításáról
- 212/2013. (VI. 19.) Korm. rendelet A közforgalmú gyógyszertárakban a gyógyszerészi tulajdonarány növelésének elősegítéséről
- 213/2013. (VI. 21.) Korm. rendelet A Központi Nukleáris Pénzügyi Alap Szakbizottságról
- 214/2013. (VI. 21.) Korm. rendelet A Központi Nukleáris Pénzügyi Alapból az ellenőrzési és információs célú önkormányzati társulásoknak nyújtott támogatások szabályairól
- 215/2013. (VI. 21.) Korm. rendelet A radioaktív hulladékokkal és a kiégett üzemanyaggal kapcsolatos egyes feladatokat ellátó szerv kijelöléséről, tevékenységéről és annak pénzügyi forrásáról
- 216/2013. (VI. 21.) Korm. rendelet Egyes kormányrendeleteknek a kiégett fűtőelemek és a radioaktív hulladékok felelősségteljes és biztonságos kezelését szolgáló közösségi keret létrehozásáról szóló irányelv szerinti jelentéstételi, önellenőrzési és szakértői vizsgálatokkal kapcsolatos követelmények nemzeti jogba való átültetését szolgáló módosításáról
- 217/2013. (VI. 21.) Korm. rendelet Az atomenergia alkalmazása körében a fizikai védelemről és a kapcsolódó engedélyezési, jelentési és ellenőrzési rendszerről szóló 190/2011. (IX. 19.) Korm. rendelet módosításáról
- 218/2013. (VI. 21.) Korm. rendelet Az atomenergiával kapcsolatos egyes kormányrendeletek, valamint a bányafelügyelet hatáskörébe tartozó egyes sajátos építményekre vonatkozó építésügyi hatósági eljárások szabályairól szóló 53/2012. (III. 28.) Korm. rendelet módosításáról
- 219/2013. (VI. 24.) Korm. rendelet A 2013. június 10-én kihirdetett veszélyhelyzet meghosszabbításáról
- 220/2013. (VI. 24.) Korm. rendelet A magyar állampolgárságról szóló 1993. évi LV. törvény végrehajtásáról szóló 125/1993. (IX. 22.) Korm. rendelet módosításáról
- 221/213. (VI. 24.) Korm. rendelet Egyes migrációs, illetve menekültügyi tárgyú kormányrendeletek jogharmonizációs célú módosításáról
- 222/2013. (VI. 24.) Korm. rendelet A kötvényről szóló 285/2001. (XII. 26.) Korm. rendelet módosításáról
- 223/2013. (VI. 24.) Korm. rendelet A Nemzeti Földalapba tartozó földrészletek hasznosításának részletes szabályairól szóló 262/2010. (XI. 17.) Korm. rendelet és a Közigazgatási és Igazságügyi Hivatalról szóló 177/2012. (VII. 26.) Korm. rendelet módosításáról
- 224/2013. (VI. 24.) Korm. rendelet A Nemzeti Közszolgálati Egyetem Ludovika Campusban történő elhelyezéséhez kapcsolódó beruházások megvalósításával összefüggő közigazgatási hatósági ügyek nemzetgazdasági szempontból kiemelt jelentőségű üggyé nyilvánításáról, az eljáró hatóságok kijelöléséről, valamint az ezzel összefüggő egyes kormányrendeletek módosításáról szóló 126/2012. (VI. 26.) Korm. rendelet módosításáról
- 225/2013. (VI. 24.) Korm. rendelet A Szegedi Tudományos Park kialakításával összefüggő közigazgatási hatósági ügyek kiemelt jelentőségű üggyé nyilvánításáról és az eljáró hatóságok kijelöléséről, valamint egyes kormányrendeletek módosításáról
- 226/2013. (VI. 24.) Korm. rendelet A könyvviteli szolgáltatást végzők nyilvántartásba vételét végző szervezet, az adótanácsadók, adószakértők és okleveles adószakértők nyilvántartását végző szervezet, valamint a könyvvizsgálói közfelügyeleti feladatokat ellátó hatóság kijelöléséről és egyes jogszabályok kapcsolódó módosításáról
- 227/2013. (VI. 24.) Korm. rendelet A Magyarország Kormánya és a Litván Köztársaság Kormánya közötti, a Báthory István Magyar–Litván Együttműködési Alapról szóló megállapodás kihirdetéséről
- 228/2013. (VI. 25.) Korm. rendelet A földhasználati nyilvántartás részletes szabályairól szóló 356/2007. (XII. 23.) Korm. rendelet módosításáról
- 229/2013. (VI. 27.) Korm. rendelet A vidékfejlesztési miniszter munkáját támogató kormányzati testületekkel kapcsolatos egyes kormányrendeletek módosításáról
- 230/2013. (VI. 28.) Korm. rendelet Magyarország Kormánya és a Horvát Köztársaság Kormánya között a Magyar Köztársaság Kormánya és a Horvát Köztársaság Kormánya között létrejött, a Magyar Köztársaság és a Horvát Köztársaság között a közúti, a vasúti és a vízi határforgalom ellenőrzéséről szóló Egyezmény végrehajtásáról szóló Megállapodás módosításáról szóló Megállapodás kihirdetéséről
- 231/2013. (VI. 28.) Korm. rendelet A Nemzeti Humanitárius Koordinációs Tanácsról szóló 178/2013. (VI. 4.) Korm. rendelet módosításáról
- 232/2013. (VI. 30.) Korm. rendelet A KAVOSZ Vállalkozásfejlesztési Zrt. autópályák, autóutak és főutak használatáért fizetendő, megtett úttal arányos díj fizetését szolgáló programjához kapcsolódó állami kezességvállalásról és kamattámogatásról
- 233/2013. (VI. 30.) Korm. rendelet Az elektronikus információs rendszerek kormányzati eseménykezelő központjának, ágazati eseménykezelő központjainak, valamint a létfontosságú rendszerek és létesítmények eseménykezelő központja feladat- és hatásköréről
- 234/2013. (VI. 30.) Korm. rendelet Az adósságot keletkeztető ügyletekhez történő hozzájárulás részletes szabályairól szóló 353/2011. (XII. 30.) Korm. rendelet módosításáról
- 235/2013. (VI. 30.) Korm. rendelet A Közigazgatási és Igazságügyi Hivatalról szóló 177/2012. (VII. 26.) Korm. rendelet módosításáról
- 236/2013. (VI. 30.) Korm. rendelet A Teljesítésigazolási Szakértői Szervvel kapcsolatos egyes kérdésekről
- 237/2013. (VI. 30.) Korm. rendelet A Nemzeti Rehabilitációs és Szociális Hivatalról, valamint a szakmai irányítása alá tartozó rehabilitációs szakigazgatási szervek feladat- és hatásköréről szóló 95/2012. (V. 15.) Korm. rendelet módosításáról
- 238/2013. (VI. 30.) Korm. rendelet Egyes közbeszerzési tárgyú rendeletek módosításáról
- 239/2013. (VI. 30.) Korm. rendelet A nemzeti felsőoktatási kiválóságról szóló 24/2013. (II. 5.) Korm. rendelet módosításáról
- 240/2013. (VI. 30.) Korm. rendelet A Nemzeti Információs Infrastruktúra Fejlesztési Programról szóló 5/2011. (II. 3.) Korm. rendelet módosításáról
- 241/2013. (VI. 30.) Korm. rendelet Az egyes vasúti beruházások megvalósításával összefüggő közigazgatási hatósági ügyek kiemelt jelentőségű üggyé nyilvánításáról szóló 75/2008. (IV. 3.) Korm. rendelet módosításáról
- 242/2013. (VI. 30.) Korm. rendelet Az államháztartásról szóló törvény végrehajtásáról szóló 368/2012. (XII. 31.) Korm. rendelet módosításáról
- 243/2013. (VI. 30.) Korm. rendelet A mezőgazdasági termelők által üzemeltetett gépjárművek útdíj fizetése alóli mentesülésének részletes szabályairól
- 244/2013. (VI. 30.) Korm. rendelet A dohánytermék-kiskereskedők által vezetendő nyilvántartásokról, valamint a dohányboltban forgalmazott egyes termékekre vonatkozó adatszolgáltatási kötelezettség teljesítéséről

#### Július (245-305)
- 245/2013. (VII. 2.) Korm. rendelet Az egyes miniszterek, valamint a Miniszterelnökséget vezető államtitkár feladat- és hatásköréről szóló 212/2010. (VII. 1.) Korm. rendelet módosításáról
- 246/2013. (VII. 2.) Korm. rendelet A kozmetikai termékekről
- 247/2013. (VII. 2.) Korm. rendelet A határátkelőhely és az ideiglenes határátkelőhely megnyitásáról és működtetéséről, valamint a határátlépési pontról szóló 332/2007. (XII. 13.) Korm. rendelet módosításáról
- 248/2013. (VII. 2.) Korm. rendelet A telepengedély, illetve a telep létesítésének bejelentése alapján gyakorolható egyes termelő és egyes szolgáltató tevékenységekről, valamint a telepengedélyezés rendjéről és a bejelentés szabályairól szóló 57/2013. (II. 27.) Korm. rendelet módosításáról
- 249/2013. (VII. 2.) Korm. rendelet A Nemzeti Települési Szennyvízelvezetési és -tisztítási Megvalósítási Programmal összefüggő szennyvízelvezetési agglomerációk lehatárolásáról szóló 26/2002. (II. 27.) Korm. rendelet módosításáról
- 250/2013. (VII. 2.) Korm. rendelet Egyes szennyvíz-elvezetési és -tisztítási beruházásokkal összefüggő közigazgatási hatósági ügyek kiemelt jelentőségű üggyé nyilvánításáról
- 251/2013. (VII. 3.) Korm. rendelet A PÁPAI HÚS 1913 Kft.-nek és a PÁPA-SER Kft.-nek a csődeljárásról és a felszámolási eljárásról szóló törvény szerinti stratégiailag kiemelt jelentőségű gazdálkodó szervezetté minősítéséről
- 252/2013. (VII. 4.) Korm. rendelet A kormányablakok működésével összefüggő egyes kormányrendeletek módosításáról
- 253/2013. (VII. 5.) Korm. rendelet Az Egészségügyi Világszervezet Nemzetközi Egészségügyi Rendszabályai végrehajtásának egyes kérdéseiről
- 254/2013. (VII. 5.) Korm. rendelet Egyes egészségügyi és egészségbiztosítási tárgyú kormányrendeletek módosításáról
- 255/2013. (VII. 5.) Korm. rendelet A Budapest főváros közigazgatási területével összefüggő egyes kormányrendeletek módosításáról
- 256/2013. (VII. 5.) Korm. rendelet Egyes egészségügyi dolgozók és egészségügyben dolgozók illetmény- vagy bérnövelésének, valamint az ahhoz kapcsolódó támogatás igénybevételének részletes szabályairól
- 257/2013. (VII. 5.) Korm. rendelet Egyes gyermekvédelmi tárgyú és kapcsolódó kormányrendeleteknek a hátrányos, halmozottan hátrányos helyzet fennállásának megállapításával, valamint a családi pótlék felhasználásával összefüggő módosításáról
- 258/2013. (VII. 5.) Korm. rendelet A Magtárház Kikötő Kft. „f. a.”-nak a csődeljárásról és a felszámolási eljárásról szóló törvény szerinti stratégiailag kiemelt jelentőségű gazdálkodó szervezetté minősítéséről
- 259/2013. (VII. 9.) Korm. rendelet A 2013. június 4-én és 2013. június 10-én kihirdetett veszélyhelyzet megszüntetéséről
- 260/2013. (VII. 10.) Korm. rendelet A Magyar Agrár-, Élelmiszergazdasági és Vidékfejlesztési Kamara részére történő adatszolgáltatásról
- 261/2013. (VII. 10.) Korm. rendelet A Budapest II. kerület, Margit körút 85–87. szám alatti ingatlan bontásával és közpark létrehozásával összefüggő közigazgatási hatósági ügyek kiemelt jelentőségű üggyé nyilvánításáról és az eljáró hatóságok kijelöléséről
- 262/2013. (VII. 10.) Korm. rendelet Az országos törzshálózati, regionális és egyéb vasúti pályák felsorolásáról szóló 168/2010. (V. 11.) Korm. rendelet módosításáról
- 263/2013. (VII. 11.) Korm. rendelet Az ENSZ Transz-Európai Észak-Déli Autópálya (TEM) Együttműködési Alapítványi Egyezmény kihirdetéséről
- 264/2013. (VII. 11.) Korm. rendelet A költségvetési szervek belső kontrollrendszeréről és belső ellenőrzéséről szóló 370/2011. (XII. 31.) Korm. rendelet módosításáról
- 265/2013. (VII. 11.) Korm. rendelet Egyes foglalkoztatási tárgyú kormányrendeletek módosításáról
- 266/2013. (VII. 11.) Korm. rendelet Az építésügyi és az építésüggyel összefüggő szakmagyakorlási tevékenységekről
- 267/2013. (VII. 11.) Korm. rendelet A honvédelemmel összefüggésben egyes kormányrendeletek módosításáról
- 268/2013. (VII. 11.) Korm. rendelet A Kormányzati Informatikai Fejlesztési Ügynökségről szóló 268/2010. (XII. 3.) Korm. rendelet módosításáról
- 269/2013. (VII. 15.) Korm. rendelet Az ENSZ Transz-Európai Észak-Déli Autópálya (TEM) Együttműködési Alapítványi Egyezmény felmondásáról
- 270/2013. (VII. 15.) Korm. rendelet Az egyes miniszterek, valamint a Miniszterelnökséget vezető államtitkár feladat- és hatásköréről szóló 212/2010. (VII. 1.) Korm. rendelet egyes rendelkezéseinek hatályon kívül helyezéséről
- 271/2013. (VII. 15.) Korm. rendelet Az egyes miniszterek, valamint a Miniszterelnökséget vezető államtitkár feladat- és hatásköréről szóló 212/2010. (VII. 1.) Korm. rendelet módosításáról
- 272/2013. (VII. 15.) Korm. rendelet A 2007–2013 programozási időszakban az Európai Regionális Fejlesztési Alap, valamint az Előcsatlakozási Támogatási Eszköz pénzügyi alapok egyes, a területi együttműködéshez kapcsolódó programjainak végrehajtásáról szóló 160/2009. (VIII. 3.) Korm. rendelet módosításáról
- 273/2013. (VII. 15.) Korm. rendelet A Nemzeti Fejlesztési Ügynökségről szóló 130/2006. (VI. 15.) Korm. rendelet módosításáról
- 274/2013. (VII. 15.) Korm. rendelet A 2007–2013 programozási időszakban az Európai Regionális Fejlesztési Alapból, az Európai Szociális Alapból és Kohéziós Alapból származó támogatások felhasználásának rendjéről szóló 4/2011. (I. 28.) Korm. rendelet módosításáról
- 275/2013. (VII. 16.) Korm. rendelet Az építési termék építménybe történő betervezésének és beépítésének, ennek során a teljesítmény igazolásának részletes szabályairól
- 276/2013. (VII. 16.) Korm. rendelet A „GSV” Kereskedelmi Korlátolt Felelősségű Társaság által Szerencs város közigazgatási területén megvalósuló üveggyapot gyártó üzem beruházásával összefüggő közigazgatási hatósági ügyek kiemelt jelentőségű üggyé nyilvánításáról
- 277/2013. (VII. 16.) Korm. rendelet A Külhoni Magyar Oktatási Tanács létrehozásával összefüggésben egyes rendeletek módosításáról
- 278/2013. (VII. 24.) Korm. rendelet Magyarország Kormánya és Georgia Kormánya közötti gazdasági együttműködésről szóló Megállapodás kihirdetéséről
- 279/2013. (VII. 24.) Korm. rendelet A vis maior tartalék felhasználásának részletes szabályairól szóló 8/2010. (I. 28.) Korm. rendelet módosításáról
- 280/2013. (VII. 24.) Korm. rendelet Egyes közúti közlekedési tárgyú kormányrendeletek módosításáról
- 281/2013. (VII. 24.) Korm. rendelet A környezeti hatások jelentőségének vizsgálatával összefüggésben egyes kormányrendeletek módosításáról
- 282/2013. (VII. 24.) Korm. rendelet A Hyginett Magyar-Amerikai Higiéniai Cikkeket Gyártó Kft. Csömörön épülő gyártóüzemének megvalósításával összefüggő közigazgatási hatósági ügyek kiemelt jelentőségű üggyé nyilvánításáról és az eljáró hatóságok kijelöléséről
- 283/2013. (VII. 25.) Korm. rendelet A 2007–2013 programozási időszakban az Európai Regionális Fejlesztési Alapból, az Európai Szociális Alapból és a Kohéziós Alapból származó támogatások felhasználásának rendjéről szóló 4/2011. (I. 28.) Korm. rendelet módosításáról
- 284/2013. (VII. 25.) Korm. rendelet Az egyes miniszterek, valamint a Miniszterelnökséget vezető államtitkár feladat- és hatásköréről szóló 212/2010. (VII. 1.) Korm. rendelet módosításáról
- 285/2013. (VII. 26.) Korm. rendelet A Stipendium Hungaricumról
- 286/2013. (VII. 26.) Korm. rendelet A minősített adatot, az ország alapvető biztonsági, nemzetbiztonsági érdekeit érintő vagy a különleges biztonsági intézkedést igénylő beszerzések sajátos szabályairól szóló 218/2011. (X. 19.) Korm. rendelet, valamint a Rendőrség szerveiről és a Rendőrség szerveinek feladat- és hatásköréről szóló 329/2007. (XII. 13.) Korm. rendelet módosításáról
- 287/2013. (VII. 26.) Korm. rendelet A központosított informatikai és elektronikus hírközlési szolgáltatásokról szóló 309/2011. (XII. 23.) Korm. rendelet módosításáról
- 288/2013. (VII. 26.) Korm. rendelet Az életüktől és szabadságuktól politikai okból megfosztottak kárpótlásáról szóló 1992. évi XXXII. törvény végrehajtásáról szóló 111/1992. (VII. 1.) Korm. rendelet módosításáról
- 289/2013. (VII. 26.) Korm. rendelet A Holokauszt Gyermekáldozatainak Emlékhelye – Európai Oktatási Központ létrehozásához szükséges közigazgatási hatósági ügyek nemzetgazdasági szempontból kiemelt jelentőségű üggyé nyilvánításáról és az eljáró hatóságok kijelöléséről
- 290/2013. (VII. 26.) Korm. rendelet A Nemzeti Közszolgálati Egyetemről, valamint a közigazgatási, rendészeti és katonai felsőoktatásról szóló 2011. évi CXXXII. törvény egyes rendelkezéseinek végrehajtásáról szóló 363/2011. (XII. 30.) Korm. rendelet módosításáról
- 291/2013. (VII. 26.) Korm. rendelet Az ifjúság- és gyermekvédelmi programok, az aktív kikapcsolódás lehetőségeit ötvöző közösségi tér megteremtése és működtetése érdekében megvalósuló Erzsébet téri beruházással összefüggő közigazgatási hatósági ügyek kiemelt jelentőségű üggyé nyilvánításáról és az eljáró hatóságok kijelöléséről
- 292/2013. (VII. 26.) Korm. rendelet A nem rendszeres hulladékszállítás szabályairól és az ennek során eljáró állami szervek kijelöléséről
- 293/2013. (VII. 26.) Korm. rendelet Az Országos Rendőr-főkapitányság „Folyami határőrizeti rendszer fejlesztése Mohácson” című projektjével, továbbá a Nemzeti Adó- és Vámhivatal által megvalósítandó, Magyarország és a Szerb Köztársaság közúti határforgalom ellenőrzésért, valamint vámellenőrzésért felelős hatóságok számára az ellenőrzés feltételeinek magyar államterületen, közös helyen való biztosítását célzó, Bácsszentgyörgy-Rastina (Haraszti) közúti határátkelőhelyet érintő beruházásával összefüggő közigazgatási hatósági ügyek kiemelt jelentőségű üggyé nyilvánításáról
- 294/2013. (VII. 26.) Korm. rendelet A Normafa Park történelmi sportterület megvalósításához szükséges közigazgatási hatósági ügyek nemzetgazdasági szempontból kiemelt jelentőségű üggyé nyilvánításáról és az eljáró hatóságok kijelöléséről
- 295/2013. (VII. 29.) Korm. rendelet Az egyházi elismerésről és az egyházi jogi személyek jogállásának és működésének sajátos szabályairól
- 296/2013. (VII. 29.) Korm. rendelet Az egyházi jogi személyek beszámolókészítési és könyvvezetési kötelezettségének sajátosságairól
- 297/2013. (VII. 29.) Korm. rendelet A vallási közösségek jogállásával és működésével kapcsolatos törvényeknek az Alaptörvény negyedik módosításával összefüggő módosításáról szóló törvény végrehajtásáról
- 298/2013. (VII. 29.) Korm. rendelet Egyes közszolgálati tárgyú kormányrendeletek módosításáról
- 299/2013. (VII. 29.) Korm. rendelet Az oktatási igazolványokról szóló 362/2011. (XII. 30.) Korm. rendelet módosításáról
- 300/2013. (VII. 29.) Korm. rendelet Egyes energetikai tárgyú kormányrendeletek módosításáról
- 301/2013. (VII. 29.) Korm. rendelet A Nemzeti Elektronikus Információbiztonsági Hatóság és az információbiztonsági felügyelő feladat- és hatásköréről, valamint a Nemzeti Biztonsági Felügyelet szakhatósági eljárásáról
- 302/2013. (VII. 29.) Korm. rendelet A 2007–2013 programozási időszakban az Európai Regionális Fejlesztési Alapból, az Európai Szociális Alapból és a Kohéziós Alapból származó támogatások felhasználásának rendjéről szóló 4/2011. (I. 28.) Korm. rendelet módosításáról
- 303/2013. (VII. 31.) Korm. rendelet Az egyes nemzetbiztonsági ellenőrzés alá eső jogviszonyokról és a nemzetbiztonsági ellenőrzéssel összefüggő lényeges adatokról, valamint a lényeges adatok bejelentésének rendjéről
- 304/2013. (VII. 31.) Korm. rendelet A védett személyek és kijelölt létesítmények védelméről szóló 160/1996. (XI. 5.) Korm. rendelet módosításáról
- 305/2013. (VII. 31.) Korm. rendelet Az egyes kárpótlással kapcsolatos kormányrendeletek módosításáról

#### Augusztus (306-326)
- 306/2013. (VIII. 1.) Korm. rendelet A Nemzeti Földalapba tartozó földrészletek hasznosításának részletes szabályairól szóló 262/2010. (XI. 17.) Korm. rendelet módosításáról
- 307/2013. (VIII. 14.) Korm. rendelet Az államháztartás szabályozásával összefüggő egyes rendeletek módosításáról
- 308/2013. (VIII. 15.) Korm. rendelet A budapesti 4-es metróvonal Kelenföldi pályaudvar–Bosnyák tér közötti szakasza megvalósításával összefüggő közigazgatási hatósági ügyek kiemelt jelentőségű üggyé nyilvánításáról szóló 89/2007. (IV. 26.) Korm. rendelet módosításáról
- 309/2013. (VIII. 16.) Korm. rendelet A megújuló energiaforrásból és a nagy hatásfokú kapcsolt energiatermelésből nyert villamos energia származásának igazolásáról
- 310/2013. (VIII. 16.) Korm. rendelet A hulladékgazdálkodási tervekre és a megelőzési programokra vonatkozó részletes szabályokról
- 311/2013. (VIII. 21.) Korm. rendelet A vizek mezőgazdasági eredetű nitrátszennyezéssel szembeni védelméről szóló 27/2006. (II. 7.) Korm. rendelet módosításáról
- 312/2013. (VIII. 27.) Korm. rendelet A 2007–2013. programozási időszakban az Európai Szomszédsági és Partnerségi Támogatási Eszközből társfinanszírozott Magyarország–Szlovákia–Románia–Ukrajna ENPI Határon Átnyúló Együttműködési Program végrehajtásáról szóló 228/2008. (IX. 12.) Korm. rendelet módosításáról
- 313/2013. (VIII. 27.) Korm. rendelet A 2007–2013 programozási időszakban az Európai Regionális Fejlesztési Alap, valamint az Előcsatlakozási Támogatási Eszköz pénzügyi alapok egyes, a területi együttműködéshez kapcsolódó programjainak végrehajtásáról szóló 160/2009. (VIII. 3.) Korm. rendelet módosításáról
- 314/2013. (VIII. 28.) Korm. rendelet A szakképzési megállapodásról
- 315/2013. (VIII. 28.) Korm. rendelet A komplex szakmai vizsgáztatás szabályairól
- 316/2013. (VIII. 28.) Korm. rendelet A biocid termékek engedélyezésének és forgalomba hozatalának egyes szabályairól
- 317/2013. (VIII. 28.) Korm. rendelet A közszolgáltató kiválasztásáról és a hulladékgazdálkodási közszolgáltatási szerződésről
- 318/2013. (VIII. 28.) Korm. rendelet A hulladéklerakási járulék megfizetéséről és felhasználásának céljairól
- 319/2013. (VIII. 28.) Korm. rendelet A Nemzeti Adó- és Vámhivatal szervezetéről és egyes szervek kijelöléséről szóló 273/2010. (XII. 9.) Korm. rendelet módosításáról
- 320/2013. (VIII. 28.) Korm. rendelet A Nemzeti Földalapba tartozó földrészletek hasznosításának részletes szabályairól szóló 262/2010. (XI. 17.) Korm. rendelet módosításáról
- 321/2013. (VIII. 28.) Korm. rendelet A társadalombiztosítás ellátásaira és a magánnyugdíjra jogosultakról, valamint e szolgáltatások fedezetéről szóló 1997. évi LXXX. törvény végrehajtásáról szóló 195/1997. (XI. 5.) Korm. rendelet módosításáról
- 322/2013. (VIII. 28.) Korm. rendelet A támogató szolgáltatás és a közösségi ellátások finanszírozásának rendjéről szóló 191/2008. (VII. 30.) Korm. rendelet módosításáról
- 323/2013. (VIII. 28.) Korm. rendelet A halgazdálkodási hatóságok kijelölésével összefüggésben egyes kormányrendeletek módosításáról
- 324/2013. (VIII. 29.) Korm. rendelet Az egységes elektronikus közműnyilvántartásról
- 325/2013. (VIII. 29.) Korm. rendelet A felsőoktatási képzési feltételek szabályozására vonatkozó egyes kormányrendeletek módosításáról
- 326/2013. (VIII. 30.) Korm. rendelet A pedagógusok előmeneteli rendszeréről és a közalkalmazottak jogállásáról szóló 1992. évi XXXIII. törvény köznevelési intézményekben történő végrehajtásáról

#### Szeptember (327-348)
- 327/2013. (IX. 3.) Korm. rendelet Az egyes miniszterek, valamint a Miniszterelnökséget vezető államtitkár feladat- és hatásköréről szóló 212/2010. (VII. 1.) Korm. rendelet módosításáról
- 328/2013. (IX. 3.) Korm. rendelet A vasúti közlekedéssel kapcsolatos egyes kormányrendeletek módosításáról
- 329/2013. (IX. 3.) Korm. rendelet Egyes klímapolitikai tárgyú kormányrendeletek módosításáról
- 330/2013. (IX. 5.) Korm. rendelet A védett személyek és kijelölt létesítmények védelméről szóló 160/1996. (XI. 5.) Korm. rendelet módosításáról
- 331/2013. (IX. 5.) Korm. rendelet A közforgalmú gyógyszertári tulajdoni hányadra vonatkozó elővásárlási jog gyakorlásának és az állam tulajdoni hányadának értékesítésére vonatkozó pályázat szabályairól
- 332/2013. (IX. 16.) Korm. rendelet A központosított közbeszerzési rendszerről, valamint a központi beszerző szervezet feladat- és hatásköréről szóló 168/2004. (V. 25.) Korm. rendelet módosításáról
- 333/2013. (IX. 17.) Korm. rendelet A közszolgálati tisztviselők képesítési előírásairól szóló 29/2012. (III. 7.) Korm. rendelet módosításáról
- 334/2013. (IX. 20.) Korm. rendelet Magyarország Kormánya és a Libanoni Köztársaság Kormánya közötti gazdasági és műszaki együttműködésről szóló Megállapodás kihirdetéséről
- 335/2013. (IX. 20.) Korm. rendelet A szociális foglalkoztatás engedélyezéséről és a szociális foglalkoztatási támogatásról szóló 112/2006. (V. 12.) Korm. rendelet, továbbá a megváltozott munkaképességű munkavállalókat foglalkoztató munkáltatók akkreditációjáról, valamint a megváltozott munkaképességű munkavállalók foglalkoztatásához nyújtható költségvetési támogatásokról szóló 327/2012. (XI. 16.) Korm. rendelet módosításáról
- 336/2013. (IX. 20.) Korm. rendelet A természetvédelmi bírság kiszabásával kapcsolatos szabályokról szóló 33/1997. (II. 20.) Korm. rendelet, valamint az építőipari kivitelezési tevékenységről szóló 191/2009. (IX. 15.) Korm. rendelet módosításáról
- 337/2013. (IX. 25.) Korm. rendelet Az európai közösségi jelentőségű természetvédelmi rendeltetésű területekről szóló 275/2004. (X. 8.) Korm. rendelet módosításáról
- 338/2013. (IX. 25.) Korm. rendelet A Magyarország Kormánya és a Vietnámi Szocialista Köztársaság Kormánya között az atomenergia békés célú felhasználása terén folytatandó képzési, kutatási, hatósági és műszaki együttműködésről szóló megállapodás kihirdetéséről
- 339/2013. (IX. 25.) Korm. rendelet Egyes egészségügyi és egészségbiztosítási tárgyú kormányrendeletek módosításáról
- 340/2013. (IX. 25.) Korm. rendelet A külföldön történő gyógykezelések részletes szabályairól
- 341/2013. (IX. 25.) Korm. rendelet A villamosenergia-termelők részére az üvegházhatású gázok közösségi kereskedelmi rendszerében és az erőfeszítés-megosztási határozat végrehajtásában történő részvételről szóló 2012. évi CCXVII. törvény alapján történő derogációs kiosztás végrehajtási szabályairól
- 342/2013. (IX. 25.) Korm. rendelet A vis maior támogatás felhasználásának részletes szabályairól szóló 9/2011. (II. 15.) Korm. rendelet módosításáról
- 343/2013. (IX. 25.) Korm. rendelet Egyes elektronikus hírközlési tárgyú kormányrendeletek hatályon kívül helyezéséről
- 344/2013. (IX. 27.) Korm. rendelet A villamos energiáról szóló 2007. évi LXXXVI. törvény egyes rendelkezéseinek végrehajtásáról szóló 273/2007. (X. 19.) Korm. rendelet és a földgázellátásról szóló 2008. évi XL. törvény rendelkezéseinek végrehajtásáról szóló 19/2009. (I. 30.) Korm. rendelet jogharmonizációs célú módosításáról
- 345/2013. (IX. 30.) Korm. rendelet Egyes kormányrendeleteknek a Magyar Nemzeti Bankról szóló törvénnyel összefüggő módosításáról
- 346/2013. (IX. 30.) Korm. rendelet A pedagógus-továbbképzésről, a pedagógus-szakvizsgáról, valamint a továbbképzésben résztvevők juttatásairól és kedvezményeiről szóló 277/1997. (XII. 22.) Korm. rendelet, valamint a Klebelsberg Intézményfenntartó Központról szóló 202/2012. (VII. 27.) Korm. rendelet módosításáról
- 347/2013. (IX. 30.) Korm. rendelet Az igazgatásszervező alapképzési szak elnevezésével kapcsolatos egyes kormányrendeletek módosításáról
- 348/2013. (IX. 30.) Korm. rendelet A bioüzemanyagokkal és a kiégett fűtőelemekkel kapcsolatos egyes kormányrendeletek módosításáról

#### Október (349-380)
- 349/2013. (X. 1.) Korm. rendelet Magyarország Kormánya és a Vietnámi Szocialista Köztársaság Kormánya közötti oktatási együttműködésről szóló egyezmény kihirdetéséről
- 350/2013. (X. 1.) Korm. rendelet Magyarország Kormánya és a Vietnámi Szocialista Köztársaság Kormánya közötti kulturális együttműködésről szóló egyezmény kihirdetéséről
- 351/2013. (X. 4.) Korm. rendelet A halottvizsgálatról és a halottakkal kapcsolatos eljárásról
- 352/2013. (X. 4.) Korm. rendelet A ZED-TBM Ingatlanfejlesztő és Üzemeltető Korlátolt Felelősségű Társaság stratégiailag kiemelt jelentőségű gazdálkodó szervezetté minősítéséről szóló 179/2012. (VII. 27.) Korm. rendelet hatályon kívül helyezéséről
- 353/2013. (X. 4.) Korm. rendelet A nemzeti köznevelésről szóló törvény végrehajtásáról szóló 229/2012. (VIII. 28.) Korm. rendelet módosításáról
- 354/2013. (X. 7.) Korm. rendelet A belső piaci információs rendszer hazai működéséről és az abban való részvételnek a szabályairól, valamint a belső piaci szolgáltatásokról szóló 2006/123/EK európai parlamenti és tanácsi irányelv szerinti bejelentési kötelezettség teljesítéséről
- 355/2013. (X. 8.) Korm. rendelet Az agrár- és vidékfejlesztési állami támogatásokkal kapcsolatos egyes eljárási kérdésekről szóló 353/2012. (XII. 13.) Korm. rendelet, valamint a területrendezési hatósági eljárásokról szóló 76/2009. (IV. 8.) Korm. rendelet módosításáról
- 356/2013. (X. 8.) Korm. rendelet A 2007–2013 programozási időszakban az Európai Regionális Fejlesztési Alapból, az Európai Szociális Alapból és a Kohéziós Alapból származó támogatások felhasználásának rendjéről szóló 4/2011. (I. 28.) Korm. rendelet módosításáról
- 357/2013. (X. 8.) Korm. rendelet A szennyvíz-elvezetési és tisztítási beruházásokkal összefüggő közigazgatási hatósági ügyek kiemelt jelentőségű üggyé nyilvánításáról szóló 29/2013. (II. 12.) Korm. rendelet módosításáról
- 358/2013. (X. 9.) Korm. rendelet A felszín alatti vasutak engedélyezésével kapcsolatos egyes kormányrendeletek módosításáról
- 359/2013. (X. 11.) Korm. rendelet A 2007–2013. programozási időszakban a Délkelet-Európai Transznacionális Együttműködési Program Európai Szomszédsági és Partnerségi Támogatási Eszközből megvalósuló programkomponensének végrehajtásáról
- 360/2013. (X. 11.) Korm. rendelet Az energetikai létfontosságú rendszerek és létesítmények azonosításáról, kijelöléséről és védelméről
- 361/2013. (X. 11.) Korm. rendelet A segélyhívásokat fogadó szerv hatásköréről, feladatairól, továbbá feladatai ellátásának részletes szabályairól
- 362/2013. (X. 11.) Korm. rendelet Az egészségügyi szolgáltatások Egészségbiztosítási Alapból történő finanszírozásának részletes szabályairól szóló 43/1999. (III. 3.) Korm. rendelet módosításáról
- 363/2013. (X. 11.) Korm. rendelet A Külügyminisztérium diplomáciai célokra használt informatikai eszközeinek, hardver- és szoftver összetevőinek karbantartása, felügyelete, üzemeltetése, részleges rendszergazdai támogatása szolgáltatás ellátására vonatkozó pályázathoz kapcsolódó informatikai beszerzéseknek a minősített adatot, az ország alapvető biztonsági, nemzetbiztonsági érdekeit érintő vagy a különleges biztonsági intézkedést igénylő beszerzések sajátos szabályairól szóló 218/2011. (X. 19.) Korm. rendelet 7. § (5) bekezdés a) pontja szerinti minősítéséről
- 364/2013. (X. 16.) Korm. rendelet A villamos energia rendszerhasználati díjak megállapításának és alkalmazásának szabályairól szóló 64/2011. (XI. 30.) NFM rendelet egyes rendelkezéseinek hatályon kívül helyezéséről
- 365/2013. (X. 17.) Korm. rendelet Az egyes miniszterek, valamint a Miniszterelnökséget vezető államtitkár feladat- és hatásköréről szóló 212/2010. (VII. 1.) Korm. rendelet módosításáról
- 366/2013. (X. 17.) Korm. rendelet Az egyes gazdálkodó szervezetek részére nyújtott 2013. évi egyedi támogatásokról, költségtérítésekről, valamint az egyéb vállalati támogatások mértékéről és felhasználási szabályairól szóló 66/2013. (III. 8.) Korm. rendelet módosításáról
- 367/2013. (X. 22.) Korm. rendelet A Magyarország Kormánya és az Európai Űrügynökség közötti, az Európai Együttműködő Államok Terve (PECS) programban való részvételről szóló megállapodás meghosszabbításáról szóló megállapodás kihirdetéséről
- 368/2013. (X. 24.) Korm. rendelet A Nemzeti Eszközkezelő Zrt. működésével kapcsolatos egyes szabályokról szóló 128/2012. (VI. 26.) Korm. rendelet módosításáról
- 369/2013. (X. 24.) Korm. rendelet A szociális, gyermekjóléti és gyermekvédelmi szolgáltatók, intézmények és hálózatok hatósági nyilvántartásáról és ellenőrzéséről
- 370/2013. (X. 24.) Korm. rendelet A szociálpolitikai menetdíj-támogatás megállapításának és igénybevételének szabályairól szóló 121/2012. (VI. 26.) Korm. rendelet módosításáról
- 371/2013. (X. 24.) Korm. rendelet Egyes földügyi tárgyú kormányrendeletek módosításáról
- 372/2013. (X. 25.) Korm. rendelet A Magyar Köztársaság Kormánya és a Nemzetközi Migrációs Szervezet között a migráció területén folytatandó együttműködésről szóló, 1995. december 18-án, Budapesten aláírt Megállapodás kihirdetéséről
- 373/2013. (X. 25.) Korm. rendelet A VERITAS Történetkutató Intézet létrehozásáról
- 374/2013. (X. 25.) Korm. rendelet Az EU Önerő Alap felhasználásának részletes szabályairól szóló 285/2012. (X. 9.) Korm. rendelet módosításáról
- 375/2013. (X. 25.) Korm. rendelet A fejlesztési adókedvezményről szóló 206/2006. (X. 16.) Korm. rendelet módosításáról
- 376/2013. (X. 25.) Korm. rendelet Az egyes közlekedésfejlesztési projektekkel összefüggő közigazgatási hatósági ügyek nemzetgazdasági szempontból kiemelt jelentőségű üggyé nyilvánításáról és az eljáró hatóságok kijelöléséről szóló 345/2012. (XII. 6.) Korm. rendelet módosításáról
- 377/2013. (X. 25.) Korm. rendelet Az egyes vasúti beruházások megvalósításával összefüggő közigazgatási hatósági ügyek kiemelt jelentőségű üggyé nyilvánításáról szóló 75/2008. (IV. 3.) Korm. rendelet módosításáról
- 378/2013. (X. 25.) Korm. rendelet A levegő védelméről szóló 306/2010. (XII. 23.) Korm. rendelet módosításáról
- 379/2013. (X. 25.) Korm. rendelet A temetőkről és a temetkezésről szóló 1999. évi XLIII. törvény végrehajtásáról szóló 145/1999. (X. 1.) Korm. rendelet, valamint az egészségügyi szolgáltatások Egészségbiztosítási Alapból történő finanszírozásának részletes szabályairól szóló 43/1999. (III. 3.) Korm. rendelet módosításáról
- 380/2013. (X. 25.) Korm. rendelet A Szigetszentmiklósi Járási Hivatal és egyéb állami szervek elhelyezésével összefüggő közigazgatási hatósági ügyek kiemelt jelentőségű üggyé nyilvánításáról és az eljáró hatóságok kijelöléséről

#### November (381-457)
- 381/2013. (XI. 4.) Korm. rendelet A Magyarország Kormánya és Georgia Kormánya közötti oktatási, tudományos és kulturális együttműködésről szóló egyezmény kihirdetéséről
- 382/2013. (XI. 4.) Korm. rendelet A közfoglalkoztatáshoz nyújtható támogatásokról szóló 375/2010. (XII. 31.) Korm. rendelet módosításáról
- 383/2013. (XI. 4.) Korm. rendelet Az MT-WHEAT Búzafeldolgozó Kft. Visontán megvalósuló beruházásával összefüggő közigazgatási hatósági ügyek nemzetgazdasági szempontból kiemelt jelentőségű üggyé nyilvánításáról és az eljáró hatóságok kijelöléséről
- 384/2013. (XI. 6.) Korm. rendelet A Magyarország Kormánya és a Koreai Köztársaság Kormánya között a nukleáris energia békés célú felhasználása terén történő együttműködésről szóló megállapodás kihirdetéséről
- 385/2013. (XI. 7.) Korm. rendelet Az állam tulajdonában álló egyes agrárkutató gazdasági társaságok állami feladatellátásának központi költségvetési szerv által történő átvételéről
- 386/2013. (XI. 7.) Korm. rendelet A Magyar Nemzeti Vagyonkezelő Zártkörűen Működő Részvénytársaság feladatkörébe tartozó kármentesítési alprogramok keretében az állami felelősségi körbe tartozó kármentesítési feladatok lebonyolításáért felelő szervezet kijelöléséről
- 387/2013. (XI. 7.) Korm. rendelet Az AGORA Ipari, Kereskedelmi és Szolgáltató Korlátolt Felelősségű Társaság stratégiailag kiemelt jelentőségű gazdálkodó szervezetté minősítéséről
- 388/2013. (XI. 7.) Korm. rendelet A Műszaki és Természettudományi Egyesületek Szövetsége stratégiailag kiemelt jelentőségű gazdálkodó szervezetté minősítéséről
- 389/2013. (XI. 12.) Korm. rendelet A Magyarország Kormánya és Katar Állam Kormánya közötti gazdasági, üzleti és műszaki együttműködésről szóló megállapodás kihirdetéséről
- 390/2013. (XI. 12.) Korm. rendelet A Magyarország Kormánya és a Lengyel Köztársaság Kormánya között, a védelem területén történő együttműködésről szóló megállapodás kihirdetéséről
- 391/2013. (XI. 12.) Korm. rendelet A Magyarország Kormánya és a Lengyel Köztársaság Kormánya között a katonák és a háborús polgári áldozatok sírjairól, valamint a nekik szentelt emlékhelyekről szóló megállapodás kihirdetéséről
- 392/2013. (XI. 12.) Korm. rendelet A szociális és gyermekvédelmi ellátások országos nyilvántartásáról
- 393/2013. (XI. 12.) Korm. rendelet A felnőttképzési tevékenység folytatásához szükséges engedélyezési eljárásra és követelményrendszerre, a felnőttképzést folytató intézmények nyilvántartásának vezetésére, valamint a felnőttképzést folytató intézmények ellenőrzésére vonatkozó részletes szabályokról
- 394/2013. (XI. 14.) Korm. rendelet Az egyes egészségügyi dolgozók és egészségügyben dolgozók illetmény- vagy bérnövelésének, valamint az ahhoz kapcsolódó támogatás igénybevételének részletes szabályairól szóló 256/2013. (VII. 5.) Korm. rendelet módosításáról
- 395/2013. (XI. 14.) Korm. rendelet A 3P Savaria Ingatlanhasznosító és Üzemeltető Korlátolt Felelősségű Társaság stratégiailag kiemelt jelentőségű gazdálkodó szervezetté minősítéséről
- 396/2013. (XI. 14.) Korm. rendelet A 3P Tavaszmező Ingatlanhasznosító Korlátolt Felelősségű Társaság stratégiailag kiemelt jelentőségű gazdálkodó szervezetté minősítéséről
- 397/2013. (XI. 14.) Korm. rendelet A Belvárosi Kollégiumok Ingatlanfejlesztő Korlátolt Felelősségű Társaság stratégiailag kiemelt jelentőségű gazdálkodó szervezetté minősítéséről
- 398/2013. (XI. 14.) Korm. rendelet A H2Q-ÉPÍTŐ Üzemeltetési, Építőipari és Szolgáltató Korlátolt Felelősségű Társaság stratégiailag kiemelt jelentőségű gazdálkodó szervezetté minősítéséről
- 399/2013. (XI. 14.) Korm. rendelet A H-Dent-Build Üzemeltetési, Építőipari és Szolgáltató Korlátolt Felelősségű Társaság stratégiailag kiemelt jelentőségű gazdálkodó szervezetté minősítéséről
- 400/2013. (XI. 14.) Korm. rendelet A H-DORM-BUILD Üzemeltetési, Építőipari és Szolgáltató Korlátolt Felelősségű Társaság stratégiailag kiemelt jelentőségű gazdálkodó szervezetté minősítéséről
- 401/2013. (XI. 14.) Korm. rendelet A H-Host-Build Üzemeltetési, Építőipari és Szolgáltató Korlátolt Felelősségű Társaság stratégiailag kiemelt jelentőségű gazdálkodó szervezetté minősítéséről
- 402/2013. (XI. 14.) Korm. rendelet A H-Tech-Build Üzemeltetési, Építőipari és Szolgáltató Korlátolt Felelősségű Társaság stratégiailag kiemelt jelentőségű gazdálkodó szervezetté minősítéséről
- 403/2013. (XI. 14.) Korm. rendelet A HUNÉP CAMPUS HOTEL Szálloda, Idegenforgalmi és Szolgáltató Zártkörűen Működő Részvénytársaság stratégiailag kiemelt jelentőségű gazdálkodó szervezetté minősítéséről
- 404/2013. (XI. 14.) Korm. rendelet A HUNÉP KLK HOTEL Szálloda, Idegenforgalmi és Szolgáltató Zártkörűen Működő Részvénytársaság stratégiailag kiemelt jelentőségű gazdálkodó szervezetté minősítéséről
- 405/2013. (XI. 14.) Korm. rendelet A HUNÉP MEDIKUS HOSTEL Szálloda, Idegenforgalmi és Szolgáltató Zártkörűen Működő Részvénytársaság stratégiailag kiemelt jelentőségű gazdálkodó szervezetté minősítéséről
- 406/2013. (XI. 14.) Korm. rendelet Az Immorent Oktatási Ingatlanhasznosító és Szolgáltató Korlátolt Felelősségű Társaság stratégiailag kiemelt jelentőségű gazdálkodó szervezetté minősítéséről
- 407/2013. (XI. 14.) Korm. rendelet Az Immorent PPP Ingatlanhasznosító és Szolgáltató Korlátolt Felelősségű Társaság stratégiailag kiemelt jelentőségű gazdálkodó szervezetté minősítéséről
- 408/2013. (XI. 14.) Korm. rendelet Az IMOLA 3P Ingatlanhasznosító Korlátolt Felelősségű Társaság stratégiailag kiemelt jelentőségű gazdálkodó szervezetté minősítéséről
- 409/2013. (XI. 14.) Korm. rendelet Az IMOLA HOSTEL Ingatlanhasznosító Korlátolt Felelősségű Társaság stratégiailag kiemelt jelentőségű gazdálkodó szervezetté minősítéséről
- 410/2013. (XI. 14.) Korm. rendelet Az Invest Sport Szolgáltató Korlátolt Felelősségű Társaság stratégiailag kiemelt jelentőségű gazdálkodó szervezetté minősítéséről
- 411/2013. (XI. 14.) Korm. rendelet A KIPTREF Befektető és Üzemeltető Korlátolt Felelősségű Társaság stratégiailag kiemelt jelentőségű gazdálkodó szervezetté minősítéséről
- 412/2013. (XI. 14.) Korm. rendelet A Miskolci Diákotthon Befektető, Üzemeltető Korlátolt Felelősségű Társaság stratégiailag kiemelt jelentőségű gazdálkodó szervezetté minősítéséről
- 413/2013. (XI. 14.) Korm. rendelet A Miskolci Zenepalota Korlátolt Felelősségű Társaság stratégiailag kiemelt jelentőségű gazdálkodó szervezetté minősítéséről
- 414/2013. (XI. 14.) Korm. rendelet A Pannon Kollégium Ingatlanfejlesztő Korlátolt Felelősségű Társaság stratégiailag kiemelt jelentőségű gazdálkodó szervezetté minősítéséről
- 415/2013. (XI. 14.) Korm. rendelet A Radom Szolgáltató Korlátolt Felelősségű Társaság stratégiailag kiemelt jelentőségű gazdálkodó szervezetté minősítéséről
- 416/2013. (XI. 14.) Korm. rendelet A SANDRA FORM EUROMOBILI Bútoripari Korlátolt Felelősségű Társaság stratégiailag kiemelt jelentőségű gazdálkodó szervezetté minősítéséről
- 417/2013. (XI. 14.) Korm. rendelet Az SE Campus Ingatlanfejlesztő és Hasznosító Korlátolt Felelősségű Társaság stratégiailag kiemelt jelentőségű gazdálkodó szervezetté minősítéséről
- 418/2013. (XI. 14.) Korm. rendelet A SOPRONI DIÁKOTTHON Befektető és Üzemeltető Korlátolt Felelősségű Társaság stratégiailag kiemelt jelentőségű gazdálkodó szervezetté minősítéséről
- 419/2013. (XI. 14.) Korm. rendelet A Strabag Oktatási PPP Ingatlanhasznosító és Szolgáltató Korlátolt Felelősségű Társaság stratégiailag kiemelt jelentőségű gazdálkodó szervezetté minősítéséről
- 420/2013. (XI. 14.) Korm. rendelet A STRABAG-MML Magas- és Mérnöki Létesítmény Építő Korlátolt Felelősségű Társaság stratégiailag kiemelt jelentőségű gazdálkodó szervezetté minősítéséről
- 421/2013. (XI. 14.) Korm. rendelet A SWIETELSKY Iskolaprojekt Ingatlanhasznosító Korlátolt Felelősségű Társaság stratégiailag kiemelt jelentőségű gazdálkodó szervezetté minősítéséről
- 422/2013. (XI. 14.) Korm. rendelet A SZIE Campus Üzemeltetési, Építőipari és Szolgáltató Korlátolt Felelősségű Társaság stratégiailag kiemelt jelentőségű gazdálkodó szervezetté minősítéséről
- 423/2013. (XI. 14.) Korm. rendelet A SZOLNOKI CAMPUS Ingatlanhasznosító Korlátolt Felelősségű Társaság stratégiailag kiemelt jelentőségű gazdálkodó szervezetté minősítéséről
- 424/2013. (XI. 14.) Korm. rendelet A SZOLNOKI HOSTEL Ingatlanhasznosító Korlátolt Felelősségű Társaság stratégiailag kiemelt jelentőségű gazdálkodó szervezetté minősítéséről
- 425/2013. (XI. 14.) Korm. rendelet A Tanszálló Szolgáltató Korlátolt Felelősségű Társaság stratégiailag kiemelt jelentőségű gazdálkodó szervezetté minősítéséről
- 426/2013. (XI. 14.) Korm. rendelet A Tisza Joule – DÉKO Dél-Dunántúli Kollégium Üzemeltető és Szolgáltató Korlátolt Felelősségű Társaság stratégiailag kiemelt jelentőségű gazdálkodó szervezetté minősítéséről
- 427/2013. (XI. 14.) Korm. rendelet A Veszprémi Diákotthon Befektető, Üzemeltető Korlátolt Felelősségű Társaság stratégiailag kiemelt jelentőségű gazdálkodó szervezetté minősítéséről
- 428/2013. (XI. 14.) Korm. rendelet A WINGPROJEKT 6 Ingatlanfejlesztő, Kereskedelmi és Szolgáltató Korlátolt Felelősségű Társaság stratégiailag kiemelt jelentőségű gazdálkodó szervezetté minősítéséről
- 429/2013. (XI. 14.) Korm. rendelet A Zugliget 9 Korlátolt Felelősségű Társaság stratégiailag kiemelt jelentőségű gazdálkodó szervezetté minősítéséről
- 430/2013. (XI. 15.) Korm. rendelet Az ivóvíz minőségi követelményeiről és az ellenőrzés rendjéről szóló 201/2001. (X. 25.) Korm. rendelet módosításáról 81967
- 431/2013. (XI. 15.) Korm. rendelet Az álláshely-zárolásból eredő kiadási megtakarítások befizetésének rendjéről
- 432/2013. (XI. 18.) Korm. rendelet Az Országos Statisztikai Adatgyűjtési Program adatgyűjtéseiről és adatátvételeiről szóló 288/2009. (XII. 15.) Korm. rendelet, valamint a statisztikáról szóló 1993. évi XLVI. törvény végrehajtásáról szóló 170/1993. (XII. 3.) Korm. rendelet módosításáról
- 433/2013. (XI. 18.) Korm. rendelet Az építési beruházások közbeszerzései lefolytatásának további gyorsító és egyszerűsítő feltételeiről, az építési beruházások közbeszerzésének részletes szabályairól szóló 306/2011. (XII. 23.) Korm. rendelet és a közbeszerzési eljárásokban az alkalmasság és a kizáró okok igazolásának, valamint a közbeszerzési műszaki leírás meghatározásának módjáról szóló 310/2011. (XII. 23.) Korm. rendelet módosításáról
- 434/2013. (XI. 19.) Korm. rendelet A térítési díj ellenében igénybe vehető egyes egészségügyi szolgáltatások térítési díjáról szóló 284/1997. (XII. 23.) Korm. rendelet módosításáról
- 435/2013. (XI. 19.) Korm. rendelet Egyes tűzvédelmi tárgyú kormányrendeletek módosításáról
- 436/2013. (XI. 19.) Korm. rendelet A sportfegyelmi felelősségről szóló 39/2004. (III. 12.) Korm. rendelet, valamint a doppingellenes tevékenység szabályairól szóló 43/2011. (III. 23.) Korm. rendelet módosításáról
- 437/2013. (XI. 19.) Korm. rendelet A nemzetiségi célú előirányzatokból nyújtott támogatások feltételrendszeréről és elszámolásának rendjéről szóló 428/2012. (XII. 29.) Korm. rendelet módosításáról
- 438/2013. (XI. 19.) Korm. rendelet A finanszírozott egészségügyi szakellátást nyújtó egészségügyi szolgáltatók adósságának rendezésére fordítható konszolidációs támogatásról
- 439/2013. (XI. 20.) Korm. rendelet A régészeti örökséggel és a műemléki értékkel kapcsolatos szakértői tevékenységről
- 440/2013. (XI. 20.) Korm. rendelet Egyes épület-energetikai tárgyú, valamint építésügyi hatósági eljárásokról és építési követelményekről szóló kormányrendeletek módosításáról
- 441/2013. (XI. 20.) Korm. rendelet Az egyes haditechnikai eszközök, termékek, szolgáltatások kereskedelméről és engedélyezéséről, valamint a fegyverekről és lőszerekről szóló kormányrendeletek módosításáról
- 442/2013. (XI. 27.) Korm. rendelet A közalkalmazottak jogállásáról szóló 1992. évi XXXIII. törvény végrehajtásáról a művészeti, a közművelődési és a közgyűjteményi területen foglalkoztatott közalkalmazottak jogviszonyával összefüggő egyes kérdések rendezésére című 150/1992. (XI. 20.) Korm. rendelet módosításáról
- 443/2013. (XI. 27.) Korm. rendelet A fémkereskedelmi tevékenységről
- 444/2013. (XI. 28.) Korm. rendelet A Magyarország Kormánya és a Török Köztársaság Kormánya között az egészségügy és az orvostudományok területén történő együttműködésről szóló megállapodás kihirdetéséről
- 445/2013. (XI. 28.) Korm. rendelet A harmadik országbeli állampolgárok magyarországi foglalkoztatásának nem összevont kérelmezési eljárás alapján történő engedélyezéséről, az engedélyezési kötelezettség alóli mentességről, a fővárosi és megyei kormányhivatal munkaügyi központjának az összevont kérelmezési eljárásban való szakhatósági közreműködéséről, valamint a Magyarországon engedélymentesen foglalkoztatható harmadik országbeli állampolgárok magyarországi foglalkoztatásának bejelentéséről, és a munkabér megtérítéséről
- 446/2013. (XI. 28.) Korm. rendelet Az egyes migrációs, illetve menekültügyi tárgyú és más kormányrendeletek jogharmonizációs célú módosításáról
- 447/2013. (XI. 28.) Korm. rendelet Egyes kormányrendeletek rendészeti tárgyú módosításáról
- 448/2013. (XI. 28.) Korm. rendelet A Szociális és Gyermekvédelmi Főigazgatóságról szóló 316/2012. (XI. 13.) Korm. rendelet és az egyes szakosított szociális és gyermekvédelmi szakellátási intézmények állami átvételének részletes szabályairól és egyes kormányrendeletek módosításáról szóló 349/2012. (XII. 12.) Korm. rendelet módosításáról
- 449/2013. (XI. 28.) Korm. rendelet A közgyűjteményekben őrzött vitatott tulajdonú kulturális javak visszaadásának rendjéről
- 450/2013. (XI. 28.) Korm. rendelet A Széchenyi Programirodákról szóló 68/2011. (IV. 28.) Korm. rendelet módosításáról
- 451/2013. (XI. 28.) Korm. rendelet A Nemzetgazdasági Tervezési Hivatal létrehozásáról szóló 248/2011. (XII. 1.) Korm. rendelet módosításáról
- 452/2013. (XI. 28.) Korm. rendelet A Magyar Nemzeti Bank központi épülete felújítására, fejlesztésére irányuló építési beruházással összefüggő közigazgatási hatósági ügyek kiemelt jelentőségű üggyé nyilvánításáról és az eljáró hatóságok kijelöléséről
- 453/2013. (XI. 28.) Korm. rendelet A dohánytermék-kiskereskedelemmel összefüggő egyes kormányrendeletek módosításáról
- 454/2013. (XI. 29.) Korm. rendelet A Magyarország Kormánya és a Bolgár Köztársaság Kormánya között, a hadisírokról és háborús emlékhelyekről szóló Megállapodás kihirdetéséről
- 455/2013. (XI. 29.) Korm. rendelet A nem közművel összegyűjtött háztartási szennyvíz begyűjtésére vonatkozó közszolgáltatási tevékenység részletes szabályairól
- 456/2013. (XI. 29.) Korm. rendelet A Takata Safety Systems Hungary Kft. Miskolcon megvalósuló beruházásával összefüggő közigazgatási hatósági ügyek nemzetgazdasági szempontból kiemelt jelentőségű üggyé nyilvánításáról és az eljáró hatóságok kijelöléséről
- 457/2013. (XI. 29.) Korm. rendelet Az állami vagyonnal való gazdálkodásról szóló 254/2007. (X. 4.) Korm. rendelet módosításáról

#### December (458-565)
- 458/2013. (XII. 2.) Korm. rendelet A víziközmű-szolgáltatásról szóló 2011. évi CCIX. törvény egyes rendelkezéseinek végrehajtásáról szóló 58/2013. (II. 27.) Korm. rendelet módosításáról
- 459/2013. (XII. 4.) Korm. rendelet A tartós külszolgálatról és az ideiglenes külföldi kiküldetésről szóló 172/2012. (VII. 26.) Korm. rendelet módosításáról
- 460/2013. (XII. 4.) Korm. rendelet A Nemzeti Lovarda fejlesztésével kapcsolatos közigazgatási hatósági ügyek nemzetgazdasági szempontból kiemelt jelentőségű üggyé nyilvánításáról és az eljáró hatóságok kijelöléséről
- 461/2013. (XII. 4.) Korm. rendelet A Nemzeti Stadionfejlesztési Program keretében megvalósítandó Diósgyőri Stadion rekonstrukció beruházás megvalósításával összefüggő közigazgatási hatósági ügyek kiemelt jelentőségű üggyé nyilvánításáról és az eljáró hatóságok kijelöléséről
- 462/2013. (XII. 4.) Korm. rendelet A szombathelyi sportcélú beruházások megvalósításával összefüggő közigazgatási hatósági ügyek kiemelt jelentőségű üggyé nyilvánításáról és az eljáró hatóságok kijelöléséről
- 463/2013. (XII. 4.) Korm. rendelet A balatonboglári Nemzeti Kézilabda Akadémia beruházási programmal összefüggő közigazgatási hatósági ügyek kiemelt jelentőségű üggyé nyilvánításáról és az eljáró hatóságok kijelöléséről
- 464/2013. (XII. 4.) Korm. rendelet Egyes kiemelt jelentőségű beruházások megvalósításával összefüggő közigazgatási hatósági ügyek nemzetgazdasági szempontból kiemelt jelentőségű üggyé nyilvánításáról szóló kormányrendeletek módosításáról
- 465/2013. (XII. 5.) Korm. rendelet A Magyarország Kormánya és az Uruguayi Keleti Köztársaság Kormánya között a gazdasági és műszaki együttműködésről szóló megállapodás kihirdetéséről
- 466/2013. (XII. 5.) Korm. rendelete Az Európai Rendőr-akadémia (CEPOL) székhelyének kialakítását célzó beruházással összefüggő közigazgatási hatósági ügyek nemzetgazdasági szempontból kiemelt jelentőségű üggyé nyilvánításáról és az eljáró hatóságok kijelöléséről
- 467/2013. (XII. 7.) Korm. rendelet A Klebelsberg Intézményfenntartó Központról szóló 202/2012. (VII. 27.) Korm. rendelet módosításáról
- 468/2013. (XII. 9.) Korm. rendelet A Magyarország Kormánya és az Argentin Köztársaság Kormánya között a kétoldalú gazdasági együttműködésről szóló megállapodás kihirdetéséről
- 469/2013. (XII. 11.) Korm. rendelet Az Európai Uniós támogatások igénybevételéhez kapcsolódó egyes kormányrendeletek módosításáról
- 470/2013. (XII. 11.) Korm. rendelet A minősített adatot, az ország alapvető biztonsági, nemzetbiztonsági érdekeit érintő vagy a különleges biztonsági intézkedést igénylő beszerzések sajátos szabályairól szóló 218/2011. (X. 19.) Korm. rendelet módosításáról
- 471/2013. (XII. 11.) Korm. rendelet A Holokauszt Gyermekáldozatainak Emlékhelye – Európai Oktatási Központ létrehozásához szükséges közigazgatási hatósági ügyek nemzetgazdasági szempontból kiemelt jelentőségű üggyé nyilvánításáról és az eljáró hatóságok kijelöléséről szóló 289/2013. (VII. 26.) Korm. rendelet módosításáról
- 472/2013. (XII. 11.) Korm. rendelet A székesfehérvári stadionrekonstrukciós program megvalósításával összefüggő közigazgatási hatósági ügyek kiemelt jelentőségű üggyé nyilvánításáról és az eljáró hatóságok kijelöléséről
- 473/2013. (XII. 12.) Korm. rendelet A földhasználati nyilvántartás részletes szabályairól szóló 356/2007. (XII. 23.) Korm. rendelet módosításáról
- 474/2013. (XII. 12.) Korm. rendelet Az elővásárlási és előhaszonbérleti jog gyakorlása érdekében az adás-vételi és a haszonbérleti szerződés hirdetményi úton történő közlésére vonatkozó eljárási szabályokról
- 475/2013. (XII. 17.) Korm. rendelet A Nemzeti Fejlesztési Ügynökség megszüntetésével összefüggő egyes kérdésekről
- 476/2013. (XII. 17.) Korm. rendelet A veszélyes anyagokkal kapcsolatos súlyos balesetek elleni védekezésről szóló 219/2011. (X. 20.) Korm. rendelet módosításáról
- 477/2013. (XII. 17.) Korm. rendelet A közalkalmazottak jogállásáról szóló 1992. évi XXXIII. törvénynek a Magyar Tudományos Akadémia irányítása alá tartozó költségvetési szerveknél, illetve más kutató- és kutatást kiegészítő intézeteknél történő végrehajtásáról szóló 84/2011. (V. 26.) Korm. rendelet módosításáról
- 478/2013. (XII. 17.) Korm. rendelet A Nemzeti Adó- és Vámhivatalnál foglalkoztatott kormánytisztviselők és pénzügyőrök képesítési előírásairól szóló 396/2012. (XII. 20.) Korm. rendelet módosításáról
- 479/2013. (XII. 17.) Korm. rendelet A Nemzeti Adó- és Vámhivatal szervezetéről és egyes szervek kijelöléséről szóló 273/2010. (XII. 9.) Korm. rendelet és az azzal összefüggő más kormányrendeletek módosításáról
- 480/2013. (XII. 17.) Korm. rendelet A környezeti hatásvizsgálati és az egységes környezethasználati engedélyezési eljárásról szóló 314/2005. (XII. 25.) Korm. rendelet, valamint a felszín alatti vizek védelméről szóló 219/2004. (VII. 21.) Korm. rendelet módosításáról
- 481/2013. (XII. 17.) Korm. rendelet A környezetvédelmi, természetvédelmi, vízvédelmi hatósági és igazgatási feladatokat ellátó szervek kijelöléséről
- 482/2013. (XII. 17.) Korm. rendelet A vízügyi igazgatási, valamint a vízügyi hatósági feladatokat ellátó szervek kijelöléséről
- 483/2013. (XII. 17.) Korm. rendelet A kötelező legkisebb munkabér (minimálbér) és a garantált bérminimum megállapításáról
- 484/2013. (XII. 17.) Korm. rendelet A Nemzeti Kiberbiztonsági Koordinációs Tanács, valamint a Kiberbiztonsági Fórum és a kiberbiztonsági ágazati munkacsoportok létrehozásával, működtetésével kapcsolatos szabályokról, feladat és hatáskörükről
- 485/2013. (XII. 17.) Korm. rendelet A fejlesztési adókedvezményről szóló 206/2006. (X. 16.) Korm. rendelet, valamint az Európai Közösséget létrehozó Szerződés 87. cikkének (1) bekezdése szerinti állami támogatásokkal kapcsolatos eljárásról és a regionális támogatási térképről szóló 85/2004. (IV. 19.) Korm. rendelet módosításáról szóló 315/2006. (XII. 23.) Korm. rendelet módosításáról
- 486/2013. (XII. 17.) Korm. rendelet Az egyes közlekedésfejlesztési projektekkel összefüggő közigazgatási hatósági ügyek nemzetgazdasági szempontból kiemelt jelentőségű üggyé nyilvánításáról és az eljáró hatóságok kijelöléséről szóló 345/2012. (XII. 6.) Korm. rendelet módosításáról
- 487/2013. (XII. 17.) Korm. rendelet Az építésügyi, az építésfelügyeleti és az örökségvédelmi hatóságnál foglalkoztatott köztisztviselők és kormánytisztviselők építésügyi vizsgájára és szakmai továbbképzésére vonatkozó részletes szabályokról
- 488/2013. (XII. 17.) Korm. rendelet A közigazgatási bírsággal sújtandó közlekedési szabályszegések köréről, az e tevékenységekre vonatkozó rendelkezések megsértése esetén kiszabható bírságok összegéről, felhasználásának rendjéről és az ellenőrzésben történő közreműködés feltételeiről szóló 410/2007. (XII. 29.) Korm. rendelet, valamint a közúti árufuvarozáshoz, személyszállításhoz és a közúti közlekedéshez kapcsolódó egyes rendelkezések megsértése esetén kiszabható bírságok összegéről, valamint a bírságolással összefüggő hatósági feladatokról szóló 156/2009. (VII. 29.) Korm. rendelet módosításáról
- 489/2013. (XII. 18.) Korm. rendelet Az egyházi és nem állami fenntartású szociális, gyermekjóléti és gyermekvédelmi szolgáltatók, intézmények és hálózatok állami támogatásáról
- 490/2013. (XII. 18.) Korm. rendelet A kisajátítási terv elkészítéséről, felülvizsgálatáról, záradékolásáról, valamint a kisajátítással kapcsolatos értékkülönbözet megfizetésének egyes kérdéseiről szóló 178/2008. (VII. 3.) Korm. rendelet és az autópályák, autóutak és főutak használatáért fizetendő megtett úttal arányos díjról szóló 2013. évi LXVII. törvény végrehajtásáról szóló 209/2013. (VI. 18.) Korm. rendelet módosításáról
- 491/2013. (XII. 18.) Korm. rendelet A nemzeti gyászról szóló 237/2001. (XII. 10.) Korm. rendelet módosításáról
- 492/2013. (XII. 18.) Korm. rendelet A Nemzeti Jogszabálytárról szóló 338/2011. (XII. 29.) Korm. rendelet, valamint a helyi önkormányzatok törvényességi felügyeletének részletes szabályairól szóló 119/2012. (VI. 26.) Korm. rendelet módosításáról
- 493/2013. (XII. 19.) Korm. rendelet A Budapest II. kerület, Margit körút 85–87. szám alatti épületek elbontásához és az ingatlanon kialakítandó közpark részeként felépítésre kerülő rendőrségi objektum megvalósításához kapcsolódó egyes beszerzéseknek a minősített adatot, az ország alapvető biztonsági, nemzetbiztonsági érdekeit érintő vagy a különleges biztonsági intézkedést igénylő beszerzések sajátos szabályairól szóló 218/2011. (X. 19.) Korm. rendelet 7. § (5) bekezdés a) pontja szerinti minősítéséről
- 494/2013. (XII. 23.) Korm. rendelet A nyugellátások és egyes más ellátások 2014. január havi emeléséről
- 495/2013. (XII. 29.) Korm. rendelet A költségvetési szervek és az egyházi jogi személyek foglalkoztatottjainak 2014. évi kompenzációjáról
- 496/2013. (XII. 29.) Korm. rendelet A közfoglalkoztatási bér és a közfoglalkoztatási garantált bér megállapításáról szóló 170/2011. (VIII. 24.) Korm. rendelet módosításáról
- 497/2013. (XII. 29.) Korm. rendelet Az államháztartás szabályozásával összefüggő egyes rendeletek módosításáról
- 498/2013. (XII. 29.) Korm. rendelet A szociálpolitikai menetdíj-támogatást nem tartalmazó, adómentes közlekedési kedvezményekről
- 499/2013. (XII. 29.) Korm. rendelet A Civil Alap – 2014 pályázati program keretében nyújtott támogatások sajátos szabályairól
- 500/2013. (XII. 29.) Korm. rendelet Egyes nyugdíjbiztosítási és szociális tárgyú kormányrendeletek módosításáról
- 501/2013. (XII. 29.) Korm. rendelet A nemzeti köznevelés tankönyvellátásáról szóló 2013. évi CCXXXII. törvény egyes rendelkezéseinek végrehajtásáról, valamint a tankönyvellátásban közreműködők kijelöléséről
- 502/2013. (XII. 29.) Korm. rendelet A felsőoktatási felvételi eljárásról szóló 423/2012. (XII. 29.) Korm. rendelet módosításáról
- 503/2013. (XII. 29.) Korm. rendelet A látványcsapat-sportok támogatásának társasági adókedvezményével összefüggő egyes kormányrendeletek módosításáról
- 504/2013. (XII. 29.) Korm. rendelet A mezőgazdasági vagy erdészeti szakirányú képzettségekről
- 505/2013. (XII. 29.) Korm. rendelet A nem rendszeres hulladékszállítás szabályairól és az ennek során eljáró állami szervek kijelöléséről szóló 292/2013. (VII. 26.) Korm. rendelet módosításáról
- 506/2013. (XII. 29.) Korm. rendelet A Karcagi Járási Hivatal elhelyezéséül szolgáló ingatlan átalakításával és felújításával összefüggő közigazgatási hatósági ügyek kiemelt jelentőségű üggyé nyilvánításáról és az eljáró hatóságok kijelöléséről
- 507/2013. (XII. 29.) Korm. rendelet Az európai uniós állami támogatásról szóló egyes uniós szabályok változásához kapcsolódóan az egyes fejlesztéspolitikai tárgyú és fejlesztéspolitikához kapcsolódó kormányrendeletek módosításáról
- 508/2013. (XII. 29.) Korm. rendelet A Környezet és Energia Operatív Program Egészséges, tiszta települések prioritás keretében megvalósuló beruházásokkal összefüggő közigazgatási hatósági ügyek nemzetgazdasági szempontból kiemelt jelentőségű üggyé nyilvánításáról és az eljáró hatóságok kijelöléséről
- 509/2013. (XII. 29.) Korm. rendelet Egyes szociális és gyermekvédelmi tárgyú kormányrendeleteknek a pénzbeli és természetbeni szociális ellátásokkal kapcsolatos módosításáról
- 510/2013. (XII. 29.) Korm. rendelet A Magyarország Kormánya és a Koszovói Nemzetközi Biztonsági Erő (KFOR) között a Koszovó felett kijelölt légtérben egyes léginavigációs szolgálatok nyújtásáról és egyéb kapcsolódó tevékenységek ellátásáról szóló Végrehajtási Megállapodás kihirdetéséről szóló törvény végrehajtásával kapcsolatban egyes kormányrendeletek eltérő alkalmazásáról
- 511/2013. (XII. 29.) Korm. rendelet A nem rendszeres kéményseprő-ipari közszolgáltatás szabályairól és az ennek során eljáró állami szervek kijelöléséről
- 512/2013. (XII. 29.) Korm. rendelet Egyes rendvédelmi szervek létfontosságú rendszerei és létesítményei azonosításáról, kijelöléséről és védelméről, valamint a Rendőrség szerveiről és a Rendőrség szerveinek feladat- és hatásköréről szóló 329/2007. (XII. 13.) Korm. rendelet módosításáról
- 513/2013. (XII. 29.) Korm. rendelet A nevelőszülői foglalkoztatási jogviszony és a helyettes szülői jogviszony egyes kérdéseiről
- 514/2013. (XII. 30.) Korm. rendelet A Magyarország Kormánya és az Organisation for Economic Co-operation and Development (OECD) közötti második közigazgatásfejlesztési keretmegállapodás kihirdetéséről
- 515/2013. (XII. 30.) Korm. rendelet A kormányablakokról
- 516/2013. (XII. 30.) Korm. rendelet A fővárosi és megyei kormányhivatalok működésével összefüggő egyes kormányrendeletek módosításáról
- 517/2013. (XII. 30.) Korm. rendelet A közalkalmazottak jogállásáról szóló 1992. évi XXXIII. törvénynek a szociális, valamint a gyermekjóléti és gyermekvédelmi ágazatban történő végrehajtásáról szóló 257/2000. (XII. 26.) Korm. rendelet módosításáról
- 518/2013. (XII. 30.) Korm. rendelet A számviteli törvényhez kapcsolódó, sajátos számviteli szabályokat tartalmazó kormányrendeletek módosításáról
- 519/2013. (XII. 30.) Korm. rendelet Az egészségügyi szolgáltatások Egészségbiztosítási Alapból történő finanszírozásának részletes szabályairól szóló 43/1999. (III. 3.) Korm. rendelet módosításáról
- 520/2013. (XII. 30.) Korm. rendelet Egyes egészségügyi és egészségbiztosítási tárgyú kormányrendeletek módosításáról
- 521/2013. (XII. 30.) Korm. rendelet Az egészségügyi válsághelyzeti ellátásról
- 522/2013. (XII. 30.) Korm. rendelet A tűzvédelmi tervezői tevékenység folytatásának szabályairól szóló 375/2011. (XII. 31.) Korm. rendelet és az építésügyi és az építésüggyel összefüggő szakmagyakorlási tevékenységekről szóló 266/2013. (VII. 11.) Korm. rendelet módosításáról
- 523/2013. (XII. 30.) Korm. rendelet Az M0 autóút 10. sz. és 11. sz. főút közötti szakasza nyomvonalának kijelöléséről
- 524/2013. (XII. 30.) Korm. rendelet A kereskedelmi tevékenységek végzésének feltételeiről szóló 210/2009. (IX. 29.) Korm. rendelet, a Magyar Kereskedelmi Engedélyezési Hivatalról és a területi mérésügyi és műszaki biztonsági hatóságokról szóló 320/2010. (XII. 27.) Korm. rendelet, valamint az energetikai létfontosságú rendszerek és létesítmények azonosításáról, kijelöléséről és védelméről szóló 360/2013. (X. 11.) Korm. rendelet módosításáról
- 525/2013. (XII. 30.) Korm. rendelet A Magyar Agrár-, Élelmiszergazdasági és Vidékfejlesztési Kamara által működtetett falugazdász-hálózat igazgatási és egyéb feladatainak a meghatározásáról
- 526/2013. (XII. 30.) Korm. rendelet A Hankook Tire Magyarország Kft. Rácalmáson megvalósuló beruházásával összefüggő közigazgatási hatósági ügyek nemzetgazdasági szempontból kiemelt jelentőségű üggyé nyilvánításáról és az eljáró hatóságok kijelöléséről
- 527/2013. (XII. 30.) Korm. rendelet A vízügyi ágazat irányításának átalakításával összefüggésben, valamint a vízkárelhárítás hatékonyságának növelése érdekében egyes kormányrendeletek módosításáról
- 528/2013. (XII. 30.) Korm. rendelet Az üvegházhatású gázok kibocsátásával kapcsolatos nemzeti jelentéstételről
- 529/2013. (XII. 30.) Korm. rendelet A környezetvédelmi termékdíjról szóló 2011. évi LXXXV. törvény végrehajtásáról szóló 343/2011. (XII. 29.) Korm. rendelet módosításáról
- 530/2013. (XII. 30.) Korm. rendelet A fogyasztói csoportokról
- 531/2013. (XII. 30.) Korm. rendelet A Nemzeti Fogyasztóvédelmi Hatóságról szóló 225/2007. (VIII. 31.) Korm. rendelet módosításáról
- 532/2013. (XII. 30.) Korm. rendelet A 2008–2009-es romagyilkosságok túlélő sértettjeinek és közvetlenül érintett egyéb áldozatainak megsegítéséről
- 533/2013. (XII. 30.) Korm. rendelet Az újrahasználható csomagolószer bérleti rendszerének szabályairól
- 534/2013. (XII. 30.) Korm. rendelet A csomagolásról és a csomagolási hulladékkal kapcsolatos hulladékgazdálkodási tevékenységekről szóló 442/2012. (XII. 29.) Korm. rendelet módosításáról
- 535/2013. (XII. 30.) Korm. rendelet A pénzügyi intézmények, a befektetési vállalkozások és az árutőzsdei szolgáltatók informatikai rendszerének védelméről
- 536/2013. (XII. 30.) Korm. rendelet Az egyes kiegészítő pénzügyi szolgáltatások végzése feltételeinek részletszabályairól
- 537/2013. (XII. 30.) Korm. rendelet Az egyes pénzügyi tárgyú kormányrendeletek módosításáról
- 538/2013. (XII. 30.) Korm. rendelet A Nyugdíjbiztosítási Alap kezeléséért felelős nyugdíjbiztosítási szerv, az egészségbiztosítási szerv, a rehabilitációs hatóság, az állami foglalkoztatási szerv és a munkaügyi hatóság részére az állami adóhatóság által teljesített adatátadás részletes szabályairól szóló 424/2012. (XII. 29.) Korm. rendelet, valamint az építőipari kivitelezési tevékenységről szóló 191/2009. (IX. 15.) Korm. rendelet módosításáról
- 539/2013. (XII. 30.) Korm. rendelet A társadalombiztosítás ellátásaira és a magánnyugdíjra jogosultakról, valamint e szolgáltatások fedezetéről szóló 1997. évi LXXX. törvény végrehajtásáról szóló 195/1997. (XI. 5.) Korm. rendelet módosításáról
- 540/2013. (XII. 30.) Korm. rendelet A létfontosságú agrárgazdasági rendszerelemek és létesítmények azonosításáról, kijelöléséről és védelméről
- 541/2013. (XII. 30.) Korm. rendelet A létfontosságú vízgazdálkodási rendszerelemek és vízilétesítmények azonosításáról, kijelöléséről és védelméről
- 542/2013. (XII. 30.) Korm. rendelet A vis maior támogatás felhasználásának részletes szabályairól szóló 9/2011. (II. 15.) Korm. rendelet módosításáról
- 543/2013. (XII. 30.) Korm. rendelet A Magyar Agrár-, Élelmiszergazdasági és Vidékfejlesztési Kamara által működtetett falugazdász-hálózat igazgatási és egyéb feladataival összefüggő egyes kormányrendeletek módosításáról
- 544/2013. (XII. 30.) Korm. rendelet A közúti közlekedési igazgatási feladatokról, a közúti közlekedési okmányok kiadásáról és visszavonásáról szóló 326/2011. (XII. 28.) Korm. rendelet módosításáról
- 545/2013. (XII. 30.) Korm. rendelet Az Európai Támogatásokat Auditáló Főigazgatóságról szóló 210/2010. (VI. 30.) Korm. rendelet módosításáról
- 546/2013. (XII. 30.) Korm. rendelet A Liget Budapest projekt keretében megvalósuló egyes beruházásokkal összefüggő közigazgatási hatósági ügyek kiemelt jelentőségű üggyé nyilvánításáról és az eljáró hatóságok kijelöléséről
- 547/2013. (XII. 30.) Korm. rendelet Az egységes működési kézikönyvről
- 548/2013. (XII. 30.) Korm. rendelet A 2007–2013 programozási időszakban az Európai Regionális Fejlesztési Alapból, az Európai Szociális Alapból és a Kohéziós Alapból származó támogatások felhasználásának rendjéről szóló 4/2011. (I. 28.) Korm. rendelet módosításáról
- 549/2013. (XII. 30.) Korm. rendelet Az Uniós fejlesztések fejezetbe tartozó fejezeti kezelésű előirányzatok felhasználásának rendjéről
- 550/2013. (XII. 30.) Korm. rendelet A fejlesztéspolitikai intézményrendszer átalakításával összefüggő egyes kormányrendeletek módosításáról
- 551/2013. (XII. 31.) Korm. rendelet Az UNESCO által 2005. október 19-én elfogadott, a sportbeli dopping elleni nemzetközi egyezmény melléklete módosításának kihirdetéséről
- 552/2013. (XII. 31.) Korm. rendelet Az Információs Hivatal hivatásos állománya teljesítményértékelésének ajánlott elemeiről, a teljesítményértékelés elemeinek alkalmazásához kapcsolódó eljárási szabályokról, a minősítés rendjéről és a szervezeti teljesítményértékelésről
- 553/2013. (XII. 31.) Korm. rendelet A polgári nemzetbiztonsági szolgálatok költségvetésének és gazdálkodásának egyes speciális szabályairól szóló 130/2011. (VII. 18.) Korm. rendelet módosításáról
- 554/2013. (XII. 31.) Korm. rendelet A civil szervezetek által igénybe vehető infrastruktúra-támogatásról
- 555/2013. (XII. 31.) Korm. rendelet A fogyatékos felsőoktatási hallgatók közigazgatási ösztöndíjprogramjának létrehozásáról
- 556/2013. (XII. 31.) Korm. rendelet Az egyes szellemi tulajdonjogokat sértő áruk elleni vámhatósági intézkedésekről
- 557/2013. (XII. 31.) Korm. rendelet A szárított dohány és a fermentált dohány előállításáról, tárolásáról és kereskedelméről
- 558/2013. (XII. 31.) Korm. rendelet Egyes vízügyi tárgyú kormányrendeletek módosításáról
- 559/2013. (XII. 31.) Korm. rendelet A bányászattal és a ftávhőszolgáltatással összefüggő kormányrendeletek módosításáról
- 560/2013. (XII. 31.) Korm. rendelet A mező- és erdőgazdasági földek forgalmáról szóló 2013. évi CXXII. törvénnyel összefüggésben egyes kormányrendeletek módosításáról
- 561/2013. (XII. 31.) Korm. rendelet Az egyes kutatás-fejlesztési és innovációs tárgyú kormányrendeletek módosításáról
- 562/2013. (XII. 31.) Korm. rendelet A 2014/2015-ös tanévre vonatkozó szakmaszerkezeti döntésről és a 2014/2015-ös tanévben induló képzésekben szakiskolai tanulmányi ösztöndíjra jogosító szakképesítésekről, valamint egyes szakképzési és felnőttképzési tárgyú kormányrendeletek módosításáról
- 563/2013. (XII. 31.) Korm. rendelet Az új nemzeti közgyűjteményi épületegyüttes megvalósításával összefüggő közigazgatási hatósági ügyek kiemelt jelentőségű üggyé nyilvánításáról és az eljáró hatóságok kijelöléséről
- 564/2013. (XII. 31.) Korm. rendelet A minősített adatot, az ország alapvető biztonsági, nemzetbiztonsági érdekeit érintő vagy a különleges biztonsági intézkedést igénylő beszerzések sajátos szabályairól szóló 218/2011. (X. 19.) Korm. rendelet módosításáról
- 565/2013. (XII. 31.) Korm. rendelet A Magyarország német megszállásának emléket állító, Budapest V. kerületben felállításra kerülő emlékmű megvalósításához szükséges közigazgatási hatósági ügyek nemzetgazdasági szempontból kiemelt jelentőségű üggyé nyilvánításáról és az eljáró hatóságok kijelöléséről

### Miniszteri rendeletek és egyéb fontosabb jogszabályok

#### Január
- 1/2013. (I. 2.) EMMI rendelet A 2001. évi C. törvény III. részének hatálya alá tartozó, végbizonyítványnak minősülő képzések és bizonyítványok felsorolásáról szóló 35/2007. (XI. 13.) OKM rendelet módosításáról
- 2/2013. (I. 2.) EMMI rendelet Egyes egészségügyi tárgyú miniszteri rendeleteknek az egészségügyi ágazati képzésekkel, az Egészségügyi Szakképzési és Továbbképzési Tanáccsal, valamint a szakorvos jelöltek felügyelet mellett végzett ügyeleti tevékenységével összefüggő módosításáról
- 1/2013. (I. 7.) NMHH rendelet A nem polgári célra használható frekvenciasávok felhasználási szabályainak megállapításáról
- 2/2013. (I. 7.) NMHH rendelet A polgári célra használható frekvenciasávok felhasználási szabályainak megállapításáról
- 3/2013. (I. 7.) EMMI rendelet A magasabb összegű családi pótlékra jogosító betegségekről és fogyatékosságokról szóló 5/2003. (II. 19.) ESZCSM rendelet módosításáról
- 1/2013. (I. 7.) NFM rendelet A villamos energia egyetemes szolgáltatás árképzéséről szóló 4/2011. (I. 31.) NFM rendelet módosításáról
- 1/2013. (I. 8.) KIM rendelet A közigazgatási, rendészeti, katonai és nemzetbiztonsági felsőoktatás vonatkozásában az évenként felvehető hallgatói létszám megállapításával és elosztásával kapcsolatos eljárás részletes szabályairól, a Nemzeti Közszolgálati Egyetemre történő felvétel különös feltételeiről, valamint a külföldi hallgatók Nemzeti Közszolgálati Egyetemre történő felvételének, jogállásának és tanulmányainak részletes szabályairól
- 1/2013. (I. 8.) NGM rendelet A nemzetgazdasági miniszter által adományozható elismerésekről
- 2/2013. (I. 10.) NFM rendelet Az Amerikai Egyesült Államokban „Friends of Hungary” elnevezéssel működő jogi személy felett az államot megillető tulajdonosi jogokat gyakorló és kötelezettségeket teljesítő szervezet kijelöléséről
- 3/2013. (I. 11.) NMHH rendelet A honvédelmi és katasztrófavédelmi feladatok ellátásában közreműködésre kötelezett elektronikus hírközlési szolgáltatók kijelöléséről és felkészülési feladataik meghatározásáról
- 4/2013. (I. 11.) EMMI rendelet A két tanítási nyelvű iskolai oktatás irányelvének kiadásáról
- 4/2013. (I. 18.) NMHH rendelet A közszolgálati médiaszolgáltatások digitális vételének biztosítása érdekében adható állami támogatás és az azzal összefüggő adatszolgáltatás, adatkezelés rendjéről
- 5/2013. (I. 18.) EMMI rendelet Az emberi erőforrások minisztere hatáskörébe tartozó egyes szakképesítések komplex szakmai vizsga szervezésére kijelölt intézményekről
- 6/2013. (I. 18.) EMMI rendelet Egyes egészségügyi tárgyú miniszteri rendeletek módosításáról
- 1/2013. (I. 18.) VM rendelet Az országos pálinka- és törkölypálinka-versenyről, valamint az érzékszervi bírálók képzéséről szóló 33/2010. (XI. 25.) VM rendelet módosításáról
- 2/2013. (I. 22.) NGM rendelet A villamosművek, valamint a termelői, magán- és közvetlen vezetékek biztonsági övezetéről
- 7/2013. (I. 23.) EMMI rendelet Az állami sportcélú támogatások felhasználásáról és elosztásáról szóló 4/2011. (II. 28.) NEFMI rendelet, valamint az állami sportcélú támogatások felhasználásáról és elosztásáról szóló 22/2012. (IV. 11.) NEFMI rendelet módosításáról
- 1/2013. (I. 25.) BM rendelet A megkülönböztető és figyelmeztető jelzést adó készülékek felszerelésének és használatának szabályairól szóló 12/2007. (III. 13.) IRM rendelet módosításáról
- 1/2013. (I. 29.) MNB rendelet A jegybanki alapkamat mértékéről
- 3/2013. (I. 29.) NFM rendelet Az aláírási címpéldány, a cégkivonat és a vállalkozói igazolvány csatolására vonatkozó egyszerűsítéssel összefüggő egyes miniszteri rendeletek módosításáról
- 2/2013. (I. 30.) BM rendelet A belügyminiszter irányítása alá tartozó szervek hivatásos állományú tagjainak továbbképzési és vezetőképzési rendszeréről, valamint a rendészeti utánpótlási és vezetői adatbankról
- 3/2013. (I. 30.) BM rendelet A büntetés-végrehajtási szervezet részéről a büntetés-végrehajtásért felelős miniszter vezetése, irányítása vagy felügyelete alá tartozó szervek irányában fennálló ellátási kötelezettségről, a fogvatartottak kötelező foglalkoztatása keretében előállított termékekről és szolgáltatásokról, azok átadás-átvételéről és az ellentételezés rendjéről szóló 9/2011. (III. 23.) BM rendelet módosításáról
- 8/2013. (I. 30.) EMMI rendelet A tanári felkészítés közös követelményeiről és az egyes tanárszakok képzési és kimeneti követelményeiről
- 9/2013. (I. 31.) EMMI rendelet Egyes egészségbiztosítási tárgyú miniszteri rendeletek módosításáról
- 10/2013. (I. 31.) EMMI rendelet A törzskönyvezett gyógyszerek és a különleges táplálkozási igényt kielégítő tápszerek társadalombiztosítási támogatásba való befogadásának szempontjairól és a befogadás vagy a támogatás megváltoztatásáról szóló 32/2004. (IV. 26.) ESZCSM rendelet módosításáról

#### Február
- 2/2013. (II. 1.) VM rendelet Az Európai Mezőgazdasági Vidékfejlesztési Alapból támogatott intézkedések monitoring adatszolgáltatási rendjére vonatkozó részletes szabályokról szóló 18/2009. (III. 6.) FVM rendelet módosításáról
- 3/2013. (II. 1.) VM rendelet A talajvédelmi terv készítésének részletes szabályairól szóló 90/2008. (VII. 18.) FVM rendelet és a szőlőtermelési potenciálról szóló 86/2009. (VII. 17.) FVM rendelet módosításáról
- 4/2013. (II. 4.) NFM rendelet A villamos energia és a földgáz egyetemes szolgáltató által alkalmazható számlaképről
- 4/2013. (II. 4.) VM rendelet Az Európai Mezőgazdasági Vidékfejlesztési Alapból finanszírozott egyes agrártámogatási tárgyú miniszteri rendeletek módosításáról
- 5/2013. (II. 4.) VM rendelet A vendéglátó-ipari termékek előállításának és forgalomba hozatalának élelmiszerbiztonsági feltételeiről szóló 62/2011. (VI. 30.) VM rendelet módosításáról
- 2/2013. (II. 4.) NFM határozat A szénipari szerkezetátalakítási támogatás meghatározásának és kezelésének részletes szabályairól szóló 278/2007. (X. 20.) Korm. rendelet módosításáról szóló 211/2011. (X. 12.) Korm. rendelet hatálybalépése időpontjának megállapításáról
- 3/2013. (II. 4.) NFM határozat A szénipari szerkezetátalakítási támogatás meghatározásának és kezelésének részletes szabályairól szóló 278/2007. (X. 20.) Korm. rendelet módosításáról szóló 13/2013. (I. 25.) Korm. rendelet 1–6. §-a és 1. melléklete hatálybalépését, valamint e módosító kormányrendelet hatályvesztését megalapozó európai bizottsági határozat meghozatala időpontjának megállapításáról
- 6/2013. (II. 5.) VM rendelet Egyes borászati termékek harmadik országokban történő promóciójának támogatásáról
- 1/2013. (II. 12.) PSZÁF rendelet A befektetési alapok adataiban bekövetkező változások bejelentésének tartalmi és formai feltételeiről
- 2/2013. (II. 12.) PSZÁF rendelet Az engedélyezési, jóváhagyási és nyilvántartásba vételi, törlési eljárásokban, valamint a bejelentések során alkalmazott elektronikus űrlapok benyújtásának technikai feltételeiről
- 12/2013. (II. 12.) EMMI rendelet A felsőoktatási, valamint az államilag elismert nyelvvizsgarendszer működésével kapcsolatos közigazgatási hatósági eljárások igazgatási szolgáltatási díjáról, azok mértékéről
- 5/2013. (II. 12.) NFM rendelet A vasúti közlekedés biztonságával összefüggő munkakört betöltő munkavállalók szakmai képzésének és vizsgáztatásának, a vasúti vizsgaközpont és képzőszervezetek működésének, a képzési engedély kiadásának, továbbá a vasúti járművezetői gyakorlat szabályairól szóló 19/2011. (V. 10.) NFM rendelet módosításáról
- 7/2013. (II. 13.) VM rendelet A veszélyes állatokról és tartásuk engedélyezésének részletes szabályairól szóló 8/1999. (VIII. 13.) KöM–FVM–NKÖM–BM együttes rendelet módosításáról
- 40/2013. (II. 14.) Korm. rendelet Az állatkísérletekről
- 41/2013. (II. 14.) Korm. rendelet A veszélyeztetett vadon élő állat- és növényfajok nemzetközi kereskedelmét szabályozó nemzetközi és európai közösségi jogi aktusok végrehajtásának egyes szabályairól szóló 292/2008. (XII. 10.) Korm. rendelet módosításáról
- 13/2013. (II. 14.) EMMI rendelet A települési önkormányzatok könyvtári, közművelődési és múzeumi feladataihoz nyújtott támogatások részletes szabályairól
- 14/2013. (II. 15.) EMMI rendelet Egyes egészségügyi tárgyú miniszteri rendeletek jogharmonizációs célú módosításáról
- 3/2013. (II. 15.) NGM rendelet A pénztárgépek és taxaméterek műszaki követelményeiről, a nyugtakibocsátásra szolgáló pénztárgépek és taxaméterek forgalmazásáról, használatáról és szervizeléséről, valamint a pénztárgéppel rögzített adatok adóhatóság felé történő szolgáltatásáról
- 8/2013. (II. 18.) VM rendelet Az egyes különleges támogatások szabályozásáról szóló miniszteri rendeletek módosításáról
- 4/2013. (II. 19.) NGM rendelet A harmadik országbeli állampolgárok beutazásáról és tartózkodásáról szóló törvényben meghatározott államkötvény kibocsátásának részletes szabályairól
- 2/2013. (II. 20.) MNB rendelet A „Magyar táncház módszer” ezüst emlékérme kibocsátásáról
- 5/2013. (II. 20.) NGM rendelet A fejezeti kezelésű előirányzatok kezelésének és felhasználásának szabályairól
- 9/2013. (II. 20.) VM rendelet A Nagybereki Fehér-víz természetvédelmi terület természetvédelmi kezelési tervéről
- 6/2013. (II. 22.) NFM rendelet A Magyar Köztársaság légterében és repülőterein történő repülések végrehajtásának szabályairól szóló 14/2000. (XI. 14.) KöViM rendelet, valamint a légi forgalom irányításának szabályairól szóló 16/2000. (XI. 22.) KöViM rendelet módosításáról
- 3/2013. (II. 26.) MNB rendelet A jegybanki alapkamat mértékéről
- 15/2013. (II. 26.) EMMI rendelet A pedagógiai szakszolgálati intézmények működéséről
- 7/2013. (II. 26.) NFM rendelet A központosított informatikai és elektronikus hírközlési szolgáltatásokat egyedi szolgáltatási megállapodás útján igénybe vevő szervezetekről, valamint a központi szolgáltató által üzemeltetett vagy fejlesztett informatikai rendszerekről
- 4/2013. (II. 27.) BM rendelet Magyarország, Románia és Ukrajna államhatárai találkozási pontjának megjelölésére felállított „TÚR” határjelről készült Jegyzőkönyv jóváhagyásáról
- 16/2013. (II. 28.) EMMI rendelet A tankönyvvé nyilvánítás, a tankönyvtámogatás, valamint az iskolai tankönyvellátás rendjéről
- 6/2013. (II. 28.) NGM rendelet A fejezeti kezelésű előirányzatok kezelésének és felhasználásának szabályairól szóló 5/2013. (II. 20.) NGM rendelet módosításáról
- 8/2013. (II. 28.) NFM rendelet A Turisztikai Célelőirányzat felhasználásának és kezelésének részletes szabályairól
- 10/2013. (II. 28.) VM rendelet A méhcsaládok pusztulásával kapcsolatos közösségi programokra igénybe vehető pénzügyi hozzájárulás felhasználásának szabályairól

#### Március
- 17/2013. (III. 1.) EMMI rendelet A nemzetiség óvodai nevelésének irányelve és a nemzetiség iskolai oktatásának irányelve kiadásáról
- 7/2013. (III. 1.) NGM rendelet Az egyes szerencsejátékok engedélyezésével, lebonyolításával és ellenőrzésével kapcsolatos feladatok végrehajtásáról szóló 32/2005. (X. 21.) PM rendelet módosításáról
- 18/2013. (III. 5.) EMMI rendelet A vizsgálati és terápiás eljárási rendek kidolgozásának, szerkesztésének, valamint az ezeket érintő szakmai egyeztetések lefolytatásának egységes szabályairól
- 19/2013. (III. 5.) EMMI rendelet A Biztos Kezdet Gyerekházak támogatása igénylésének, döntési rendszerének, folyósításának, felhasználásának, elszámolásának és ellenőrzésének részletes szabályairól
- 20/2013. (III. 5.) EMMI rendelet A személyes gondoskodást nyújtó gyermekjóléti, gyermekvédelmi intézmények, valamint személyek szakmai feladatairól és működésük feltételeiről szóló 15/1998. (IV. 30.) NM rendelet módosításáról
- 11/2013. (III. 5.) VM rendelet Az Európai Mezőgazdasági Vidékfejlesztési Alapból a LEADER térségek közötti együttműködés végrehajtásához nyújtandó támogatások részletes feltételeiről
- 12/2013. (III. 5.) VM rendelet A tejtermelőket sújtó különleges hátrányok kezeléséhez kapcsolódó különleges támogatás igénybevételének szabályairól
- 2/2013. (III. 6.) KIM rendelet A fejezeti kezelésű előirányzatok kezelésének és felhasználásának szabályairól
- 8/2013. (III. 6.) NGM rendelet A nemzetgazdasági miniszter hatáskörébe tartozó szakképesítések mestervizsga követelményeiről
- 13/2013. (III. 6.) VM rendelet A növényvédő szerek forgalomba hozatalának és felhasználásának engedélyezéséről, valamint a növényvédő szerek csomagolásáról, jelöléséről, tárolásáról és szállításáról szóló 89/2004. (V. 15.) FVM rendelet módosításáról
- 9/2013. (III. 7.) NGM rendelet A Nemzeti Akkreditáló Testület eljárásaiért fizetendő igazgatási szolgáltatási díjakról szóló 4/2006. (II. 16.) GKM rendelet módosításáról
- 14/2013. (III. 7.) VM rendelet A borászati termékek egységes bizonylatolási, nyilvántartási és elszámolási rendjéről szóló 27/2011. (IV. 12.) VM rendelet módosításáról
- 5/2013. (III. 11.) NMHH rendelet A közszolgálati médiaszolgáltató analóg műsorszórásának leállításáról
- 15/2013. (III. 11.) VM rendelet A térképészetért felelős miniszter felelősségi körébe tartozó állami alapadatok és térképi adatbázisok vonatkoztatási és vetületi rendszeréről, alapadat-tartalmáról, létrehozásának, felújításának, kezelésének és fenntartásának módjáról, és az állami átvétel rendjéről
- 16/2013. (III. 12.) VM rendelet A folyók mértékadó árvízszintjeiről szóló 11/2010. (IV. 28.) KvVM rendelet módosításáról
- 10/2013. (III. 13.) NGM rendelet Az elemi költségvetésről
- 5/2013. (III. 14.) BM rendelet A települési önkormányzatok és társulásaik létszámcsökkentési döntéseivel kapcsolatos egyszeri költségvetési támogatás igénylésének, döntési rendszerének, folyósításának és elszámolásának részletes feltételeiről
- 17/2013. (III. 18.) VM rendelet Az egyes agrártámogatási tárgyú miniszteri rendeletek módosításáról
- 21/2013. (III. 19.) EMMI rendelet Egyes kulturális tárgyú miniszteri rendeletek módosításáról
- 1/2013. (III. 21.) HM rendelet A Magyar Honvédség egyes beosztásaihoz kapcsolódó munkaköri követelményekről szóló 20/2002. (IV. 10.) HM rendelet módosításáról
- 11/2013. (III. 21.) NGM rendelet A gáz csatlakozóvezetékekre, a felhasználói berendezésekre, a telephelyi vezetékekre vonatkozó műszaki biztonsági előírásokról és az ezekkel összefüggő hatósági feladatokról
- 18/2013. (III. 21.) VM rendelet Egyes agrártárgyú miniszteri rendeletek módosításáról
- 19/2013. (III. 21.) VM rendelet A földmérési és térképészeti tevékenység végzéséhez szükséges szakképzettségről
- 20/2013. (III. 21.) VM rendelet Az arborétumok jegyzékéről szóló 19/2011. (III. 16.) VM rendelet módosításáról
- 22/2013. (III. 22.) EMMI rendelet Egyes köznevelési tárgyú miniszteri rendeletek módosításáról
- 9/2013. (III. 22.) NFM rendelet A bányafelügyelet hatáskörébe tartozó tevékenység során bekövetkezett súlyos üzemzavar és súlyos baleset bejelentésének és vizsgálatának rendjéről szóló biztonsági szabályzatról
- 3/2013. (III. 25.) KIM rendelet Az illeték és a közzétételi költségtérítés elektronikus úton történő megfizetéséről a cégeljárásban és más cégügyekben című 25/2006. (V. 18.) IM rendelet és az egyéni vállalkozói tevékenységhez kapcsolódó bejelentésekhez rendszeresített űrlapokról szóló 65/2009. (XII. 17.) IRM rendelet módosításáról
- 4/2013. (III. 26.) MNB rendelet A jegybanki alapkamat mértékéről
- 2/2013. (III. 26.) HM rendelet A közalkalmazotti és a szolgálati viszonnyal összefüggő egyes honvédelmi miniszteri rendeletek módosításáról
- 21/2013. (III. 26.) VM rendelet A felszín alatti vízkészletekbe történő beavatkozás és a vízkútfúrás szakmai követelményeiről szóló 101/2007. (XII. 23.) KvVM rendelet és a vízrajzi feladatok ellátásáról szóló 146/2011. (XII. 23.) VM rendelet módosításáról
- 6/2013. (III. 27.) BM rendelet A belügyminiszter irányítása alatt álló fegyveres szervek hivatásos és közalkalmazotti állománya részére adható szociális támogatásról és a kegyeleti gondoskodással kapcsolatos egyes feladatokról
- 10/2013. (III. 27.) NFM rendelet A kőolaj és kőolajtermékekre vonatkozó nemzetközi adatszolgáltatásról szóló 20/2004. (II. 27.) GKM rendelet módosításáról
- 11/2013. (III. 27.) NFM rendelet A földgáz biztonsági készlet mértékéről, értékesítéséről és visszapótlásáról szóló 13/2011. (IV. 7.) NFM rendelet módosításáról
- 7/2013. (III. 28.) BM rendelet A telekalakításról szóló 85/2000. (XI. 8.) FVM rendelet módosításáról
- 12/2013. (III. 28.) NGM rendelet A nemzetgazdasági miniszter hatáskörébe tartozó szakképesítések szakmai és vizsgakövetelményeiről szóló 27/2012. (VIII. 27.) NGM rendelet módosításáról, valamint egyes, szakmai és vizsgakövetelmények kiadásáról szóló miniszteri rendeletek hatályon kívül helyezéséről
- 8/2013. (III. 29.) BM rendelet Egyes önkormányzati feladatokhoz kapcsolódó fejlesztési támogatás igénybevételének részletes szabályairól
- 9/2013. (III. 29.) BM rendelet A belügyminiszter irányítása alá tartozó költségvetési szervek hivatásos állományú tagjainak 2013. évi ruházati utánpótlási ellátmánya felhasználási rendjéről
- 23/2013. (III. 29.) EMMI rendelet A kerettantervek kiadásának és jóváhagyásának rendjéről szóló 51/2012. (XII. 21.) EMMI rendelet módosításáról
- 12/2013. (III. 29.) NFM rendelet A nemzeti fejlesztési miniszter ágazatába tartozó szakképesítések szakmai és vizsga-követelményeiről, valamint egyes, szakmai és vizsgakövetelmények kiadásáról szóló miniszteri rendeletek hatályon kívül helyezéséről
- 24/2013. (III. 29.) EMMI rendelet Az egyes egészségbiztosítási tárgyú miniszteri rendeletek módosításáról
- 25/2013. (III. 29.) EMMI rendelet Egyes miniszteri rendeleteknek a személyes gondoskodást nyújtó szociális és gyermekjóléti ellátásokkal összefüggő módosításáról
- 26/2013. (III. 29.) EMMI rendelet Egyes gyermekvédelmi tárgyú miniszteri rendeleteknek a gyermekvédelmi és gyámügyi eljárások egyszerűsítésével összefüggő módosításáról
- 27/2013. (III. 29.) EMMI rendelet Az állami sport célú támogatások felhasználásáról és elosztásáról
- 13/2013. (III. 29.) NGM rendelet A pénztárgépek és taxaméterek műszaki követelményeiről, a nyugtakibocsátásra szolgáló pénztárgépek és taxaméterek forgalmazásáról, használatáról és szervizeléséről, valamint a pénztárgéppel rögzített adatok adóhatóság felé történő szolgáltatásáról szóló 3/2013. (II. 15.) NGM rendelet módosításáról

#### Április
- 6/2013. (IV. 3.) NMHH rendelet A frekvencialekötés és -használat díjáról szóló 1/2011. (III. 31.) NMHH rendelet módosításáról
- 13/2013. (IV. 3.) NFM rendelet A földgázár-szabályozással összefüggésben egyes energetikai tárgyú miniszteri rendeletek módosításáról
- 28/2013. (IV. 5.) EMMI rendelet A területi védőnői ellátásról szóló 49/2004. (V. 21.) ESZCSM rendelet módosításáról
- 4/2013. (IV. 5.) KIM rendelet Az Erzsébet-utalvány kibocsátásáról szóló 39/2011. (XII. 29.) KIM rendelet módosításáról
- 14/2013. (IV. 5.) NGM rendelet A szakképzési kerettantervekről
- 22/2013. (IV. 8.) VM rendelet Az Európai Mezőgazdasági Garancia Alapból, az Európai Mezőgazdasági Vidékfejlesztési Alapból, valamint a központi költségvetésből finanszírozott egyes támogatások 2013. évi igénybevételével kapcsolatos egységes eljárási szabályokról
- 10/2013. (IV. 9.) BM rendelet Az Országgyűlési Őrség katonai nyomozó hatóságáról és a parancsnoki nyomozás részletes szabályairól
- 23/2013. (IV. 9.) VM rendelet Az Európai Mezőgazdasági Garancia Alapból finanszírozott egységes területalapú támogatás, valamint az ahhoz kapcsolódó átmeneti nemzeti támogatások 2013. évi igénybevételével kapcsolatos egyes kérdésekről
- 24/2013. (IV. 11.) VM rendelet A mező- és erdőgazdasági légi munkavégzésről szóló 44/2005. (V. 6.) FVM–GKM–KvVM együttes rendelet módosításáról
- 14/2013. (IV. 15.) NFM rendelet A papíralapú dokumentumokról elektronikus úton történő másolat készítésének szabályairól szóló 13/2005. (X. 27.) IHM rendelet módosításáról
- 25/2013. (IV. 16.) VM rendelet Az ingatlan-nyilvántartási célú földmérési és térképészeti tevékenység részletes szabályairól
- 26/2013. (IV. 18.) VM rendelet Az egyes állatbetegségek és zoonózisok felszámolására, az ellenük való védekezésre és figyelemmel kísérésükre irányuló nemzeti programok 2013. évi finanszírozásának szabályairól
- 16/2013. (IV. 19.) NFM rendelet A bányaüzem felelős műszaki vezetőjének kijelöléséről
- 11/2013. (IV. 23.) BM rendelet A belügyminiszter irányítása alatt álló fegyveres szervek hivatásos állományú tagjainak, közalkalmazottainak és a hivatásos állományból nyugállományba helyezettek fogászati ellátással, valamint szemüvegkészítéssel kapcsolatos költségeinek megtérítéséről, illetve támogatásban részesítéséről
- 12/2013. (IV. 23.) BM rendelet A 2007–2013 közötti programozási időszakban a Szolidaritási programokból származó támogatások felhasználásának alapvető szabályairól, intézményrendszeréről, a pénzügyi irányítási és kontrollrendszerekről szóló 23/2012. (IV. 26.) BM rendelet, valamint a települési önkormányzatok és társulásaik létszámcsökkentési döntéseivel kapcsolatos egyszeri költségvetési támogatás igénylésének, döntési rendszerének, folyósításának és elszámolásának részletes feltételeiről szóló 5/2013. (III. 14.) BM rendelet módosításáról
- 5/2013. (IV. 23.) MNB rendelet A jegybanki alapkamat mértékéről
- 3/2013. (IV. 26.) PSZÁF rendelet A pénzügyi szervezetek törzsadat-bejelentési kötelezettségéről
- 29/2013. (IV. 26.) EMMI rendelet A fertőző betegségek és a járványok megelőzése érdekében szükséges járványügyi intézkedésekről szóló 18/1998. (VI. 3.) NM rendelet és az egészségügyi közintézmények vezetőjének és vezetőhelyetteseinek képesítési követelményeiről, valamint a vezetői megbízás betöltése érdekében kiírt pályázat részletes eljárási szabályairól szóló 13/2002. (III. 28.) EüM rendelet módosításáról
- 27/2013. (IV. 26.) VM rendelet Az egyes, közösségi és hazai forrásból finanszírozott agrártámogatási jogcímekre vonatkozó miniszteri rendeletek módosításáról
- 30/2013. (IV. 30.) EMMI rendelet A települési önkormányzatok részére szociális nyári gyermekétkeztetés céljából 2013. évben nyújtott támogatás igénylésének, döntési rendszerének, folyósításának, felhasználásának, elszámolásának és ellenőrzésének részletes szabályairól
- 31/2013. (IV. 30.) EMMI rendelet A törzskönyvezett gyógyszerek és a különleges táplálkozási igényt kielégítő tápszerek társadalombiztosítási támogatásba való befogadásának szempontjairól és a befogadás vagy a támogatás megváltoztatásáról szóló 32/2004. (IV. 26.) ESZCSM rendelet módosításáról
- 32/2013. (IV. 30.) EMMI rendelet A finanszírozási eljárásrendekről szóló 31/2010. (V. 13.) EüM rendelet módosításáról
- 17/2013. (IV. 30.) NFM rendelet A földgáz rendszerüzemeltetők és egyetemes szolgáltatók által külön díj ellenében végezhető, valamint ingyenesen biztosítandó szolgáltatásokról
- 28/2013. (IV. 30.) VM rendelet Az egyes agrártárgyú miniszteri rendeletek módosításáról
- 29/2013. (IV. 30.) VM rendelet A szőlő-bor szektort szabályozó egyes rendeletek módosításáról
- 30/2013. (IV. 30.) VM rendelet Az egyes agrártámogatási és egyéb agrártárgyú miniszteri rendeletek módosításáról

#### Május
- 4/2013. (V. 2.) PSZÁF rendelet A befektetési alapokkal összefüggő bejelentési kötelezettségek teljesítésének tartalmi és formai feltételeiről
- 5/2013. (V. 2.) PSZÁF rendelet A befektetési alapokkal összefüggő kötelező elektronikus kapcsolattartással érintett eljárásokban a kapcsolattartás tartalmára és formájára vonatkozó részletes szabályokról
- 6/2013. (V. 2.) PSZÁF rendelet A kockázati tőkealapokkal, a kibocsátókkal és a nyilvános vételi ajánlatot tevő nem természetes személyekkel összefüggő kötelező elektronikus kapcsolattartással érintett eljárásokban a kapcsolattartás tartalmára és formájára, valamint a nyilvános vételi ajánlatot tevő természetes személy által kezdeményezett, a vételi ajánlat jóváhagyására irányuló eljárásokban a nyilvános vételi ajánlatot tevő természetes személy által benyújtandó beadványok tartalmi és formai követelményeire vonatkozó részletes szabályokról
- 7/2013. (V. 2.) PSZÁF rendelet A nyilvánosan forgalomba hozott értékpapír kibocsátója és a Pénzügyi Szervezetek Állami Felügyelete közötti kötelező elektronikus kapcsolattartással érintett eljárásokban a kapcsolattartás tartalmára és formájára vonatkozó részletes szabályokról
- 8/2013. (V. 2.) PSZÁF rendelet A tőkepiaci törvényben meghatározott, kizárólagos elektronikus kapcsolattartással nem érintett egyes bejelentési kötelezettségek teljesítésének tartalmi és formai feltételeiről
- 9/2013. (V. 2.) PSZÁF rendelet A nem természetes személy, szervezet és a Pénzügyi Szervezetek Állami Felügyelete közötti kizárólagos elektronikus kapcsolattartás rendjéről és technikai feltételeiről, valamint a Pénzügyi Szervezetek Állami Felügyelete által működtetett kézbesítési tárhely működtetéséről és használatáról
- 10/2013. (V. 2.) PSZÁF rendelet Az adatszolgáltatás során felmerült, az informatikai rendszer súlyos problémáival kapcsolatos bejelentés szabályairól
- 13/2013. (V. 2.) BM rendelet A Jász-Nagykun-Szolnok Megyei Építészek Kamarája közigazgatási feladatainak ellátására eljáró szerv kijelöléséről
- 14/2013. (V. 2.) BM rendelet A belügyminiszter irányítása alá tartozó rendvédelmi szervek közúti járművei forgalomba helyezésének és időszakos vizsgálatának egyes szabályairól
- 15/2013. (V. 2.) BM rendelet A fejezeti kezelésű előirányzatok felhasználásának rendjéről
- 31/2013. (V. 2.) VM rendelet Az egyes iskolai ellátást, valamint a zöldség-gyümölcs ágazat támogatási jogcímeit szabályozó rendeletek módosításáról
- 16/2013. (V. 9.) BM rendelet A belügyminiszter feladatkörét érintő ágazati honvédelmi feladatokról
- 17/2013. (V. 9.) BM rendelet A belügyminiszter által alapított és adományozott elismerésekről szóló 37/2012. (VIII. 2.) BM rendelet módosításáról
- 18/2013. (V. 9.) BM rendelet Egyes fegyveres szervek szolgálati szabályzatának módosításáról, valamint a SIS-be történő adatbevitel elrendeléséhez felhasználandó iratmintákról, valamint a közúti közlekedési igazgatási feladatokról, a közúti közlekedési okmányok kiadásáról és visszavonásáról szóló 35/2000. (XI. 30.) BM rendelet módosításáról szóló 45/2007. (IX. 21.) IRM rendelet hatályon kívül helyezéséről
- 15/2013. (V. 9.) NGM rendelet Egyes szerencsejáték szervezés tárgyú rendelkezések hatályon kívül helyezéséről
- 18/2013. (V. 9.) NFM rendelet A közúti járművek műszaki megvizsgálásáról szóló 5/1990. (IV. 12.) KöHÉM rendelet és a közúti járművek környezetvédelmi felülvizsgálatának szabályairól szóló 77/2009. (XII. 15.) KHEM–IRM–KvVM együttes rendelet módosításáról
- 19/2013. (V. 9.) NFM rendelet Az országos közutak használatáért fizetendő útdíjak beszedésére alkalmas elektronikus díjszedési rendszer eszközei felett az államot megillető tulajdonosi jogokat gyakorló és kötelezettségeket teljesítő szervezet kijelöléséről
- 32/2013. (V. 9.) VM rendelet Az egységes területalapú támogatások és egyes vidékfejlesztési támogatások igényléséhez teljesítendő „Helyes Mezőgazdasági és Környezeti Állapot” fenntartásához szükséges feltételrendszer, valamint az állatok állategységre való átváltási arányának meghatározásáról szóló 50/2008. (IV. 24.) FVM rendelet módosításáról
- 33/2013. (V. 10.) EMMI rendelet Az egészségügyi szolgáltatók hatósági szakfelügyeletéről, szakmai minőségértékeléséről és a minőségügyi vezetőkről
- 20/2013. (V. 10.) NFM rendelet Egyes gazdasági társaságok felett az államot megillető tulajdonosi jogok és kötelezettségek összességét gyakorló szervezet kijelöléséről szóló 77/2012. (XII. 22.) NFM rendelet módosításáról
- 21/2013. (V. 13.) NFM rendelet A Regionális Fejlesztés Operatív Program végrehajtásában közreműködő szervezetek kijelöléséről szóló 10/2004. (VI. 12.) TNM rendelet módosításáról
- 34/2013. (V. 14.) EMMI rendelet Az előadó-művészeti szervezeteknek nyújtott támogatások pénzügyi és beszámolási szabályairól
- 33/2013. (V. 14.) VM rendelet A tej aflatoxin tartalmának vizsgálatához és az aflatoxinnal szennyezett tej ártalmatlanításához a tejtermelőknek, tej termelői csoportoknak és tejfeldolgozóknak nyújtandó egyszeri csekély összegű (de minimis) támogatásról
- 34/2013. (V. 14.) VM rendelet A mezőgazdasági termékek és élelmiszerek ökológiai gazdálkodási követelmények szerinti tanúsításáról, előállításáról, forgalmazásáról, jelöléséről és ellenőrzésének eljárásrendjéről
- 22/2013. (V. 16.) NFM rendelet A Nemzeti Polgári Légiközlekedés Védelmi Minőségbiztosítási Programról
- 19/2013. (V. 22.) BM rendelet A helyi önkormányzatok és az önkormányzati társulások európai uniós fejlesztési pályázatai saját forrás kiegészítéséhez nyújtható támogatásról
- 35/2013. (V. 22.) EMMI rendelet Az előadó-művészeti szervezetek és az előadó-művészeti érdekképviseleti szervezetek működésével kapcsolatos hatósági eljárások és adatszolgáltatások részletes szabályairól szóló 14/2012. (III. 6.) NEFMI rendelet módosításáról
- 5/2013. (V. 22.) KIM rendelet A fejezeti kezelésű előirányzatok kezelésének és felhasználásának szabályairól szóló 2/2013. (III. 6.) KIM rendelet módosításáról
- 23/2013. (V. 22.) NFM rendelet Egyes vasúti közlekedési tárgyú miniszteri rendeletek módosításáról
- 35/2013. (V. 22.) VM rendelet Az Európai Mezőgazdasági Vidékfejlesztési Alapból a Helyi Vidékfejlesztési Stratégiák LEADER fejezetének végrehajtásához 2013-ban nyújtandó támogatások részletes feltételeiről
- 36/2013. (V. 22.) VM rendelet A járási földhivatalok illetékességi területeinek kijelöléséről szóló 149/2012. (XII. 28.) VM rendelet módosításáról
- 37/2013. (V. 22.) VM rendelet Az egyes állatjelölési és -nyilvántartási tárgyú rendeletek módosításáról
- 36/2013. (V. 24.) EMMI rendelet Az egészségügyi rendszer teljesítményértékelésének eljárásrendjére vonatkozó szabályokról
- 38/2013. (V. 24.) VM rendelet A szőlőtermelési potenciálról
- 39/2013. (V. 24.) VM rendelet A kölcsönös megfeleltetés körébe tartozó ellenőrzések lefolytatásával, valamint a jogkövetkezmények alkalmazásával kapcsolatos szabályokról szóló 81/2009. (VII. 10.) FVM rendelet módosításáról
- 40/2013. (V. 24.) VM rendelet A hulladékról szóló törvénnyel összefüggésben egyes miniszteri rendeletek módosításáról
- 8/2013. (V. 27.) MNB rendelet A jegybanki információs rendszerhez szolgáltatandó információk és az információt szolgáltatók köréről, a szolgáltatás módjáról és határidejéről szóló 20/2012. (X. 15.) MNB rendelet módosításáról
- 20/2013. (V. 28.) BM rendelet A belügyminiszter ágazatába tartozó szakképesítések szakmai és vizsgakövetelményeiről, valamint egyes, szakmai és vizsgakövetelmények kiadásáról szóló miniszteri rendeletek hatályon kívül helyezéséről
- 37/2013. (V. 28.) EMMI rendelet Az emberi erőforrások minisztere ágazatába tartozó szakképesítések szakmai és vizsgakövetelményeiről
- 41/2013. (V. 28.) VM rendelet A vidékfejlesztési miniszter hatáskörébe tartozó szakképesítések szakmai és vizsgakövetelményeiről, valamint egyes, szakmai és vizsgakövetelmények kiadásáról szóló miniszteri rendeletek hatályon kívül helyezéséről
- 9/2013. (V. 28.) MNB rendelet A jegybanki alapkamat mértékéről
- 38/2013. (V. 28.) EMMI rendelet A biocid termékek előállításának és forgalomba hozatalának feltételeiről szóló 38/2003. (VII. 7.) ESZCSM–FVM–KvVM együttes rendelet jogharmonizációs célú módosításáról
- 42/2013. (V. 28.) VM rendelet A termésnövelő anyagok engedélyezéséről, tárolásáról, forgalmazásáról és felhasználásáról szóló 36/2006. (V. 18.) FVM rendelet módosításáról
- 24/2013. (V. 29.) NFM rendelet A víziközművek vagyonértékelésének szabályairól és a víziközmű-szolgáltatók által közérdekből közzéteendő adatokról
- 43/2013. (V. 29.) VM rendelet A nitrátérzékeny területeknek a MePAR szerinti blokkok szintjén történő közzétételéről szóló 43/2007. (VI. 1.) FVM rendelet és a vizek mezőgazdasági eredetű nitrátszennyezéssel szembeni védelméhez szükséges cselekvési program részletes szabályairól, valamint az adatszolgáltatás és nyilvántartás rendjéről szóló 59/2008. (IV. 29.) FVM rendelet módosításáról
- 6/2013. (V. 30.) KIM rendelet Egyes igazságügyi tárgyú miniszteri rendeletek módosításáról
- 44/2013. (V. 30.) VM rendelet A Hajdú-Bét Rt., illetve a NOVOFARM Rt. élőállat-beszállítói által igénybe vehető mezőgazdasági csekély összegű (de minimis) támogatásról
- 39/2013. (V. 31.) EMMI rendelet A Könyvtárellátási Szolgáltató Rendszer működéséről
- 25/2013. (V. 31.) NFM rendelet Az útdíj mértékéről és az útdíjköteles utakról

#### Június
- 16/2013. (VI. 3.) NGM rendelet A nyugtaadási kötelezettség pénztárgéppel való teljesítésére kötelezett adóalanyoknak a pénztárgép jogszabályban meghatározott, online kapcsolatra képes, adóügyi ellenőrzési egységgel rendelkező pénztárgépre való 2013. évi cseréjéhez nyújtott támogatásról, valamint ezzel és az online kapcsolatra képes, adóügyi ellenőrzési egységgel rendelkező pénztárgép bevezetésével összefüggésben egyes miniszteri rendeletek módosításáról
- 26/2013. (VI. 3.) NFM rendelet Egyes közlekedési tárgyú miniszteri rendeletek módosításáról
- 45/2013. (VI. 3.) VM rendelet A rendészeti feladatokat ellátó személyek szolgálati igazolványával és szolgálati jelvényével összefüggő a vidékfejlesztési miniszter hatáskörébe tartozó miniszteri rendeletek módosításáról
- 46/2013. (VI. 3.) VM rendelet Az egyes növényegészségügyi vizsgálatok költségeinek támogatásáról szóló 117/2007. (X. 10.) FVM rendelet módosításáról
- 17/2013. (VI. 4.) NGM rendelet Az egyéni védőeszközök megfelelőségét értékelő szervezetek kijelölésének, tevékenységének, valamint ellenőrzésének különös szabályairól
- 21/2013. (VI. 7.) BM rendelet A közúti közlekedésbiztonságot veszélyeztető közlekedési jogsértésekre vonatkozó információk határokon átnyúló cseréjének elősegítése során alkalmazandó formanyomtatványokról, valamint a szabálysértésekről, a szabálysértési eljárásról és a szabálysértési nyilvántartási rendszerről szóló 2012. évi II. törvény végrehajtásával kapcsolatos rendelkezésekről, valamint ahhoz kapcsolódó egyes rendeletek módosításáról szóló 22/2012. (IV. 13.) BM rendelet módosításáról
- 40/2013. (VI. 7.) EMMI rendelet A települési önkormányzatok által fenntartott muzeális intézmények szakmai támogatásának 2013. évi szabályairól
- 47/2013. (VI. 7.) VM rendelet Az Európai Mezőgazdasági Vidékfejlesztési Alapból finanszírozott egyes vidékfejlesztési és egyéb agrártárgyú rendeletek módosításáról
- 48/2013. (VI. 7.) VM rendelet A fejezeti kezelésű előirányzatok kezelésének és felhasználásának szabályairól
- 49/2013. (VI. 10.) VM rendelet A Pest-, a Szabolcs-Szatmár-Bereg- és a Tolna Megyei Kormányhivatalok Földhivatalainak járási földhivatalai illetékességi területeinek változásával összefüggésben a járási földhivatalok illetékességi területeinek kijelöléséről szóló 149/2012. (XII. 28.) VM rendelet módosításáról
- 22/2013. (VI. 11.) BM rendelet A szerkezetátalakítási tartalék felhasználásának részletes szabályairól
- 23/2013. (VI. 11.) BM rendelet Az Országgyűlési Őrség munkavédelmi feladatai és foglalkozás-egészségügyi tevékenysége ellátásának szabályairól
- 3/2013. (VI. 11.) HM rendelet A fejezeti kezelésű előirányzatok kezelésének és felhasználásának szabályairól
- 18/2013. (VI. 11.) NGM rendelet A Nemzeti Foglalkoztatási Alap kezeléséről és felhasználásáról
- 27/2013. (VI. 12.) NFM rendelet A fejezeti kezelésű előirányzatok kezelésének és felhasználásának szabályairól
- 28/2013. (VI. 12.) NFM rendelet A központosított informatikai és elektronikus hírközlési szolgáltatásokat egyedi szolgáltatási megállapodás útján igénybe vevő szervezetekről, valamint a központi szolgáltató által üzemeltetett vagy fejlesztett informatikai rendszerekről szóló 7/2013. (II. 26.) NFM rendelet módosításáról
- 29/2013. (VI. 12.) NFM rendelet Az útdíjszedő által az útdíjszolgáltatóknak, valamint az egyetemes útdíjszolgáltató által a bevallási közreműködők és a viszonteladók részére fizetendő átalány-költségtérítés számításáról és mértékéről
- 30/2013. (VI. 14.) NFM rendelet A földgáz rendszerhasználat árszabályozásának kereteiről szóló 74/2009. (XII. 7.) KHEM rendelet módosításáról
- 41/2013. (VI. 17.) EMMI rendelet Az egészségügyről szóló 1997. évi CLIV. törvénynek a szerv- és szövetátültetésre, valamint -tárolásra és egyes kórszövettani vizsgálatokra vonatkozó rendelkezései végrehajtásáról szóló 18/1998. (XII. 27.) EüM rendelet módosításáról
- 19/2013. (VI. 17.) NGM rendelet A Magyar Export-Import Bank Részvénytársaság és a Magyar Exporthitel Biztosító Részvénytársaság központi költségvetéssel történő elszámolásának részletes szabályairól szóló 16/1998. (V. 20.) PM rendelet módosításáról
- 50/2013. (VI. 17.) VM rendelet A Magyar Élelmiszerkönyv kötelező előírásairól szóló 152/2009. (XI. 12.) FVM rendelet módosításáról
- 51/2013. (VI. 17.) VM rendelet Egyes élelmiszerlánc-felügyeleti tárgyú miniszteri rendeletek módosításáról
- 52/2013. (VI. 17.) VM rendelet A keményítő amilopektin-tartalmának növelése céljából módosított burgonya védzáradéki eljárásáról
- 53/2013. (VI. 17.) VM rendelet A MON 810 kukoricavonalból származó beltenyésztett vonalak és hibridek vetőmagjának védzáradéki eljárásáról
- 10/2013. (VI. 18.) MNB rendelet A „Weöres Sándor születésének 100. évfordulója” ezüst emlékérme kibocsátásáról
- 20/2013. (VI. 18.) NGM rendelet A szokásos piaci ár meghatározásával összefüggő nyilvántartási kötelezettségről szóló 22/2009. (X. 16.) PM rendelet módosításáról
- 21/2013. (VI. 18.) NGM rendelet A gyakorlati képzést végző gazdálkodó szervezetek saját munkavállalói részére szervezett képzés költségeinek a szakképzési hozzájárulás terhére történő elszámolásáról
- 31/2013. (VI. 18.) NFM rendelet Egyes közlekedési tárgyú miniszteri rendeletek módosításáról
- 42/2013. (VI. 19.) EMMI rendelet A kézilőfegyverek, lőszerek, gáz- és riasztófegyverek megszerzésének és tartásának egészségi alkalmassági feltételeiről és vizsgálatáról szóló 22/1991. (XI. 15.) NM rendelet módosításáról
- 24/2013. (VI. 20.) BM rendelet A Rendőrség szervei illetékességi területének megállapításáról szóló 67/2007. (XII. 28.) IRM rendelet módosításáról
- 33/2013. (VI. 21.) NFM rendelet A radioaktívhulladék-tároló és a radioaktív hulladék átmeneti tárolója telepítéséhez és tervezéséhez szükséges földtani és bányászati követelményekről
- 25/2013. (VI. 24.) BM rendelet A Rendőrség nyomozó hatóságainak hatásköréről és illetékességéről
- 43/2013. (VI. 24.) EMMI rendelet Egyes sajátos közoktatási feladatok támogatása igénylésének, döntési rendszerének, folyósításának, felhasználásának, elszámolásának és ellenőrzésének részletes szabályairól
- 54/2013. (VI. 24.) VM rendelet A felszíni víz vízszennyezettségi határértékeiről és azok alkalmazásának szabályairól szóló 10/2010. (VIII. 18.) VM rendelet módosításáról
- 11/2013. (VI. 25.) MNB rendelet A jegybanki alapkamat mértékéről
- 26/2013. (VI. 26.) BM rendelet A belügyminiszter irányítása alatt álló egyes fegyveres szervek hivatásos állományú tagjai teljesítményértékelésének ajánlott elemeiről, az ajánlott elemek alkalmazásához kapcsolódó eljárási szabályokról, a minősítés rendjéről és a szervezeti teljesítményértékelésről
- 44/2013. (VI. 26.) EMMI rendelet A Nemzetiségi Tanulmányi Ösztöndíjról
- 7/2013. (VI. 26.) KIM rendelet A központi közigazgatás integrált üdültetési rendszerébe tartozó üdülők igénybevételi rendjéről és hasznosítási szabályairól szóló 20/2011. (VII. 11.) KIM rendelet módosításáról
- 1/2013. (VI. 26.) KüM rendelet A külügyminiszter által adományozható elismerésekről szóló 2/2009. (III. 10.) KüM rendelet módosításáról
- 27/2013. (VI. 27.) BM rendelet Az önkormányzati feladatellátást szolgáló fejlesztésekhez és az önkormányzati felzárkóztatási támogatáshoz kapcsolódó egyes miniszteri rendeletek módosításáról
- 28/2013. (VI. 27.) BM rendelet A minimális építőipari rezsióradíj 2013. évi mértékéről, valamint a régészeti lelőhely és a műemléki érték védetté nyilvánításáról, nyilvántartásáról és a régészeti feltárás részletes szabályairól szóló 80/2012. (XII. 28.) BM rendelet módosításáról
- 45/2013. (VI. 27.) EMMI rendelet Egyes szociális tárgyú miniszteri rendeleteknek a közhiteles hatósági nyilvántartásokkal kapcsolatos módosításáról
- 22/2013. (VI. 27.) NGM rendelet A jövedéki termékek veszteségnormáiról szóló 43/1997. (XII. 30.) PM rendelet és a jövedéki adóról és   jövedéki termékek forgalmazásának különös szabályairól szóló 2003. évi CXXVII. törvény egyes rendelkezéseinek végrehajtásáról szóló 8/2004. (III. 10.) PM rendelet módosításáról
- 34/2013. (VI. 27.) NFM rendelet Az egyetemes szolgáltatók részére vételre felajánlott földgázforrás és a hazai termelésű földgáz mennyiségéről és áráról, valamint az igénybevételre jogosultak és kötelezettek köréről szóló 19/2010. (XII. 3.) NFM rendelet, valamint a földgáz biztonsági készlet mértékéről, értékesítéséről és visszapótlásáról szóló 13/2011. (IV. 7.) NFM rendelet módosításáról
- 55/2013. (VI. 27.) VM rendelet Az Európai Mezőgazdasági Vidékfejlesztési Alapból a LEADER Európai Unión belüli és harmadik országbeli területekkel való nemzetközi együttműködés végrehajtásához 2012-től nyújtandó támogatások részletes feltételeiről szóló 99/2012. (IX. 25.) VM rendelet, valamint az Európai Mezőgazdasági Vidékfejlesztési Alapból a LEADER térségek közötti együttműködés végrehajtásához nyújtandó támogatások részletes feltételeiről szóló 11/2013. (III. 5.) VM rendelet módosításáról
- 8/2013. (VI. 29.) KIM rendelet A Pártfogó Felügyelői Szolgálat tevékenységéről
- 9/2013. (VI. 29.) KIM rendelet A Büntető Törvénykönyvről szóló 2012. évi C. törvény és más törvényi rendelkezések hatálybalépéséhez kapcsolódóan egyes igazságügyi tárgyú rendeletek módosításáról
- 28/2013. (VI. 29.) NGM rendelet A könyvvizsgálói közfelügyeleti feladatokkal összefüggő tevékenységek szabályozásáról
- 56/2013. (VI. 29.) VM rendelet A Tanyafejlesztési Program előirányzat keretében nyújtott támogatás 2013. évi igénybevételének feltételeiről
- 57/2013. (VI. 29.) VM rendelet Az egyes földügyi tárgyú miniszteri rendeletek módosításáról
- 34/2013. (VI. 30.) BM rendelet A Büntető Törvénykönyvről szóló 2012. évi C. törvény rendelkezéseire tekintettel szükséges egyes miniszteri rendeletek módosításáról
- 10/2013. (VI. 30.) KIM rendelet A közszolgálati tisztviselők egyéni teljesítményértékelésről
- 11/2013. (VI. 30.) KIM rendelet Az áldozatsegítő támogatások igénybevételének részletes szabályairól szóló 1/2006. (I. 6.) IM rendelet módosításáról
- 36/2013. (VI. 30.) NFM rendelet A közbeszerzési és tervpályázati hirdetmények feladásának, ellenőrzésének és közzétételének szabályairól, a hirdetmények mintáiról és egyes tartalmi elemeiről, valamint az éves statisztikai összegezésről szóló 92/2011. (XII. 30.) NFM rendelet módosításáról

#### Július
- 35/2013. (VII. 2.) BM rendelet A fejezeti kezelésű előirányzatok felhasználásának rendjéről szóló 15/2013. (V. 2.) BM rendelet módosításáról
- 5/2013. (VII. 3.) HM rendelet Az egyes külföldi fegyveres erőket, nemzetközi katonai parancsnokságokat és azok állományát megillető egyes adómentességek fennálltának igazolásával kapcsolatos eljárási szabályokról
- 29/2013. (VII. 3.) NGM rendelet Az egyes szerencsejátékok engedélyezésével, lebonyolításával és ellenőrzésével kapcsolatos feladatok végrehajtásáról szóló 32/2005. (X. 21.) PM rendelet módosításáról
- 37/2013. (VII. 3.) NFM rendelet A közforgalmú, közútpótló folyami révek, kompok és az azokhoz szükséges parti létesítmények, kiszolgáló utak fenntartási, felújítási, valamint új eszköz beszerzési támogatása 2013. évi igénybevételének részletes szabályairól
- 46/2013. (VII. 4.) EMMI rendelet Az Arany János Tehetséggondozó Program, az Arany János Kollégiumi Program és az Arany János Kollégiumi-Szakiskolai Program támogatásának igénylése, döntési rendszere, folyósítása, elszámolása és ellenőrzése részletes szabályairól
- 47/2013. (VII. 4.) EMMI rendelet A 2013/2014. tanév rendjéről
- 12/2013. (VII. 5.) KIM rendelet A bírósági végrehajtási ügyek nyilvántartásának vezetésével kapcsolatos miniszteri rendeletek módosításáról
- 11/2013. (VII. 9.) PSZÁF rendelet A Pénzügyi Szervezetek Állami Felügyelete elnökének a rendeletkiadásban való helyettesítéséről szóló 1/2011. (I. 7.) PSZÁF rendelet módosításáról
- 48/2013. (VII. 9.) EMMI rendelet A kézilőfegyverek, lőszerek, gáz- és riasztófegyverek megszerzésének és tartásának egészségi alkalmassági feltételeiről és vizsgálatáról szóló 22/1991. (XI. 15.) NM rendelet módosításáról
- 13/2013. (VII. 9.) KIM rendelet A területi számjelrendszerről szóló 31/2011. (X. 24.) KIM rendelet módosításáról
- 14/2013. (VII. 9.) KIM rendelet Az Önálló vállalkozók tevékenységi jegyzéke bevezetéséről és alkalmazásáról szóló 36/2011. (XII. 23.) KIM rendelet módosításáról
- 15/2013. (VII. 9.) KIM rendelet Az Ipari Termékosztályozás (ITO) bevezetéséről és alkalmazásáról szóló 16/2011. (V. 10.) KIM rendelet módosításáról
- 49/2013. (VII. 10.) EMMI rendelet Egyes gyermekvédelmi tárgyú miniszteri rendeleteknek a gyermekjóléti alapellátásokkal, a gyermekvédelmi szakellátásokkal és a javítóintézeti neveléssel összefüggő módosításáról
- 1/2013. (VII. 11.) MEKH rendelet A földgáz rendszerhasználati díjakról, a rendszerüzemeltető által nyújtott szolgáltatás minőségének a rendszerhasználati díjakon keresztül történő ösztönzésének szabályairól, a nyújtott szolgáltatás minőségétől függően alkalmazható rendszerhasználati díjakról, valamint a rendszerhasználati díjak alkalmazásának feltételeiről
- 16/2013. (VII. 11.) KIM rendelet A települési önkormányzat tulajdonában álló közterület filmforgatási célú használatára vonatkozó eljáráshoz kapcsolódó igazgatási szolgáltatási díjakról
- 58/2013. (VII. 11.) VM rendelet A barlangok nyilvántartásáról, a barlangok látogatásának és kutatásának egyes feltételeiről, valamint a barlangok kiépítéséről szóló 13/1998. (V. 6.) KTM rendelet módosításáról
- 38/2013. (VII. 12.) NFM rendelet A radioaktív és a nukleáris anyagok nyilvántartásáról szóló egyes miniszteri rendeletek módosításáról
- 50/2013. (VII. 15.) EMMI rendelet A nemzetiségi nevelési, oktatási feladatokhoz nyújtott kiegészítő támogatás igénylésének, döntési rendszerének, folyósításának, elszámolásának és ellenőrzésének részletes szabályairól
- 51/2013. (VII. 15.) EMMI rendelet Az egészségügyi szolgáltatás keretében használt, éles vagy hegyes munkaeszközök által okozott sérülések megelőzésére, az ilyen eszközök használatából eredő kockázatok kezelésére, valamint az egészségügyi tevékenységet végző személyek tájékoztatására és képzésére vonatkozó követelményekről
- 52/2013. (VII. 15.) EMMI rendelet Az Európai Örökség cím elnyerésére pályázó helyszínek nemzeti szintű előzetes kiválasztására vonatkozó eljárási szabályokról
- 39/2013. (VII. 15.) NFM rendelet Egyes gazdasági társaságok felett az államot megillető tulajdonosi jogok és kötelezettségek összességét gyakorló szervezet kijelöléséről szóló 77/2012. (XII. 22.) NFM rendelet módosításáról
- 40/2013. (VII. 15.) NFM rendelet Az Uniós fejlesztések fejezetbe tartozó fejezeti kezelésű előirányzatok felhasználásának rendjéről
- 59/2013. (VII. 15.) VM rendelet Az egyes miniszteri rendeletek módosításáról
- 6/2013. (VII. 16.) HM rendelet A honvédelmi szervezetek jogi képviseletéről szóló 18/2011. (XII. 29.) HM rendelet módosításáról
- 36/2013. (VII. 17.) BM rendelet A zárt célú elektronikus információs rendszerek biztonságának felügyeletével és ellenőrzésével kapcsolatos ágazati szabályokról
- 17/2013. (VII. 17.) KIM rendelet A központi névjegyzék, valamint egyéb választási nyilvántartások vezetéséről
- 18/2013. (VII. 17.) KIM rendelet A helyi önkormányzati képviselők és polgármesterek, valamint a területi és országos nemzetiségi önkormányzati képviselők időközi választása költségeinek normatíváiról, tételeiről, elszámolási és belső ellenőrzési rendjéről
- 41/2013. (VII. 17.) NFM rendelet A nem polgári célú frekvenciagazdálkodás egyes hatósági eljárásairól és a nem polgári célú frekvenciasávok felhasználási szabályairól szóló 29/2005. (VII. 27.) HM rendelet, valamint a védelmi feladatokban részt vevő elektronikus hírközlési szolgáltatók kijelöléséről és felkészülési feladataik meghatározásáról szóló 4/2010. (III. 26.) MeHVM rendelet hatályon kívül helyezéséről
- 53/2013. (VII. 19.) EMMI rendelet A gyógyászati segédeszközök társadalombiztosítási támogatásba történő befogadásáról, támogatással történő rendeléséről, forgalmazásáról, javításáról és kölcsönzéséről szóló 14/2007. (III. 14.) EüM rendelet, valamint a magasabb összegű családi pótlékra jogosító betegségekről és fogyatékosságokról szóló 5/2003. (II. 19.) ESZCSM rendelet módosításáról
- 42/2013. (VII. 19.) NFM rendelet Az egyes víziközlekedési tárgyú miniszteri rendeletek módosításáról
- 60/2013. (VII. 19.) VM rendelet A 2013. évi körzeti erdőtervezésre vonatkozó tervezési alapelvekről, valamint az érintett körzeti erdőtervek alapján folytatott erdőgazdálkodásról
- 61/2013. (VII. 19.) VM rendelet Az Európai Mezőgazdasági Vidékfejlesztési Alapból finanszírozott egyes állatlétszám alapú támogatási, és  egyéb agrártárgyú rendeletek módosításáról
- 12/2013. (VII. 23.) MNB rendelet A jegybanki alapkamat mértékéről
- 19/2013. (VII. 23.) KIM rendelet A Budapest főváros közigazgatási területével összefüggő egyes miniszteri rendeletek módosításáról
- 30/2013. (VII. 23.) NGM rendelet A fejezeti kezelésű előirányzatok kezelésének és felhasználásának szabályairól szóló 5/2013. (II. 20.) NGM rendelet módosításáról
- 62/2013. (VII. 24.) VM rendelet Az Európai Mezőgazdasági Vidékfejlesztési Alapból a kertészeti gépek, technológiai berendezések beszerzéséhez a 2013. évben nyújtandó támogatások részletes feltételeiről
- 2/2013. (VII. 25.) MEKH rendelet A földgáz csatlakozási díjakról és alkalmazásuk szabályairól
- 7/2013. (VII. 25.) HM rendelet A kegyeleti gondoskodásról és az ehhez kapcsolódó egyes szociális feladatokról
- 43/2013. (VII. 25.) NFM rendelet A földgáz csatlakozási díjak meghatározásának szempontjairól és a csatlakozási díjak elemeiről
- 44/2013. (VII. 25.) NFM rendelet A fejezeti kezelésű előirányzatok kezelésének és felhasználásának szabályairól szóló 27/2013. (VI. 12.) NFM rendelet módosításáról
- 63/2013. (VII. 25.) VM rendelet A szakmaközi szervezetek elismerésének és ellenőrzésének részletes szabályairól
- 64/2013. (VII. 25.) VM rendelet A Jász-Nagykun-Szolnok- és Zala Megyei Kormányhivatalok Földhivatalainak járási földhivatalai illetékességi területeinek változásával összefüggésben a járási földhivatalok illetékességi területeinek kijelöléséről szóló 149/2012. (XII. 28.) VM rendelet módosításáról
- 54/2013. (VII. 26.) EMMI rendelet Az oktatási esélyegyenlőséget szolgáló támogatásokról
- 37/2013. (VII. 29.) BM rendelet A temetkezési szolgáltatási engedély kiadása iránt fizetendő igazgatási szolgáltatási díjról szóló 28/2009. (X. 29.) ÖM rendelet módosításáról
- 55/2013. (VII. 29.) EMMI rendelet Egyes szociális tárgyú miniszteri rendeletek módosításáról és a szociális módszertani intézmények kijelöléséről és feladatairól, valamint a szociális szolgáltatók, intézmények engedélyezési eljárásának szakértői díjáról szóló 3/2008. (IV. 15.) SZMM rendelet hatályon kívül helyezéséről
- 65/2013. (VII. 29.) VM rendelet Az egyes agrártámogatási tárgyú és az óvoda-, és iskolatej programot szabályozó miniszteri rendeletek módosításáról
- 66/2013. (VII. 29.) VM rendelet Az Európai Mezőgazdasági Vidékfejlesztési Alapból az erdei közjóléti létesítmények megvalósításához nyújtandó támogatások részletes feltételeiről
- 67/2013. (VII. 29.) VM rendelet Az Európai Mezőgazdasági Vidékfejlesztési Alapból finanszírozott egyes agrártámogatási tárgyú miniszteri rendeletek módosításáról
- 68/2013. (VII. 29.) VM rendelet Az Európai Mezőgazdasági Vidékfejlesztési Alapból az innovatív technológiák bemutató-üzemi tájékoztató programokkal való megismertetéséhez nyújtandó támogatások részletes feltételeiről
- 69/2013. (VII. 29.) VM rendelet A Nemzeti Tehetség Program végrehajtásának 2013-2014. évi cselekvési programjáról
- 13/2013. (VII. 31.) MNB rendelet A "Gárdonyi Géza: Egri csillagok" rézötvözetű emlékérme kibocsátásáról
- 38/2013. (VII. 31.) BM rendelet A szerkezetátalakítási tartalék felhasználásának részletes szabályairól szóló 22/2013. (VI. 11. ) BM rendelet módosításáról
- 39/2013. (VII. 31.) BM rendelet A megyei önkormányzati tartalékról és a helyi önkormányzatok működőképessége megőrzését szolgáló 2013. évi kiegészítő támogatásáról
- 56/2013. (VII. 31.) EMMI rendelet Az egyes gyógyszerészeti és orvostechnikai tárgyú miniszteri rendeletek módosításáról
- 70/2013. (VII. 31.) VM rendelet Az egyes miniszteri rendeletek a megyei és fővárosi kormányhivatalok kialakításával és a területi integrációval, a Nemzeti Élelmiszerlánc-biztonsági Hivatal létrehozásával, valamint a Magyar Köztársaság minisztériumainak felsorolásáról szóló 2010. évi XLII. törvénnyel kapcsolatos módosításáról

#### Augusztus
- 3/2013. (VIII. 7.) MEKH rendelet A Magyar Energetikai és Közmű-szabályozási Hivatal elnökének a rendelet kiadásában való helyettesítéséről
- 40/2013. (VIII. 7.) BM rendelet A belügyminiszter által alapított és adományozott elismerésekről szóló 37/2012. (VIII. 2.) BM rendelet módosításáról
- 41/2013. (VIII. 7.) BM rendelet A 2013. évi átmeneti ivóvízellátás biztosításával kapcsolatos költségek finanszírozásának támogatásáról
- 57/2013. (VIII. 7.) EMMI rendelet A kulturális javak védetté nyilvánításának részletes szabályairól
- 58/2013. (VIII. 7.) EMMI rendelet Az egyházi költségvetési céltámogatások folyósításáról és elszámolásáról
- 20/2013. (VIII. 7.) KIM rendelet Egyes igazságügyi tárgyú miniszteri rendeletek módosításáról
- 45/2013. (VIII. 7.) NFM rendelet A közúti járművezetők és a közúti közlekedési szakemberek képzésének és vizsgáztatásának részletes szabályairól szóló 24/2005. (IV. 21.) GKM rendelet, valamint a közúti közlekedési ágazatban használt önjáró emelő- és rakodógépek kezelőinek képzéséről és vizsgáztatásáról szóló 40/2009. (VIII. 31.) KHEM rendelet módosításáról
- 46/2013. (VIII. 7.) NFM rendelet A közúti járművezetők és a közúti közlekedési szakemberek képzésével, továbbképzésével, utánképzésével és vizsgáztatásával összefüggő díjakról szóló 84/2009. (XII. 30.) KHEM rendelet módosításáról
- 47/2013. (VIII. 7.) NFM rendelet A Turisztikai Célelőirányzat felhasználásának és kezelésének részletes szabályairól szóló 8/2013. (II. 28.) NFM rendelet módosításáról
- 42/2013. (VIII. 9.) BM rendelet Egyes ingatlanok műemlékké nyilvánításáról, illetve egyes ingatlanok műemléki védettségének megszüntetéséről
- 43/2013. (VIII. 9.) BM rendelet A régészeti szempontból jelentős barlangok köréről
- 44/2013. (VIII. 9.) BM rendelet Egyes régészeti lelőhelyek védetté nyilvánításáról
- 59/2013. (VIII. 9.) EMMI rendelet A Kollégiumi nevelés országos alapprogramjának kiadásáról
- 60/2013. (VIII. 9.) EMMI rendelet Az „art” mozihálózat digitális fejlesztésének 2013. évi támogatásáról
- 8/2013. (VIII. 9.) HM rendelet A Honvédelmi Minisztérium rendelkezése alatt lévő lakások és nem lakáscélú helyiségek elidegenítésének feltételeiről
- 31/2013. (VIII. 9.) NGM rendelet A lovas szolgáltató tevékenységről szóló 14/2008. (XII. 20.) ÖM rendelet módosításáról
- 48/2013. (VIII. 9.) NFM rendelet Az Új Magyarország Kockázati Tőkeprogramok, valamint az Új Széchenyi Kockázati Tőkeprogramok keretében tulajdonosi joggyakorló szerv kijelöléséről
- 49/2013. (VIII. 9.) NFM rendelet Az Általános Robbantási Biztonsági Szabályzatról szóló 13/2010. (III. 4.) KHEM rendelet módosításáról
- 9/2013. (VIII. 12.) HM rendelet A honvédek jogállásáról szóló 2012. évi CCV. törvény egyes rendelkezéseinek végrehajtásáról
- 10/2013. (VIII. 12.) HM rendelet A kártérítési felelősségről, valamint egyes meg nem térülő károk leírásának és törlésének szabályairól
- 11/2013. (VIII. 12.) HM rendelet A baleseti járadékra való jogosultság vizsgálatának, valamint a kiegészítő támogatások megállapításának és folyósításának szabályairól
- 14/2013. (VIII. 14.) MNB rendelet Az "I. Lajos aranyforintja" arany emlékérme kibocsátásáról
- 15/2013. (VIII. 14.) MNB rendelet A szélfelirattal ellátott "I. Lajos aranyforintja" arany emlékérme kibocsátásáról
- 32/2013. (VIII. 14.) NGM rendelet A közösségi vámjog végrehajtásának részletes szabályairól szóló 15/2004. (IV. 5.) PM rendelet és a katonai csapat- és árumozgásokra vonatkozó vámeljárás különös szabályairól szóló 42/2004. (XI. 17.) PM rendelet módosításáról
- 45/2013. (VIII. 15.) BM rendelet A könnyített szolgálatban foglalkoztatottak által betölthető beosztásokról és a betöltésükhöz szükséges követelményekről, továbbá egyes BM rendeletek módosításáról
- 12/2013. (VIII. 15.) HM rendelet Az egyes pénzbeli, természetbeni és szociális juttatásokról
- 21/2013. (VIII. 15.) KIM rendelet A közigazgatási és igazságügyi miniszter által adományozható elismerésekről szóló 6/2011. (II. 24.) KIM rendelet módosításáról
- 71/2013. (VIII. 15.) VM rendelet A hulladékgazdálkodási közszolgáltatási tevékenység minősítése iránti eljárásokért, valamint az igazgatási jellegű szolgáltatásért fizetendő igazgatási szolgáltatási díjakról
- 46/2013. (VIII. 16.) BM rendelet Az Országgyűlési Őrség hivatásos állománya egyéni teljesítményértékelésének ajánlott elemeiről, a minősítés rendjéről és a szervezeti teljesítményértékelésről
- 47/2013. (VIII. 21.) BM rendelet A világörökségi területen működő egyes vendéglátó üzletek nyitva tartásának engedélyezésével összefüggő szakhatósági közreműködés szabályairól
- 48/2013. (VIII. 21.) BM rendelet A belügyminiszter irányítása alatt álló fegyveres szervek tekintetében a dohányzás, a dohányzóhelyek kijelölésének és a dohánytermékek forgalmazásának részletes szabályairól
- 13/2013. (VIII. 21.) HM rendelet A kondicionáló-kiképzési, valamint a katonai kiképzési és oktatási célú rendezvényekről, továbbá a regeneráló pihenés és a rekreáció rendjéről
- 22/2013. (VIII. 21.) KIM rendelet Az MA Nemzetközi Közszolgálati Kapcsolatok mesterképzési szak képzési és kimeneti követelményeiről
- 15/2013. (VIII. 22.) HM rendelet a honvédelmi miniszter és a Honvéd Vezérkar főnöke által alapítható és adományozható elismerésekről
- 16/2013. (VIII. 27.) MNB rendelet A jegybanki alapkamat mértékéről
- 49/2013. (VIII. 27.) BM rendelet Az Országgyűlési Őrség egyenruha-ellátásra jogosult hivatásos állományának ruházati és öltözködési szabályzatáról szóló 64/2012. (XII. 12.) BM rendelet és az Országgyűlési Őrség hivatásos állományát érintő gazdasági tárgyú szabályokról szóló 85/2012. (XII. 28.) BM rendelet módosításáról
- 50/2013. (VIII. 27.) BM rendelet „Itthon vagy – Magyarország, szeretlek” programsorozat támogatása felhasználásának részletes szabályairól
- 62/2013. (VIII. 27.) EMMI rendelet Egyes egészségbiztosítási tárgyú miniszteri rendeletek módosításáról
- 50/2013. (VIII. 27.) NFM rendelet A megújuló forrásokból előállított energia részarányának kiszámítási módszertanáról szóló 1/2012. (I. 20.) NFM rendelet módosításáról
- 72/2013. (VIII. 27.) VM rendelet A hulladékjegyzékről
- 73/2013. (VIII. 28.) VM rendelet Az egyes természetvédelmi tárgyú rendeletek módosításáról
- 33/2013. (VIII. 30.) NGM rendelet A 2014. évi munkaszüneti napok körüli munkarendről

#### Szeptember
- 51/2013. (IX. 10.) BM rendelet Az „Itthon vagy – Magyarország, szeretlek” programsorozat támogatása felhasználásának részletes szabályairól szóló 50/2013. (VIII. 27.) BM rendelet módosításáról
- 52/2013. (IX. 10.) BM rendelet A belügyminiszter irányítása alá tartozó költségvetési szervek hivatásos állományú tagjainak 2013. évi ruházati utánpótlási ellátmánya felhasználási rendjéről szóló 9/2013. (III. 29.) BM rendelet módosításáról
- 63/2013. (IX. 10.) EMMI rendelet A kulturális szakértői tevékenység folytatásának feltételeiről és a kulturális szakértői nyilvántartás vezetéséről szóló 19/2010. (IV. 23.) OKM rendelet és a kulturális javakkal kapcsolatos hatósági eljárásra vonatkozó szabályokról szóló 45/2012. (XI. 30.) EMMI rendeletmódosításáról
- 64/2013. (IX. 10.) EMMI rendelet A minősített előadó-művészeti szervezetek körének meghatározásáról szóló 5/2012. (VI. 15.) EMMI rendelet módosításáról
- 76/2013. (IX. 10.) VM rendelet A növényvédő szerek forgalomba hozatalának és felhasználásának engedélyezéséről, valamint a növényvédő szerek csomagolásáról, jelöléséről, tárolásáról és szállításáról szóló 89/2004. (V. 15.) FVM rendelet módosításáról
- 77/2013. (IX. 10.) VM rendelet Az állatgyógyászati termékekről szóló 128/2009. (X. 6.) FVM rendelet módosításáról
- 78/2013. (IX. 10.) VM rendelet A sertéságazati stratégiai intézkedések keretében a törzstenyészetek fejlesztését szolgáló mezőgazdasági csekély összegű (de minimis) támogatásról
- 53/2013. (IX. 11.) BM rendelet A belügyminiszter ágazatába tartozó kéményseprő szakma mestervizsga követelményeiről
- 54/2013. (IX. 13.) BM rendelet A magyar–szlovén államhatáron a határvonal és a határjelek felújításának, megjelölésének és karbantartásának 2009–2012. évi munkálatairól című Zárójegyzőkönyv, valamint a Kiegészítés és módosítás a határvonal leírásához és térképeihez A határszakasz 2013. című határokmány jóváhagyásáról
- 36/2013. (IX. 13.) NGM rendelet Az államháztartás számvitelének 2014. évi megváltozásával kapcsolatos feladatokról
- 37/2013. (IX. 13.) NGM rendelet A hagyományos pénztárgépeknek az online kapcsolatra képes, adóügyi ellenőrzési egységgel rendelkező pénztárgépekre történő cseréjéhez kapcsolódó egyes miniszteri rendeletek módosításáról
- 52/2013. (IX. 13.) NFM rendelet A villamos energia elosztó és egyetemes szolgáltató által külön díj ellenében végezhető, valamint ingyenesen biztosítandó szolgáltatásokról
- 79/2013. (IX. 13.) VM rendelet A cukorrépa-termelők 2013. évi nemzeti kiegészítő támogatásáról
- 80/2013. (IX. 13.) VM rendelet A vágóállatok vágás utáni minősítéséről szóló 75/2003. (VII. 4.) FVM rendelet módosításáról
- 81/2013. (IX. 13.) VM rendelet A zöldség szaporítóanyagok előállításáról és forgalomba hozataláról szóló 50/2004. (IV. 22.) FVM rendelet módosításáról
- 7/2013. (IX. 19.) NMHH rendelet A rádiófrekvenciák másodlagos kereskedelméről
- 8/2013. (IX. 19.) NMHH rendelet A nemzeti frekvenciafelosztás megállapításáról szóló 15/2012. (XII. 29.) NMHH rendelet és a polgári célra használható frekvenciasávok felhasználási szabályainak megállapításáról szóló 2/2013. (I. 7.) NMHH rendelet módosításáról
- 9/2013. (IX. 19.) NMHH rendelet A frekvenciahasználati jogosultság megszerzését szolgáló árverés és pályázat szabályairól szóló 4/2011. (X. 6.) NMHH rendelet és a polgári frekvenciagazdálkodás egyes hatósági eljárásairól szóló 7/2012. (I. 26.) NMHH rendelet módosításáról
- 10/2013. (IX. 19.) NMHH rendelet A nem polgári célra használható frekvenciasávok felhasználási szabályainak megállapításáról szóló 1/2013. (I. 7.) NMHH rendelet és a nem polgári célú frekvenciagazdálkodás egyes hatósági eljárásairól szóló 11/2011. (XII. 16.) NMHH rendelet módosításáról
- 11/2013. (IX. 19.) NMHH rendelet A nemzeti frekvenciafelosztás megállapításáról szóló 15/2012. (XII. 29.) NMHH rendelet és a polgári célra használható frekvenciasávok felhasználási szabályainak megállapításáról szóló 2/2013. (I. 7.) NMHH rendelet módosításáról
- 12/2013. (IX. 19.) NMHH rendelet A frekvencialekötés és -használat díjáról szóló 1/2011. (III. 31.) NMHH rendelet módosításáról
- 65/2013. (IX. 19.) EMMI rendelet A radioaktív hulladékok átmeneti tárolásának és végleges elhelyezésének egyes kérdéseiről, valamint az ipari tevékenységek során bedúsuló, a természetben előforduló radioaktív anyagok sugár-egészségügyi kérdéseiről szóló 47/2003. (VIII. 8.) ESZCSM rendelet módosításáról
- 38/2013. (IX. 19.) NGM rendelet Az államháztartásban felmerülő egyes gyakoribb gazdasági események kötelező elszámolási módjáról
- 66/2013. (IX. 23.) EMMI rendelet Az emberi erőforrások miniszterének feladatkörét érintő ágazati honvédelmi feladatokról
- 18/2013. (IX. 24.) MNB rendelet A jegybanki alapkamat mértékéről
- 39/2013. (IX. 24.) NGM rendelet Az áruknak TIR-igazolvánnyal történő nemzetközi fuvarozására vonatkozó vámegyezmény végrehajtásáról
- 13/2013. (IX. 25.) NMHH rendelet Az egyetemes elektronikus hírközlési szolgáltatás nyújtásával kapcsolatos részletes szabályokról
- 14/2013. (IX. 25.) NMHH rendelet Az elektronikus hírközlési építmények elhelyezéséről és az elektronikus hírközlési építményekkel kapcsolatos hatósági eljárásokról
- 15/2013. (IX. 25.) NMHH rendelet A rádióamatőr szolgálatról
- 16/2013. (IX. 25.) NMHH rendelet A Nemzeti Média- és Hírközlési Hatóság egyes eljárásainak igazgatási szolgáltatási díjairól és a díjfizetés módjáról szóló 5/2011. (X. 6.) NMHH rendelet módosításáról
- 53/2013. (IX. 25.) NFM rendelet Egyes elektronikus hírközlési tárgyú miniszteri rendeletek hatályon kívül helyezéséről
- 54/2013. (IX. 25.) NFM rendelet A távközlési építmények engedélyezéséről és ellenőrzéséről szóló 29/1999. (X. 6.) KHVM rendelet hatályon kívül helyezéséről
- 55/2013. (IX. 25.) NFM rendelet A rádióamatőr szolgálatról szóló 6/2006. (V. 17.) IHM rendelet hatályon kívül helyezéséről
- 83/2013. (IX. 25.) VM rendelet A védett és a fokozottan védett növény- és állatfajokról, a fokozottan védett barlangok köréről, valamint az Európai Közösségben természetvédelmi szempontból jelentős növény- és állatfajok közzétételéről szóló 13/2001. (V. 9.) KöM rendelet módosításáról
- 84/2013. (IX. 25.) VM rendelet Az európai közösségi jelentőségű természetvédelmi rendeltetésű területekkel érintett földrészletekről szóló 14/2010. (V. 11.) KvVM rendelet módosításáról
- 85/2013. (IX. 25.) VM rendelet Az Európai Halászati Alap társfinanszírozásában megvalósuló Halászati Operatív Program 2. prioritási tengelye szerinti beruházási támogatások feltételeiről szóló 50/2011. (VI. 6.) VM rendelet módosításáról
- 56/2013. (IX. 27.) NFM rendelet A kőolaj és kőolajtermékekre vonatkozó nemzetközi adatszolgáltatásról szóló 20/2004. (II. 27.) GKM rendelet módosításáról
- 57/2013. (IX. 27.) NFM rendelet A bennfentes információk közzétételével kapcsolatos részletszabályokról
- 58/2013. (IX. 27.) NFM rendelet Egyes földgáz-árszabályozási rendeletek módosításáról
- 86/2013. (IX. 27.) VM rendelet Az Európai Mezőgazdasági Vidékfejlesztési Alapból a szaktanácsadási szolgáltatások igénybevételéhez nyújtandó támogatások részletes feltételeiről szóló 52/2007. (VI. 28.) FVM rendelet, valamint az Európai Mezőgazdasági Vidékfejlesztési Alapból az Új Magyarország Vidékfejlesztési Program I. és II. intézkedéscsoportjához kapcsolódó képzések tárgyában nyújtandó támogatások részletes feltételeiről szóló 139/2008. (X. 22.) FVM rendelet módosításáról
- 23/2013. (IX. 30.) KIM rendelet A vallási közösségek jogállásával és működésével kapcsolatos törvényeknek az Alaptörvény negyedik módosításával összefüggő módosításáról szóló törvény alapján a közigazgatási és igazságügyi miniszter felelősségi körébe tartozó miniszteri rendeletek módosításáról
- 40/2013. (IX. 30.) NGM rendelet A nemzetgazdasági miniszter hatáskörébe tartozó miniszteri rendeleteknek a Magyar Nemzeti Bankról szóló törvénnyel összefüggő módosításáról
- 41/2013. (IX. 30.) NGM rendelet A pénzügyi konglomerátum szintű tőkemegfelelés számításáról
- 42/2013. (IX. 30.) NGM rendelet A hitelintézetek befektetési szabályzatáról

#### Október
- 43/2013. (X. 1.) NGM rendelet A fiatalok életkezdési támogatásával összefüggő igazolásokról és adatszolgáltatásokról
- 87/2013. (X. 1.) VM rendelet A Nemzeti Élelmiszerlánc-biztonsági Hivatal, valamint a megyei kormányhivatalok mezőgazdasági szakigazgatási szervei előtt kezdeményezett eljárásokban fizetendő igazgatási szolgáltatási díjak mértékéről, valamint az igazgatási szolgáltatási díj fizetésének szabályairól szóló 63/2012. (VII. 2.) VM rendelet módosításáról
- 20/2013. (X. 2.) MNB rendelet A „FIFA Világbajnokság Brazília, 2014” ezüst emlékérme kibocsátásáról
- 55/2013. (X. 2.) BM rendelet Az egyes építményszerkezetek tűzvédelmi követelményeknek való megfelelőségének a tűz elleni védekezésről, a műszaki mentésről és a tűzoltóságról szóló 1996. évi XXXI. törvény 13. § (4) bekezdés e) pontja szerinti igazolásának eseteiről és módjáról
- 56/2013. (X. 2.) BM rendelet Az „Itthon vagy – Magyarország, szeretlek” programsorozat támogatása felhasználásának részletes szabályairól szóló 50/2013. (VIII. 27.) BM rendelet módosításáról
- 24/2013. (X. 2.) KIM rendelet A közigazgatási felsőoktatás alap- és mesterképzési szakjainak képzési és kimeneti követelményeiről
- 88/2013. (X. 2.) VM rendelet Az egyes állatjelölési és -nyilvántartási tárgyú rendeletek módosításáról
- 57/2013. (X. 4.) BM rendelet A helyi önkormányzatok szociális célú tűzifavásárláshoz kapcsolódó kiegészítő támogatásáról
- 89/2013. (X. 4.) VM rendelet A Pápai Hús 1913 Kft. élőállat-beszállítói által igénybe vehető csekély összegű (de minimis) támogatásról
- 22/2013. (X. 7.) HM rendelet A Honvédelmi Minisztérium által nyújtott lakhatási támogatásokról szóló 19/2009. (XII. 29.) HM rendelet módosításáról
- 90/2013. (X. 7.) VM rendelet A 2013. évi lakossági víz- és csatornaszolgáltatás-támogatás igénylésének és elbírálásának részletes feltételeiről, valamint az egészséges ivóvízzel való ellátás ideiglenes módozatainak ellentételezéséről
- 44/2013. (X. 8.) NGM rendelet A Nemzeti Adó- és Vámhivatal hivatásos állományú tagjainak Öltözködési Szabályzatáról és a szolgálati igazolványokról, valamint a szolgálati jelvény rendszeresítéséről
- 91/2013. (X. 8.) VM rendelet A Békés Megyei Kormányhivatal és a Baranya Megyei Kormányhivatal Földhivatalainak járási földhivatalai illetékességi területeinek változásával összefüggésben a járási földhivatalok illetékességi területeinek kijelöléséről szóló 149/2012. (XII. 28.) VM rendelet módosításáról
- 59/2013. (X. 9.) NFM rendelet A központosított informatikai és elektronikus hírközlési szolgáltatásokat egyedi szolgáltatási megállapodás útján igénybe vevő szervezetekről, valamint a központi szolgáltató által üzemeltetett vagy fejlesztett informatikai rendszerekről szóló 7/2013. (II. 26.) NFM rendelet módosításáról
- 92/2013. (X. 10.) VM rendelet A települési önkormányzatok részére a nem közművel összegyűjtött háztartási szennyvíz begyűjtéséhez kapcsolódóan nyújtott támogatásról
- 93/2013. (X. 10.) VM rendelet Az Európai Mezőgazdasági Vidékfejlesztési Alapból a LEADER Európai Unión belüli és harmadik országbeli területekkel való nemzetközi együttműködés végrehajtásához 2012-től nyújtandó támogatások részletes feltételeiről szóló 99/2012. (IX. 25.) VM rendelet, valamint az Európai Mezőgazdasági Vidékfejlesztési Alapból a LEADER térségek közötti együttműködés végrehajtásához nyújtandó támogatások részletes feltételeiről szóló 11/2013. (III. 5.) VM rendelet módosításáról
- 94/2013. (X. 10.) VM rendelet A mikro-, kis- és középvállalkozások hitelezésének elősegítése érdekében a kezességvállalási díjak költségvetési támogatásáról
- 58/2013. (X. 11.) BM rendelet A kéményseprő-ipari közszolgáltatás ellátásának szakmai szabályairól szóló 63/2012. (XII. 11.) BM rendelet módosításáról
- 21/2013. (X. 14.) MNB rendelet A „Robert Capa” arany emlékérme kibocsátásáról
- 17/2013. (X. 14.) NMHH rendelet Egyes azonosítógazdálkodással összefüggő NMHH rendeletek módosításáról
- 25/2013. (X. 14.) KIM rendelet Egyes miniszteri rendeleteknek a Pénzügyi Szervezetek Állami Felügyelete megszűnésével és a Magyar Energetikai és Közmű-szabályozási Hivatal létrehozásával összefüggő módosításáról
- 45/2013. (X. 14.) NGM rendelet Az ipari alpintechnikai tevékenység biztonsági szabályzatáról szóló 11/2003. (IX. 12.) FMM rendelet módosításáról
- 95/2013. (X. 14.) VM rendelet A hulladékgazdálkodási engedélyhez vagy nyilvántartásba vételhez kötött tevékenységekkel kapcsolatos felügyeleti díj megfizetésének részletes szabályairól
- 96/2013. (X. 14.) VM rendelet A 2013. évi egységes területalapú támogatás, és a különleges tejtámogatás összegének megállapításáról, valamint a cukorrépa-termelők 2013. évi nemzeti kiegészítő támogatásáról szóló 79/2013. (IX. 13.) VM rendelet módosításáról
- 98/2013. (X. 24.) VM rendelet A fajtatiszta ebek tenyésztési szabályairól
- 3/2013. (X. 25.) KüM rendelet A tartós külszolgálatot teljesítő kormányzati szolgálati jogviszonyban állók és a munkavállalók alapellátmányának, valamint a munkavállalók ideiglenes külföldi kiküldetése napidíjának összegéről és azok kifizetéséről szóló 3/2012. (IX. 4.) KüM rendelet módosításáról
- 18/2013. (X. 28.) NMHH rendelet A honvédelmi és katasztrófavédelmi feladatok ellátásában közreműködésre kötelezett elektronikus hírközlési szolgáltatók kijelöléséről és felkészülési feladataik meghatározásáról szóló 3/2013. (I. 11.) NMHH rendelet módosításáról
- 61/2013. (X. 28.) BM rendelet Az Európai Közösségi jog hatálya alá tartozó, feltétel nélkül elismerésre kerülő okleveles építészmérnöki oklevelek megnevezéséről és az ezen okiratok birtokosaival azonos jogállású személyek köréről szóló 1/2008. (I. 11.) ÖTM rendelet, valamint a közigazgatási hatósági eljárás és szolgáltatás általános szabályairól szóló 2004. évi CXL. törvény 94. § (2) bekezdés b) pontjának alkalmazásáról szóló 6/2010. (I. 14.) NFGM rendelet módosításáról
- 99/2013. (X. 28.) VM rendelet Az egyes agrártárgyú miniszteri rendeletek módosításáról
- 22/2013. (X. 29.) MNB rendelet A jegybanki alapkamat mértékéről
- 19/2013. (X. 29.) NMHH rendelet Az egyszerű adatátvitelt és hozzáférést biztosító elektronikus hírközlési szolgáltatók és a kereső- és gyorsítótár-szolgáltatók központi elektronikus hozzáférhetetlenné tételi határozatok adatbázisához való kapcsolódásának és a Nemzeti Média- és Hírközlési Hatósággal való elektronikus kapcsolattartásának szabályairól
- 63/2013. (X. 29.) NFM rendelet Az átvételi kötelezettség alá eső villamos energiának az átviteli rendszerirányító által történő szétosztásáról és a szétosztás során alkalmazható árak meghatározásának módjáról
- 4/2013. (X. 30.) KüM rendelet A konzuli költségekről szóló 5/2010. (XII. 31.) KüM rendelet módosításáról
- 64/2013. (X. 30.) NFM rendelet A villamos energia rendszerhasználati díjak árszabályozásának kereteiről
- 65/2013. (X. 31.) NFM rendelet Az egyes közúti közlekedési tárgyú miniszteri rendeletek módosításáról
- 46/2013. (X. 31.) NGM rendelet A Nemzeti Adó- és Vámhivatal vagyonkezelése és bérlőkijelölése alatt álló lakások, valamint személygépkocsi-tárolók bérbeadásáról
- 100/2013. (X. 31.) VM rendelet A Borsod-Abaúj-Zemplén Megyei Kormányhivatal és a Csongrád Megyei Kormányhivatal Földhivatalainak járási földhivatalai illetékességi területeinek változásával összefüggésben a járási földhivatalok illetékességi területeinek kijelöléséről szóló 149/2012. (XII. 28.) VM rendelet módosításáról

#### November
- 101/2013. (XI. 4.) VM rendelet Egyes borászati és egyéb agrártámogatási tárgyú miniszteri rendeletek módosításáról
- 102/2013. (XI. 4.) VM rendelet Az erdészeti szakszemélyzet és a jogosult erdészeti szakszemélyzet nyilvántartásba vételének és nyilvántartásból való törlésének, továbbképzésének, szolgálati tevékenységének részletes szabályairól, valamint az erdészeti hatósági és igazgatási feladatokat ellátó személyek szolgálati tevékenységének egyes szabályairól szóló 71/2010. (V. 13.) FVM rendelet módosításáról
- 23/2013. (XI. 6.) MNB rendelet A jegybanki információs rendszerhez elsődlegesen a Magyar Nemzeti Bank alapvető feladatai ellátása érdekében teljesítendő adatszolgáltatási kötelezettségekről
- 23/2013. (XI. 6.) MNB rendelet A jegybanki információs rendszerhez elsődlegesen a Magyar Nemzeti Bank alapvető feladatai ellátása érdekében teljesítendő adatszolgáltatási kötelezettségekről
- 27/2013. (XI. 6.) KIM rendelet Az európai közösségi jogászok szakmai megnevezéseiről szóló 18/2007. (III. 19.) IRM rendelet módosításáról
- 66/2013. (XI. 6.) NFM rendelet A közutak igazgatásáról szóló 19/1994. (V. 31.) KHVM rendelet módosításáról
- 24/2013. (XI. 7.) MNB rendelet A „Wigner Jenő” ezüst emlékérme kibocsátásáról
- 47/2013. (XI. 7.) NGM rendelet Az adóügyek állami adóhatóság előtt történő elektronikus intézésének szabályairól és egyéb adózási tárgyú miniszteri rendeletek módosításáról
- 104/2013. (XI. 14.) VM rendelet Az Európai Mezőgazdasági Vidékfejlesztési Alapból a turisztikai tevékenységek ösztönzéséhez a LEADER Helyi Akciócsoportok közreműködésével 2013-ban nyújtandó támogatások részletes feltételeiről
- 20/2013. (XI. 15.) NMHH rendelet' A frekvenciahasználati jogosultság megszerzését szolgáló árverés és pályázat szabályairól szóló 4/2011. (X. 6.) NMHH rendelet módosításáról
- 68/2013. (XI. 15.) EMMI rendelet Egyes egészségügyi és egészségbiztosítási tárgyú miniszteri rendeletek módosításáról
- 28/2013. (XI. 15.) KIM rendelet Az országgyűlési képviselők és az Európai Parlament tagjainak választásán a választási irodák hatáskörébe tartozó feladatok végrehajtásának részletes szabályairól, a választási eljárásban használandó nyomtatványokról, valamint a választási eredmény országosan összesített adatai körének megállapításáról
- 48/2013. (XI. 15.) NGM rendelet A pénztárgépek műszaki követelményeiről, a nyugtakibocsátásra szolgáló pénztárgépek forgalmazásáról, használatáról és szervizeléséről, valamint a pénztárgéppel rögzített adatok adóhatóság felé történő szolgáltatásáról
- 49/2013. (XI. 15.) NGM rendelet A taxaméterek műszaki követelményeiről, a nyugtakibocsátásra szolgáló taxaméterek forgalmazásáról, használatáról és szervizeléséről
- 50/2013. (XI. 15.) NGM rendelet A nyugtakibocsátásra szolgáló pénztárgépek üzemeltetésének, szervizelésének egyes, az adóügyi ellenőrző egységgel rendelkező pénztárgépekre való átállást elősegítő szabályokról
- 105/2013. (XI. 15.) VM rendelet A Pápai Hús 1913 Kft.-vel szemben követeléssel rendelkező élőállat-beszállítók számára fizetendő kiegészítő juttatás igénybevételének szabályairól
- 51/2013. (XI. 18.) NGM rendelet A gáz csatlakozó vezetékek és felhasználói berendezések műszaki-biztonsági felülvizsgálatáról szóló 19/2012. (VII. 20.) NGM rendelet módosításáról
- 69/2013. (XI. 19.) EMMI rendelet Az egyes egészségügyi tárgyú miniszteri rendeleteknek az egészségügyi ágazati képzésekkel összefüggő módosításáról
- 70/2013. (XI. 19.) EMMI rendelet Egyes gyógyszerészeti tárgyú miniszteri rendeletek jogharmonizációs célú módosításáról
- 71/2013. (XI. 20.) EMMI rendelet Az élelmiszerekben lévő transz-zsírsavak megengedhető legnagyobb mennyiségéről, a transz-zsírsav tartalmú élelmiszerek forgalmazásának feltételeiről és hatósági ellenőrzéséről, valamint a lakosság transz-zsírsav bevitelének nyomon követésére vonatkozó szabályokról
- 67/2013. (XI. 22.) NFM rendelet A fejezeti kezelésű előirányzatok kezelésének és felhasználásának szabályairól szóló 27/2013. (VI. 12.) NFM rendelet módosításáról
- 68/2013. (XI. 22.) NFM rendelet A közalkalmazottak jogállásáról szóló 1992. évi XXXIII. törvénynek a nemzeti fejlesztési miniszter irányítása alá tartozó szerveknél történő végrehajtásáról
- 52/2013. (XI. 25.) NGM rendelet A gyakorlati képzést végző gazdálkodó szervezetek saját munkavállalói részére szervezett képzés költségeinek a szakképzési hozzájárulás terhére történő elszámolásáról szóló 21/2013. (VI. 18.) NGM rendelet módosításáról
- 25/2013. (XI. 26.) MNB rendelet A jegybanki alapkamat mértékéről
- 62/2013. (XI. 28.) BM rendelet A polgárőrök formaruhával történő ellátásának szabályáról, valamint a formaruha és a fényvisszaverő mellény jellemzőinek meghatározásáról
- 63/2013. (XI. 28.) BM rendelet A körözési nyilvántartási rendszer egyes nyilvántartásai részére történő adatközlésről és a körözési eljárás lefolytatásának részletes szabályairól, valamint egyes miniszteri rendeletek módosításáról
- 69/2013. (XI. 28.) NFM rendelet A Zöldgazdaság Finanszírozási Rendszer fejezeti kezelésű előirányzat felhasználásáról
- 108/2013. (XI. 28.) VM rendelet Az Élelmiszeripari Forgóeszköz Hitelprogram kapcsán kamat megfizetéséhez igénybe vehető csekély összegű (de minimis) támogatásról

#### December
- 67/2013. (XII. 9.) BM rendelet Az Alkotmányvédelmi Hivatal és a Nemzetbiztonsági Szakszolgálat hivatásos állományú tagjai szolgálati viszonyának létesítéséről, tartalmáról és megszüntetéséről
- 112/2013. (XII. 9.) VM rendelet A fejezeti kezelésű előirányzatok kezelésének és felhasználásának szabályairól szóló 48/2013. (VI. 7.) VM rendelet módosításáról
- 68/2013. (XII. 10.) BM rendelet A belügyminiszter felelősségi körébe tartozó egyes miniszteri rendeleteknek a vallási közösségek jogállásával és működésével kapcsolatos törvényeknek az Alaptörvény negyedik módosításával összefüggő módosításáról szóló törvényhez kapcsolódó módosításáról
- 76/2013. (XII. 10.) EMMI rendelet Egyes egészségügyi és egészségbiztosítási tárgyú miniszteri rendeletek módosításáról
- 113/2013. (XII. 10.) VM rendelet Az óvoda-, és iskolatej program szabályozásáról
- 74/2013. (XII. 12.) NFM rendelet A központosított informatikai és elektronikus hírközlési szolgáltatásokat egyedi szolgáltatási megállapodás útján igénybe vevő szervezetekről, valamint a központi szolgáltató által üzemeltetett vagy fejlesztett informatikai rendszerekről szóló 7/2013. (II. 26.) NFM rendelet módosításáról
- 114/2013. (XII. 12.) VM rendelet A vidékfejlesztési miniszter feladatkörét érintő ágazati honvédelmi feladatokról
- 115/2013. (XII. 12.) VM rendelet A fejezeti kezelésű előirányzatok kezelésének és felhasználásának szabályairól szóló 48/2013. (VI. 7.) VM rendelet módosításáról
- 116/2013. (XII. 12.) VM rendelet Az Európai Mezőgazdasági Vidékfejlesztési Alapból egyes jogcímek esetében technológiai berendezések korszerűsítés céljából történő beszerzéséhez nyújtandó támogatások részletes feltételeiről
- 7/2013. (XII. 13.) EMMI rendelet A Nemzeti Kulturális Alapról szóló 1993. évi XXIII. törvény végrehajtásáról szóló 9/2006. (V. 9.) NKÖM rendelet módosításáról
- 58/2013. (XII. 13.) NGM rendelet A felnőttképzési minőségbiztosítási keretrendszerről, valamint a Felnőttképzési Szakértői Bizottság tagjairól, feladatairól és működésének részletes szabályairól
- 59/2013. (XII. 13.) NGM rendelet A felnőttképzési szakmai programkövetelmények nyilvántartásba vételének követelményeiről és eljárási rendjéről, valamint a szakmai végzettség megszerzésének igazolásáról
- 117/2013. (XII. 13.) VM rendelet A Győr-Moson-Sopron Megyei Kormányhivatal Földhivatalának járási földhivatalai illetékességi területeinek változásával összefüggésben a járási földhivatalok illetékességi területeinek kijelöléséről szóló 149/2012. (XII. 28.) VM rendelet módosításáról
- 28/2013. (XII. 16.) MNB rendelet A Magyar Nemzeti Bank által elfogadott, illetve a nemzetközi pénzügyi piacokon általában használt nyelvekről
- 31/2013. (XII. 16.) MNB rendelet A befektetési alapokkal összefüggő kötelező elektronikus kapcsolattartással érintett eljárásokban a kapcsolattartás tartalmára és formájára vonatkozó részletes szabályokról
- 32/2013. (XII. 16.) MNB rendelet A kockázati tőkealapokkal, a kibocsátókkal és a nyilvános vételi ajánlatot tevő szervezetekkel összefüggő kötelező elektronikus kapcsolattartással érintett eljárásokban a kapcsolattartás tartalmára és formájára, valamint a nyilvános vételi ajánlatot...
- 6/2013. (XII. 16.) MEKH rendelet	A földgáz rendszerhasználati díjakról, a rendszerüzemeltető által nyújtott szolgáltatás minőségének a rendszerhasználati díjakon keresztül történő ösztönzésének szabályairól, a nyújtott szolgáltatás minőségétől függően alkalmazható rendszerhasználati díjakról, valamint a rendszerhasználati díjak alkalmazásának feltételeiről szóló 1/2013. (VII. 11.) MEKH rendelet módosításáról
- 70/2013. (XII. 16.) BM rendelet Egyes ingatlanok műemlékké nyilvánításáról, egyes ingatlanok műemléki védettségének megszüntetéséről, valamint egyes műemlékvédelmi tárgyú miniszteri rendeletek módosításáról
- 71/2013. (XII. 16.) BM rendelet A belügyminiszter irányítása alá tartozó rendvédelmi szervek munkavédelmi feladatai, valamint foglalkozás-egészségügyi tevékenysége ellátásának szabályairól szóló 70/2011. (XII. 30.) BM rendelet módosításáról
- 78/2013. (XII. 16.) EMMI rendelet Az „art” mozivá minősítés feltételeiről
- 75/2013. (XII. 16.) NFM rendelet A földgáz rendszerhasználat árszabályozásának kereteiről szóló 74/2009. (XII. 7.) KHEM rendelet és az egyetemes szolgáltatók részére vételre felajánlott földgázforrás és a hazai termelésű földgáz mennyiségéről és áráról, valamint az igénybevételre jogosultak és kötelezettek köréről szóló 19/2010. (XII. 3.) NFM rendelet módosításáról
- 118/2013. (XII. 16.) VM rendelet A Magyar Méhészeti Nemzeti Program alapján a 2013–2016 közötti végrehajtási időszakokban a központi költségvetés, valamint az Európai Mezőgazdasági Garancia Alap társfinanszírozásában megvalósuló támogatások igénybevételének szabályairól
- 119/2013. (XII. 16.) VM rendelet A levegőterheltségi szint határértékeiről és a helyhez kötött légszennyező pontforrások kibocsátási határértékeiről szóló 4/2011. (I. 14.) VM rendelet, valamint a levegőterheltségi szint és a helyhez kötött légszennyező források kibocsátásának vizsgálatával, ellenőrzésével, értékelésével kapcsolatos szabályokról szóló 6/2011. (I. 14.) VM rendelet módosításáról
- 120/2013. (XII. 16.) VM rendelet A titán-dioxidot előállító létesítmények kibocsátásáról
- 121/2013. (XII. 16.) VM rendelet A vidékfejlesztési miniszter felelősségi körébe tartozó egyes miniszteri rendeleteknek a vallási közösségek jogállásával és működésével kapcsolatos törvényeknek az Alaptörvény negyedik módosításával összefüggő módosításáról szóló törvényhez kapcsolódó, valamint más vidékfejlesztési tárgyú módosításárólvő természetes személy által kezdeményezett, a vételi ajánlat jóváhagyására irányuló eljárásokban a nyilvános vételi ajánlatot tevő természetes személy által benyújtandó beadványok tartalmi és formai követelményeire vonatkozó részletes szabályokról
- 35/2013. (XII. 16.) MNB rendelet Az ISIN azonosítóról
- 36/2013. (XII. 17.) MNB rendelet A jegybanki alapkamat mértékéről
- 60/2013. (XII. 17.) NGM rendelet A munkaügyi központok, valamint a fővárosi és megyei kormányhivatal járási (fővárosi kerületi) hivatala munkaügyi kirendeltségének illetékességéről szóló 44/2012. (XII. 22.) NGM rendelet módosításáról
- 122/2013. (XII. 17.) VM rendelet A környezetvédelmi, természetvédelmi, valamint a vízügyi hatósági eljárások igazgatási szolgáltatási díjairól szóló 33/2005. (XII. 27.) KvVM rendelet módosításáról
- 73/2013. (XII. 18.) BM rendelet A szabálysértési ügyekben alkalmazható közvetítői eljárás egyes kérdéseiről
- 74/2013. (XII. 18.) BM rendelet A Rendőrség szervei illetékességi területének megállapításáról szóló 67/2007. (XII. 28.) IRM rendelet, valamint egyes a belügyminiszter feladatkörébe tartozó miniszteri rendeletek módosításáról
- 75/2013. (XII. 18.) BM rendelet A lakások és helyiségek bérletére, valamint az elidegenítésükre vonatkozó egyes szabályokról szóló 1993. évi LXXVIII. törvény végrehajtásáról
- 76/2013. (XII. 18.) BM rendelet A belügyminiszter irányítása alá tartozó szervek egyenruha-ellátásra jogosult személyi állományának ruházati és öltözködési szabályzatáról, valamint a különleges foglalkoztatási állomány ruházati-, fegyverzeti-, kényszerítőeszköz és világítástechnikai felszereléséről szóló 71/2011. (XII. 31.) BM rendelet módosításáról
- 64/2013. (XII. 18.) NGM rendelet A játszótéri eszközök biztonságosságáról szóló 78/2003. (XI. 27.) GKM rendelet, valamint a gázüzemű munkagép gáz-üzemanyag ellátó berendezései beszerelésének, karbantartásának, javításának, a belső égésű motorral üzemelő munkagép gázüzeműre történő utólagos átalakításának műszaki-biztonsági követelményeiről szóló 51/2007. (V. 17.) GKM rendelet módosításáról
- 127/2013. (XII. 18.) VM rendelet A piaci árinformációs rendszer és a tesztüzemi információs rendszer működéséről
- 77/2013. (XII. 19.) BM rendelet A belügyminiszter irányítása alá tartozó rendvédelmi szervek közúti járművei forgalomba helyezésének és időszakos vizsgálatának egyes szabályairól szóló 14/2013. (V. 2.) BM rendelet módosításáról
- 78/2013. (XII. 19.) BM rendelet A fejezeti kezelésű előirányzatok felhasználásának rendjéről szóló 15/2013. (V. 2.) BM rendelet módosításáról
- 79/2013. (XII. 19.) EMMI rendelet A tanári felkészítés közös követelményeiről és az egyes tanárszakok képzési és kimeneti követelményeiről szóló 8/2013. (I. 30.) EMMI rendelet módosításáról
- 65/2013. (XII. 19.) NGM rendelet A fejezeti kezelésű előirányzatok kezelésének és felhasználásának szabályairól szóló 5/2013. (II. 20.) NGM rendelet módosításáról
- 76/2013. (XII. 19.) NFM rendelet A nem közúti mozgó gépekbe építendő belső égésű motorok gáznemű és részecskékből álló szennyezőanyag-kibocsátásának korlátozásáról szóló 75/2005. (IX. 29.) GKM–KvVM együttes rendelet módosításáról
- 77/2013. (XII. 19.) NFM rendelet Az állami és önkormányzati szervek elektronikus információbiztonságáról szóló 2013. évi L. törvényben meghatározott technológiai biztonsági, valamint biztonságos információs eszközökre, termékekre vonatkozó, valamint a biztonsági osztályba és biztonsági szintbe sorolási követelményeiről
- 79/2013. (XII. 20.) BM rendelet Egyes műemlékvédelmi tárgyú miniszteri rendeletek módosításáról
- 24/2013. (XII. 20.) HM rendelet A honvédek jogállásáról szóló 2012. évi CCV. törvény egyes rendelkezéseinek végrehajtásáról szóló 9/2013. (VIII. 12.) HM rendeletnek és egyes honvédelmi miniszteri rendeleteknek az egyes törvényeknek az új polgári törvénykönyv hatálybalépésével összefüggő módosításáról szóló törvénnyel összefüggő módosításáról
- 78/2013. (XII. 20.) NFM rendelet A közlekedésért felelős miniszter ágazatába tartozó közlekedési szakképesítések mestervizsga követelményeiről
- 128/2013. (XII. 20.) VM rendelet A vidékfejlesztési miniszter hatáskörébe tartozó szakképesítések komplex szakmai vizsgáinak szervezésére kijelölt intézményekről
- 80/2013. (XII. 21.) EMMI rendelet Az Országos szakértői, az Országos vizsgáztatási, az Országos szakmai szakértői és az Országos szakmai vizsgaelnöki névjegyzékről, valamint a szakértői tevékenységről szóló 31/2004. (XI. 13.) OM rendelet, valamint a közoktatási tankönyvek legmagasabb fogyasztói áráról szóló 13/2010. (XI. 25.) NEFMI rendelet módosításáról
- 79/2013. (XII. 21.) NFM rendelet Az intézményi kezességi díjtámogatások felhasználásáról és kezeléséről
- 129/2013. (XII. 21.) VM rendelet A földtani közeg és a felszín alatti víz szennyezéssel szembeni védelméhez szükséges határértékekről és a szennyezések méréséről szóló 6/2009. (IV. 14.) KvVM–EüM–FVM együttes rendelet és az 50 MWth és annál nagyobb teljes névleges bemenő hőteljesítményű tüzelőberendezések működési feltételeiről és légszennyező anyagainak kibocsátási határértékeiről szóló 110/2013. (XII. 4.) VM rendelet módosításáról
- 130/2013. (XII. 21.) VM rendelet Az egyes agrártárgyú miniszteri rendeletek módosításáról
- 80/2013. (XII. 23.) BM rendelet A szabálysértésekről, a szabálysértési eljárásról és a szabálysértési nyilvántartási rendszerről szóló 2012. évi II. törvényhez kapcsolódó egyes BM rendeletek módosításáról
- 81/2013. (XII. 23.) BM rendelet Egyes régészeti lelőhelyek védetté nyilvánításáról
- 81/2013. (XII. 23.) EMMI rendelet Az oktatási esélyegyenlőséget szolgáló támogatásokról szóló 54/2013. (VII. 26.) EMMI rendelet módosításáról
- 33/2013. (XII. 23.) KIM rendelet A kiemelt jelentőségű ügyben eljáró hatóságok és szakhatóságok által a koordinációs feladatokat ellátó kormánymegbízottak felé, továbbá a koordinációs feladatokat ellátó kormánymegbízottak által a közigazgatás-szervezésért felelős miniszter és a Kormány tagjai felé teljesítendő, törvényben vagy kormányrendeletben előírt rendszeres és eseti jellegű jelentések, valamint tájékoztatások részletszabályairól
- 34/2013. (XII. 23.) KIM rendelet Az egyes igazságügyi tárgyú miniszteri rendeletek módosításáról
- 35/2013. (XII. 23.) KIM rendelet Egyes igazságügyi tárgyú rendeleteknek az egyes büntetőjogi tárgyú és ehhez kapcsolódó más törvények módosításáról szóló 2013. évi CLXXXVI. törvénnyel összefüggő módosításáról
- 36/2013. (XII. 23.) KIM rendelet Az önkormányzati rendeleteknek és jegyzőkönyveknek a fővárosi és megyei kormányhivatalok részére történő megküldésének rendjéről szóló 23/2012. (IV. 25.) KIM rendelet módosításáról
- 80/2013. (XII. 23.) NFM rendelet Az egyes gazdasági társaságok felett az államot megillető tulajdonosi jogok és kötelezettségek összességét gyakorló szervezet kijelöléséről szóló 77/2012. (XII. 22.) NFM rendelet módosításáról, valamint a KIKSZ Közlekedésfejlesztési Zártkörűen Működő Részvénytársaság felett a Magyar Államot megillető tulajdonosi jogok és kötelezettségek összességét gyakorló szervezet kijelöléséről szóló 74/2011. (XII. 14.) NFM rendelet hatályon kívül helyezéséről
- 81/2013. (XII. 23.) NFM rendelet A vasúti közlekedéssel kapcsolatos egyes miniszteri rendeletek módosításáról
- 82/2013. (XII. 23.) BM rendelet Egyes tűzvédelmi és tűzmegelőzési miniszteri rendeletek, valamint a kéményseprő-ipari közszolgáltatás ellátásának szakmai szabályairól szóló 63/2012. (XII. 11.) BM rendelet módosításáról
- 66/2013. (XII. 23.) NGM rendelet Egyes munkaügyi tárgyú rendeletek módosításáról
- 67/2013. (XII. 23.) NGM rendelet A közösségi vámjog végrehajtásának részletes szabályairól szóló 15/2004. (IV. 5.) PM rendelet módosításáról
- 131/2013. (XII. 23.) VM rendelet Egyes miniszteri rendeleteknek a vízügyi szervezetrendszer átalakításával kapcsolatos módosításáról
- 132/2013. (XII. 23.) VM rendelet A vízügyi szervezetrendszer átalakításával kapcsolatos egyes miniszteri rendeletek módosításáról
- 37/2013. (XII. 29.) MNB rendelet A pénztárak és a foglalkoztatói nyugdíjszolgáltató intézmény által a jegybanki információs rendszerhez elsődlegesen a Magyar Nemzeti Bank felügyeleti feladatai ellátása érdekében teljesítendő adatszolgáltatási kötelezettségekről
- 38/2013. (XII. 29.) MNB rendelet A biztosítási piaci szervezetek által a jegybanki információs rendszerhez elsődlegesen a Magyar Nemzeti Bank felügyeleti feladatai ellátása érdekében teljesítendő adatszolgáltatási kötelezettségekről
- 39/2013. (XII. 29.) MNB rendelet A pénzügyi közvetítőrendszer felügyelete alá tartozó személyek és szervezetek törzsadat-bejelentési kötelezettségéről
- 40/2013. (XII. 29.) MNB rendelet Az önkéntes kölcsönös biztosító pénztár, a pénzügyi intézmény, a pénzforgalmi intézmény, az elektronikuspénz-kibocsátó intézmény, a magánnyugdíjpénztár, a biztosító, a független biztosításközvetítő, a foglalkoztatói nyugdíjszolgáltató intézmény, a befektetési vállalkozás és az árutőzsdei szolgáltató panaszkezelésére vonatkozó szabályokról
- 41/2013. (XII. 29.) MNB rendelet A nyilvánosan forgalomba hozott értékpapír kibocsátója és a Magyar Nemzeti Bank közötti kötelező elektronikus kapcsolattartással érintett eljárásokban a kapcsolattartás tartalmára és formájára vonatkozó részletes szabályokról
- 42/2013. (XII. 29.) MNB rendelet A tőkepiaci szervezetek által a jegybanki információs rendszerhez elsődlegesen a Magyar Nemzeti Bank felügyeleti feladatai ellátása érdekében teljesítendő adatszolgáltatási kötelezettségekről
- 43/2013. (XII. 29.) MNB rendelet A pénz- és hitelpiaci szervezetek által a jegybanki információs rendszerhez elsődlegesen a Magyar Nemzeti Bank felügyeleti feladatai ellátása érdekében teljesítendő adatszolgáltatási kötelezettségekről
- 44/2013. (XII. 29.) MNB rendelet A felügyeleti díj megfizetésének, kiszámításának módjáról és feltételeiről
- 82/2013. (XII. 29.) EMMI rendelet A kiemelt ápolási díjra való jogosultságot megalapozó körülményekről
- 68/2013. (XII. 29.) NGM rendelet A kormányzati funkciók, államháztartási szakfeladatok és szakágazatok osztályozási rendjéről
- 69/2013. (XII. 29.) NGM rendelet Az országgyűlési képviselők választása kampányköltségeinek támogatásáról
- 83/2013. (XII. 29.) EMMI rendelet A nevelőszülői foglalkoztatási jogviszony bevezetésével összefüggő gyermekvédelmi tárgyú és a szociális ágazatba tartozó egyes miniszteri rendeletek módosításáról
- 83/2013. (XII. 29.) NFM rendelet A Magyarország Kormánya és a Koszovói Nemzetközi Biztonsági Erő (KFOR) között a Koszovó felett kijelölt légtérben egyes léginavigációs szolgálatok nyújtásáról és egyéb kapcsolódó tevékenységek ellátásáról szóló Végrehajtási Megállapodás kihirdetéséről szóló törvény végrehajtásával kapcsolatban egyes miniszteri rendeletek eltérő alkalmazásáról
- 133/2013. (XII. 29.) VM rendelet A halgazdálkodás és a halvédelem egyes szabályainak megállapításáról
- 134/2013. (XII. 29.) VM rendelet A nemzeti parkok területének övezetekbe való besorolásáról és az egyes övezetekre vonatkozó általános természetvédelmi előírásokról
- 135/2013. (XII. 29.) VM rendelet A hulladékgazdálkodási közszolgáltatási tevékenység minősítése iránti eljárásokért, valamint az igazgatási jellegű szolgáltatásért fizetendő igazgatási szolgáltatási díjakról szóló 71/2013. (VIII. 15.) VM rendelet módosításáról
- 37/2013. (XII. 30.) KIM rendelet A népszavazás kezdeményezése során a választási irodák hatáskörébe tartozó feladatokról
- 70/2013. (XII. 30.) NGM rendelet A pénzügyi ágazati szabályozott szakmákról, valamint a könyvvizsgálói közfelügyeleti feladatokkal összefüggő tevékenységek szabályozásáról szóló nemzetgazdasági miniszter feladatkörébe tartozó miniszteri rendeletek módosításáról
- 71/2013. (XII. 30.) NGM rendelet A kötelező gépjármű-felelősségbiztosítás 1991. július 1. előtti rendszeréből származó állami kötelezettségek rendezéséről szóló 5/1996. (I. 26.) PM rendelet, valamint a gépjármű-szavatossági károk 1971. január 1. előtti rendszere alapján fizetett baleseti kártérítési járadékokról szóló 12/1998. (III. 27.) PM rendelet módosításáról
- 38/2013. (XII. 30.) KIM rendelet Az országgyűlési képviselők választása, valamint az Európai Parlament tagjainak választása költségeinek normatíváiról, tételeiről, elszámolási és belső ellenőrzési rendjéről, valamint egyes választási tárgyú miniszteri rendeletek módosításáról
- 39/2013. (XII. 30.) KIM rendelet A kormányablakok személyi és technikai feltételeiről
- 84/2013. (XII. 30.) EMMI rendelet A fejezeti kezelésű előirányzatok kezeléséről és felhasználásáról
- 72/2013. (XII. 30.) NGM rendelet A kiemelt adózók kijelöléséről, valamint a legnagyobb adóteljesítménnyel rendelkező adózók körének megállapításáról szóló 4/2012. (II. 14.) NGM rendelet módosításáról
- 73/2013. (XII. 30.) NGM rendelet A Nemzeti Adó- és Vámhivatalnál foglalkoztatottak alkalmassági vizsgálatáról, valamint a Nemzeti Adó- és Vámhivatal Képzési, Egészségügyi és Kulturális Intézete által nyújtott egészségügyi szolgáltatás igénybevételére jogosultakról
- 74/2013. (XII. 30.) NGM rendelet Az üzemeltető részére nyújtott, az általános forgalmi adóról szóló törvény szerinti, a nyugtaadási kötelezettség gépi kiállítással történő megvalósítása esetén kötelező, közvetlen adatlekérdezéssel megvalósított adatszolgáltatást biztosító valamennyi szolgáltatás hatósági áráról és a hatósági árszabályozás részletes szabályairól és egyéb adózási tárgyú NGM rendelet módosításáról
- 83/2013. ( XII. 31.) BM rendelet A belügyminiszter irányítása alá tartozó szervek hivatásos állományú tagjainak továbbképzési és vezetőképzési rendszeréről, valamint a rendészeti utánpótlási és vezetői adatbankról szóló 2/2013. (I. 30.) BM rendelet, valamint a belügyminiszter ágazatába tartozó szakképesítések szakmai és vizsgakövetelményeiről, valamint egyes, szakmai és vizsgakövetelmények kiadásáról szóló miniszteri rendeletek hatályon kívül helyezéséről szóló 20/2013. (V. 28.) BM rendelet módosításáról
- 85/2013. (XII. 31.) EMMI rendelet Az állami sport célú támogatások felhasználásáról és elosztásáról szóló 27/2013. (III. 29.) EMMI rendelet módosításáról
- 86/2013. (XII. 31.) EMMI rendelet A látvány-csapatsportok támogatásával összefüggő sportfejlesztési program jóváhagyására és a támogatási igazolás kiadására irányuló hatósági eljárásban fizetendő igazgatási szolgáltatási díjról szóló 39/2011. (VI. 30.) NEFMI rendelet módosításáról
- 40/2013. (XII. 31.) KIM rendelet Az önkormányzati rendeletben meghatározott magatartásra tekintettel kiszabott közigazgatási bírság helyébe lépő közérdekű munka végrehajtásának részletes szabályairól
- 41/2013. (XII. 31.) KIM rendelet A kormányablakok eljárásához kapcsolódó igazgatási szolgáltatási díjakról
- 42/2013. (XII. 31.) KIM rendelet A közalkalmazottak jogállásáról szóló 1992. évi XXXIII. törvénynek a Design Terminál Nemzeti Kreatívipari Központnál történő végrehajtásáról
- 75/2013. (XII. 31.) NGM rendelet Az államháztartási számvitellel összefüggő egyes rendeletek módosításáról
- 76/2013. (XII. 31.) NGM rendelet Egyes közvetett adózási tárgyú PM rendeletek módosításáról
- 77/2013. (XII. 31.) NGM rendelet Az egyes önkormányzati adóigazgatási, továbbá illetékjogi tárgyú PM rendeletek módosításáról
- 136/2013. (XII. 31.) VM rendelet A kizárólag energiahasznosítás céljából kitermelt termálvíz szabályozásának végrehajtását szolgáló egyes miniszteri rendeletek módosításáról

#### AKöztársasági elnökfontosabb határozatai
- 13/2013. (I. 8.) KE határozat Balatonakarattya községgé nyilvánításáról
- 97/2013. (III. 5.) KE határozat A Magyar Nemzeti Bank elnökének kinevezéséről
- 111/2013. (III. 6.) KE határozat Tárca nélküli miniszteri megbízatás megszűnéséről és miniszteri kinevezésről
- 325/2013. (VII. 10.) KE határozat Városi cím adományozásáról
- 357/2013. (VIII. 21.) KE határozat A Nemzeti Média- és Hírközlési Hatóság elnökének kinevezéséről
- 412/2013. (X. 2.) KE határozat A Magyar Nemzeti Bank alelnökének kinevezéséről
- 435/2013. (X. 10.) KE határozat A Pénzügyi Szervezetek Állami Felügyelete elnöke megbízatásának megszűnéséről

#### A miniszterelnök fontosabb határozatai
- 110/2013. (VIII. 21.) ME határozat A Szellemi Tulajdon Nemzeti Hivatala elnökének kinevezéséről

### Kormányhatározatok

#### Január (1001−1031)
- 1001/2013. (I. 2.) Korm. határozat Az Európai Uniónak a szomáliai biztonsági erők kiképzésére irányuló missziójához („EUTM Somalia”) történő további magyar katonai hozzájárulásról szóló 1227/2011. (VII. 4.) Korm. határozat módosításáról
- 1002/2013. (I. 2.) Korm. határozat Az Egészségügyi Szakképzési és Továbbképzési Tanácsról
- 1003/2013. (I. 4.) Korm. határozat A Veszprémi Járási Hivatal elhelyezésének biztosítása érdekében a rendkívüli kormányzati intézkedésekre szolgáló tartalékból történő előirányzat-átcsoportosításról
- 1004/2013. (I. 10.) Korm. határozat A közszolgálati életpálya bevezetésének előkészítésével kapcsolatos egyes feladatokról
- 1005/2013. (I. 10.) Korm. határozat A Magyar Holokauszt – 2014 Emlékbizottság létrehozásáról
- 1006/2013. (I. 10.) Korm. határozat A nemzeti filmipar megújításáért felelős kormánybiztos kinevezéséről és feladatairól
- 1007/2013. (I. 10.) Korm. határozat Az államigazgatási szervezetrendszer átalakításáról
- 1008/2013. (I. 10.) Korm. határozat Az államháztartásról szóló törvény végrehajtásáról szóló 368/2011. (XII. 31.) Korm. rendelet módosításához kapcsolódó szállítói előleg szankciórendszerének kidolgozásáról
- 1009/2013. (I. 10.) Korm. határozat A GOP-1.2.1-12/B-2012-0002 azonosító számú („Az NI Hungary Kft. Science Parkja” című), továbbá a GOP-1.2.1-12/B-2012-0007 azonosító számú („Technológiai park kialakítása a Synergon Integrator Rendszerszolgáltató Kft.-nél” című) projekt támogatásának jóváhagyásáról
- 1010/2013. (I. 16.) Korm. határozat A Magyarország Kormánya és a Lengyel Köztársaság Kormánya között, a védelem területén történő együttműködésről szóló Megállapodás szövegének végleges megállapítására és kihirdetésére adott felhatalmazásról
- 1011/2013. (I. 16.) Korm. határozat A Közép-magyarországi régió esetleges ketté-választásának lehetőségéről
- 1012/2013. (I. 16.) Korm. határozat A GOP-2012-3.1.2. kódszámú („Szélessávú körzethálózati fejlesztések” című) pályázati felhívás keretében beérkezett projektek támogatásának jóváhagyásáról
- 1013/2013. (I. 16.) Korm. határozat A KÖZOP-5.5.0-09-11-2011-0027 azonosító számú, „Budai Vár és környéke közlekedés fejlesztése” című és a KMOP-3.1.1/E-12-k-2012-0001 azonosító számú, „Várkert Bazár fejlesztése” című kiemelt projekt költségnövekményének jóváhagyásáról
- 1014/2013. (I. 16.) Korm. határozat A TÁMOP-5.4.10-12/1 azonosító számú, „Szociális képzések rendszerének modernizációja” című, és a TIOP-3.3.1B-12/1 azonosító számú, „Kontakt tolmácsszolgáltatás. A jelnyelvi tolmácsszolgálatok fejlesztése video alapú jelnyelvi tolmácsolás és szöveges operátori szolgáltatások bevezetésével” című projekt kiemelt projektként történő nevesítéséről
- 1015/2013. (I. 16.) Korm. határozat A TÁMOP-6.2.3-12/1-2012-0001 azonosító számú („Országos egészségmonitorozási és kapacitástérkép adatbázis- és alkalmazásfejlesztés” című) projekt kiemelt projektként történő nevesítéséről
- 1016/2013. (I. 18.) Korm. határozat A Társadalmi Megújulás Operatív Program 2011–2013. évekre szóló akcióterv 1. prioritásának megállapításáról, valamint egyes pályázati felhívások jóváhagyásáról
- 1017/2013. (I. 18.) Korm. határozat A TÁMOP-6.2.5./A/12/1 azonosító számú („Szervezeti hatékonyság fejlesztése a struktúraváltásban érintett intézményeknél – Egységes külső felülvizsgálati rendszer kialakítása a járó- és fekvőbeteg szakellátásban, valamint a gyógyszertári ellátásban” című) projekt kiemelt projektként történő nevesítéséről
- 1018/2013. (I. 21.) Korm. határozat Brüsszelben, Magyarország Európai Unió mellett működő Állandó Képviseletén két új tudományos és technológiai szakdiplomata álláshely létesítéséről
- 1019/2013. (I. 21.) Korm. határozat Az Országgyűlés épületében lévő kormányzati irattárak elhelyezésével kapcsolatos feladatokról
- 1020/2013. (I. 21.) Korm. határozat A Nemzetgazdasági Minisztérium és a Külügyminisztérium fejezetek közötti, a Brüsszelben, Magyarország Európai Unió mellett működő Állandó Képviseletén két új tudományos és technológiai szakdiplomata álláshely létesítése érdekében történő előirányzat-átcsoportosításról
- 1021/2013. (I. 22.) Korm. határozat Az egyes, tartós időtartamú szabadságelvonást elszenvedettek részére az egyes, tartós időtartamú szabadságelvonást elszenvedettek részére járó juttatásról szóló 267/2000. (XII. 26.) Korm. rendelet alapján folyósított juttatás összegének megemeléséről
- 1022/2013. (I. 22.) Korm. határozat A Jabil Circuit Magyarország Kft. magyarországi nagybefektetővel való stratégiai megállapodás megkötéséről
- 1023/2013. (I. 23.) Korm. határozat A 2013-ban a közigazgatási, rendészeti, katonai és nemzetbiztonsági felsőoktatásban felvehető, államilag támogatott és önköltséges hallgatói létszámról szóló 1671/2012. (XII. 27.) Korm. határozat módosításáról
- 1024/2013. (I. 25.) Korm. határozat A Magyar Nemzeti Vagyonkezelő Zrt., valamint a Hortobágyi Nemzeti Park Igazgatóság közötti, a nemzeti vagyonról szóló 2011. évi CXCVI. törvény szerinti megbízási szerződés megkötéséről a Hortobágyi Természetvédelmi és Génmegőrző Nonprofit Kft. feletti tulajdonosi joggyakorlás átadása érdekében
- 1025/2013. (I. 25.) Korm. határozat A „Miskolc és agglomerációja digitális közösség” című programmal kapcsolatos egyes kérdésekről és az ehhez szükséges rendkívüli kormányzati intézkedésekre szolgáló tartalékból történő előirányzat-átcsoportosításról
- 1026/2013. (I. 25.) Korm. határozat A 2012. évi kötelezettségvállalással nem terhelt előirányzat-maradványok felhasználásáról, valamint a Nemzeti Fejlesztési Minisztérium és a Miniszterelnökség fejezetek közötti előirányzat-átcsoportosításról
- 1027/2013. (I. 25.) Korm. határozat A Miniszterelnökség és a Külügyminisztérium fejezetek közötti előirányzat-átcsoportosításról
- 1028/2013. (I. 25.) Korm. határozat A rendkívüli kormányzati intézkedésekre szolgáló tartalékból történő előirányzat átcsoportosításáról szóló 1670/2012. (XII. 21.) Korm. határozat módosításáról
- 1029/2013. (I. 28.) Korm. határozat A lakosság állampapír állományának növeléséhez szükséges intézkedésekről szóló 1101/2012. (IV. 5.) Korm. határozat módosításáról
- 1030/2013. (I. 28.) Korm. határozat A 2012. évi kötelezettségvállalással nem terhelt maradványok felhasználásáról, valamint a Vidékfejlesztési Minisztérium és az Emberi Erőforrások Minisztériuma közötti előirányzat-maradvány átcsoportosításról
- 1031/2013. (I. 30.) Korm. határozat Az új nemzeti közgyűjteményi épületegyüttesről és a megvalósítás előkészítéséhez szükséges intézkedésekről

#### Február (1032−1088)
- 1032/2013. (II. 1.) Korm. határozat A Magyarország Kormánya és a Török Köztársaság Kormánya közötti Biztonsági Együttműködési Megállapodás szövegének végleges megállapítására adott felhatalmazásról
- 1033/2013. (II. 1.) Korm. határozat Az örökös nélkül elhalt zsidó származású, vallású, sérelmet szenvedett személyek után a zsidó közösségeknek juttatott támogatással kapcsolatos elszámolás rendezéséről
- 1034/2013. (II. 1.) Korm. határozat A 2014–2020-as programozási időszakban az Európai Területi Együttműködési Programok intézményrendszerével és tervezésével kapcsolatos felelősségi rend, feladatok és tárgyalási mandátum kialakításáról
- 1035/2013. (II. 1.) Korm. határozat A budapesti 4-es metróvonal és kapcsolódó felszíni beruházásai megvalósításához kapcsolódóan kötött Támogatási Szerződés, Finanszírozási Szerződés és Finanszírozási Szerződés Kiegészítő Megállapodás módosításáról és egységes szerkezetbe foglalásáról szóló szerződés 1. számú módosításának jóváhagyásáról
- 1036/2013. (II. 1.) Korm. határozat A Kutatási és Technológiai Innovációs Alap felhasználási tervének jóváhagyásáról
- 1037/2013. (II. 1.) Korm. határozat A GOP-1.1.1/B konstrukció kódú [az „ELI lézer kutatóközpont megvalósítása (ELI-ALPS) nagyprojekt 1. fázis” című] projekt forráskeretének módosításáról
- 1038/2013. (II. 1.) Korm. határozat A KDOP-4.2.1/A-11-2012-0014 azonosító számú („Térségi elérhetőség javítása a 7338 j. úton”) című projekt támogatásának jóváhagyásáról
- 1039/2013. (II. 1.) Korm. határozat A KÖZOP-5.5.0-09-11-2011-0002 azonosító számú („Kecskemét Megyei Jogú Város elővárosi közlekedési rendszereinek fejlesztése”című) kiemelt projekt költségnövekményének jóváhagyásáról
- 1040/2013. (II. 1.) Korm. határozat A TÁMOP-1.4.7-12/1 konstrukció kódú („Foglalkoztatási programok megvalósításának szakmai támogatása” című) kiemelt projekt nevesítéséről
- 1041/2013. (II. 1.) Korm. határozat Az Emberi Erőforrások Minisztériuma és a Honvédelmi Minisztérium közötti, a Pákozd–Sukorói Csata Emlékkiállítás fenntartásához kapcsolódó előirányzat-átcsoportosításról
- 1042/2013. (II. 1.) Korm. határozat A rendkívüli kormányzati intézkedésekre szolgáló tartalékból történő előirányzat-átcsoportosításról
- 1043/2013. (II. 1.) Korm. határozat Az új labdarúgó stadion létesítése a Ferencvárosban elnevezésű állami beruházás folytatásához szükséges 2013. évi forrás átcsoportosításáról
- 1044/2013. (II. 5.) Korm. határozat A közfoglalkoztatással összefüggő, egyes döntést igénylő kérdésekről
- 1045/2013. (II. 5.) Korm. határozat Egyes állami vagyontárgyak ingyenes önkormányzati tulajdonba adására vonatkozó kormányhatározatokban és szerződésben meghatározott hasznosítási célok módosításáról, valamint az Emlékpont – Fél Évszázad Vásárhelyen Humán Oktatási Központ támogatásáról szóló 1188/2011. (VI. 7.) Korm. határozat módosításáról
- 1046/2013. (II. 5.) Korm. határozat Az Államreform Operatív Program 2011–2013. időszakra szóló akciótervének módosításával kapcsolatos feladatokról és kiemelt projekt nevesítéséről
- 1047/2013. (II. 7.) Korm. határozat A kiemelt felsőoktatási intézményekről
- 1048/2013. (II. 12.) Korm. határozat A Cigányügyi Egyeztető Tanács létrehozásáról
- 1049/2013. (II. 12.) Korm. határozat A KEOP-7.1.0/11-2011-0049. számú ivóvízminőség-javító beruházás saját hatáskörben történő megvalósításáról
- 1050/2013. (II. 12.) Korm. határozat A szennyvíz-elvezetési és -tisztítási feladattal, valamint derogációs kötelezettséggel rendelkező projektjavaslatot még be nem nyújtott agglomerációkról
- 1051/2013. (II. 12.) Korm. határozat Az egyes szennyvíz-elvezetési és -tisztítási beruházások (KEOP) Kormány általi saját hatáskörben történő megvalósításáról
- 1052/2013. (II. 12.) Korm. határozat Az önerő támogatás rendszerének felülvizsgálatáról a szennyvíz-elvezetési és -tisztítási beruházások vonatkozásában
- 1053/2013. (II. 12.) Korm. határozat Az egyes szennyvíz-elvezetési és -tisztítási beruházások saját hatáskörben történő megvalósításához kapcsolódó költségvetési fedezet biztosításáról
- 1054/2013. (II. 13.) Korm. határozat A Miniszterelnökségen, a minisztériumokban, az igazgatási és az igazgatás jellegű tevékenységet ellátó központi költségvetési szerveknél foglalkoztatottak létszámáról szóló 1166/2010. (VIII. 4.) Korm. határozat módosításáról
- 1055/2013. (II. 13.) Korm. határozat A 2015. évi Milánói Világkiállításért felelős kormánybiztos kinevezéséről és feladatairól
- 1056/2013. (II. 13.) Korm. határozat A vállalkozói adminisztratív költségek csökkentésére irányuló, Egyszerű Állam című középtávú kormányzati programból eredő, az egészségbiztosítás pénzbeli ellátásait érintő egyes feladatok végrehajtásáról
- 1057/2013. (II. 13.) Korm. határozat A MaSat-2 műhold előkészítésének támogatása érdekében a Nemzeti Fejlesztési Minisztérium és az Emberi Erőforrások Minisztériuma fejezetek közötti előirányzat-átcsoportosításról
- 1058/2013. (II. 13.) Korm. határozat A Közigazgatási és Igazságügyi Minisztérium és az Emberi Erőforrások Minisztériuma fejezetek közötti, az ifjúságpolitikával összefüggő egyes közfeladatok ellátásában bekövetkezett szervezeti változással kapcsolatos előirányzat-átcsoportosításról
- 1059/2013. (II. 13.) Korm. határozat A Nemzeti Adó- és Vámhivatallal online adatkapcsolatra képes pénztárgépek bevezetésének ütemezéséről
- 1060/2013. (II. 13.) Korm. határozat A megtett úttal arányos elektronikus díjszedési rendszer bevezetésének időszerű feladatairól
- 1061/2013. (II. 14.) Korm. határozat Magyarország 2013. évi Nemzeti Reform Programjának előkészítésével kapcsolatos feladatokról
- 1062/2013. (II. 14.) Korm. határozat A KNORR-BREMSE Fékrendszerek Kft. és a LEGO Manufacturing Kft. magyarországi nagybefektetőkkel való stratégiai megállapodások megkötéséről
- 1063/2013. (II. 18.) Korm. határozat A Közlekedés Operatív Program szabad forrásainak felhasználásáról
- 1064/2013. (II. 19.) Korm. határozat A Magyarország Kormánya és az Olasz Köztársaság Kormánya közötti, a katonai és haditechnikai területen történő együttműködésről, valamint védelmi és biztonsági eszközök kölcsönös átadásáról szóló megállapodás szövegének végleges megállapítására adott felhatalmazásról
- 1065/2013. (II. 19.) Korm. határozat Az Egységes Szabadalmi Bíróság létrehozásáról szóló megállapodás szövegének végleges megállapítására adott felhatalmazásról
- 1066/2013. (II. 19.) Korm. határozat Az Európa Tanács tagállamai között a személyek szabad mozgásának szabályairól szóló, 1957. december 13-án, Párizsban aláírt Európai Megállapodáshoz való csatlakozás szövegének végleges megállapításáról
- 1067/2013. (II. 19.) Korm. határozat Az 5000 fő lakosságszámot meg nem haladó települések lakosságának az adósságkonszolidációval kapcsolatos tájékoztatásával összefüggő feladatokról
- 1068/2013. (II. 19.) Korm. határozat A Nemzeti Fejlesztési Minisztérium és a Vidékfejlesztési Minisztérium fejezetek közötti, az Országos Környezetvédelmi, Természetvédelmi és Vízügyi Főfelügyelőséget terhelő egyes költségek pénzügyi fedezetének biztosításához szükséges előirányzat-átcsoportosításról
- 1069/2013. (II. 21.) Korm. határozat Az Európa Tanács Kulturális Útvonalakról szóló CM/Res(2010)53. számú kibővített Részleges megállapodásához történő csatlakozásról
- 1070/2013. (II. 21.) Korm. határozat	A Magyarország Kormánya és az Uruguayi Keleti Köztársaság Kormánya között a gazdasági és műszaki együttműködésről szóló Megállapodás szövegének végleges megállapítására adott felhatalmazásról
- 1071/2013. (II. 21.) Korm. határozat Az Államreform Operatív Program 2011–2013. időszakra szóló akciótervének módosításáról, az Államreform Operatív Program tartaléklistájáról
- 1072/2013. (II. 21.) Korm. határozat A KEOP-1.2.0/09-11-2011-0056 azonosító számú („Budapest – Komplex Integrált Szennyvízelvezetése” című) egymilliárd forintot meghaladó támogatási igényű projektjavaslat jóváhagyásáról
- 1073/2013. (II. 21.) Korm. határozat A KEOP-1.2.0/09-11-2012-0003 azonosító számú („Nagybajom város szennyvízcsatornázása és tisztítása” című) projekt támogatásának jóváhagyásáról
- 1074/2013. (II. 21.) Korm. határozat A KEOP-6.3.0/2F/11-2012-0001 azonosító számú („OLM – Országos Légszennyezettségi Mérőhálózat továbbfejlesztése” című) és a KEOP-6.3.0/2F/11-2012-0002 azonosító számú („OKIR – OKIR Környezet és természetvédelmi alapinfrastruktúra fejlesztés, alrendszerek továbbfejlesztése” című), projektek támogatásának jóváhagyásáról
- 1075/2013. (II. 21.) Korm. határozat A KEOP-1.1.1/2F/09-11-2012-0003 azonosító számú („Szabolcs-Szatmár-Bereg Megyei Regionális Hulladékgazdálkodási Program Infrastruktúra Fejlesztése” című) projekt támogatásának jóváhagyásáról
- 1076/2013. (II. 21.) Korm. határozat A KMOP-2.1.1/A-11-2012-0013 azonosító számú („A régión belüli közlekedési kapcsolatok fejlesztése a 4602. j. úton”) című projekt támogatásának jóváhagyásáról
- 1077/2013. (II. 21.) Korm. határozat Egyes közlekedési projektek támogatásának jóváhagyásáról és a Közlekedés Operatív Program Akciótervében kiemelt projektként történő nevesítéséről
- 1078/2013. (II. 21.) Korm. határozat A rendkívüli kormányzati intézkedésekre szolgáló tartalékból történő előirányzat-átcsoportosításról
- 1079/2013. (II. 22.) Korm. határozat A megtett úttal arányos elektronikus díjszedéshez szükséges eszközök beszerzési feltételeinek módosításáról
- 1080/2013. (II. 25.) Korm. határozat Magyarországnak a Nyílt Kormányzati Együttműködés (Open Government Partnership) elnevezésű nemzetközi kezdeményezés keretében teendő vállalásairól szóló akcióterv jóváhagyásáról
- 1081/2013. (II. 25.) Korm. határozat A Formula–1 Világbajnokság Magyar Nagydíj 2017–2021 között történő megrendezésével kapcsolatos kormányzati szerepvállalásról
- 1082/2013. (II. 25.) Korm. határozat A 2012. évi kötelezettségvállalással terhelt, a kötelezettségvállalással terhelt, de meghiúsult, továbbá a kötelezettségvállalással nem terhelt előirányzat-maradványok egy részének felhasználásáról
- 1083/2013. (II. 25.) Korm. határozat A Nemzeti Fejlesztési Minisztérium és az állami vagyonnal kapcsolatos bevételek és kiadások fejezetek közötti, egyes PPP konstrukcióban létesült sportlétesítményekkel kapcsolatos intézkedések megtételéhez szükséges előirányzat-átcsoportosításról
- 1084/2013. (II. 25.) Korm. határozat Az AUDI Hungaria Motor Kft. magyarországi nagybefektetővel való stratégiai megállapodás megkötéséről
- 1085/2013. (II. 27.) Korm. határozat A telephelyi tevékenységek környezeti szempontú felülvizsgálatáról
- 1086/2013. (II. 27.) Korm. határozat Az üzemanyag megjelölés és ellenőrzés alkalmazásáról az adóelkerülés felderítése és megakadályozása érdekében
- 1087/2013. (II. 28.) Korm. határozat A Régiók Bizottsága Nemzeti Delegáció póttagjának jelöléséről
- 1088/2013. (II. 28.) Korm. határozat A Sárospataki Református Kollégium Tudományos Gyűjteményei Nagykönyvtára felújítása érdekében a rendkívüli kormányzati intézkedésekre szolgáló tartalékból történő előirányzat-átcsoportosításról

#### Március (1089−1168)
- 1089/2013. (III. 4.) Korm. határozat A Kábítószerügyi Koordinációs Tárcaközi Bizottságról
- 1090/2013. (III. 4.) Korm. határozat A Kábítószerügyi Tanácsról
- 1091/2013. (III. 4.) Korm. határozat A WABERER’S INTERNATIONAL Zrt. magyarországi nagybefektetővel való stratégiai
- 1092/2013. (III. 4.) Korm. határozat Az egyes tartós szabadságelvonást elszenvedettek részére járó juttatásról szóló 267/2000. (XII. 26.) Korm. rendelet személyi hatályának kiterjesztéséről
- 1093/2013. (III. 4.) Korm. határozat Helyi önkormányzat adósságot keletkeztető ügyletéhez történő 2013. februári előzetes kormányzati hozzájárulásról
- 1094/2013. (III. 4.) Korm. határozat Az Ős-Dráva Programról szóló 1242/2012. (VII. 17.) Korm. határozat módosításáról
- 1095/2013. (III. 4.) Korm. határozat Az Ős-Dráva Program összehangolásáért felelős kormánybiztos kinevezéséről
- 1096/2013. (III. 4.) Korm. határozat A „V0” Budapestet délről elkerülő vasútvonal előkészítéséről
- 1097/2013. (III. 4.) Korm. határozat A Közlekedés Operatív Program keretében finanszírozott „M3 autópálya Nyíregyháza–Vásárosnamény közötti szakasz kivitelezése” című; a KÖZOP-1.5.0-09-2009-0004 azonosító számú projekt költségnövekményének jóváhagyásáról
- 1098/2013. (III. 4.) Korm. határozat A KÖZOP-3.5.0-09-11-2012-0013 azonosító számú („M8–M4 elválási csomópont előkészítése és kivitelezési munkái” című) és a KÖZOP-3.5.0-09-11-2012-0021 azonosító számú („47. sz. főút Hódmezővásárhely elkerülő szakasz” című) egymilliárd forintot meghaladó támogatási igényű előkészítési projektjavaslatok jóváhagyásáról
- 1099/2013. (III. 4.) Korm. határozat A rendkívüli kormányzati intézkedésekre szolgáló tartalékból történő előirányzat-átcsoportosításáról szóló 1670/2012. (XII. 21.) Korm. határozat módosításáról
- 1100/2013. (III. 4.) Korm. határozat Kormánybiztos felmentéséről
- 1101/2013. (III. 4.) Korm. határozat A magyar–orosz gazdasági kapcsolatokért és a magyar–kínai kétoldalú kapcsolatok összehangolásért felelős kormánybiztos kinevezéséről és feladatairól
- 1102/2013. (III. 7.) Korm. határozat Az állami tulajdonú ingatlanok ingyenes önkormányzati tulajdonba adásához szükséges intézkedésekről
- 1103/2013. (III. 7.) Korm. határozat A Felsőoktatási Struktúraátalakítási Alap létrehozásáról
- 1104/2013. (III. 7.) Korm. határozat A Pázmány Péter Katolikus Egyetem kiemelt felsőoktatási intézménnyé minősítéséről
- 1105/2013. (III. 7.) Korm. határozat A „Phoenix Mecano Kecskemét” KFT és a Continental AG magyarországi nagybefektetőkkel való stratégiai megállapodások megkötéséről
- 1106/2013. (III. 7.) Korm. határozat Az Európai Unió Mali Kiképző Műveletében („EUTM Mali”) történő magyar katonai szerepvállalásról
- 1107/2013. (III. 7.) Korm. határozat Az Európai Unió Mali Kiképző Műveletében („EUTM Mali”) történő magyar katonai szerepvállalás érdekében a rendkívüli kormányzati intézkedésekre szolgáló tartalékból történő előirányzat-átcsoportosításról
- 1108/2013. (III. 7.) Korm. határozat A költségvetési szerveknél foglalkoztatottak 2013. évi kompenzációja érdekében a 2013. évi központi költségvetés céltartalékából a IX. Helyi önkormányzatok támogatásai fejezetbe történő előirányzat-átcsoportosításról
- 1109/2013. (III. 7.) Korm. határozat Fejezetek közötti előirányzat-átcsoportosításról
- 1110/2013. (III. 7.) Korm. határozat A rendkívüli kormányzati intézkedésekre szolgáló tartalékból a Veszprémi Járási Hivatal elhelyezésének biztosítása érdekében történő előirányzat-átcsoportosításról
- 1111/2013. (III. 7.) Korm. határozat A rendkívüli kormányzati intézkedésekre szolgáló tartalékból történő előirányzat-átcsoportosításról szóló 1625/2012. (XII. 18.) Korm. határozat módosításáról
- 1112/2013. (III. 8.) Korm. határozat A felsőoktatási intézmények önerő igényéről
- 1113/2013. (III. 8.) Korm. határozat A Partnerségi Megállapodás, az operatív programok, valamint a Stratégiai Környezeti Vizsgálati Jelentés társadalmi egyeztetésének módjáról, prioritásairól és menetrendjéről
- 1114/2013. (III. 8.) Korm. határozat A 2014–2020 közötti európai uniós fejlesztési források felhasználására vonatkozó Partnerségi Megállapodás célrendszeréről
- 1115/2013. (III. 8.) Korm. határozat A 2014–2020 közötti források területi koordinációjának kereteiről
- 1116/2013. (III. 8.) Korm. határozat A KEOP-1.3.0/09-11-2012-0012 azonosító számú („Barcsi kistérség társult településeinek ivóvízminőség-javítása” című) projekt támogatásának jóváhagyásáról
- 1117/2013. (III. 8.) Korm. határozat A KEOP-1.3.0/09-11-2012-0017 azonosító számú („Szigetvári Kistérség Ivóvízminőség-javító Programja” című) projekt támogatásának jóváhagyásáról
- 1118/2013. (III. 8.) Korm. határozat Az Egyesült Nemzetek Élelmezési és Mezőgazdasági Szervezete (FAO) ösztöndíjas programjának 2012/2013. tanév II. félévi megvalósítása érdekében a Vidékfejlesztési Minisztérium és az Emberi Erőforrások Minisztériuma fejezetek közötti előirányzat-átcsoportosításról
- 1119/2013. (III. 8.) Korm. határozat A debreceni református oktatási-nevelési intézményrendszer infrastrukturális fejlesztése érdekében a rendkívüli kormányzati intézkedésekre szolgáló tartalékból történő előirányzat-átcsoportosításról
- 1120/2013. (III. 8.) Korm. határozat A rendkívüli kormányzati intézkedésekre szolgáló tartalékból a Könyvtárellátó Kiemelkedően Közhasznú Nonprofit Kft. közérdekű feladatai feltételeinek biztosítása céljából történő előirányzat-átcsoportosításról
- 1121/2013. (III. 11.) Korm. határozat A 2014–2020 közötti európai uniós fejlesztési források felhasználásának előfeltételeiként meghatározott ex-ante kondicionalitások teljesítésével összefüggő feladatokról
- 1122/2013. (III. 11.) Korm. határozat Az Elektronikus Közigazgatás Operatív Program 2011–2013. közötti időszakra szóló akciótervének megállapításáról, egyes kiemelt projektjei akciótervi nevesítéséről és az Elektronikus Közigazgatás Operatív Program tartaléklistájának jóváhagyásáról
- 1123/2013. (III. 13.) Korm. határozat A külföldi hallgatói létszám magyar felsőoktatásban történő növelésének irányairól
- 1124/2013. (III. 13.) Korm. határozatAz Elektronikus Fizetési és Elszámolási Rendszer működéséhez szükséges intézkedésekről szóló 1350/2011. (X. 20.) Korm. határozat hatályon kívül helyezéséről
- 1125/2013. (III. 13.) Korm. határozat Az Elektronikus Fizetési és Elszámolási Rendszer széles körű használatához szükséges intézkedésekről
- 1126/2013. (III. 13.) Korm. határozat Az afganisztáni Tartományi Újjáépítési Csoport kivonása után visszamaradó állami vagyon afgán hatóságoknak történő térítésmentes átadásáról
- 1127/2013. (III. 13.) Korm. határozat A Vidékfejlesztési Minisztérium aktuális peres ügyeiből eredő fizetési kötelezettségek finanszírozásáról
- 1128/2013. (III. 13.) Korm. határozat A Miniszterelnökség által társelnökölt Gazdasági Vegyes Bizottságok üléseinek előkészítéséhez és lebonyolításához szükséges szervezési jellegű feladatok ellátása érdekében a Miniszterelnökség és a Nemzetgazdasági Minisztérium közötti előirányzat-átcsoportosításról
- 1129/2013. (III. 14.) Korm. határozat A Nemzeti Információs Infrastruktúra Fejlesztési Programtanács létrehozásáról, valamint szervezeti és működési rendjének meghatározásáról
- 1130/2013. (III. 14.) Korm. határozat A megyei intézményfenntartó központok által a vállalkozásfejlesztési alapítványokban gyakorolt alapítói jogok rendezéséről
- 1131/2013. (III. 14.) Korm. határozat A fizetési nehézségekkel küzdő, a Nemzeti Eszközkezelő Zártkörűen Működő Részvénytársaság felé fennálló, illetve egyéb fizetési kötelezettségeiket nem teljesítő bérlőkkel kapcsolatos problémák megoldása érdekében szükséges intézkedésekről
- 1132/2013. (III. 14.) Korm. határozat A Kutatási és Technológiai Innovációs Alap felhasználási tervének jóváhagyásáról szóló 1036/2013. (II. 1.) Korm. határozat módosításáról
- 1133/2013. (III. 14.) Korm. határozat A kiemelt sportágak adósságkonszolidációjának a rendkívüli kormányzati intézkedésekre szolgáló tartalékból történő támogatásáról
- 1134/2013. (III. 14.) Korm. határozat Az egyes 2013. évi hazai rendezésű sportesemények, valamint kiemelt sportszövetségek szakmai többletfeladatainak a rendkívüli kormányzati intézkedésekre szolgáló tartalékból történő támogatásáról
- 1135/2013. (III. 14.) Korm. határozat A Budapesti Music Center fejlesztési célú kiadásaihoz a rendkívüli kormányzati intézkedésekre szolgáló tartalékból történő előirányzat-átcsoportosításról
- 1136/2013. (III. 19.) Korm. határozat A Budapest II. kerület, Margit körút 85–87. szám alatti ingatlan lebontásával összefüggő feladatokról
- 1137/2013. (III. 21.) Korm. határozat A 2015-ben megrendezésre kerülő Milánói Világkiállításon Magyarország részvételéhez szükséges működési és finanszírozási feltételek megteremtéséről
- 1138/2013. (III. 21.) Korm. határozat Az afganisztáni Nemzetközi Biztonsági Közreműködő Erők (ISAF) műveleteiben történő további magyar katonai szerepvállalásról szóló 2186/2008. (XII. 29.) Korm. határozat módosításáról
- 1139/2013. (III. 21.) Korm. határozat Magyarország Nemzeti Kiberbiztonsági Stratégiájáról
- 1140/2013. (III. 21.) Korm. határozat A Huawei Technologies Hungary Kft. magyarországi nagybefektetővel való stratégiai megállapodás megkötéséről
- 1141/2013. (III. 21.) Korm. határozat A közfoglalkoztatással összefüggő, egyes döntést igénylő kérdésekről szóló 1044/2013. (II. 5.) Korm. határozat módosításáról
- 1142/2013. (III. 21.) Korm. határozat A közfoglalkoztatási program megvalósítása céljából egyes Nemzeti Földalapba tartozó ingatlanok önkormányzatok részére történő ingyenes vagyonkezelésbe adásáról
- 1143/2013. (III. 21.) Korm. határozat A 2014–2020 közötti európai uniós fejlesztési források felhasználására vonatkozó programok indikatív prioritásairól
- 1144/2013. (III. 21.) Korm. határozat A TIOP-2.2.2-08/2-2009-0024 azonosító számú projekt jogutódlással kapcsolatos szerződés módosításáról
- 1145/2013. (III. 21.) Korm. határozat Az egyes kiemelt sportágak fejlesztési feladataival összefüggő kormányzati intézkedésekről
- 1146/2013. (III. 21.) Korm. határozat Az ország energiaellátásának stabilitása érdekében szükséges egyes intézkedésekről
- 1147/2013. (III. 21.) Korm. határozat A Magyarország Kiváló Művésze, a Magyarország Érdemes Művésze és a Magyarország Babérkoszorúja díjak 2013. évi adományozásáról
- 1148/2013. (III. 21.) Korm. határozat A Rendszerváltás Történetét Kutató Intézet és Archívum létrehozásával kapcsolatos intézkedésekről
- 1149/2013. (III. 22.) Korm. határozat Az egészségpolitika egyes aktuális feladatairól
- 1150/2013. (III. 22.) Korm. határozat A közszférában alkalmazandó nyugdíjpolitikai elvekről szóló 1700/2012. (XII. 29.) Korm. határozatnak az egészségügyi ágazatban való végrehajtásáról
- 1151/2013. (III. 26.) Korm. határozat A szociális ágazatot érintő egyes feladatokról
- 1152/2013. (III. 26.) Korm. határozat A Kormány által alapított közalapítványokkal és alapítványokkal kapcsolatos időszerű intézkedésekről szóló 1159/2010. (VII. 30.) Korm. határozat által előírt felülvizsgálati eljárás megállapításai alapján szükséges intézkedésekről szóló 1316/2010. (XII. 27.) Korm. határozat módosításáról, valamint a Puskás Tivadar Közalapítvány Alapító Okiratának módosításáról szóló 1268/2011. (VIII. 4.) Korm. határozat hatályon kívül helyezéséről
- 1153/2013. (III. 26.) Korm. határozat A Hadigondozottak Közalapítvány Alapító Okiratának módosításáról
- 1154/2013. (III. 26.) Korm. határozat Az Uniós fejlesztések, a Miniszterelnökség és a Nemzetgazdasági Minisztérium fejezetei közötti előirányzat-átcsoportosításról
- 1155/2013. (III. 26.) Korm. határozat A rendkívüli kormányzati intézkedésekre szolgáló tartalékból történő előirányzat-átcsoportosításról
- 1156/2013. (III. 28.) Korm. határozat A Magyarország Kormánya és Ukrajna Miniszteri Kabinetje között a nemzetközi kombinált árufuvarozásról szóló Megállapodás szövegének végleges megállapítására adott felhatalmazásról
- 1157/2013. (III. 28.) Korm. határozat Középtávú logisztikai stratégia megalkotásáról
- 1158/2013. (III. 28.) Korm. határozat A Pécs megyei jogú város külterületén fekvő, egyes ipari-gazdasági övezetbe tartozó földrészletek beruházási célterületté nyilvánításáról
- 1159/2013. (III. 28.) Korm. határozat A központi költségvetési szerveknél foglalkoztatottak 2013. évi kompenzációjához szükséges előirányzat-átcsoportosításról
- 1160/2013. (III. 28.) Korm. határozat A rendkívüli kormányzati intézkedésekre szolgáló tartalékból történő előirányzat-átcsoportosításról szóló 1617/2012. (XII. 18.) Korm. határozatban meghatározott kedvezményezett személyének változásáról
- 1161/2013. (III. 28.) Korm. határozat A Magyar Filmlaboratórium Nonprofit Korlátolt Felelősségű Társaság és a MAFILM Filmgyártási és Kulturális Szolgáltató Nonprofit Zártkörűen Működő Részvénytársaság részére nyújtott támogatáshoz a rendkívüli kormányzati intézkedésekre szolgáló tartalékból történő előirányzat-átcsoportosításról
- 1162/2013. (III. 28.) Korm. határozat A Kutatási és Technológiai Innovációs Alap felhasználási tervének jóváhagyásáról
- 1163/2013. (III. 28.) Korm. határozat A GOP-1.2.1-12/B konstrukció keretében megvalósuló egyes projektek támogatásának jóváhagyásáról
- 1164/2013. (III. 28.) Korm. határozat A NYDOP-3.1.1/B-2009-0002 azonosító számú („A városközpont értékmegőrző megújítása” című) kiemelt projekt támogatási összeg növelésének jóváhagyásáról
- 1165/2013. (III. 28.) Korm. határozat A DAOP-5.2.1/D-12-k-2013-0001 azonosító számú („A Bajai Sugovica magasparti szakaszának megtámasztása, az épített és természeti környezet védelme” című) kiemelt projekt akciótervi nevesítéséről és támogatásának jóváhagyásáról
- 1166/2013. (III. 28.) Korm. határozat A TEN-T projektek fejezeti kezelésű előirányzat 2012. évi kötelezettségvállalással terhelt, de meghiúsult maradványa egy részének felhasználásáról
- 1167/2013. (III. 29.) Korm. határozat A II. Rákóczi Ferenc Kárpátaljai Magyar Főiskolával kötendő elvi megállapodásról, valamint a megállapodásban foglalt célok megvalósításához szükséges, arendkívüli kormányzati intézkedésekre szolgáló tartalékból történő előirányzat-átcsoportosításról és további forrásigényről
- 1168/2013. (III. 29.) Korm. határozat A Miniszterelnökség és a Nemzetgazdasági Minisztérium fejezetek címrendi módosításáról

#### Április (1169−1247)
- 1169/2013. (IV. 4.) Korm. határozat A Dalkia Energia Zrt. magyarországi nagybefektetővel való stratégiai megállapodás megkötéséről
- 1170/2013. (IV. 5.) Korm. határozat A Miniszterelnökségen, a minisztériumokban, az igazgatási és az igazgatás jellegű tevékenységet ellátó központi költségvetési szerveknél foglalkoztatottak létszámáról szóló 1166/2010. (VIII. 4.) Korm. határozat módosításáról
- 1171/2013. (IV. 5.) Korm. határozat A Nemzeti Tehetség Program végrehajtásának 2011–2012. évi cselekvési programjáról szóló 1373/2011. (XI. 8.) Korm. határozat módosításáról
- 1172/2013. (IV. 5.) Korm. határozat Az egyes csökkentett arányú konszolidációban részesülő 5000 fő lakosságszám alatti települések konszolidációjáról
- 1173/2013. (IV. 5.) Korm. határozat A Nemzeti Jogszabálytár működtetéséhez szükséges előirányzat átcsoportosításáról
- 1174/2013. (IV. 5.) Korm. határozat A rendkívüli kormányzati intézkedésekre szolgáló tartalékból történő előirányzat-átcsoportosításáról szóló 1670/2012. (XII. 21.) Korm. határozat módosításáról
- 1175/2013. (IV. 5.) Korm. határozat A Szépművészeti Múzeum felújítási és működési célú kiadásaihoz szükséges forrás biztosításáról
- 1176/2013. (IV. 5.) Korm. határozat A Felvidék középkori templomait és azok szárnyasoltárait bemutató könyvsorozat kiadásához a rendkívüli kormányzati intézkedésekre szolgáló tartalékból történő előirányzat-átcsoportosításról
- 1177/2013. (IV. 5.) Korm. határozat A Vidékfejlesztési Minisztérium fejezetében a „Hulladéklerakási járulékból finanszírozott feladatok” fejezeti kezelésű előirányzat létrehozásáról
- 1178/2013. (IV. 5.) Korm. határozat A kormányablakok kialakításához a rendkívüli kormányzati intézkedésekre szolgáló tartalékból történő előirányzat-átcsoportosításról
- 1179/2013. (IV. 5.) Korm. határozat A Kormányablakok felállításáról és az ehhez szükséges pénzügyi fedezet biztosításáról szóló 1300/2011. (IX. 1.) Korm. határozat 3. pontjának hatályon kívül helyezéséről
- 1180/2013. (IV. 5.) Korm. határozat A jogszabállyal vagy közjogi szervezetszabályozó eszközzel létrehozott testületek felülvizsgálatáról szóló 1158/2011. (V. 23.) Korm. határozat, valamint a jogszabállyal vagy közjogi szervezetszabályozó eszközzel létrehozott testületek felülvizsgálatáról szóló 1158/2011. (V. 23.) Korm. határozatban meghatározott feladatok végrehajtásáról szóló 1452/2011. (XII. 22.) Korm. határozat módosításáról
- 1181/2013. (IV. 5.) Korm. határozat A várostérségi integrált programok tervezési térségeinek lehatárolásával kapcsolatos irányelvekről
- 1182/2013. (IV. 5.) Korm. határozat Az első világháború centenáriumi rendezvénysorozatáról
- 1183/2013. (IV. 5.) Korm. határozat Az egyes nemzetközi pénzügyi intézményeknél a Magyarországot képviselő kormányzótanácsi tagok felmentéséről, valamint új kormányzótanácsi tagok kinevezéséről
- 1184/2013. (IV. 9.) Korm. határozat A Bejárható Magyarország Keretprogramról
- 1185/2013. (IV. 9.) Korm. határozat Az Erzsébet téri Kulturális Központ és Park II. ütemének megvalósításához kapcsolódó egyes feladatokról
- 1186/2013. (IV. 9.) Korm. határozat A Nemzeti Közszolgálati Egyetem – Ludovika Campus elnevezésű állami beruházás megvalósításához időarányosan szükséges beruházási források biztosításáról
- 1187/2013. (IV. 9.) Korm. határozat A KEOP-1.2.0/09-11-2012-0014 azonosító számú („A siófoki szennyvízelvezetési agglomeráció szennyvízgyűjtése és -tisztítása” című) projekt támogatásának jóváhagyásáról
- 1188/2013. (IV. 9.) Korm. határozat A KEOP-2.1.1/2F/09-11-2011-0007 azonosító számú („Mályvádi árvízi szükségtározó fejlesztése” című) projekt támogatási összege növelésének jóváhagyásáról
- 1189/2013. (IV. 9.) Korm. határozat A KEOP-1.2.0/09-11-2012-0013 azonosító számú („Karád agglomeráció csatornázása, szennyvíztisztítása”) című projekt támogatásának jóváhagyásáról
- 1190/2013. (IV. 9.) Korm. határozat A KEOP-1.2.0/09-11-2012-0012 azonosító számú („A somogytúri szennyvízelvezető agglomeráció szennyvízgyűjtése és szennyvízcsatornázása”) című projekt támogatásának jóváhagyásáról
- 1191/2013. (IV. 9.) Korm. határozat A KEOP-2.1.2/2F/09-11-2012-0006 azonosító számú („Hatékony árvízvédelem Vácon” című) projekt támogatásának jóváhagyásáról
- 1192/2013. (IV. 9.) Korm. határozat A KMOP-2.1.1/A-11-2013-0002 azonosító számú („A régión belüli közlekedési kapcsolatok fejlesztése a 2102. j úton tárgyú pályázathoz”) című projekt támogatásának jóváhagyásáról
- 1193/2013. (IV. 9.) Korm. határozat A KÖZOP-3.5.0-09-2010-0027 azonosító számú [„8. sz. főút Várpalota–Veszprém II. szakasz (Hajmáskéri csomópont) 115 kN-os burkolat-megerősítési, korszerűsítési és kapcsolódó létesítményeinek tervezési és kivitelezési feladatainak ellátása” című] kiemelt projekt támogatási összege növelésének jóváhagyásáról
- 1194/2013. (IV. 11.) Korm. határozat A Nyugat-Dunántúli Operatív Program keretében egyes szociális célú, integrált városrehabilitációs témájú kiemelt projektötletek akciótervi nevesítéséről
- 1195/2013. (IV. 11.) Korm. határozat A 2014–2020 közötti európai uniós fejlesztési időszakra vonatkozó határon átnyúló együttműködési programok tervezésével kapcsolatos hosszú- és középtávú fejlesztési elképzelésekről, valamint az operatív programok nemzetközi egyeztetésének alapját képező kulcsprioritás-javaslatokról
- 1196/2013. (IV. 11.) Korm. határozat A FINA 2021. évi Úszó-, Vízilabda-, Műugró, Műúszó és Nyíltvízi Világbajnokság rendezési jogának megszerzése érdekében a Magyar Úszó Szövetség által benyújtandó pályázat előkészítésének támogatásával összefüggő kormányzati intézkedésről
- 1197/2013. (IV. 11.) Korm. határozat A Budapesti Európai Ifjúsági Központ épületével kapcsolatosan Magyarországot terhelő költségek fedezetének biztosítása érdekében a Közigazgatási és Igazságügyi Minisztérium és az Emberi Erőforrások Minisztériuma fejezetek közötti előirányzat-átcsoportosításról
- 1198/2013. (IV. 11.) Korm. határozat Az Európai Mezőgazdasági Garancia Alapból fizetendő 2013. évi egységes területalapú támogatáshoz nyújtandó átmeneti nemzeti támogatás költségvetési forrásáról
- 1199/2013. (IV. 11.) Korm. határozat A Nagybiztonságú adatközpont (CERN@WIGNER) létrehozásának támogatása a Kutatási Technológiai és Innovációs Alapból a CERN LHC számításigényeinek segítésére című 1125/2012. (IV. 25.) Korm. határozat módosításáról
- 1200/2013. (IV. 11.) Korm. határozat A KÖZOP-3.5.0-09-2010-0010 azonosító számú [„4. sz. főút 209+4200-216+455 km szelvények, Hajdúszoboszló elkerülő – Debrecen elkerülő (M35 autópálya Déli csomópont) közötti szakaszának 11,5 tonnás tengelyterhelésre történő burkolaterősítése és kiegészítő tervezési feladatok elvégzése” című] kiemelt projekt támogatási összege növelésének jóváhagyásáról
- 1201/2013. (IV. 11.) Korm. határozat A KÖZOP-5.5.0-09-11-2012-0022 azonosító számú („Kecskemét város közösségi közlekedés fejlesztése, átalakítása-zéró emissziós zóna megteremtése soros hibridhajtású alacsonypadlós autóbuszok beszerzésével”) című projekt támogatásának jóváhagyásáról és a Közlekedési Operatív Programban új kiemelt projektjavaslatként történő akciótervi nevesítéséről
- 1202/2013. (IV. 11.) Korm. határozat A KÖZOP-3.5.0-09-11-2011-0001 azonosító számú („M44 autóút építése Kecskemét–Békéscsaba-nyugat csomópontok között” című) előkészítési projekt Közlekedés Operatív Programban történő akciótervi nevesítéséről és támogatási összeg növelésének jóváhagyásáról
- 1203/2013. (IV. 11.) Korm. határozat A TÁMOP-3.1.13-12-2013-0001 azonosító számú („A testnevelés új stratégiájának és fizikai állapot új mérési rendszerének kialakítása és az önkéntes részvétel ösztönzése a komplex iskolai testmozgásprogramok szervezésében” című) kiemelt projekt akciótervi nevesítéséről és támogatásának jóváhagyásáról
- 1204/2013. (IV. 15.) Korm. határozat A „Magyarország jobban teljesít” elnevezésű lakossági tájékoztatással összefüggő feladatokról
- 1205/2013. (IV. 15.) Korm. határozat Egyes állami vagyontárgyak ingyenes tulajdonba adásáról
- 1206/2013. (IV. 15.) Korm. határozat A hajléktalanság kezelése érdekében szükséges egyes feladatokról
- 1207/2013. (IV. 15.) Korm. határozat A Nemzeti Olimpiai Központ megteremtéséről
- 1208/2013. (IV. 15.) Korm. határozat A budapesti Istvánmező rehabilitációs programja, kiemelten a Nemzeti Olimpiai Központ beruházás 2013. évi fedezetének biztosítása érdekében szükséges feladatokról, valamint a rendkívüli kormányzati intézkedésekre szolgáló tartalékból történő előirányzat-átcsoportosításról
- 1209/2013. (IV. 15.) Korm. határozat A budapesti Istvánmező rehabilitációs programja, kiemelten a Nemzeti Olimpiai Központ beruházással összefüggő egyes kormányhatározatok hatályon kívül helyezéséről
- 1210/2013. (IV. 15.) Korm. határozat Az egyes nemzetközi pénzügyi intézményeknél a Magyarországot képviselő kormányzótanácsi tagok felmentéséről, valamint új kormányzótanácsi tagok kinevezéséről
- 1211/2013. (IV. 15.) Korm. határozat A 2014–2020 közötti források felhasználásának előfeltételeiként meghatározott, hulladékszektort érintő ex-ante kondicionalitások teljesítéséről
- 1212/2013. (IV. 15.) Korm. határozat Az egészségügyi tárgyú projektek tekintetében a fordított áfa önerő és szállítói előleg önerő biztosítására vonatkozó szabályozási környezet ellentmondásainak tisztázásáról
- 1213/2013. (IV. 16.) Korm. határozat A magyarországi Holokauszt 70. évfordulójához kapcsolódó megemlékezések és programok megvalósításával összefüggő feladatokról
- 1214/2013. (IV. 16.) Korm. határozat A Siemens Zrt. és az Ericsson Magyarország Kft. magyarországi nagybefektetőkkel való stratégiai megállapodás megkötéséről
- 1215/2013. (IV. 16.) Korm. határozat A KNORR-BREMSE Vasúti Jármű Rendszerek Hungária Kft., a TEVA Gyógyszergyár Zrt. és a TEVA Magyarország Zrt., a SANOFI-AVENTIS Magyarország Kereskedelmi és Szolgáltató Zrt. és a CHINOIN Gyógyszer- és Vegyészeti Termékek Gyára Zrt. magyarországi nagybefektetőkkel való stratégiai megállapodás megkötéséről
- 1216/2013. (IV. 16.) Korm. határozat A Magyar Alkotóművészeti Közalapítvány megszüntetéséről szóló 1151/2011. (V. 18.) Korm. határozat módosításáról
- 1217/2013. (IV. 18.) Korm. határozat A 2014-2020 közötti európai uniós programok lebonyolítását támogató intézményrendszer koncepcionális kérdéseiről
- 1218/2013. (IV. 19.) Korm. határozat A budapesti 4. számú metróvonal, I. szakasz (Kelenföldi pályaudvar–Keleti pályaudvar) és kapcsolódó felszíni beruházásai című projekt megvalósítása keretében a „budapesti 4. számú metróvonal I. szakasz: Co-09 szerződés Rendszerek és Áramellátás” tárgyában a SIEMENS M4 Budapest Konzorciummal megkötött vállalkozási szerződés 1. és 2. számú szerződés-módosításainak, továbbá a Közös Értelmező Nyilatkozat szövegének jóváhagyásáról, valamint a szerződésmódosítások alapján folyósítandó hazai költségvetési forrás meghatározásáról
- 1219/2013. (IV. 23.) Korm. határozat A Magyarország és a Moldovai Köztársaság között a szociális biztonságról szóló Egyezmény szövegének végleges megállapítására adott felhatalmazásról
- 1220/2013. (IV. 23.) Korm. határozat A Nemzeti Örökség Intézete létrehozásának támogatásáról
- 1221/2013. (IV. 23.) Korm. határozat Az egyes külképviseletek nyitásához kapcsolódó feladatokról
- 1222/2013. (IV. 23.) Korm. határozat A közraktárakkal kapcsolatos egyes feladatokról
- 1223/2013. (IV. 23.) Korm. határozat A „Nemzeti Közszolgálati Egyetem elhelyezése a Ludovika Campusban” elnevezésű állami beruházás megvalósításához szükséges intézkedésekről
- 1224/2013. (IV. 23.) Korm. határozat A Rendszerváltás Történetét Kutató Intézet és Archívum 2013. évi működésének biztosításához a rendkívüli kormányzati intézkedésekre szolgáló tartalékból történő előirányzat-átcsoportosításról
- 1225/2013. (IV. 23.) Korm. határozat Az állami fenntartásban és működtetésben lévő köznevelési intézmények vis maior eseményeinek támogatása érdekében a IX. Helyi önkormányzatok támogatásai és a XX. Emberi Erőforrások Minisztériuma fejezetek közötti előirányzat-átcsoportosításról
- 1226/2013. (IV. 23.) Korm. határozat A Széchenyi Kártya Program egyes konstrukciói támogatásának folytatásáról szóló 1637/2012. (XII. 19.) Korm. határozat módosításáról
- 1227/2013. (IV. 23.) Korm. határozat A 2014–2020-as programozási időszak előkészítéséért felelős uniós főtárgyaló személyének változásáról
- 1228/2013. (IV. 23.) Korm. határozat Az ÉAOP-5.1.2/D3-11-2012-0008 azonosító számú („Jánd és térsége csapadékvíz elvezető – hálózat fejlesztése” című) egymilliárd forintot meghaladó támogatási igényű projektjavaslat jóváhagyásáról
- 1229/2013. (IV. 23.) Korm. határozat A KEOP-1.2.0/09-11-2012-0030 azonosító számú („Kazincbarcika Város szennyvíztisztító telepének korszerűsítése és kapcsolódó fejlesztések” című) projekt támogatásának jóváhagyásáról
- 1230/2013. (IV. 23.) Korm. határozat A KEOP-1.2.0/09-11-2012-0028 azonosító számú („Székkutas község szennyvízelvezetésének és szennyvíztisztításának fejlesztése” című) projekt támogatásának jóváhagyásáról
- 1231/2013. (IV. 23.) Korm. határozat A KEOP-1.2.0/09-11-2012-0016 azonosító számú („Balatonlelle agglomeráció szennyvízkezelése” című) projekt támogatásának jóváhagyásáról
- 1232/2013. (IV. 23.) Korm. határozat A KEOP-1.1.1/B/10-11-2013-002 azonosító számú („A fővárosi hulladékgazdálkodási rendszer környezetbarát technológiáinak bővítése, a hulladékfeldolgozás és újrahasznosítás arányának növelése” című) projekt támogatásának jóváhagyásáról
- 1233/2013. (IV. 23.) Korm. határozat A Közlekedés Operatív Program keretében megvalósuló egyes kiemelt projektek támogatási összeg növelésének jóváhagyásáról
- 1234/2013. (IV. 23.) Korm. határozat A KÖZOP-3.5.0-09-2010-0016 azonosító számú [„A 8. sz. főút 31+700-57+000 km szelvények (Várpalota–Veszprém) közötti szakasz 115 kN tengelyterhelésre történő megerősítése, kapacitás bővítésen belül a III. szakasz 44+797-57+100 km sz. között (Veszprémi körgyűrű) szakasz előkészítése” című] előkészítési projekt Közlekedés Operatív Programban történő akciótervi nevesítéséről és támogatási összeg növelésének jóváhagyásáról
- 1235/2013. (IV. 23.) Korm. határozat A Környezet és Energia Operatív Program 2011–2013. évekre szóló akcióterv kereteinek módosításáról
- 1236/2013. (IV. 23.) Korm. határozat A Társadalmi Infrastruktúra Operatív Program és a Közép-Magyarországi Operatív Program keretében humáninfrastruktúra-fejlesztési témájú kiemelt projektek akciótervi nevesítéséről és támogatásuk jóváhagyásáról
- 1237/2013. (IV. 23.) Korm. határozat A MAL Zrt. részére előírt hatósági és egyéb kötelezések végrehajtásának finanszírozásáról
- 1238/2013. (IV. 26.) Korm. határozat A fekvőbeteg-szakellátó és egyes fekvőbeteg-szakellátóhoz kapcsolódó egészségügyi háttérszolgáltatást nyújtó, 100%-os állami tulajdonban lévő, valamint azok 100%-os tulajdonában lévő gazdasági társaságok által ellátott feladatok központi költségvetési szervek általi átvételével kapcsolatos feladatokról
- 1239/2013. (IV. 26.) Korm. határozat Az Egészségbiztosítási Alap Gyógyító-megelőző ellátás jogcím-csoport Célelőirányzatok jogcíme 2013. évi előirányzatának megemeléséről
- 1240/2013. (IV. 26.) Korm. határozat A GOP-1.1.1.-12/B-2012-0001 azonosító számú „ELI lézer kutatóközpont megvalósítása (ELI-ALPS) nagyprojekt, 1. fázis” című nagyprojekt javaslat támogatásának jóváhagyásáról
- 1241/2013. (IV. 30.) Korm. határozat A Közlekedés Operatív Program 3. prioritásának forrásvesztési kockázat csökkentése érdekében szükséges intézkedésekről
- 1242/2013. (IV. 30.) Korm. határozat A Társadalmi Megújulás Operatív Program 2011-2013. évekre szóló akcióterve 3-6. prioritásának módosításáról és a kormányzati stratégiai célokhoz illeszkedő konstrukciók indításáról
- 1243/2013. (IV. 30.) Korm. határozat Az olvasásnépszerűsítési program megvalósításához szükséges intézkedésekről
- 1244/2013. (IV. 30.) Korm. határozat Az Ivóvízminőség-javító Program keretében a "Békés megyei Ivóvízminőség-javító Program" megvalósításához szükséges intézkedésekről
- 1245/2013. (IV. 30.) Korm. határozat Egyes zenekarok, énekkarok és a Művészetek Palotája támogatása érdekében a rendkívüli kormányzati intézkedésekre szolgáló tartalékból történő előirányzat-átcsoportosításról
- 1246/2013. (IV. 30.) Korm. határozat Az épületek energiahatékonyságának követelményeiről és az épületek energiahatékonyságáról szóló 2010. május 19-i 2010/31/EU európai parlamenti és tanácsi irányelv szerinti költségoptimalizált követelményszint eléréséről
- 1247/2013. (IV. 30.) Korm. határozat A KEOP-1.3.0/09-11-2012-0009. számú ivóvízminőség-javító beruházás saját hatáskörben történő megvalósításáról

#### Május (1248−1300)
- 1248/2013. (V. 9.) Korm. határozat A vitorlás sportközpont létrehozásához szükséges intézkedésekről
- 1249/2013. (V. 9.) Korm. határozat A Steindl Imre Program bővítéséről és a Közigazgatási és Igazságügyi Minisztérium épületének rekonstrukciójáról
- 1250/2013. (V. 9.) Korm. határozat A Hajdú-Bét Rt. és a Novofarm Rt. mezőgazdasági alapanyag-beszállító károsultjai helyzetének kezeléséről
- 1251/2013. (V. 9.) Korm. határozat A magyar–orosz gazdasági kapcsolatokért és a magyar–kínai kétoldalú kapcsolatok összehangolásért felelős kormánybiztos kinevezéséről és feladatairól szóló 1101/2013. (III. 4.) Korm. határozatban foglaltak végrehajtásához kapcsolódó létszámátadásról
- 1252/2013. (V. 9.) Korm. határozat A magyar–orosz gazdasági kapcsolatokért és a magyar–kínai kétoldalú kapcsolatok összehangolásért felelős kormánybiztos kinevezéséről és feladatairól szóló 1101/2013. (III. 4.) Korm. határozatban foglaltak végrehajtásához kapcsolódó fejezetek közötti előirányzat-átcsoportosításról
- 1253/2013. (V. 10.) Korm. határozat A 2014–2020 közötti európai uniós programok lebonyolítását támogató intézményrendszer koncepcionális kérdéseiről szóló 1217/2013. (IV. 18.) Korm. határozat módosításáról
- 1254/2013. (V. 10.) Korm. határozat Az uniós támogatású projektek finanszírozási helyzetének megoldásához szükséges egyes feladatokról
- 1255/2013. (V. 10.) Korm. határozat A Nemzeti Örökség Intézete 2013. évi működésének biztosításához a rendkívüli kormányzati intézkedésekre szolgáló tartalékból történő előirányzat-átcsoportosításról
- 1256/2013. (V. 10.) Korm. határozat A 2015. évi Milánói Világkiállításon való részvételhez kapcsolódó feladatok finanszirozása érdekében a rendkívüli kormányzati intézkedésekre szolgáló tartalékból történő előirányzat-átcsoportosításról
- 1257/2013. (V. 10.) Korm. határozat A 2012. évi kötelezettségvállalással nem terhelt előirányzat-maradványok egy részének felhasználásáról
- 1258/2013. (V. 10.) Korm. határozat A budapest-gazdagréti Szent Angyalok plébánia temploma építési munkálatainak befejezéséhez és működési költségeihez szükséges, a rendkívüli kormányzati intézkedésekre szolgáló tartalékból történő előirányzat-átcsoportosításról
- 1259/2013. (V. 13.) Korm. határozat A túlzott hiány eljárás megszüntetése érdekében szükséges intézkedésekről
- 1260/2013. (V. 13.) Korm. határozat A „Széchenyi Zsigmond Kárpát-medencei Magyar Vadászati Múzeum létrehozása – a hatvani Grassalkovich-kastély rekonstrukciója és turisztikai célú hasznosítása” című projekttel összefüggő biztosítéknyújtási kötelezettség alóli mentesülésről
- 1261/2013. (V. 13.) Korm. határozat Az Európa Tanács egészségügyi termékek hamisításáról és hasonló, közegészségügyi veszélyt jelentő bűncselekményekről szóló Egyezménye szövegének végleges megállapítására adott felhatalmazásról
- 1262/2013. (V. 14.) Korm. határozat Helyi önkormányzat adósságot keletkeztető ügyletéhez történő 2013. áprilisi előzetes kormányzati hozzájárulásról
- 1263/2013. (V. 14.) Korm. határozat A konzolos kerékpárút átvezetése a Tisza-hídon tervezési díjához a rendkívüli kormányzati intézkedésekre szolgáló tartalékból történő előirányzat-átcsoportosításról
- 1264/2013. (V. 14.) Korm. határozat A Siklósi Vár pénzügyi nehézségeinek rendezése érdekében a IX. Helyi önkormányzatok támogatásai fejezeten belüli előirányzat-átcsoportosításról
- 1265. (V. 16.) Korm. határozat Monor Város Önkormányzata feladatai támogatása érdekében a IX. Helyi önkormányzatok támogatásai fejezeten belüli előirányzat-átcsoportosításról
- 1266/2013. (V. 17.) Korm. határozat A Magyarország Kormánya és a Szerb Köztársaság Kormánya között a katasztrófák esetén történő együttműködésről és kölcsönös segítségnyújtásról szóló Egyezmény szövegének végleges megállapítására adott felhatalmazásról
- 1267/2013. (V. 17.) Korm. határozat A polgári perjogi kodifikációról
- 1268/2013. (V. 17.) Korm. határozat A Közép-Magyarországi Operatív Program 2011–2013. évekre szóló akcióterv 2., 4. és 5. prioritásának megállapításáról
- 1269/2013. (V. 17.) Korm. határozat A háztáji gazdálkodás feltételeinek megteremtése érdekében teendő intézkedésekről
- 1270/2013. (V. 17.) Korm. határozat A Baranya megyei közlekedésfejlesztés aktuális feladatairól
- 1271/2013. (V. 17.) Korm. határozat A Siemens Zrt. és az Ericsson Magyarország Kft. magyarországi nagybefektetőkkel való stratégiai megállapodás megkötéséről szóló 1214/2013. (IV. 16.) Korm. határozat módosításáról
- 1272/2013. (V. 17.) Korm. határozat A 2012. évi kötelezettségvállalással nem terhelt előirányzat-maradványok egy részének felhasználásáról
- 1273/2013. (V. 17.) Korm. határozat Az erdélyi magyar középiskolai oktatási intézmények fejlesztési támogatása érdekében a rendkívüli kormányzati intézkedésekre szolgáló tartalékból történő előirányzat-átcsoportosításról
- 1274/2013. (V. 17.) Korm. határozat A Magyar–Kínai Ifjúsági Csereprogram lebonyolításához a rendkívüli kormányzati intézkedésekre szolgáló tartalékból történő előirányzat-átcsoportosításról
- 1275/2013. (V. 22.) Korm. határozat A rendkívüli kormányzati intézkedésekre szolgáló tartalékból történő előirányzat-átcsoportosításról
- 1276/2013. (V. 22.) Korm. határozat A Magyar Fejlesztési Bank Zrt. által magyarországi pénzügyi intézmények részére alárendelt kölcsöntőke nyújtásáról szóló 1083/2012. (III. 30.) Korm. határozat visszavonásáról
- 1277/2013. (V. 24.) Korm. határozat A központosított közbeszerzési portál fejlesztéséről
- 1278/2013. (V. 24.) Korm. határozat A fővárosi közösségi közlekedés finanszírozásának időszerű feladatairól
- 1279/2013. (V. 24.) Korm. határozat A Zágrábi Magyar Intézet alapítása érdekében a rendkívüli kormányzati intézkedésekre szolgáló tartalékból történő előirányzat-átcsoportosításról szóló 1615/2012. (XII. 18.) Korm. határozatban megállapított feltételek módosításáról
- 1280/2013. (V. 24.) Korm. határozat A KEOP-1.1.1/2F/09-2010-0004 azonosító számú („Kaposmenti Hulladékgazdálkodási Program” című) projekt támogatási összege növelésének jóváhagyásáról
- 1281/2013. (V. 24.) Korm. határozat A Szent István Egyetem által a kistérségi mintaprogram mezőgazdasági programeleme, valamint az országos közfoglalkoztatási program megvalósításához nyújtott szakmai segítő tevékenység ellátása céljából bevont hallgatók ösztöndíjának biztosítása érdekében a Belügyminisztérium és az Emberi Erőforrások Minisztériuma fejezetek közötti előirányzat-átcsoportosításról
- 1282/2013. (V. 24.) Korm. határozat „Szombathely a segítés városa” program megvalósításához a rendkívüli kormányzati intézkedésekre szolgáló tartalékból történő előirányzat-átcsoportosításról
- 1283/2013. (V. 24.) Korm. határozat A fogyatékossági támogatás összege emelésével kapcsolatosan szükséges források fedezetének biztosítása érdekében az Emberi Erőforrások Minisztériuma fejezeten belüli előirányzat-átcsoportosításról
- 1284/2013. (V. 27.) Korm. határozat A Puskás Tivadar Közalapítvány megszüntetésével kapcsolatos feladatokról
- 1285/2013. (V. 28.) Korm. határozat A megtett úttal arányos elektronikus díjszedési rendszer bevezetésével összefüggő egyes kormányhatározatok módosításáról
- 1286/2013. (V. 28.) Korm. határozat A volt Alkaloida Hulladéklerakó telep zavartalan üzemeltetésének biztosításáról
- 1287/2013. (V. 28.) Korm. határozat A 2014–2020 közötti források felhasználásának előfeltételeiként meghatározott, a víz szektort érintő ex-ante kondicionalitások teljesítéséről
- 1288/2013. (V. 28.) Korm. határozat A „Győr-Gönyű Országos Közforgalmú Kikötő építése” tárgyú EU támogatásra számot tartó projekt előkészítésére vonatkozó támogatáshoz szükséges 2013. évi saját forrás összegének biztosítása érdekében a Nemzeti Fejlesztési Minisztérium és a Belügyminisztérium fejezetek közötti előirányzat-átcsoportosításról
- 1289/2013. (V. 28.) Korm. határozat A Nemzeti Infrastruktúra Fejlesztő Zártkörűen Működő Részvénytársaság 2,9 milliárd forint összegű tőkeemeléséhez szükséges előirányzat-átcsoportosításról
- 1290/2013. (V. 28.) Korm. határozat Csenger Város Önkormányzatának a temetőrongálás okozta károk helyreállítása érdekében nyújtandó támogatás biztosításához a IX. Helyi önkormányzatok támogatásai fejezeten belüli előirányzat-átcsoportosításról
- 1291/2013. (V. 28.) Korm. határozat A Vidékfejlesztési Minisztérium és az Emberi Erőforrások Minisztériuma fejezetek közötti, az Országos Vadgazdálkodási Adattár 2013. évi működési költségeinek biztosításához szükséges előirányzat-átcsoportosításról
- 1292/2013. (V. 29.) Korm. határozat A civil szervezetek támogatási rendszereinek áttekintéséről
- 1293/2013. (V. 30.) Korm. határozat A Linamar Hungary Zrt., a Denso Gyártó Magyarország Korlátolt Felelősségű Társaság, a Bridgestone Tatabánya Kft. és a Samsung Electronics Magyar Zártkörűen Működő Részvénytársaság magyarországi nagybefektetőkkel való stratégiai megállapodás megkötéséről
- 1294/2013. (V. 30.) Korm. határozat A rendkívüli kormányzati intézkedésekre szolgáló tartalékból történő előirányzat-átcsoportosításáról szóló 1670/2012. (XII. 21.) Korm. határozat módosításáról
- 1295/2013. (V. 30.) Korm. határozat A Liszt Ferenc Zeneművészeti Egyetem előtti tér felújításához a rendkívüli kormányzati intézkedésekre szolgáló tartalékból történő előirányzat-átcsoportosításról
- 1296/2013. (V. 30.) Korm. határozat A Robert Capa Kortárs Fotográfiai Központ létrehozásáról
- 1297/2013. (V. 30.) Korm. határozat A „Nemzeti Közszolgálati Egyetem elhelyezése a Ludovika Campusban” elnevezésű állami beruházás 2014–2020 közötti forrásának indikatív tervezéséről
- 1298/2013. (V. 30.) Korm. határozat A 2013. évi Gyulai István Memorial – Atlétikai Magyar Nagydíj megrendezéséhez a rendkívüli kormányzati intézkedésekre szolgáló tartalékból történő előirányzat-átcsoportosításról
- 1299/2013. (V. 30.) Korm. határozat A Magyar Testgyakorlók Köre új szakosztályainak létrehozásához és meglévő szakosztályainak fejlesztéséhez a rendkívüli kormányzati intézkedésekre szolgáló tartalékból történő előirányzat-átcsoportosításról
- 1300/2013. (V. 30.) Korm. határozat A Fegyverkereskedelmi Szerződés szövegének végleges megállapításáról és aláírásáról

#### Június (1301−1388)
- 1301/2013. (VI. 4.) Korm. határozat A jogszabállyal vagy közjogi szervezetszabályozó eszközzel létrehozott testületek felülvizsgálatáról szóló 1158/2011. (V. 23.) Korm. határozat módosításáról
- 1302/2013. (VI. 5.) Korm. határozat Az árvíz- és a belvízvédekezési, a vízkárelhárítási, a helyreállítási, valamint a márciusi rendkívüli időjárással összefüggő kiadások finanszírozásáról
- 1303/2013. (VI. 7.) Korm. határozat A Hongkongi Főkonzulátus újranyitásához kapcsolódó feladatokról
- 1304/2013. (VI. 7.) Korm. határozat A Pekingi Magyar Intézet létrehozásához szükséges a rendkívüli kormányzati intézkedésekre szolgáló tartalékból történő előirányzat-átcsoportosításról
- 1305/2013. (VI. 7.) Korm. határozat Az Abujai Nagykövetség újranyitásához kapcsolódó feladatokról
- 1306/2013. (VI. 7.) Korm. határozat A Nemzetközi Munkaügyi Konferencia (ILC) 2013. június 5–20. között Genfben sorra kerülő 102. ülésszakán való magyar részvételről
- 1307/2013. (VI. 7.) Korm. határozat A Nemzeti Külgazdasági Hivatal szakmai feladatainak ellátása érdekében a Nemzetgazdasági Minisztérium és a Miniszterelnökség fejezetek közötti előirányzat-átcsoportosításról
- 1308/2013. (VI. 7.) Korm. határozat Az elektronikus útdíjrendszer kiépítése érdekében szükséges fejezetek közötti előirányzat-átcsoportosításról
- 1309/2013. (VI. 7.) Korm. határozat Az Európai Unió és az Amerikai Egyesült Államok közötti transzatlanti kereskedelmi és beruházási megállapodás tárgyalásával kapcsolatos teendőkről
- 1310/2013. (VI. 7.) Korm. határozat A KKV-szektor hitelezésének elősegítése érdekében a kezességvállalási díjak költségvetési támogatásának növelésére javasolt lépésekről
- 1311/2013. (VI. 7.) Korm. határozat A KEOP-1.2.0 azonosító számú („szennyvízelvezetés és tisztítás” című) konstrukció egyes egymilliárd forintot meghaladó támogatási összegű, támogatási szerződéssel már rendelkező projektjeinek többlettámogatási igényének jóváhagyásáról
- 1312/2013. (VI. 7.) Korm. határozat A Dél-Alföldi Operatív Program, a Dél-Dunántúli Operatív Program, az Észak-Alföldi Operatív Program, az Észak-Magyarországi Operatív Program és a Nyugat-Dunántúli Operatív Program 2011–2013. évekre szóló akcióterveinek turisztikai prioritásokat érintő módosításáról és egyes kiemelt projektek akciótervi nevesítéséről, támogatásuk emeléséről
- 1314/2013. (VI. 12.) Korm. határozat A Molnár Tamás Kutató Központ felállításáról
- 1315/2013. (VI. 12.) Korm. határozat A Nemzeti Adó- és Vámhivatallal online adatkapcsolatra képes pénztárgépek bevezetésének ütemezéséről szóló 1059/2013. (II. 13.) Korm. határozat módosításáról
- 1316/2013. (VI. 12.) Korm. határozat Helyi önkormányzat adósságot keletkeztető ügyletéhez történő 2013. májusi előzetes kormányzati hozzájárulásról
- 1317/2013. (VI. 12.) Korm. határozat A Központi Statisztikai Hivatal fejezetben a „Statisztikai Elemző Központ Korlátolt Felelősségű Társaság 2013. évi támogatása” fejezeti kezelésű előirányzat létrehozásáról
- 1318/2013. (VI. 12.) Korm. határozat A Vidékfejlesztési Minisztérium és a Nemzeti Fejlesztési Minisztérium, valamint a Belügyminisztérium fejezetek közötti, az Országos Tűzmegelőzési Bizottság működésének támogatását célzó előirányzat-átcsoportosításról
- 1319/2013. (VI. 12.) Korm. határozat Erdőtelek község külterületén fekvő mezőgazdasági övezetbe tartozó földrészlet beruházási célterületté nyilvánításáról
- 1320/2013. (VI. 12.) Korm. határozat A Maklár község déli határán, a település külterületén található földrészletek beruházási célterületté nyilvánításáról
- 1321/2013. (VI. 12.) Korm. határozat A KEOP-1.2.0/09-11-2012-0011 azonosító számú („Kistelek szennyvízelvezetési rendszerének kiépítése” című) projekt támogatásának jóváhagyásáról
- 1322/2013. (VI. 12.) Korm. határozat a 2014–2020 közötti európai uniós fejlesztési források felhasználására irányuló programozási dokumentumok tervezésével kapcsolatos aktuális feladatokról
- 1323/2013. (VI. 12.) Korm. határozat A Versenyképes Közép-Magyarország Operatív Program (VEKOP) és a Közép-magyarországi régió területén végrehajtandó fejlesztések forrásai felhasználásának tervezéséről
- 1324/2013. (VI. 12.) Korm. határozat A Projekt és Pályázat Előkészítő és Menedzsment Központ létrehozásáról
- 1325/2013. (VI. 12.) Korm. határozat Az egészségügyi infrastrukturális beruházások többlet-támogatásáról
- 1326/2013. (VI. 12.) Korm. határozat A KEOP-1.1.1/2F/09-11-2012-0006 azonosító számú („Dél-Balaton és Sióvölgy Nagytérségi Szilárdhulladék Kezelési Konzorcium működési területén a Somi Regionális Hulladékkezelőtelep fejlesztése” című) projekt támogatásának jóváhagyásáról
- 1327/2013. (VI. 12.) Korm. határozat A Közlekedés Operatív Program keretében megvalósuló egyes nagyprojektek támogatási összeg növelésének jóváhagyásáról
- 1328/2013. (VI. 12.) Korm. határozat A Társadalmi Megújulás Operatív Program 2011–2013. évekre szóló akcióterve 6. prioritásának módosításáról
- 1329/2013. (VI. 12.) Korm. határozat A TÁMOP-3.2.14-12/1 azonosító számú („az Egységes Nemzeti Oktatási és Kulturális Térinformációs Rendszer létrehozása” című) kiemelt projekt és a TIOP-3.2.2-12/1 azonosító számú („A komplex rehabilitációhoz szükséges infrastrukturális feltételek megteremtése” című) kiemelt projekt akciótervi nevesítéséről és támogatásának jóváhagyásáról
- 1330/2013. (VI. 13.) Korm. határozat Az Országos Fogyatékosságügyi Tanácsról
- 1331/2013. (VI. 13.) Korm. határozat Az Állami Ménesgazdaság Szilvásvárad kiemelt fejlesztéséhez szükséges forrás biztosításáról és igénybevételeinek fejlesztéséről
- 1332/2013. (VI. 13.) Korm. határozat A DDOP-5.1.3/A-09-2f-2010-0001 azonosító számú („Villányi elkerülő út építése” című) projekt támogatásemelésének jóváhagyásáról
- 1333/2013. (VI. 13.) Korm. határozat A KEOP-1.2.0/09-11-2013-0004 azonosító számú („Szentes szennyvíztisztító telepének fejlesztése” című) projekt támogatásának jóváhagyásáról
- 1334/2013. (VI. 13.) Korm. határozat A KEOP-1.2.0/09-11-2013-0007 azonosító számú („Jászdózsa Község szennyvízcsatornázása” című) projekt támogatásának jóváhagyásáról
- 1335/2013. (VI. 13.) Korm. határozat A KEOP-1.2.0/09-11-2012-0015 azonosító számú („Kéthely agglomeráció szennyvízkezelése” című) projekt támogatásának jóváhagyásáról
- 1336/2013. (VI. 13.) Korm. határozat A KMOP-2.1.1/A-11-2013-0005 azonosító számú („A régión belüli közlekedési kapcsolatok fejlesztése 12106. j. úton” című) projekt támogatásának jóváhagyásáról
- 1337/2013. (VI. 13.) Korm. határozat A TÁMOP-6.1.3/B-12/1 azonosító számú („Népegészségügyi kommunikáció fejlesztése” című) projekt akciótervi nevesítéséről és támogatásának jóváhagyásáról
- 1338/2013. (VI. 13.) Korm. határozat A TIOP-1.2.1/B-12/1 azonosító számú („Nemzeti Kulturális Térinformációs rendszer Szolgáltató és Tanácsadó Multifunkcionális Módszertani Központ” című) kiemelt projekt akciótervi nevesítéséről és támogatásának jóváhagyásáról
- 1339/2013. (VI. 14.) Korm. határozat A magántulajdonos árufuvarozók versenyképességének javításáról
- 1340/2013. (VI. 14.) Korm. határozat A Közigazgatási és Igazságügyi Minisztérium és az Emberi Erőforrások Minisztériuma fejezetek között a határon túli magyar köz- és felsőoktatási feladatok ellátása érdekében történő előirányzat-átcsoportosításról
- 1341/2013. (VI. 14.) Korm. határozat A Magyarország Kormánya és Türkmenisztán Kormánya közötti gazdasági együttműködésről szóló Megállapodás szövegének végleges megállapítására adott felhatalmazásról
- 1342/2013. (VI. 17.) Korm. határozat Komlóska Község Önkormányzata vis maior pályázatának támogatásáról
- 1343/2013. (VI. 17.) Korm. határozat Az e-útdíj rendszer működtetésének induló költségeihez szükséges költségvetési források biztosítása érdekében a rendkívüli kormányzati intézkedésekre szolgáló tartalékból történő előirányzat-átcsoportosításról
- 1344/2013. (VI. 17.) Korm. határozat A Magyar Tudományos Akadémia bölcsészet- és társadalomtudományok kutatóháza létrehozásához nyújtandó források biztosításáról
- 1345/2013. (VI. 17.) Korm. határozat Multifunkcionális nemzetiségi-roma módszertani, oktatási és kulturális központ infrastrukturális feltételeinek kialakításával kapcsolatos feladatokról, valamint a Társadalmi Infrastruktúra Operatív Program 2011–2013. évekre szóló akciótervének módosításáról
- 1346/2013. (VI. 19.) Korm. határozat A Közösségi Foglalkoztatási Tárcaközi Bizottság létrehozásáról
- 1347/2013. (VI. 19.) Korm. határozat Egyes, a MÁV Magyar Államvasutak Zártkörűen Működő Részvénytársaság és az állam közötti vagyonrendezés által érintett ingatlanok ingyenes önkormányzati tulajdonba adásáról
- 1348/2013. (VI. 19.) Korm. határozat Az elektronikus útdíjrendszer kialakításához kapcsolódó, a rendszer biztonságos üzemeltethetőségét biztosító beruházások, hálózati kommunikációs infrastruktúra kialakítása, valamint a bírságbevételek kezelését ellátó központ kialakítása érdekében történő fejezetek közötti előirányzat-átcsoportosításról
- 1349/2013. (VI. 19.) Korm. határozat A nemesgörzsönyi Integrált Közösségi és Szolgáltató Tér befejezéséhez a rendkívüli kormányzati intézkedésekre szolgáló tartalékból történő előirányzat-átcsoportosításról, továbbá egyes kormányhatározatok módosításáról
- 1350/2013. (VI. 19.) Korm. határozat A közforgalmú gyógyszertárakban a többségi gyógyszerészi tulajdon elősegítését célzó további feladatról
- 1351/2013. (VI. 19.) Korm. határozat	Az Emberkereskedelem Elleni Küzdelemről szóló 2013–2016 közötti Nemzeti Stratégiáról
- 1352/2013. (VI. 21.) Korm. határozat A Miniszterelnökségen, a minisztériumokban, az igazgatási és az igazgatás jellegű tevékenységet ellátó központi költségvetési szerveknél foglalkoztatottak létszámáról szóló 1166/2010. (VIII. 4.) Korm. határozat módosításáról
- 1353/2013. (VI. 21.) Korm. határozat A jogszabállyal vagy közjogi szervezetszabályozó eszközzel létrehozott testületek felülvizsgálatáról szóló 1158/2011. (V. 23.) Korm. határozat módosításáról
- 1354/2013. (VI. 24.) Korm. határozat A Kormány 2013. II. félévi munkatervéről
- 1355/2013. (VI. 24.) Korm. határozat A túlzottdeficit-eljárás megszüntetésével kapcsolatos lakossági tájékoztatással összefüggő feladatokról
- 1356/2013. (VI. 24.) Korm. határozat Az államháztartás központi alrendszerébe tartozó költségvetési szervek és fejezeti kezelésű előirányzatok 2012. évi kötelezettségvállalással nem terhelt maradványa felhasználásáról
- 1357/2013. (VI. 24.) Korm. határozat Egyes állami vagyonba tartozó ingatlanok ingyenes önkormányzati tulajdonba adásáról
- 1358/2013. (VI. 24.) Korm. határozat A TÁMOP-3.3.12-12-2013-0001 azonosító számú (az „Ifjúság.hu a sikeres nemzedékért – Átfogó ifjúsági szolgáltatásfejlesztés a köznevelésben tanuló diákok esélyegyenlőségének növelése érdekében” című) projekt akciótervi nevesítéséről és támogatásának jóváhagyásáról
- 1359/2013. (VI. 24.) Korm. határozat A „V0” Budapestet délről elkerülő vasútvonal előkészítéséről szóló 1096/2013. (III. 4.) Korm. határozat végrehajtásáról
- 1360/2013. (VI. 24.) Korm. határozat Az M85–M86 sz. gyorsforgalmi út Szeleste–Csorna közötti szakaszának beruházása kapcsán felmerülő régészeti feltárási költségek megállapításáról
- 1361/2013. (VI. 24.) Korm. határozat Magyarország Kormánya és a Horvát Köztársaság Kormánya között a Magyar Köztársaság Kormánya és a Horvát Köztársaság Kormánya között létrejött, a Magyar Köztársaság és a Horvát Köztársaság között a közúti, a vasúti és a vízi határforgalom ellenőrzéséről szóló Egyezmény végrehajtásáról szóló Megállapodás módosításáról szóló Megállapodás szövegének végleges megállapítására adott felhatalmazásról
- 1362/2013. (VI. 24.) Korm. határozat Az Isztambulban létesítendő oktatási-kulturális szakdiplomata álláshelyről
- 1363/2013. (VI. 24.) Korm. határozat Az Isztambulban létesítendő oktatási-kulturális szakdiplomata álláshely létrehozásához szükséges, a rendkívüli kormányzati intézkedésekre szolgáló tartalékból történő előirányzat-átcsoportosításról
- 1364/2013. (VI. 24.) Korm. határozat A Magyar Posta Zrt. 2012. évi tevékenységéről és átszervezésének stratégiai irányairól
- 1365/2013. (VI. 24.) Korm. határozat A pécsi vízmű helyzetének rendezése érdekében a IX. Helyi önkormányzatok támogatásai fejezeten belüli előirányzat-átcsoportosításról
- 1366/2013. (VI. 24.) Korm. határozat Gazdasági társaságban fennálló állami tulajdonban lévő társasági részesedés tulajdonosi joggyakorlójának megváltozásáról
- 1367/2013. (VI. 24.) Korm. határozat Takarékszövetkezeti szektor átalakításáról és újjászervezéséről, valamint a szükséges forrás biztosításáról
- 1368/2013. (VI. 26.) Korm. határozat Az egyéni nemzetközi beosztásokban szolgálatot teljesítő magyar katonáknak a NATO és EU döntésén alapuló műveletekre történő vezénylésének engedélyezéséről
- 1369/2013. (VI. 27.) Korm. határozat A jogszabállyal vagy közjogi szervezetszabályozó eszközzel létrehozott testületek felülvizsgálatáról szóló 1158/2011. (V. 23.) Korm. határozat módosításáról
- 1370/2013. (VI. 27.) Korm. határozat A jogszabállyal vagy közjogi szervezetszabályozó eszközzel létrehozott testületek felülvizsgálatáról szóló 1158/2011. (V. 23.) Korm. határozatban meghatározott feladatok végrehajtásáról szóló 1452/2011. (XII. 22.) Korm. határozat módosításáról
- 1371/2013. (VI. 27.) Korm. határozat Az Agrárgazdasági Tanácsról
- 1372/2013. (VI. 27.) Korm. határozat A Bor Eredetvédelmi Tanácsról
- 1373/2013. (VI. 27.) Korm. határozat A Higiéniai Munkacsoportról
- 1374/2013. (VI. 27.) Korm. határozat A Magyar Eredetvédelmi Tanácsról
- 1375/2013. (VI. 27.) Korm. határozat A Nemzeti Környezetvédelmi Program Tárcaközi Bizottságról
- 1376/2013. (VI. 27.) Korm. határozat A Növényi Génbank Tanácsról és szakági munkabizottságairól
- 1377/2013. (VI. 27.) Korm. határozat Az Országos Állatvédelmi és Állatjóléti Tanácsról
- 1378/2013. (VI. 27.) Korm. határozat Az Országos Erdő Tanácsról
- 1379/2013. (VI. 27.) Korm. határozat Az Országos Halgazdálkodási Tanácsról
- 1380/2013. (VI. 27.) Korm. határozat Az Országos Vadgazdálkodási Tanácsról, valamint a területi vadgazdálkodási tanácsokról
- 1381/2013. (VI. 27.) Korm. határozat Az Őshonos Haszonállatok Génerőforrás Tanácsáról
- 1382/2013. (VI. 27.) Korm. határozat A vízgazdálkodási tanácsokról
- 1383/2013. (VI. 30.) Korm. határozat A Magyarország Kormánya és a Koszovói Nemzetközi Biztonsági Erő (KFOR) között a Koszovó felett kijelölt légtérben egyes léginavigációs szolgálatok nyújtásáról és egyéb kapcsolódó tevékenységek ellátásáról szóló Végrehajtási Megállapodás szövegének végleges megállapítására adott felhatalmazásról
- 1384/2013. (VI. 30.) Korm. határozat A KAVOSZ Vállalkozásfejlesztési Zrt. autópályák, autóutak és főutak használatáért fizetendő, megtett úttal arányos díj fizetését szolgáló programjához kapcsolódó állami kamattámogatáshoz szükséges előirányzat-átcsoportosításról
- 1385/2013. (VI. 30.) Korm. határozat A helyi önkormányzatok adósságot keletkeztető ügyleteihez történő 2013. júniusi előzetes kormányzati hozzájárulásról
- 1386/2013. (VI. 30.) Korm. határozat A Társadalmi Megújulás Operatív Program keretében megvalósuló egyes kiemelt projektek kedvezményezettjének módosításáról szóló 1701/2012. (XII. 29.) Korm. határozat módosításáról
- 1387/2013. (VI. 30.) Korm. határozat A Nemzeti Információs Infrastruktúra Fejlesztési Intézet információs társadalom-fejlesztéssel kapcsolatos feladataival összefüggő egyes feladatokról és kormányhatározatok módosításáról
- 1388/2013. (VI. 30.) Korm. határozat A Normafa Park beruházás megvalósításáról

#### Július (1389−1506)
- 1389/2013. (VII. 1.) Korm. határozat Miskolc Megyei Jogú Város Önkormányzata feladatainak támogatása érdekében a IX. Helyi önkormányzatok támogatásai fejezeten belüli előirányzat-átcsoportosításról
- 1390/2013. (VII. 1.) Korm. határozat Pécs Megyei Jogú Város működésének támogatása érdekében a IX. Helyi önkormányzatok támogatásai fejezeten belüli előirányzat-átcsoportosításról
- 1391/2013. (VII. 2.) Korm. határozat Magyarországnak az Európai Űrügynökséghez (ESA) való csatlakozásáról szóló tárgyalások megkezdéséről
- 1392/2013. (VII. 2.) Korm. határozat A Magyarország Kormánya és a Németországi Szövetségi Köztársaság Kormánya között a Németországi Szövetségi Köztársaság fegyveres erői és Magyarország fegyveres erői tagjainak a másik állam területén történő ideiglenes tartózkodásáról szóló megállapodás szövegének végleges megállapítására adott felhatalmazásról
- 1393/2013. (VII. 2.) Korm. határozat A Wekerle Terv - a magyar gazdaság Kárpát-medencei léptékű növekedési stratégiája végrehajtásának a 2013. évre vonatkozó kormányzati intézkedési tervéről
- 1394/2013. (VII. 2.) Korm. határozat A Nemzeti Olimpiai Központ megteremtéséhez kapcsolódó további intézkedésekről
- 1395/2013. (VII. 2.) Korm. határozat A kiemelt sportlétesítmény-fejlesztésekkel, sportberuházásokkal összefüggő kormányzati feladatok ellátásáért felelős kormánybiztos kinevezéséről és feladatairól
- 1396/2013. (VII. 2.) Korm. határozat A Holokauszt Gyermekáldozatainak Emlékhelye - Európai Oktatási Központ létrehozásáról
- 1397/2013. (VII. 2.) Korm. határozat Az új nemzeti közgyűjteményi épületegyüttesre vonatkozó koncepció második ütemeként a Városliget átfogó hasznosítási koncepciójáról
- 1398/2013. (VII. 2.) Korm. határozat A Magyar Művészeti Akadémia kultúrstratégiai szerepének megerősítéséről szóló 1690/2012. (XII. 29.) Korm. határozat módosításáról
- 1399/2013. (VII. 2.) Korm. határozat A Heves Megyei Önkormányzat feladatainak támogatása érdekében a IX. Helyi önkormányzatok támogatásai fejezeten belüli előirányzat-átcsoportosításról
- 1400/2013. (VII. 2.) Korm. határozat A Jász-Nagykun-Szolnok Megyei Arborétum 2013. évi további fenntartása, működtetése érdekében, az Emberi Erőforrások Minisztériuma és a Vidékfejlesztési Minisztérium fejezetek közötti előirányzat-átcsoportosításról
- 1401/2013. (VII. 2.) Korm. határozat A kulturális örökségvédelmi szervezetrendszer átalakításához kapcsolódóan a Közigazgatási és Igazságügyi Minisztérium és az Emberi Erőforrások Minisztériuma fejezetek közötti előirányzat-átcsoportosításról
- 1402/2013. (VII. 2.) Korm. határozat A Kutatási és Technológiai Innovációs Alapból a Magyar Tudományos Akadémia "Q2" beruházás támogatási formájának vissza nem térítendő támogatásra történő megváltoztatásáról
- 1403/2013. (VII. 2.) Korm. határozat Az "M0 útgyűrű építése 0+000-29+500 km szelvények között" című nagyprojekt műszaki tartalom bővüléséről, és a nagyprojektet jóváhagyó határozat módosítására vonatkozó kérelem Európai Bizottsághoz történő benyújtásáról
- 1404/2013. (VII. 2.) Korm. határozat A KEOP-1.2.0/09-11-2013-0003 azonosító számú ("Biharnagybajom és Sárrétudvari szennyvízkezelése" című) projekt támogatásának jóváhagyásáról
- 1405/2013. (VII. 2.) Korm. határozat A KEOP-7.9.0/12-2013-0011 azonosító számú ("Vízkészlet gazdálkodási projekt előkészítése a Duna-Tisza közi hátság vízhiányos ökológiai állapotának javítása érdekében"című) előkészítési projekt támogatásának jóváhagyásáról
- 1406/2013. (VII. 2.) Korm. határozat A KEOP-7.9.0/12-2013-0010 azonosító számú ("Tisza-völgyi árvízvédelmi fejlesztési program stratégiai projekt-előkészítés dokumentáció" című) előkészítési projekt támogatásának jóváhagyásáról
- 1407/2013. (VII. 2.) Korm. határozat A KÖZOP-3.5.0-09-2009-0001 azonosító számú, ("445. sz. főút Kecskemét északi elkerülő szakasz" című) kiemelt projektként történő nevesítéséről és támogatási összege növelésének jóváhagyásáról
- 1408/2013. (VII. 2.) Korm. határozat A NYDOP-2.1.1/B-09-2f-2011-0001 azonosító számú ("Fertőrákosi Barlangszínház-Kőfejtő értékmegőrző és értéknövelő turisztikai célú fejlesztése" című) kiemelt projekt támogatása növelésének jóváhagyásáról
- 1409/2013. (VII. 2.) Korm. határozat A TÁMOP 2.2.1-12/1-2012-0001 azonosító számú ("A szakképzés és felnőttképzés minőségének és tartalmának fejlesztése" című) kiemelt projekt akciótervi nevesítéséről és támogatásának jóváhagyásáról
- 1410/2013. (VII. 2.) Korm. határozat A TIOP-1.1.3-12/1-2013-0001 azonosító számú [a "Végponti kapcsolatok fejlesztése a közoktatásban (központi szolgáltatás-fejlesztés a közoktatási hálózatban)"című] kiemelt projekt akciótervi nevesítéséről és támogatásának jóváhagyásáról
- 1411/2013. (VII. 3.) Korm. határozat Magyarország Kormánya és a Magyar Természetjáró Szövetség közötti együttműködés kereteinek meghatározásáról
- 1412/2013. (VII. 3.) Korm. határozat A rendkívüli kormányzati intézkedésekre szolgáló tartalékból a Budapesti Music Center működésének támogatásához szükséges előirányzat-átcsoportosításról, valamint egyes rendkívüli kormányzati intézkedésekre szolgáló tartalékból történő előirányzat-átcsoportosításról szóló kormányhatározatok módosításáról
- 1413/2013. (VII. 4.) Korm. határozat A Kormány középtávú tudomány-, technológia- és innováció-politikai stratégiájáról szóló 1023/2007. (IV. 5.) Korm. határozat visszavonásáról
- 1414/2013. (VII. 4.) Korm. határozat A Nemzeti Kutatás-fejlesztési és Innovációs Stratégia (2013–2020) elfogadásáról
- 1415/2013. (VII. 5.) Korm. határozat Az új büntetés-végrehajtási kódex megalkotásáról
- 1416/2013. (VII. 9.) Korm. határozat A Nemzeti Foglalkoztatási Alap és az Emberi Erőforrások Minisztériuma fejezetek közötti előirányzat-átcsoportosításról az Útravaló Ösztöndíjprogram Út a szakmához alprogram megvalósításához
- 1417/2013. (VII. 10.) Korm. határozat Az egységes komolyzenei koncepció kialakításáért és végrehajtásának koordinálásáért felelős kormánybiztos kinevezéséről és feladatairól
- 1418/2013. (VII. 10.) Korm. határozat A Magyar Honvédség 10 éves stratégiai terveivel, valamint a NATO/EU tervezési dokumentumokkal kapcsolatos feladatokról szóló 2084/2008. (VII. 8.) Korm. határozat hatályon kívül helyezéséről
- 1419/2013. (VII. 10.) Korm. határozat A honvédelmi tárca 10 éves stratégiai terve jóváhagyásának rendjéről, valamint a NATO és EU tervezési dokumentumokkal kapcsolatos feladatokról
- 1420/2013. (VII. 10.) Korm. határozat A honvédelmi tárca 2013–2022. közötti időszakra vonatkozó hosszú távú, stratégiai tervének fő irányairól szóló jelentés elfogadásáról és a szakpolitikai stratégia kidolgozásáról
- 1421/2013. (VII. 10.) Korm. határozat A gáz csatlakozó vezetékek és felhasználói berendezések műszaki biztonsági felülvizsgálatával kapcsolatos szükséges intézkedésekről
- 1422/2013. (VII. 10.) Korm. határozat Mohács város külterületén található egyes földrészletek beruházási célterületté nyilvánításáról
- 1423/2013. (VII. 10.) Korm. határozat Az emberi fogyasztásra szánt víz minőségéről szóló, 1998. november 3-i 98/83/EK tanácsi irányelv előírásainak megfelelő minőségű ivóvíz átmeneti biztosításának folyamatosságához szükséges intézkedésekről
- 1424/2013. (VII. 10.) Korm. határozat Az emberi fogyasztásra szánt víz minőségéről szóló, 1998. november 3-i 98/83/EK tanácsi irányelv előírásainak megfelelő minőségű ivóvíz átmeneti biztosításának folyamatosságához szükséges előirányzat-átcsoportosításokról
- 1425/2013. (VII. 10.) Korm. határozat A KEOP-7.1.3.0/09-2011-0018. számú ivóvízminőség-javító beruházás saját hatáskörben történő megvalósításáról
- 1426/2013. (VII. 10.) Korm. határozat A KEOP-1.3.0/09-11-2013-0035. számú ivóvízminőség-javító beruházás saját hatáskörben történő megvalósításáról
- 1427/2013. (VII. 10.) Korm. határozat A 2012. évi előirányzat-maradványok egy részének felhasználásáról, valamint egyes kormányhatározatok módosításáról
- 1428/2013. (VII. 10.) Korm. határozat Az Államreform Operatív Program 2011–2013. évekre szóló akciótervének módosításáról, az Államreform Operatív Program tartaléklistájáról, és az Államreform Operatív Program 2009–2010. évekre szóló akcióterve módosításáról
- 1429/2013. (VII. 10.) Korm. határozat A TÁMOP-2.5.3.C-13/1-2013-0001 azonosító számú („A munkáért!” című) egymilliárd forintot meghaladó támogatási igényű projektjavaslat jóváhagyásáról
- 1430/2013. (VII. 10.) Korm. határozat A budapesti 4. számú metróvonal, I. szakasz (Kelenföldi pályaudvar–Keleti pályaudvar) és kapcsolódó felszíni beruházásai című projekt megvalósítása keretében a „budapesti 4. számú metróvonal I. szakasz: Co-08. szerződés Alagúti és felszíni (járműtelepi) vágányok építése” tárgyában a Budapesti Közlekedési Zártkörűen Működő Részvénytársaság és a TÓTH T. D. Fővállalkozói és Mérnökiroda Kft. között létrejött vállalkozási szerződés 3. számú szerződésmódosítása szövegének jóváhagyásáról, valamint a szerződésmódosítások alapján folyósítandó hazai költségvetési forrás meghatározásáról
- 1431/2013. (VII. 10.) Korm. határozat A Szigetszentmiklósi Járási Hivatal és egyéb állami szervek elhelyezése megvalósításához szükséges beruházási források biztosításáról
- 1432/2013. (VII. 10.) Korm. határozat Fehér Béla Kossuthkifli című regénye alapján 6 részes történelmi tv-filmsorozat készítésének támogatására a rendkívüli kormányzati intézkedésekre szolgáló tartalékból történő előirányzat-átcsoportosításról
- 1433/2013. (VII. 11.) Korm. határozat Az Apertus Közalapítvány a Nyitott Szakképzésért és a Távoktatásért megszüntetésével kapcsolatos további feladatokról
- 1434/2013. (VII. 11.) Korm. határozat A szakmagyakorlókra vonatkozó ágazati jogszabályok felülvizsgálatáról
- 1435/2013. (VII. 11.) Korm. határozat A Nemzeti Olimpiai Központ beruházáshoz a rendkívüli kormányzati intézkedésekre szolgáló tartalékból történő előirányzat-átcsoportosításról
- 1436/2013. (VII. 11.) Korm. határozat A felsőoktatási intézmények finanszírozási problémáinak kezeléséhez a rendkívüli kormányzati intézkedésekre szolgáló tartalékból történő előirányzat-átcsoportosításról
- 1437/2013. (VII. 11.) Korm. határozat A hajdúsámsoni állami köznevelés feltételeinek megteremtése érdekében a rendkívüli kormányzati intézkedésre szolgáló tartalékból történő előirányzat-átcsoportosításról
- 1438/2013. (VII. 11.) Korm. határozat A Mezőkövesd Zsóry Futball Club Kft. fejlesztéséhez a rendkívüli kormányzati intézkedésekre szolgáló tartalékból történő előirányzat-átcsoportosításról
- 1439/2013. (VII. 15.) Korm. határozat A 2014–2020-as programozási időszakban az Európai Területi Együttműködési Programok intézményrendszerével és tervezésével kapcsolatos felelősségi rend, feladatok és tárgyalási mandátumok kialakításáról szóló 1034/2013. (II. 1.) Korm. határozat módosításáról
- 1440/2013. (VII. 15.) Korm. határozat Az európai uniós fejlesztési források felhasználásához kapcsolódó fejlesztéspolitikai hatáskör és a Nemzeti Fejlesztési Ügynökség feletti irányítási jogkör megváltoztatásával kapcsolatos egyes feladatok ellátásáról
- 1441/2013. (VII. 15.) Korm. határozat A 2014–2020 közötti európai uniós fejlesztési időszakra vonatkozó határon átnyúló együttműködési programok tervezésével kapcsolatos hosszú- és középtávú fejlesztési elképzelésekről, valamint az operatív programok nemzetközi egyeztetésének alapját képező kulcsprioritás-javaslatokról
- 1442/2013. (VII. 16.) Korm. határozat A Külhoni Magyar Oktatási Tanács létrehozásáról
- 1443/2013. (VII. 16.) Korm. határozat A Normafa Park kiemelt beruházás koncepciójáról és az azzal összefüggő feladatokról
- 1444/2013. (VII. 16.) Korm. határozat A minisztériumok működéséhez szükséges kiszolgáló tevékenység ellátása érdekében a Nemzetgazdasági Minisztérium és a Nemzeti Fejlesztési Minisztérium közötti előirányzat-átcsoportosításról
- 1445/2013. (VII. 16.) Korm. határozat A DDOP-1.1.1/AC-11-2012-0008 azonosító számú ("Komlói Ipari Park infrastrukturális fejlesztése" című) projekttel összefüggésben biztosítéknyújtási kötelezettség alóli egyedi mentesítésről
- 1446/2013. (VII. 16.) Korm. határozat A DDOP-2.1.1/E.F-12-k2-2012-0004 azonosító számú ("»A határ a csillagos ég« - A Zselici Csillagoségbolt-park komplex turisztikai fejlesztése" című) kiemelt projekttel összefüggésben biztosítéknyújtási kötelezettség alóli egyedi mentesítésről
- 1447/2013. (VII. 16.) Korm. határozat A KEOP-1.3.0/09-11-2012-0009 azonosító számú ("Békés megyei Ivóvízminőség-javító Program" című, az Európai Bizottság számára benyújtandó) nagyprojekt javaslatáról
- 1448/2013. (VII. 16.) Korm. határozat A KEOP-1.3.0/09-11-2013-0013 azonosító számú ("A ZALAVÍZ Zrt. szolgáltatási területén lévő településeinek ivóvízminőség javítása és vízellátás fejlesztése" című) projekt támogatásának jóváhagyásáról
- 1449/2013. (VII. 16.) Korm. határozat A KEOP-7.9.0/12/B/2013-0009 azonosító számú ("Stratégia felülvizsgálat, szennyvíziszap hasznosítási és -elhelyezési projektfejlesztési koncepció készítés" című) egymilliárd forintot meghaladó támogatási igényű projektjavaslat jóváhagyásáról
- 1450/2013. (VII. 16.) Korm. határozat A KEOP-7.9.0/12-2013-0019 azonosító számú ("Lakossági épület energetikahatékonysági potenciál felmérése" című) projekt támogatásának jóváhagyásáról
- 1451/2013. (VII. 16.) Korm. határozat A KEOP-7.9.0/12-2013-0020 azonosító számú ("Költségvetési szervek kezelésében álló, közfeladat ellátásban résztvevő épületek energiahatékonysági felújítását szolgáló 2014-2020. évi fejlesztési program és akcióterv kidolgozása" című) projekt támogatásának jóváhagyásáról
- 1452/2013. (VII. 16.) Korm. határozat A KEOP-7.9.0/12-2013-0044 azonosító számú ("Nemzeti Fejlesztési Minisztérium Országos Környezeti Kármentesítési Program - Társasági Alprogram keretében 2014-2020 programozási időszakban" című) projekt támogatásának jóváhagyásáról
- 1453/2013. (VII. 16.) Korm. határozat A TIOP-3.3.2-12/1-2013-0001 azonosító számú (a "Szociális szolgáltatások fejlesztése támogató technológiai eszközök biztosításával a házi gondozás területén" című) kiemelt projekt akciótervi nevesítéséről
- 1454/2013. (VII. 16.) Korm. határozat A TIOP-3.5.2-12/1-2013-0001 azonosító számú ("Komplex rehabilitáció Gárdonyban" című) projekt akciótervi nevesítéséről és támogatásának jóváhagyásáról
- 1455/2013. (VII. 16.) Korm. határozat A Társadalmi Megújulás Operatív Program abszorpciós célú intézkedési tervéről a TÁMOP 1. prioritás vonatkozásában
- 1456/2013. (VII. 16.) Korm. határozat A TÁMOP-2.4.3.E-13/1-2013-0001 azonosító számú (a "KoopeRáció+ - Szociális gazdaság és a munkaerő-piaci szolgáltatást nyújtó civil szervezetek kapacitásfejlesztését célzó programok megvalósításával összefüggő szakmai fejlesztések" című) kiemelt projekt akciótervi nevesítéséről
- 1457/2013. (VII. 16.) Korm. határozat A TÁMOP-5.2.8-12/1-2013-0001 azonosító számú ("Kisközösségi ifjúság nevelés támogatása" című) kiemelt projekt akciótervi nevesítéséről és támogatásának jóváhagyásáról
- 1458/2013. (VII. 16.) Korm. határozat A Versenyszféra és a Kormány Állandó Konzultációs Fóruma többletfeladatainak ellátásához szükséges források biztosítása érdekében a rendkívüli kormányzati intézkedésekre szolgáló tartalékból történő előirányzat-átcsoportosításról
- 1459/2013. (VII. 17.) Korm. határozat A nukleáris biztonságról szóló egyezmény szerinti hatodik Nemzeti Jelentésről és a részes országok nemzeti jelentéseit megvitató felülvizsgálati értekezleten való magyar részvételről
- 1460/2013. (VII. 17.) Korm. határozat A jogszabállyal vagy közjogi szervezetszabályozó eszközzel létrehozott testületek felül-vizsgálatáról szóló 1158/2011. (V. 23.) Korm. határozat, valamint a jogszabállyal vagy közjogi szervezetszabályozó eszközzel létrehozott testületek felülvizsgálatáról szóló 1158/2011. (V. 23.) Korm. határozatban meghatározott feladatok végrehajtásáról szóló 1452/2011. (XII. 22.) Korm. határozat módosításáról
- 1461/2013. (VII. 17.) Korm. határozat A jogtudományi területen folytatott kutatások támogatásával összefüggésben a Közigazgatási és Igazságügyi Minisztérium és a Magyar Tudományos Akadémia fejezetek közötti előirányzat-átcsoportosításról
- 1462/2013. (VII. 24.) Korm. határozat A Magyarország Kormánya és Guernsey Kormánya között az adóügyi információcseréről szóló Egyezmény szövegének végleges megállapítására adott felhatalmazásról
- 1463/2013. (VII. 24.) Korm. határozat A külföldi oktatói mobilitásról
- 1464/2013. (VII. 24.) Korm. határozat A Kormányzati Ügyfélvonal megújításáról
- 1465/2013. (VII. 24.) Korm. határozat Az Állatkísérleti Tudományos Etikai Tanácsról
- 1466/2013. (VII. 24.) Korm. határozat Az Országos Állatvédelmi és Állatjóléti Tanácsról szóló 1377/2013. (VI. 27.) Korm. határozat, az Országos Vadgazdálkodási Tanácsról, valamint a területi vadgazdálkodási tanácsokról szóló 1380/2013. (VI. 27.) Korm. határozat, valamint a Puskás Tivadar Közalapítvány megszüntetésével kapcsolatos feladatokról szóló 1284/2013. (V. 27.) Korm. határozat módosításáról
- 1467/2013. (VII. 24.) Korm. határozat A vidékfejlesztési miniszter által irányított integrált agrárkutató hálózat kialakításáról
- 1468/2013. (VII. 24.) Korm. határozat A víziközmű-szektor gazdálkodásával és integrációjával összefüggő költségvetési kérdésekről
- 1469/2013. (VII. 24.) Korm. határozat A közfoglalkoztatási program megvalósítása céljából a Nemzeti Földalapba tartozó földrészletek önkormányzatok részére történő ingyenes vagyonkezelésbe adásáról
- 1470/2013. (VII. 24.) Korm. határozat A BOSCH cégcsoport és a Hewlett-Packard Magyarország Kft. magyarországi nagybefektetővel való stratégiai megállapodás megkötéséről
- 1471/2013. (VII. 24.) Korm. határozat A kulturális örökségvédelmi szervezetrendszer átalakításához kapcsolódóan a Közigazgatási és Igazságügyi Minisztérium és a Belügyminisztérium fejezetek közötti előirányzat-átcsoportosításról
- 1472/2013. (VII. 24.) Korm. határozat Az Elektronikus Közigazgatás Operatív Program 2011–2013. évekre szóló akciótervének módosításáról, az Elektronikus Közigazgatás Operatív Program 2009–2010. évekre szóló akciótervében szereplő egy konstrukció címének és szakmai tartalmának módosításáról, valamint kiemelt projektek nevesítésének módosításáról, az Elektronikus Közigazgatás Operatív Programmal összefüggő tartalék támogatási konstrukciókról
- 1473/2013. (VII. 24.) Korm. határozat A Társadalmi Megújulás Operatív Program 2011–2013. évekre szóló akcióterve 5. prioritásának módosításáról
- 1474/2013. (VII. 24.) Korm. határozat A KEOP-2.1.1/2F-2008-0001 azonosító számú („Nagykunsági árvízszint-csökkentő tározó” című) nagyprojekt támogatási összege növelésének jóváhagyásáról
- 1475/2013. (VII. 24.) Korm. határozat A KÖZOP-3.5.0-09-11-2012-0022 azonosító számú („26. sz. főút, Miskolc északi elkerülő II. ütem” című) kiemelt projekt támogatási összege növelésének és a vonatkozó nagyprojekt-javaslat támogatásának jóváhagyásáról
- 1476/2013. (VII. 24.) Korm. határozat A KÖZOP-3.5.0-09-11-2013-0002 azonosító számú [„338. sz. főút, Nyíregyháza, nyugati elkerülő út (M3 autópálya és 36. sz. főút között) megvalósítása, I. ütem” című], egymilliárd forintot meghaladó támogatási igényű projektjavaslat jóváhagyásáról és a projektjavaslat Közlekedés Operatív Programban történő akciótervi nevesítéséről
- 1477/2013. (VII. 24.) Korm. határozat Az NYDOP-2.1.1/F-11-2012-0019 azonosító számú („A Keszthelyi-hegység ökoturisztikai fejlesztése Darnay-Dornyai Béla öröksége nyomán” című) projekttel összefüggésben a Bakonyerdő Erdészeti és Faipari Zártkörűen Működő Részvénytársaság biztosítéknyújtási kötelezettség alóli egyedi mentesítéséről
- 1478/2013. (VII. 24.) Korm. határozat A TÁMOP-1.1.4-11/1/KMR-2011-0001 azonosító számú („Munkaerő-piaci program a hátrányos helyzetűek foglalkoztatásáért a Közép-magyarországi Régióban” című) kiemelt projekt akciótervi nevesítéséről és támogatásának jóváhagyásáról
- 1479/2013. (VII. 24.) Korm. határozat A TIOP-2.2.7/07/2F Infrastruktúra-fejlesztés támogatása az egészségpólusokban, illetve a TIOP-2.2.4/09/1 Struktúraváltoztatást támogató infrastruktúrafejlesztés a fekvőbeteg-szakellátásban konstrukciók keretében megvalósuló projektek támogatásának növeléséről
- 1480/2013. (VII. 26.) Korm. határozat A Nemzeti Fejlesztési Ügynökség vezetéséért felelős kormánybiztos kinevezéséről és feladatairól
- 1481/2013. (VII. 26.) Korm. határozat "Életmentő Emlékérem" adományozásáról
- 1482/2013. (VII. 26.) Korm. határozat A rendkívüli kormányzati intézkedésekre szolgáló tartalékból történő előirányzat-átcsoportosításról
- 1483/2013. (VII. 26.) Korm. határozat A geszti Tisza-kastély felújításával kapcsolatos feladatokról
- 1484/2013. (VII. 26.) Korm. határozat A közép-európai térségre irányuló oktatási és kutatási tevékenységek támogatásával összefüggésben a Közigazgatási és Igazságügyi Minisztérium és az Emberi Erőforrások Minisztériuma fejezetek közötti előirányzat-átcsoportosításról
- 1485/2013. (VII. 26.) Korm. határozat A vallási közösségek jogállásával és működésével kapcsolatos törvénynek az Alaptörvény negyedik módosításával összefüggő feladatai ellátásához a rendkívüli kormányzati intézkedésekre szolgáló tartalékból történő előirányzat-átcsoportosításról
- 1486/2013. (VII. 26.) Korm. határozat A helyi önkormányzatok adósságot keletkeztető, valamint kezesség-, illetve garanciavállalásra vonatkozó ügyleteihez történő 2013. júliusi előzetes kormányzati hozzájárulásról
- 1487/2013. (VII. 26.) Korm. határozat A KEOP-2.5.0/C/12-2013-0001 azonosító számú ("A forgalomképes közcélú állami tulajdonú, káros vizek elvezetését célzó vonalas vízi létesítmény kataszterének elkészítése" című) projekt támogatásának jóváhagyásáról
- 1488/2013. (VII. 26.) Korm. határozat A KEOP-1.4.0/12-2013-0001 azonosító számú ("Országos közhiteles víziközmű kataszter elkészítése" című) projekt támogatásának jóváhagyásáról
- 1489/2013. (VII. 26.) Korm. határozat A KEOP-2.5.0/B-09-12-2013-0001 azonosító számú ("Árvízi kockázati térképezés és stratégiai kockázati terv készítése" című) projekt támogatásának jóváhagyásáról
- 1490/2013. (VII. 29.) Korm. határozat A Nemzeti Elektronikus Információbiztonsági Hatóság és a Nemzeti Biztonsági Felügyelet, mint szakhatóság kialakításához szükséges személyi és tárgyi feltételek biztosításáról
- 1491/2013. (VII. 29.) Korm. határozat A közösségvezérelt helyi fejlesztések alkalmazásának módjáról, valamint az eszköz használatához szükséges feltételekről
- 1492/2013. (VII. 29.) Korm. határozat A Gazdaságfejlesztési Operatív Program 2011-2013. évekre szóló akciótervének módosításáról
- 1493/2013. (VII. 29.) Korm. határozat A Társadalmi Infrastruktúra Operatív Program és a Közép-Magyarországi Operatív Program keretében humáninfrastruktúra fejlesztési témájú kiemelt projektek akciótervi nevesítéséről és támogatásuk jóváhagyásáról
- 1494/2013. (VII. 29.) Korm. határozat A 2014-2020 közötti időszakra a Terület- és Településfejlesztési Operatív Program tervezésének egyes szempontjairól és az operatív programhoz tartozó megyék megyei önkormányzatai tervezési jogkörébe utalt források megoszlásáról
- 1495/2013. (VII. 29.) Korm. határozat A KEOP-1.1.1/2F/09-11-2011-0001 azonosító számú ("Közép-Duna Vidéke Hulladékgazdálkodási Rendszer fejlesztése" című) nagyprojekt esetében a támogatási szerződéstől való elállásról és a támogatási kérelem Európai Bizottságtól történő visszavonásáról
- 1496/2013. (VII. 29.) Korm. határozat A TÁMOP-3.1.12-12/1-2013-0001 azonosító számú ("GEOMATECH - A GeoGebra program által támogatott korszerű, a felülvizsgált Nemzeti Alaptantervhez illeszkedő matematikai és természettudományos digitális tananyagfejlesztés és képzők képzése" című) kiemelt projekt akciótervi nevesítéséről
- 1497/2013. (VII. 29.) Korm. határozat Oroszlány Város Önkormányzata feladatainak támogatásáról
- 1498/2013. (VII. 29.) Korm. határozat Magyarország Kormánya és a Horvát Köztársaság Kormánya között a két ország közös államhatárán új közúti Dráva-híd és a kapcsolódó létesítmények megépítéséről szóló megállapodás létrehozására adott felhatalmazásról
- 1499/2013. (VII. 31.) Korm. határozat A FINA 2021. évi Úszó-, Vízilabda-, Műugró, Műúszó és Nyíltvízi Világbajnokság megrendezéséhez kapcsolódó egyes feladatokról
- 1500/2013. (VII. 31.) Korm. határozat A 2012. évi kötelezettségvállalással terhelt, de június 30-ig pénzügyileg nem teljesült előirányzat-maradványok felhasználásáról
- 1501/2013. (VII. 31.) Korm. határozat A 2012. évi kötelezettségvállalással nem terhelt előirányzat-maradványok egy részének felhasználásáról
- 1502/2013. (VII. 31.) Korm. határozat A KMOP-5.2.2/A-13-2013-0001 azonosító számú ("Északi Lipótváros megújítása" című) kiemelt projekt akciótervi nevesítéséről és támogatásának jóváhagyásáról
- 1503/2013. (VII. 31.) Korm. határozat A KÖZOP-2.5.0-09-11-2012-0018 azonosító számú ["Budapest-Lőkösháza vasútvonal rekonstrukciója III/1. ütem kivitelezés, Békéscsaba állomás pályaépítés és Gyoma (kiz.)-Békéscsaba (bez.) vonalszakasz új elektronikus biztosítóberendezés építése" című], valamint a KÖZOP-2.5.0-09-11-2012-0017 azonosító számú ("Ferencváros »C« elágazás-Lőkösháza ETCS 2 telepítés kivitelezése" című) projektek támogatásának növeléséről, e két projekt 2015. december 31-e után felmerülő költsége fedezetének biztosításáról, továbbá a kapcsolódó "Orosházi úti felüljáró és kapcsolódó útépítési munkák" című projekt támogatásának jóváhagyásáról és akciótervi nevesítéséről
- 1504/2013. (VII. 31.) Korm. határozat Oroszlány Város Önkormányzata feladatainak további támogatásáról
- 1505/2013. (VII. 31.) Korm. határozat A fővárosi közösségi közlekedés zavartalan működésének fenntartása érdekében szükséges intézkedésről
- 1506/2013. (VII. 31.) Korm. határozat A határon túl élő magyar állampolgárokkal folytatandó nemzeti konzultáció keretében felmerülő aktuális feladatokról

#### Augusztus (1507−1598)
- 1507/2013. (VIII. 1.) Korm. határozat A közfoglalkoztatással összefüggő egyes kérdésekről
- 1508/2013. (VIII. 1.) Korm. határozat A rendkívüli kormányzati intézkedésekre szolgáló tartalékból a létesítménybiztosítással érintett ingatlanok körének bővítéséhez szükséges forrás biztosításáról
- 1509/2013. (VIII. 1.) Korm. határozat A 2013. évi honvédelmi igazgatási feladatok végrehajtásához szükséges költségvetési források átcsoportosításáról
- 1510/2013. (VIII. 1.) Korm. határozat Az agrárszakképző intézmények átvételéhez és további működtetéséhez szükséges, az Emberi Erőforrások Minisztériuma és a Vidékfejlesztési Minisztérium fejezetek közötti előirányzat-átcsoportosításról
- 1511/2013. (VIII. 1.) Korm. határozat Egyes rendezvényszervezési és fordítási feladatok ellátásával összefüggésben a Miniszterelnökség és a Közigazgatási és Igazságügyi Minisztérium fejezetek közötti előirányzat-átcsoportosításról
- 1512/2013. (VIII. 1.) Korm. határozat A pénztárgépek cseréjének és beszerzésének támogatásához a rendkívüli kormányzati intézkedésekre szolgáló tartalékból történő előirányzat-átcsoportosításról
- 1513/2013. (VIII. 1.) Korm. határozat A 2015. évi Milánói Világkiállításon való részvételhez kapcsolódó kommunikációs feladatok finanszírozásához szükséges rendkívüli kormányzati intézkedésekre szolgáló tartalékból történő előirányzat-átcsoportosításról
- 1514/2013. (VIII. 1.) Korm. határozat A Pesti Vigadó épület rekonstrukciójának befejező III. üteméhez nyújtandó költségvetési támogatásról
- 1515/2013. (VIII. 1.) Korm. határozat A Dunaújvárosi Kohász Kézilabda Akadémia céljainak támogatásához a rendkívüli kormányzati intézkedésekre szolgáló tartalékból történő előirányzat-átcsoportosításról
- 1516/2013. (VIII. 1.) Korm. határozat A Marton Éva Nemzetközi Énekverseny előkészítéséhez a rendkívüli kormányzati intézkedésekre szolgáló tartalékból történő előirányzat-átcsoportosításról
- 1517/2013. (VIII. 1.) Korm. határozat A Nagykovácsi Kastélypark Komplexum fejlesztéséhez a rendkívüli kormányzati intézkedésekre szolgáló tartalékból történő előirányzat-átcsoportosításról
- 1518/2013. (VIII. 1.) Korm. határozat A Nagyberegi Református Líceum építési munkálatainak befejezéséhez a rendkívüli kormányzati intézkedésekre szolgáló tartalékból történő előirányzat-átcsoportosításról
- 1519/2013. (VIII. 1.) Korm. határozat A Kormány és a Magyar Cserkészszövetség közötti együttműködés kereteinek meghatározásáról szóló 1183/2012. (VI. 5.) Korm. határozat végrehajtása érdekében a rendkívüli kormányzati intézkedésekre szolgáló tartalékból történő előirányzat-átcsoportosításról
- 1520/2013. (VIII. 1.) Korm. határozat A Magyarország határain kívül működő magyar cserkészet támogatása érdekében a rendkívüli kormányzati intézkedésekre szolgáló tartalékból történő előirányzat-átcsoportosításról
- 1521/2013. (VIII. 1.) Korm. határozat A Nyugat-Dunántúli Operatív Program keretében funkcióbővítő célú városfejlesztés témájú kiemelt projektek akciótervi nevesítéséről
- 1522/2013. (VIII. 1.) Korm. határozat A GOP-1.1.1.-12/B-2012-0001 azonosító számú "ELI lézer kutatóközpont megvalósítása (ELI-ALPS) nagyprojekt, 1. fázis" című nagyprojekt javaslat támogatásának jóváhagyásáról szóló 1240/2013. (IV. 26.) Korm. határozat módosításáról
- 1523/2013. (VIII. 12.) Korm. határozat A Mumbai Főkonzulátus nyitásához kapcsolódó feladatokról
- 1524/2013. (VIII. 12.) Korm. határozat A védelmi felkészítés egyes kérdéseiről
- 1525/2013. (VIII. 12.) Korm. határozat A Honvédelmi Igazgatási Koordinációs Tárcaközi Munkacsoport létrehozásáról, valamint szervezeti és működési rendjének meghatározásáról
- 1526/2013. (VIII. 12.) Korm. határozat A MOB által kiemelt sportágak 2013. évi sportfejlesztési elképzeléseinek támogatásáról, továbbá a 2014-2020. évre vonatkozó sportágfejlesztési igények bemutatásáról
- 1527/2013. (VIII. 12.) Korm. határozat A Magyar Sportcsillagok Ösztöndíj 2013. évi kifizetésére a rendkívüli kormányzati intézkedésekre szolgáló tartalékból történő előirányzat-átcsoportosításról
- 1528/2013. (VIII. 12.) Korm. határozat A parlagfű elleni védekezést szolgáló intézkedések támogatása érdekében a Vidékfejlesztési Minisztérium és a Közigazgatási és Igazságügyi Minisztérium fejezetek közötti előirányzat-átcsoportosításról
- 1529/2013. (VIII. 12.) Korm. határozat Az új nemzeti közgyűjteményi épületegyüttes és a Liget Budapest projektekhez kapcsolódó beruházások előkészítéséhez szükséges források biztosítása érdekében a rendkívüli kormányzati intézkedésekre szolgáló tartalékból történő előirányzat-átcsoportosításról
- 1530/2013. (VIII. 12.) Korm. határozat A KKV-szektor hitelezésének elősegítése érdekében a kezességvállalási díjak költségvetési támogatásának növeléséhez rendkívüli kormányzati intézkedésekre szolgáló tartalékból történő előirányzat-átcsoportosításról, valamint egyes kormányhatározatok módosításáról
- 1531/2013. (VIII. 14.) Korm. határozat Az INTERSZPUTNYIK Nemzetközi Űrtávközlési Szervezet Üzemeltetési Megállapodása szövegének végleges megállapítására adott felhatalmazásról, valamint az INTERSZPUTNYIK Nemzetközi Űrtávközlési Szervezetben való részvételről
- 1532/2013. (VIII. 14.) Korm. határozat A Demokrácia Központ Közalapítvány Alapító Okiratának módosításáról
- 1533/2013. (VIII. 15.) Korm. határozat A Magyarország Kormánya és Ausztrália Kormánya közötti Légiközlekedési Megállapodás szövegének végleges megállapítására adott felhatalmazásról
- 1534/2013. (VIII. 15.) Korm. határozat Az Európai Unió és az Amerikai Egyesült Államok között megkötendő szabadkereskedelmi megállapodás hatásait vizsgáló Koordinációs Tárcaközi Bizottság létrehozásáról
- 1535/2013. (VIII. 15.) Korm. határozat A Magyarország Kormánya és az Egyesült Arab Emírségek Kormánya közötti Légiközlekedési Megállapodás szövegének végleges megállapítására adott felhatalmazásról
- 1536/2013. (VIII. 15.) Korm. határozat A Magyarország és Japán között a szociális biztonságról szóló Egyezmény szövegének végleges megállapítására adott felhatalmazásról
- 1537/2013. (VIII. 15.) Korm. határozat A Magyarország és a Szerb Köztársaság között a szociális biztonságról szóló Egyezmény szövegének végleges megállapítására adott felhatalmazásról
- 1538/2013. (VIII. 15.) Korm. határozat A határon túli regionális civil központok létrehozásának támogatásáról
- 1539/2013. (VIII. 15.) Korm. határozat A Holokauszt Gyermekáldozatainak Emlékhelye - Európai Oktatási Központ beruházás előkészítési feladatainak támogatásához a rendkívüli kormányzati intézkedésekre szolgáló tartalékból történő előirányzat-átcsoportosításról
- 1540/2013. (VIII. 15.) Korm. határozat A Budapesti Tavaszi Fesztivál és a Budapesti Őszi Fesztivál (Café Budapest) helyzete hosszú távú rendezésének előkészítése, valamint 2014-es megrendezése érdekében szükséges átmeneti intézkedésekről
- 1541/2013. (VIII. 15.) Korm. határozat A 2012. évi kötelezettségvállalással nem terhelt előirányzat-maradványok egy részének felhasználása a Nemzeti Védelmi Szolgálat személyi állományának megerősítése érdekében
- 1542/2013. (VIII. 15.) Korm. határozat A fertődi Esterházy-kastély rekonstrukciójához a rendkívüli kormányzati intézkedésekre szolgáló tartalékból történő előirányzat-átcsoportosításról
- 1543/2013. (VIII. 15.) Korm. határozat A Környezet és Energia Operatív Program 2011-2013. évekre szóló akciótervének módosításáról
- 1544/2013. (VIII. 15.) Korm. határozat A Közlekedés Operatív Program 2011-2013. évekre szóló akciótervének megállapításáról
- 1545/2013. (VIII. 15.) Korm. határozat Az európai uniós programok lebonyolítását támogató intézményrendszer felállításának módjáról
- 1546/2013. (VIII. 15.) Korm. határozat A KEOP-1.1.1/B/10-11-2013-0004 azonosító számú ("Hatvan és térsége települési hulladékgazdálkodási rendszer fejlesztése" című) projekt támogatásának jóváhagyásáról
- 1547/2013. (VIII. 15.) Korm. határozat A KEOP-1.3.0/09-11-2013-0035 azonosító számú ("Dombóvár és térsége ivóvízminőség javító programja" című) projekt támogatásának jóváhagyásáról
- 1548/2013. (VIII. 15.) Korm. határozat A KEOP-1.2.0/09-11-2013-0013 azonosító számú ("Hódmezővásárhely szennyvíztisztítása és Kishomok városrész csatornázása" című) projekt támogatásának jóváhagyásáról
- 1549/2013. (VIII. 15.) Korm. határozat A KEOP-1.1.1/2F/09-11-2011-0002 azonosító számú ("Duna-Vértes Köze Regionális Hulladékgazdálkodási Program" című) projekt támogatási összege növelésének jóváhagyásáról
- 1550/2013. (VIII. 15.) Korm. határozat A KEOP-1.2.0/09-11-2013-0012 azonosító számú ("Bagamér Nagyközség Szennyvízcsatornázása" című) projekt támogatásának jóváhagyásáról
- 1551/2013. (VIII. 15.) Korm. határozat A KÖZOP-2.5.0-09-11-2012-0019 azonosító számú ["Szolnok (kiz.)-Szajol (kiz.) vasútvonal rekonstrukciójának kivitelezése" című] nagyprojekt javaslat jóváhagyásáról és a projekt 2015. december 31-e után felmerülő költségeinek fedezetének biztosításáról
- 1552/2013. (VIII. 15.) Korm. határozat A KÖZOP-2.4.0-09-2010-0001 azonosító számú ["Budapest-Kelenföld-Székesfehérvár vasútvonal átépítésének (1. ütem) előkészítése" című] projekt támogatásának csökkentéséről és a KÖZOP-2.1.0-07-2008-0001 azonosító számú ("Budapest-Székesfehérvár-Boba vasútvonal rekonstrukciója I/1. ütem" című) projekt támogatásának növeléséről
- 1553/2013. (VIII. 15.) Korm. határozat A KÖZOP-3.5.0-09-2010-0005 azonosító számú ("68. sz. főút Nagyatád elkerülés kivitelezési munkáinak elvégzése" című) kiemelt projekt támogatási összege növelésének jóváhagyásáról
- 1554/2013. (VIII. 15.) Korm. határozat A KÖZOP-3.5.0-09-11-2012-0027 azonosító számú ["M4 autópálya Abony-Fegyvernek új Tisza-híddal (kivitelezés)" című] egymilliárd forintot meghaladó támogatási igényű projektjavaslat jóváhagyásáról és a projekt 2015. december 31-e után felmerülő költségei fedezetének biztosításáról
- 1555/2013. (VIII. 15.) Korm. határozat A "62. sz. főút fejlesztése M8 (új Duna-híd) Székesfehérvár közötti szakaszainak kiépítése" című nagyprojekt javaslat támogatásának jóváhagyásáról
- 1556/2013. (VIII. 15.) Korm. határozat A KÖZOP-2.5.0-09-11-2012-0014 azonosító számú ("GSM-R rendszer beszerzése és kapcsolódó szolgáltatások" című) projekt támogatásának módosításáról
- 1557/2013. (VIII. 15.) Korm. határozat A DDOP-3.1.2/C-13-2013-0001 azonosító számú ("Megyervárosi Iskola - Testvérvárosok Terei Általános Iskola fejlesztése" című) projekt akciótervi nevesítéséről
- 1558/2013. (VIII. 15.) Korm. határozat a KDOP-2.1.1/B-12-2012-0049 azonosító számú ("Új állandó turisztikai attrakciók létre-hozása, és a meglévő bemutatóhelyek fejlesztése a várpalotai Thury-várban" című) projekttel összefüggésben a Szindbád Kulturális és Szolgáltató Kiemelten Közhasznú Nonprofit Korlátolt Felelősségű Társaság biztosítéknyújtási kötelezettség alóli egyedi mentesítéséről
- 1559/2013. (VIII. 15.) Korm. határozat A Magyarországi Németek Általános Művelődési Központja Intézményfenntartó és Működtető Közalapítvány által tervezett köznevelési intézmény fejlesztését célzó kiemelt tervezési felhívás közzétételéről és a Nyugat-Dunántúli Operatív Program 5. prioritás keretének növeléséről
- 1560/2013. (VIII. 16.) Korm. határozat A „Catastrum” című katasztertörténeti folyóirat működési költségeinek biztosítása érdekében a Vidékfejlesztési Minisztérium és az Emberi Erőforrások Minisztériuma fejezetek közötti előirányzat-átcsoportosításról
- 1561/2013. (VIII. 16.) Korm. határozat A meteorológiai feladatok finanszírozása érdekében a Honvédelmi Minisztérium és a Vidékfejlesztési Minisztérium fejezetek közötti előirányzat-átcsoportosításról
- 1562/2013. (VIII. 16.) Korm. határozat A 2012. évi kötelezettségvállalással nem terhelt előirányzat-maradványok egy részének felhasználásáról
- 1563/2013. (VIII. 16.) Korm. határozat A balatoni fejlesztések megvalósítása érdekében a rendkívüli kormányzati intézkedésekre szolgáló tartalékból történő előirányzat-átcsoportosításról
- 1564/2013. (VIII. 16.) Korm. határozat Az Itthon vagy – Magyarország szeretlek kulturális program lebonyolításához a rendkívüli kormányzati intézkedésekre szolgáló tartalékból történő előirányzat-átcsoportosításról
- 1565/2013. (VIII. 21.) Korm. határozat A Dunaferr Zrt. kapcsán szükséges egyes intézkedésekről
- 1566/2013. (VIII. 21.) Korm. határozat A 2014. évi Budapesti Tavaszi Fesztivál előkészítésének támogatása érdekében a rendkívüli kormányzati intézkedésekre szolgáló tartalékból történő előirányzat-átcsoportosításról
- 1567/2013. (VIII. 21.) Korm. határozat A Népművészet Mestere díj 2013. évi adományozásáról
- 1568/2013. (VIII. 21.) Korm. határozat A rendkívüli kormányzati intézkedésekre szolgáló tartalékból történő előirányzat-átcsoportosításról
- 1569/2013. (VIII. 21.) Korm. határozat A GOP-2.1.3-12-2013-0028 azonosító számú („25MWp Amorf Szilícium Vékonyréteg Napelemgyár Csorna” című) projekt támogatásának jóváhagyásáról
- 1570/2013. (VIII. 22.) Korm. határozat A Szabadságharcosokért Közalapítvány Alapító Okiratának módosításáról
- 1571/2013. (VIII. 27.) Korm. határozat A KÖZOP-3.5.0-09-11-2013-0004 azonosító számú [„M86 gyorsforgalmi út Szeleste–Csorna szakasz I. ütem megvalósítása Szeleste–Hegyfalu (84. sz. főúti csomópontig) a 98+300–105+800 km. sz. között” című] projektjavaslat akciótervi nevesítéséről és támogatásának jóváhagyásáról
- 1572/2013. (VIII. 27.) Korm. határozat A KÖZOP-3.5.0-09-11-2013-0018 azonosító számú („31. sz. főút JNSZ megyei szakasz 115 kN tengelyterhelésre történő megerősítése” című) projektjavaslat akciótervi nevesítéséről és támogatásának jóváhagyásáról
- 1573/2013. (VIII. 27.) Korm. határozat A KÖZOP-3.5.0-09-11-2013-0017 azonosító számú („62. sz. főút Seregélyes elkerülő szakasz építése” című) projektjavaslat akciótervi nevesítéséről és támogatásának jóváhagyásáról
- 1574/2013. (VIII. 27.) Korm. határozat A KÖZOP-3.5.0-09-11-2013-0015 azonosító számú („88. sz. főút 11,5 t burkolat megerősítés és fejlesztés 3,712–10,046 kmsz. – K088.02” című) projektjavaslat akciótervi nevesítéséről és támogatásának jóváhagyásáról
- 1575/2013. (VIII. 27.) Korm. határozat A KÖZOP-3.5.0-11-2013-0012 azonosító számú („33. sz. főút Heves és Jász-Nagykun-Szolnok megyei szakasz 11,5 tonnás burkolaterősítés 0+000–37+780 km szelvények között” című) projektjavaslat akciótervi nevesítéséről és támogatásának jóváhagyásáról
- 1576/2013. (VIII. 27.) Korm. határozat A KÖZOP-3.5.0-09-11-2013-0013 azonosító számú („86. sz. főút Nádasd elkerülő szakasz” című) és a KÖZOP-3.5.0-09-11-2013-0014 azonosító számú [„86. sz. főút 37,7–53 kmsz. 11,5 t burkolat erősítés (Vas megye)” című] projektjavaslatok támogatásának jóváhagyásáról
- 1577/2013. (VIII. 27.) Korm. határozat A Gazdaságfejlesztési Operatív Program 2011–2013. évekre szóló akciótervének módosításáról
- 1578/2013. (VIII. 27.) Korm. határozat Az Integrált Közlekedésfejlesztési Operatív Program tervezése során a transzeurópai közlekedési hálózat (TEN-T) közúti elemeinek felülvizsgálatáról
- 1579/2013. (VIII. 28.) Korm. határozat Az adóügyekben történő kölcsönös adminisztratív segítségnyújtásról szóló Egyezmény és az adóügyekben történő kölcsönös adminisztratív segítségnyújtásról szóló Egyezményt módosító Jegyzőkönyv szövegének végleges megállapítására adott felhatalmazásról
- 1580/2013. (VIII. 28.) Korm. határozat A Gábor Dénes Elektronikai Műszaki Szakközépiskola és Kollégium fenntartói jogának átvétele érdekében az Emberi Erőforrások Minisztériuma és a Honvédelmi Minisztérium fejezetek közötti előirányzat-átcsoportosításról
- 1581/2013. (VIII. 28.) Korm. határozat A Nemzeti Kézilabda Akadémia működési és utánpótlás-fejlesztési feladatainak támogatására a rendkívüli kormányzati intézkedésekre szolgáló tartalékból történő előirányzat-átcsoportosításról
- 1582/2013. (VIII. 28.) Korm. határozat A geszti Tisza kripta megközelítését szolgáló önkormányzati tulajdonú út kiépítése érdekében a IX. Helyi önkormányzatok támogatásai fejezeten belüli előirányzat-átcsoportosításról
- 1583/2013. (VIII. 28.) Korm. határozat A Miskolc–Lyukóvölgy városrészen áthaladó út felújítása érdekében a IX. Helyi önkormányzatok támogatásai fejezeten belüli előirányzat- átcsoportosításról
- 1584/2013. (VIII. 28.) Korm. határozat A KEOP-2012-5.6.0 jelű („Központi költségvetési szervek energiahatékonysági beruházásai” című) pályázati felhívásra benyújtható projektjavaslatok jóváhagyásáról
- 1585/2013. (VIII. 28.) Korm. határozat A Társadalmi Megújulás Operatív Program 2011–2013. évekre szóló akcióterve 2. prioritásának módosításáról
- 1586/2013. (VIII. 28.) Korm. határozat A TÁMOP-4.2.2.C-11/1-KONV számú („Előremutató Infokommunikációs Technológiák kutatásának támogatása, valamint a kapcsolódó IT szakember-utánpótlás biztosítása” című) konstrukció egymilliárd forintot meghaladó támogatási igényű projektjavaslatainak jóváhagyásáról
- 1587/2013. (VIII. 28.) Korm. határozat A Gazdaságfejlesztési Operatív Program keretében egyes komplex technológiai fejlesztés és foglalkoztatás támogatását célzó projektek támogatásának jóváhagyásáról
- 1588/2013. (VIII. 28.) Korm. határozat A TÁMOP-4.1.1.C-12/1/KONV jelű („Regionális és ágazati felsőoktatási együttműködés támogatása, vidéki felsőoktatási integráció elősegítése” című) konstrukció egymilliárd forintot meghaladó támogatási igényű projektjavaslatainak jóváhagyásáról
- 1589/2013. (VIII. 28.) Korm. határozat A TIOP-2.2.6/12/1/A számú („Struktúraváltás támogatása az onkológia centrumok fejlesztésével” című) konstrukció egymilliárd forintot meghaladó támogatási igényű projektjavaslatainak jóváhagyásáról
- 1590/2013. (VIII. 28.) Korm. határozat Az ÉAOP-2.1.1/A.I-12-2012-0002 azonosító számú („A hajdúszoboszlói Hungarospa célcsoportorientált attrakciófejlesztése” című) projekttel összefüggésben a Hungarospa Hajdúszoboszlói Gyógyfürdő és Egészségturisztikai Zártkörűen Működő Részvénytársaság biztosítéknyújtási kötelezettség alóli egyedi mentesítéséről
- 1591/2013. (VIII. 28.) Korm. határozat Az ÉAOP-5.1.2/C-11-2011-0009 azonosító számú („»Víz nélkül nincs élet, és víz nélkül nincs fejlődés sem« – Derecske város régi szennyvíztisztító telepének, szigeteletlen oxidációs tórendszerének rekultivációja” című) projekttel összefüggésben a Derecskei Városgazdálkodási Nonprofit Korlátolt Felelősségű Társaság biztosítéknyújtási kötelezettség alóli egyedi mentesítéséről
- 1592/2013. (VIII. 29.) Korm. határozat A világörökségi gondnoksági feladatok ellátása érdekében az Emberi Erőforrások Minisztériuma és a Vidékfejlesztési Minisztérium fejezetek közötti előirányzat-átcsoportosításról
- 1593/2013. (VIII. 29.) Korm. határozat A Vidékfejlesztési Minisztérium és az Emberi Erőforrások Minisztériuma fejezetek közötti, a vadászható állatfajok monitoring programjainak beindítása és a vadászható állatfajok fajvédelmi terveinek kidolgozása érdekében történő előirányzat-átcsoportosításról
- 1594/2013. (VIII. 29.) Korm. határozat A KÖZOP-5.5.0-09-2010-0025 azonosító számú („1-es és 3-as villamos vonalak továbbfejlesztésének I. üteme, a budapesti körgyűrűs, kötöttpályás hálózat fejlesztésének részeként” című) projekt támogatásának növeléséről
- 1595/2013. (VIII. 29.) Korm. határozat A Magyar–Horvát Kisebbségi Vegyes Bizottság XII. ülésén elfogadott és fenntartott ajánlások jóváhagyásáról
- 1596/2013. (VIII. 29.) Korm. határozat A Magyar–Szlovák Kisebbségi Vegyes Bizottság XI. ülésén elfogadott és fenntartott ajánlások jóváhagyásáról
- 1597/2013. (VIII. 29.) Korm. határozat Magyarország Kormánya és Jersey Kormánya között az adóügyi információcseréről szóló Egyezmény szövegének végleges megállapítására adott felhatalmazásról
- 1598/2013. (VIII. 30.) Korm. határozat A higanyról szóló Minamata Egyezmény szövegének végleges megállapítására adott felhatalmazásról

#### Szeptember (1599−1690)
- 1599/2013. (IX. 3.) Korm. határozat A közszférában alkalmazandó nyugdíjpolitikai elvekről szóló 1700/2012. (XII. 29.) Korm. határozatnak az oktatási, a szakképzési területen való végrehajtásáról
- 1600/2013. (IX. 3.) Korm. határozat Az Állami Autópálya Kezelő Zártkörűen működő Részvénytársaság közútkezelői tevékenységének a Magyar Közút Nonprofit Zártkörűen Működő Részvénytársaságnak történő átadásáról
- 1601/2013. (IX. 3.) Korm. határozat A dunai árvízi védekezési, vízkárelhárítási feladatokkal összefüggő kiadások finanszírozásáról
- 1602/2013. (IX. 3.) Korm. határozat A Közigazgatási és Igazságügyi Minisztérium költségvetési fejezetébe tartozó egyes előirányzatok címrendi besorolásának megváltoztatásáról
- 1603/2013. (IX. 3.) Korm. határozat A Kormány által alapított közalapítványokkal és alapítványokkal kapcsolatos időszerű intézkedésekről szóló 1159/2010. (VII. 30.) Korm. határozat által előírt felülvizsgálati eljárás megállapításai alapján szükséges intézkedésekről szóló 1316/2010. (XII. 27.) Korm. határozat módosításáról
- 1604/2013. (IX. 3.) Korm. határozat A Zsámbék 856, 831 és 804 helyrajzi számú ingatlanok tulajdonjogának az állam javára történő megszerzéséről, valamint az ingatlanok hasznosításáról
- 1605/2013. (IX. 3.) Korm. határozat A 813. számú főút, Győr keleti elkerülő út ütemezett megvalósításáról
- 1606/2013. (IX. 3.) Korm. határozat A KEOP-1.2.0/09-11-2011-0056 azonosító számú („Budapest – Komplex Integrált Szennyvízelvezetése” című) nagyprojekt javaslat jóváhagyásáról
- 1607/2013. (IX. 5.) Korm. határozat Egyes minősített adatok felülvizsgálatának kezdeményezéséről
- 1608/2013. (IX. 5.) Korm. határozat A 2008–2009-es romagyilkosságok túlélő sértettjeinek és közvetlenül érintett egyéb áldozatainak megsegítéséről
- 1609/2013. (IX. 5.) Korm. határozat A rendkívüli kormányzati intézkedésekre szolgáló tartalékból történő előirányzat-átcsoportosításról szóló 1155/2013. (III. 26.) Korm. határozatban foglalt határidőtől való eltérésről
- 1610/2013. (IX. 5.) Korm. határozat A helyi önkormányzatok adósságot keletkeztető, valamint kezesség-, illetve garanciavállalásra vonatkozó ügyleteihez történő 2013. augusztusi előzetes kormányzati hozzájárulásról
- 1611/2013. (IX. 5.) Korm. határozat A helyi önkormányzatok szociális célú tűzifavásárláshoz kapcsolódó kiegészítő támogatása érdekében a IX. Helyi önkormányzatok támogatásai fejezeten belüli előirányzat-átcsoportosításról
- 1612/2013. (IX. 5.) Korm. határozat A Nemzeti Fejlesztési Minisztérium peres ügyből eredő fizetési kötelezettségéhez szükséges forrás biztosításáról
- 1613/2013. (IX. 5.) Korm. határozat A Nemzeti Választási Iroda feladatellátásához kapcsolódóan a Közigazgatási és Igazságügyi Minisztérium és az Országgyűlés fejezetek közötti előirányzat-átcsoportosításról
- 1614/2013. (IX. 5.) Korm. határozat A Nemzeti Közszolgálati Egyetem kollégiumi épületének felújításához kapcsolódóan a Közigazgatási és Igazságügyi Minisztérium és a Honvédelmi Minisztérium fejezetek közötti előirányzat-átcsoportosításról
- 1615/2013. (IX. 5.) Korm. határozat Az Ankarában létesítendő oktatási-kulturális szakdiplomata álláshelyről
- 1616/2013. (IX. 5.) Korm. határozat A gáz csatlakozó vezetékek és felhasználói berendezések műszaki biztonsági felülvizsgálatával kapcsolatos további szükséges intézkedésekről
- 1617/2013. (IX. 5.) Korm. határozat A minisztérium működéséhez szükséges gépjárművek üzemeltetéséhez kapcsolódóan a Közigazgatási és Igazságügyi Minisztérium és a Nemzeti Fejlesztési Minisztérium fejezetek közötti előirányzat-átcsoportosításról
- 1618/2013. (IX. 5.) Korm. határozat A Konfuciusz Intézetek Közép- és Kelet-európai Regionális Oktatási Centruma létrehozásának támogatásáról
- 1619/2013. (IX. 5.) Korm. határozat A Rubik kocka motívuma és gondolatisága által ihletett kiállítási központ létrehozásának előkészítésével kapcsolatos egyes kérdésekről
- 1620/2013. (IX. 5.) Korm. határozat A Rubik kocka motívuma és gondolatisága által ihletett kiállítási központ megvalósításával összefüggő egyes feladatok ellátása költségeinek fedezetéhez szükséges fejezetek közötti előirányzat-átcsoportosításról
- 1621/2013. (IX. 5.) Korm. határozat A „Holokauszt Gyermekáldozatainak Emlékhelye – Európai Oktatási Központ” elnevezésű állami beruházás egyes kérdéseiről
- 1622/2013. (IX. 5.) Korm. határozat Az egymilliárd forintot meghaladó támogatási igényű GOP projektjavaslatok jóváhagyásáról
- 1623/2013. (IX. 5.) Korm. határozat Az egyes 2007–2013. évekre szóló operatív programok módosításáról
- 1624/2013. (IX. 5.) Korm. határozat A közfoglalkoztatáshoz kapcsolódó képzési program előkészítéséről
- 1625/2013. (IX. 5.) Korm. határozat A 2014–2020 közötti időszakra érvényes regionális támogatási térképről, a Közép-magyarországi régió támogathatóságáról és a 2007–2013 között hatályos regionális támogatási térkép meghosszabbításáról
- 1626/2013. (IX. 5.) Korm. határozat Az Elektronikus Közigazgatás Operatív Program 2007–2008., 2009–2010. és 2011–2013. évekre szóló akciótervének módosításáról
- 1627/2013. (IX. 5.) Korm. határozat A Társadalmi Infrastruktúra Operatív Program 2011–2013. évekre szóló akcióterve 2. prioritásának módosításáról
- 1628/2013. (IX. 5.) Korm. határozat Az ÉAOP-2.1.1/E-12-k2-2012-0004 azonosító számú („Komplex ökoturisztikai fejlesztés a Hortobágyi Nemzeti Parkban” című) kiemelt projekttel összefüggésben biztosítéknyújtási kötelezettség alóli egyedi mentesítésről
- 1629/2013. (IX. 5.) Korm. határozat Az uniós forrásfelhasználást akadályozó jogszabály-módosítások előkészítéséről
- 1630/2013. (IX. 10.) Korm. határozat A Santiago de Chilei Nagykövetség újranyitásához kapcsolódó feladatokról
- 1631/2013. (IX. 10.) Korm. határozat A szombathelyi sportcélú beruházásokkal kapcsolatos egyes kérdésekről
- 1632/2013. (IX. 10.) Korm. határozat A 2012. évi kötelezettségvállalással nem terhelt előirányzat-maradványok egy részének felhasználásáról
- 1633/2013. (IX. 10.) Korm. határozat A forgalmazási engedéllyel rendelkező pénztárgép forgalmazók forrásbevonásához egyedi állami kezességvállalásra történő felhatalmazásról
- 1634/2013. (IX. 10.) Korm. határozat Az Ős-Dráva Program összehangolásáért felelős kormánybiztos kinevezéséről és feladatairól
- 1635/2013. (IX. 10.) Korm. határozat A regionális operatív programok 2011–2013. évekre szóló akcióterveinek megállapításáról és a Nyugat-Dunántúli Operatív Program 2011–2013. évekre szóló akcióterve 5. prioritás keretének növeléséről
- 1636/2013. (IX. 10.) Korm. határozat A KEOP-1.1.1/B/10-11-2013-0005 azonosító számú („Szilárdhulladék-gazdálkodási rendszer továbbfejlesztése a Heves Megyei Regionális Hulladékgazdálkodási Társulás területén” című) projekt támogatásának jóváhagyásáról
- 1637/2013. (IX. 10.) Korm. határozat A budapesti 4. számú metróvonal I. szakasz (Kelenföldi pályaudvar–Keleti pályaudvar) és kapcsolódó felszíni beruházásai című projekt megvalósítása keretében a budapesti 4. számú metróvonal I. szakasz: Co-05/B, Co-06/A, Co-07 számú szerződések módosításainak jóváhagyásáról, valamint a szerződésmódosítások alapján folyósítandó hazai költségvetési forrás meghatározásáról
- 1638/2013. (IX. 11.) Korm. határozat A Nemzeti Stadionfejlesztési Programmal kapcsolatos feladatokról
- 1639/2013. (IX. 11.) Korm. határozat A Határon Átnyúló Együttműködési Programokból megvalósuló útépítési projektek finanszírozása érdekében az Uniós fejlesztések és a Nemzeti Fejlesztési Minisztérium fejezetek közötti előirányzat-átcsoportosításról
- 1640/2013. (IX. 11.) Korm. határozat A 2012. évi kötelezettségvállalással nem terhelt előirányzat-maradványok egy részének felhasználásáról
- 1641/2013. (IX. 11.) Korm. határozat A 2012. évi kötelezettségvállalással nem terhelt előirányzat-maradványok egy részének felhasználásáról, a Játékszín Nonprofit Kft. működésének támogatásáról
- 1642/2013. (IX. 16.) Korm. határozat A Magyarország és a Vietnámi Szocialista Köztársaság között a kiadatásról szóló egyezmény szövegének végleges megállapítására adott felhatalmazásról
- 1643/2013. (IX. 16.) Korm. határozat A Magyarország és a Vietnámi Szocialista Köztársaság között az elítélt személyek átszállításáról szóló egyezmény szövegének végleges megállapítására adott felhatalmazásról
- 1644/2013. (IX. 16.) Korm. határozat A Magyarország Kormánya és a Vietnámi Szocialista Köztársaság Kormánya között az atomenergia békés célú felhasználása terén folytatandó képzési, kutatási, hatósági és műszaki együttműködésről szóló megállapodás szövegének végleges megállapítására adott felhatalmazásról
- 1645/2013. (IX. 17.) Korm. határozat A strukturális és kohéziós támogatásokból megvalósuló európai uniós programok finan-szírozásához szükséges források biztosításáról
- 1646/2013. (IX. 17.) Korm. határozat A létesítménybiztosítással érintett ingatlanok körének bővítéséhez kapcsolódóan az Uniós Fejlesztések és a Belügyminisztérium fejezetek közötti előirányzat-átcsoportosításról
- 1647/2013. (IX. 17.) Korm. határozat A Honvédelmi Minisztérium és a Külügyminisztérium közötti, az új NATO székház finan-szírozásához kapcsolódó előirányzat-átcsoportosításról
- 1648/2013. (IX. 17.) Korm. határozat A Magyar Állami Operaház 2013. évi működéséhez szükséges források biztosítása érdekében a 2012. évi kötelezettségvállalással nem terhelt előirányzat-maradványok egy részének felhasználásáról, valamint hosszú távú működéséhez szükséges további intézkedésekről
- 1649/2013. (IX. 17.) Korm. határozat A KEOP-7.1.3.0-2008-0027. (KEOP-1.3.0/09-11-2012-0012.) számú ivóvízminőség-javító beruházás saját hatáskörben történő megvalósításáról
- 1650/2013. (IX. 17.) Korm. határozat A KEOP-7.1.3.0/09-2010-0013. (KEOP-1.3.0/09-11-2012-0017.) számú ivóvízminőség-javító beruházás saját hatáskörben történő megvalósításáról
- 1651/2013. (IX. 17.) Korm. határozat A DAOP-2.1.1/G-11-k2-2012-0004 azonosító számú („Baja fesztivál-város turisztikai háttér infrastruktúrájának komplex fejlesztése” című) kiemelt projekt támogatási összege növelésének jóváhagyásáról
- 1652/2013. (IX. 17.) Korm. határozat A TÁMOP-1.2.1-07/1-2007-0002 azonosító számú („Hátrányos helyzetűek foglalkoztatását ösztönző járulékkedvezmények” című) egymilliárd forintot meghaladó támogatási igényű projektjavaslat jóváhagyásáról
- 1653/2013. (IX. 17.) Korm. határozat A TIOP-1.3.2-13/1-2013-0001 azonosító számú, „Szuperszámítástechnika (HPC) a felsőoktatásban” című kiemelt projektjavaslat akciótervi nevesítéséről és támogatásának jóváhagyásáról
- 1654/2013. (IX. 17.) Korm. határozat A Környezet és Energia Operatív Program keretében egyes hulladékgazdálkodási projektek támogatásának jóváhagyásáról
- 1655/2013. (IX. 17.) Korm. határozat A Jászkun Volán Közlekedési Zártkörűen Működő Részvénytársaság biztosítéknyújtási kötelezettség alóli egyedi mentesítéséről
- 1656/2013. (IX. 17.) Korm. határozat Az ÉAOP-5.1.2/C-11-2012-0008 azonosító számú („A Debreceni Vízmű Zrt. Vekeri-tavi pihenőközpont és Lovász-zugi földmedrű szigeteletlen oxidációs tórendszerének rekultivációja” című) projekttel összefüggésben a Debreceni Vízmű Zártkörűen Működő Részvénytársaság biztosítéknyújtási kötelezettség alóli egyedi mentesítéséről
- 1657/2013. (IX. 17.) Korm. határozat A másodfokú építésügyi hatósági szervezetrendszer átalakításával összefüggésben a Közigazgatási és Igazságügyi Minisztérium és a Belügyminisztérium fejezetek közötti előirányzat-átcsoportosításról
- 1658/2013. (IX. 17.) Korm. határozat Az egészségügyi gazdasági társaságok volt foglalkoztatottjai 2013. évi kompenzációjához szükséges előirányzat-átcsoportosításról
- 1659/2013. (IX. 20.) Korm. határozat Az ENSZ Közgyűlésének 68. ülésszakán való magyar részvételről
- 1660/2013. (IX. 20.) Korm. határozat A Magyarország Kormánya és a Koreai Köztársaság Kormánya között a nukleáris energia békés célú felhasználása terén történő együttműködésről szóló megállapodás szövegének végleges megállapítására adott felhatalmazásról
- 1661/2013. (IX. 20.) Korm. határozat A 2015. évi Milánói Világkiállítás magyar pavilonjának megvalósításáról, valamint programirodájának létrehozásáról
- 1662/2013. (IX. 20.) Korm. határozat A köznevelési rendszer minőségi állami tankönyvekkel való ellátását célzó kormányzati intézkedésről
- 1663/2013. (IX. 20.) Korm. határozat Közösségi tér létrehozása érdekében egyes ingatlanok tulajdonjogának állam javára történő megszerzésének támogatásához szükséges források biztosításáról
- 1664/2013. (IX. 20.) Korm. határozat A Személyi Állapot Nemzetközi Bizottságban való tagság utáni fizetési kötelezettségekhez kapcsolódóan a Közigazgatási és Igazságügyi Minisztérium és a Belügyminisztérium fejezetek közötti előirányzat-átcsoportosításról
- 1665/2013. (IX. 20.) Korm. határozat Az Erzsébet téri Kulturális Központ és Park II. ütemének megvalósításához kapcsolódóan a Közigazgatási és Igazságügyi Minisztérium és a Miniszterelnökség fejezetek közötti előirányzat-átcsoportosításról
- 1666/2013. (IX. 23.) Korm. határozat  A szellemi tulajdon védelmére irányuló nemzeti stratégia elfogadásáról és a végrehajtásával összefüggő feladatokról
- 1667/2013. (IX. 23.) Korm. határozat Az Andrássy Gyula Budapesti Német Nyelvű Egyetem és a Moholy-Nagy Művészeti Egyetem kiemelt felsőoktatási intézménnyé minősítéséről
- 1668/2013. (IX. 24.) Korm. határozat A Tüskecsarnok és az új uszodakomplexum befejezéséhez kapcsolódó további feladatokról
- 1669/2013. (IX. 25.) Korm. határozat A Nemzeti Tudománypolitikai és Innovációs Testület létrehozásáról
- 1671/2013. (IX. 25.) Korm. határozat Az állami ménesek egységes és hatékony állami irányításának kialakításáról
- 1672/2013. (IX. 30.) Korm. határozat A Közalapítvány a Budapesti Német Nyelvű Egyetemért alapító okiratának módosításáról
- 1673/2013. (IX. 30.) Korm. határozat Kiemelt termék saját hatáskörben történő beszerzése során a szerződés időbeli hatályára vonatkozó korlátozás alóli mentesítésről
- 1674/2013. (IX. 30.) Korm. határozat A 2012. évi kötelezettségvállalással nem terhelt előirányzat-maradványok egy részének felhasználásáról és a Normafa Park kiemelt beruházással összefüggő feladatokról
- 1675/2013. (IX. 30.) Korm. határozat A Nemzeti Közszolgálati Egyetem kollégiumi épületének felújításához kapcsolódóan a Közigazgatási és Igazságügyi Minisztérium és a Honvédelmi Minisztérium fejezetek közötti előirányzat-átcsoportosításról
- 1676/2013. (IX. 30.) Korm. határozat Az egyszerűsített honosítási, valamint a magyar állampolgárság megállapítására irányuló kérelmek hatékonyabb külföldi átvétele érdekében a Miniszterelnökség és a Külügyminisztérium fejezetek közötti előirányzat-átcsoportosításról
- 1677/2013. (IX. 30.) Korm. határozat Az Államreform Operatív Program 2011–2013. időszakra szóló akciótervének módosításáról és az Államreform Operatív Program tartaléklistájáról
- 1678/2013. (IX. 30.) Korm. határozat Az országos közúthálózaton a nyomvályúk és felületi egyenetlenségek megszüntetését célzó, közlekedésbiztonságot, fenntarthatóságot és térségi elérhetőséget javító programról
- 1679/2013. (IX. 30.) Korm. határozat A TIOP-2.2.6/12/1/B azonosító számú („Struktúraváltás támogatása a járó- és fekvőbeteg ellátás fejlesztésével” című) konstrukció keretében benyújtott projektjavaslatok támogatásának jóváhagyásáról
- 1680/2013. (IX. 30.) Korm. határozat A Duna transznacionális együttműködési program közös intézményrendszerének felállításához szükséges feladatokról
- 1681/2013. (IX. 30.) Korm. határozat A Társadalmi Megújulás Operatív Program 3.1.4-12/1-2 „Innovatív iskolák fejlesztése” című pályázati kiírásokra beérkezett pályázatok értékeléséről, a vonatkozó megoldási javaslatról és eljárásról szóló 1483/2012. (XI. 7.) Korm. határozat módosításáról
- 1682/2013. (IX. 30.) Korm. határozat A KEOP-2012-5.6.0 jelű („Központi költségvetési szervek energiahatékonysági beruházásai” című) pályázati konstrukcióra előzetes kérdőívet benyújtó, az Emberi Erőforrások Minisztériuma fenntartásában lévő intézmények pályázatairól
- 1683/2013. (IX. 30.) Korm. határozat A KÖZOP-3.1.1-07-2008-0014 azonosító számú („61. sz. főút Nagykanizsa elkerülő szakasz építése” című) kiemelt projekt támogatási összege növelésének jóváhagyásáról
- 1684/2013. (IX. 30.) Korm. határozat A DDOP-4.1.3/A-2008-0004 azonosító számú („Zsolnay Kulturális Negyed” című) projekt támogatásának növeléséről és a nagyprojekt támogatási kérelemnek az Európai Bizottsághoz történő benyújtásáról
- 1685/2013. (IX. 30.) Korm. határozat A fővárosi közösségi közlekedés zavartalan működésének fenntartása érdekében szükséges további intézkedésről
- 1686/2013. (IX. 30.) Korm. határozat A 2012. évi kötelezettségvállalással nem terhelt előirányzat-maradványok egy részének felhasználásáról
- 1687/2013. (IX. 30.) Korm. határozat A Magyar Nemzeti Múzeum Esztergomi Vármúzeuma restaurálásának befejezése és a sziráki Teleki-sírbolt teljes helyreállítása céljából a Miniszterelnökség és az Emberi Erőforrások Minisztériuma fejezetek közötti előirányzat-átcsoportosításról
- 1688/2013. (IX. 30.) Korm. határozat A magyarországi Holokauszt Emlékévhez kapcsolódó kezdeményezések támogatását célzó Civil Alap – 2014 pályázati programról
- 1689/2013. (IX. 30.) Korm. határozat A Nemzeti Fejlesztési Minisztérium és a Miniszterelnökség fejezetek közötti előirányzat-átcsoportosításról
- 1690/2013. (IX. 30.) Korm. határozat A Magyarország Kormánya és Georgia Kormánya közötti oktatási, tudományos és kulturális együttműködésről szóló egyezmény szövegének végleges megállapítására adott felhatalmazásról

#### Október (1691−1782)
- 1691/2013. (X. 2.) Korm. határozat Az Európai Unió által a 2014–2020 közötti európai uniós programozási időszakban létrehozásra kerülő Belső Biztonsági Alaphoz kapcsolódó hétéves szakpolitikai stratégiáról
- 1692/2013. (X. 2.) Korm. határozat A Zichy-hagyaték egységes megőrzéséhez szükséges intézkedésekről
- 1693/2013. (X. 2.) Korm. határozat A regionális operatív programok 2011–2013. évekre szóló akcióterveinek megállapításáról és egyes prioritások keretének növeléséről
- 1694/2013. (X. 2.) Korm. határozat Egyes közlekedésfejlesztési tárgyú kormányhatározatok módosításáról
- 1695/2013. (X. 2.) Korm. határozat Az egymilliárd forintot meghaladó támogatási igényű GOP projektjavaslatok jóváhagyásáról szóló 1622/2013. (IX. 5.) Korm. határozat módosításáról
- 1696/2013. (X. 2.) Korm. határozat A Közlekedés Operatív Program nagyprojektjeinek Európai Bizottsághoz történő benyújtásáról és az ehhez szükséges intézkedésekről
- 1697/2013. (X. 2.) Korm. határozat A KÖZOP-5.5.0-09-11-2012-0009 azonosító számú („Budapesti villamos és trolibusz járműfejlesztés I. ütem” című), valamint a KÖZOP-2.5.0-09-11-2013-0008 azonosító számú („Elővárosi vasúti személyszállítás céljára 42 db villamos motorvonat beszerzése a MÁV-START Zrt. részére” című) nagyprojektek támogatási kérelmeinek Európai Bizottsághoz történő benyújtásáról
- 1698/2013. (X. 4.) Korm. határozat A Migrációs Stratégia és az azon alapuló, az Európai Unió által a 2014–2020 ciklusban létrehozásra kerülő Menekültügyi és Migrációs Alaphoz kapcsolódó hétéves stratégiáról
- 1699/2013. (X. 4.) Korm. határozat A Magyarország Kormánya és az Európai Űrügynökség közötti, az Európai Együttműködő Államok Terve (PECS) programban való részvételről szóló megállapodás meghosszabbításáról szóló megállapodás szövegének végleges megállapítására adott felhatalmazásról
- 1700/2013. (X. 4.) Korm. határozat A 2012. évi kötelezettségvállalással nem terhelt előirányzat-maradványok egy részének felhasználásáról, valamint egyes kormányhatározatok módosításáról
- 1701/2013. (X. 4.) Korm. határozat A Tisza-tó Nemzeti Programról
- 1702/2013. (X. 4.) Korm. határozat Az ÉMOP-3.1.2/C-09-2f-2011-0001 azonosító számú („Dobó tér – Eger patak – Belvárosi térsor funkcióbővítő rehabilitációja” című) kiemelt projekt támogatási összeg növelésének jóváhagyásáról
- 1703/2013. (X. 8.) Korm. határozat Az Élelmiszerlánc-biztonsági Stratégia (2013–2022) elfogadásáról
- 1703/2013. (X. 8.) Korm. határozat Az Élelmiszerlánc-biztonsági Stratégia (2013–2022) elfogadásáról
- 1704/2013. (X. 8.) Korm. határozat A 2013/2014. évi átmeneti időszak téli közfoglalkoztatásával összefüggő képzési program kérdéseiről
- 1705/2013. (X. 8.) Korm. határozat A túlzott hiány eljárás megszüntetése érdekében szükséges intézkedésekről szóló 1259/2013. (V. 13.) Korm. határozat módosításáról
- 1706/2013. (X. 8.) Korm. határozat Az Isztambuli Magyar Intézet létrehozásához szükséges, a rendkívüli kormányzati intézkedésekre szolgáló tartalékból történő előirányzat-átcsoportosításról
- 1707/2013. (X. 8.) Korm. határozat Miskolc és térsége kiemelt fejlesztési központtá nyilvánításáról
- 1708/2013. (X. 8.) Korm. határozat A „8. sz. főút Márkó–Herend közötti szakasz 11,5 t burkolat-megerősítés, kapacitásbővítés (63+650–69+055) kmsz.” című egymilliárd forintot meghaladó támogatási igényű projektjavaslat jóváhagyásáról
- 1709/2013. (X. 8.) Korm. határozat A DDOP-2.1.1/A.B-12-2012-0037 azonosító számú („»Kalanderdő« – természetközeli élmények a Deseda környékén” című) projekttel összefüggésben a biztosítéknyújtási kötelezettség alóli egyedi mentesítésről
- 1710/2013. (X. 8.) Korm. határozat Az „ERNYŐ_13” kódszámú („K+F+I ernyőprojektek támogatása” tárgyú) pályázat keretében megvalósítani tervezett, egymilliárd forintot meghaladó támogatási igényű projektek jóváhagyásáról
- 1711/2013. (X. 8.) Korm. határozat A Környezet és Energia Operatív program keretében megvalósítani tervezett egyes szennyvíz-elvezetési és tisztítási beruházások Kormány általi saját hatáskörben történő megvalósításáról
- 1712/2013. (X. 8.) Korm. határozat A KEOP-1.2.0/2F/09-2010-0089 azonosító számú („Keszthelyi szennyvíztisztító telep kapacitásbővítése és kapcsolódó iszapkezelő létesítmények építése” című) projekt támogatási összege növelésének jóváhagyásáról
- 1713/2013. (X. 8.) Korm. határozat A KEOP-1.2.0/09-11-2013-0033 azonosító számú („Tiszaszentimre Község szennyvízelvezetése és tisztítása” című) projekt támogatásának jóváhagyásáról
- 1714/2013. (X. 8.) Korm. határozat A KEOP-1.1.1/2F/09-11-2013-0001 azonosító számú („Az Abaúj-Zempléni Szilárdhulladék Gazdálkodási Rendszer teljes kiépítése” című) projekt támogatásának jóváhagyásáról
- 1715/2013. (X. 8.) Korm. határozat A KÖZOP-2.5.0-09-11-2013-0012 azonosító számú [„Győr–Sopron vasútvonal Győr (Rába-híd)–Fertőszentmiklós (kiz.) szakasz engedélyezési tervdokumentáció készítése” című] projektjavaslat támogatásának jóváhagyásáról és akciótervi nevesítéséről
- 1716/2013. (X. 9.) Korm. határozat A helyi önkormányzatok adósságot keletkeztető, valamint kezesség-, illetve garanciavállalásra vonatkozó ügyleteihez történő 2013. szeptemberi előzetes kormányzati hozzájárulásról
- 1717/2013. (X. 9.) Korm. határozat A központosított kormányzati infokommunikációs szolgáltatások továbbfejlesztéséhez szükséges egyes feladatokról
- 1718/2013. (X. 9.) Korm. határozat A Környezet és Energia Operatív Program forrásából megvalósított közös érdekeltségű hidrometeorológiai hálózatnak az Európai Unió által előírt kötelező fenntartása érdekében a Belügyminisztérium és a Vidékfejlesztési Minisztérium fejezetek közötti előirányzat-átcsoportosításról
- 1719/2013. (X. 9.) Korm. határozat A Soós István Borászati és Üzleti Szakközépiskola és Szakiskola átvétele és további működtetése érdekében az Emberi Erőforrások Minisztériuma és a Vidékfejlesztési Minisztérium fejezetek közötti előirányzat-átcsoportosításról
- 1720/2013. (X. 11.) Korm. határozat A Magyar–Szlovén Kisebbségi Vegyes Bizottság XIII. ülésén elfogadott és fenntartott ajánlások jóváhagyásáról
- 1721/2013. (X. 11.) Korm. határozat A közszolgálati életpályához kapcsolódó otthonteremtési kamattámogatásról és egyéb feladatokról
- 1722/2013. (X. 11.) Korm. határozat Az EGIS Gyógyszergyár Nyrt., a Ganz Gépgyár Holding Zártkörűen Működő Részvénytársaság és a CG Electric Systems Hungary Zártkörűen Működő Részvénytársaság magyarországi nagybefektetőkkel való stratégiai megállapodás megkötéséről
- 1723/2013. (X. 11.) Korm. határozat A Hortobágyi Halgazdaság Zrt. feletti tulajdonosi joggyakorlásról
- 1724/2013. (X. 11.) Korm. határozat Makovecz Imre életművének gondozásával kapcsolatos intézkedésekről
- 1725/2013. (X. 11.) Korm. határozat „Életmentő Emlékérem” adományozásáról
- 1726/2013. (X. 11.) Korm. határozat A 2012. évi kötelezettségvállalással nem terhelt előirányzat-maradványok egy részének felhasználásáról
- 1727/2013. (X. 11.) Korm. határozat Az egyházak közcélú tevékenységet folytató intézményeiben foglalkoztatottak 2013. évi kompenzációjának finanszírozása érdekében történő előirányzat-átcsoportosításról
- 1728/2013. (X. 11.) Korm. határozat A járási hivatalok hatáskörébe tartozó szociális ellátásokhoz kapcsolódóan a IX. Helyi önkormányzatok támogatásai és a X. Közigazgatási és Igazságügyi Minisztérium fejezetek közötti előirányzat-átcsoportosításról
- 1729/2013. (X. 11.) Korm. határozat A 2012. évi kötelezettségvállalással nem terhelt előirányzat-maradványok egy részének felhasználásáról és a IX. Helyi önkormányzatok támogatásai fejezet címrendi módosításáról
- 1730/2013. (X. 11.) Korm. határozat Az Európai Rendőr-akadémia (CEPOL) ideiglenes székhelyére vonatkozó magyar pályázat benyújtásáról és a székhelynek alkalmas épület felújítása érdekében a rendkívüli kormányzati intézkedésekre szolgáló tartalékból történő előirányzat-átcsoportosításról
- 1731/2013. (X. 11.) Korm. határozat A 2014–2020-as európai uniós programok lebonyolításának alapelveiről
- 1732/2013. (X. 11.) Korm. határozat A DAOP-5.2.1/D-12-k-2013-0001 azonosító számú („A Bajai Sugovica magasparti szakaszának megtámasztása, az épített és természeti környezet védelme” című) kiemelt projekt támogatása növelésének jóváhagyásáról
- 1733/2013. (X. 11.) Korm. határozat A KEOP-4.4.0/A/09-2010-0031 azonosító számú („Miskolci biogáz üzem létesítése” című) projekt kifizetéseinek felgyorsításáról
- 1734/2013. (X. 11.) Korm. határozat A KEOP-4.4.0/11-2011-0038 azonosító számú („Biogázüzem létesítése Pécsen” című) projekt kifizetéseinek felgyorsításáról
- 1735/2013. (X. 11.) Korm. határozat A KMOP-4.6.1/E-13-2013-0001 azonosító számú [„Végponti kapcsolatok fejlesztése a közoktatásban (központi szolgáltatás-fejlesztés a közoktatási hálózatban)” című] projekt akciótervi nevesítéséről
- 1736/2013. (X. 11.) Korm. határozat A Társadalmi Megújulás Operatív Program 2011–2013. évekre szóló akcióterve 3–6. prioritásának és Társadalmi Infrastruktúra Operatív Program 2011–2013. évekre szóló akcióterve 1. és 3. prioritásának módosításáról
- 1737/2013. (X. 14.) Korm. határozat A KEOP-1.1.1/2F/09-11-2011-0002 azonosító számú („Duna-Vértes Köze Regionális Hulladékgazdálkodási Rendszer” című) projekt támogatása növelésének jóváhagyásáról
- 1738/2013. (X. 14.) Korm. határozat A KEOP-5.4.0. azonosító számú konstrukcióval összefüggésben egyes önkormányzati részesedéssel működő gazdasági társaságok biztosítéknyújtási kötelezettség alóli egyedi mentesítéséről
- 1739/2013. (X. 14.) Korm. határozat A KÖZOP-3.5.0-09-11-2013-0021 azonosító számú („86. Zalalövő elkerülő szakasz” című) projektjavaslat akciótervi nevesítéséről, szakaszolásáról és támogatásának jóváhagyásáról
- 1740/2013. (X. 14.) Korm. határozat A KÖZOP-3.5.0-09-11-2013-0022 azonosító számú [„8. sz. főút Várpalota–Veszprém I. szakasz 33+100–39+600 km sz. (Pétfürdő–Hajmáskér) közötti szakasz 115 kN-os burkolat-megerősítése, korszerűsítése” című] projektjavaslat támogatásának jóváhagyásáról
- 1741/2013. (X. 14.) Korm. határozat A TÁMOP-2.4.3.D-3-13/1-2013-0001 azonosító számú („Foglalkoztatási szövetkezet – híd a munka világába” című) projektjavaslat támogatásának jóváhagyásáról
- 1742/2013. (X. 14.) Korm. határozat A Társadalmi Infrastruktúra Operatív Program meghatározott egészségügyi projektjei támogatásának növeléséről és nagyprojektkénti jóváhagyásukra irányuló támogatási kérelmeiknek az Európai Bizottsághoz történő benyújtásáról
- 1743/2017. (X. 17.) Korm. határozat a Szerencsejáték Felügyelet önálló informatikai működéséhez szükséges intézkedésekről
- 1744/2013. (X. 17.) Korm. határozat A Nemzeti Bűnmegelőzési Stratégiáról (2013–2023)
- 1745/2017. (X. 17.) Korm. határozat a Békéscsaba Megyei Jogú Város külterületén fekvő földrészletek beruházási célterületté nyilvánításáról
- 1746/2017. (X. 18.) Korm. határozat a Balatoni Hajózási Zártkörűen Működő Részvénytársaság részére történő tőkejuttatás elhalasztásáról
- 1747/2017. (X. 18.) Korm. határozat A Nemzeti Turizmusfejlesztési Stratégia 2030 elfogadásáról
- 1748/2013. (X. 24.) Korm. határozat A 2013. évi határátlépéssel járó csapatmozgások engedélyezéséről szóló 1640/2012. (XII. 19.) Korm. határozat módosításáról
- 1749/2013. (X. 24.) Korm. határozat A Magyar Posta Zrt. tevékenységének áttekintéséről és kisebbségi részesedés értékesítésének előkészítéséről
- 1750/2013. (X. 24.) Korm. határozat A FINA 2021. évi Úszó-, Vízilabda-, Műugró, Műúszó és Nyíltvízi Világbajnokság megrendezéséhez szükséges létesítmény-fejlesztéshez kapcsolódó feladatokról
- 1751/2013. (X. 24.) Korm. határozat A Nemzeti Infrastruktúra Fejlesztő Zártkörűen Működő Részvénytársaság 2,5 milliárd forint összegű tőkeemeléséhez szükséges előirányzatátcsoportosításokról
- 1752/2013. (X. 24.) Korm. határozat A Rubik kocka motívuma és gondolatisága által ihletett kiállítási központ megvalósításával összefüggő egyes feladatok ellátásához szükséges források biztosítása érdekében a XLIII. Az állami vagyonnal kapcsolatos bevételek és kiadások fejezeten belüli előirányzat-átcsoportosításról
- 1753/2013. (X. 24.) Korm. határozat A magyar kulturális értékek megőrzése és fejlesztése ügyével összefüggő feladatokért felelős miniszterelnöki megbízott tevékenységét képező feladatok finanszírozása érdekében a rendkívüli kormányzati intézkedésekre szolgáló tartalékból történő előirányzatátcsoportosításról
- 1754/2013. (X. 24.) Korm. határozat A Bicskei Járási Hivatal irodaépületének beruházásához szükséges források biztosításáról
- 1755/2013. (X. 24.) Korm. határozat A KEOP-5.4.0. azonosító számú konstrukcióval összefüggésben egyes önkormányzati többségi befolyással működő gazdasági társaságok biztosítéknyújtási kötelezettség alóli egyedi mentesítéséről
- 1756/2013. (X. 24.) Korm. határozat A TÁMOP-2.2.7.A-13/1-2013-0001 azonosító számú (Út a szakmaválasztáshoz című) kiemelt projekt akciótervi nevesítéséről és támogatásának jóváhagyásáról
- 1757/2013. (X. 24.) Korm. határozat A TÁMOP-6.1.3.A-13/1-2013-0001 azonosító számú (Pilot jellegű szűrőprogramok (védőnői méhnyakszűrési illetve vastagbélszűrési programok) kiterjesztésének támogatása című kiemelt projekt akciótervi nevesítéséről és támogatásának jóváhagyásáról
- 1758/2013. (X. 24.) Korm. határozat A VKSZ_12 kódszámú (K+F Versenyképességi és Kiválósági Szerződések című) kiírásra beérkezett pályázatok támogatásának jóváhagyásáról
- 1759/2013. (X. 25.) Korm. határozat A Magyarország Kormánya és a Bolgár Köztársaság Kormánya között a hadisírokról és háborús emlékhelyekről szóló megállapodás szövegének végleges megállapítására adott felhatalmazásról
- 1760/2013. (X. 25.) Korm. határozat A Magyarország Kormánya és a Lengyel Köztársaság Kormánya között a katonák és a háborús polgári áldozatok sírjairól, valamint a nekik szentelt emlékhelyekről szóló megállapodás szövegének végleges megállapítására adott felhatalmazásról
- 1761/2013. (X. 25.) Korm. határozat A 2014-ben a közigazgatási, rendészeti, katonai és nemzetbiztonsági felsőoktatásban felvehető, államilag támogatott és önköltséges hallgatói létszámkeretről
- 1762/2013. (X. 25.) Korm. határozat Egyes állami vagyontárgyak ingyenes önkormányzati tulajdonba adásáról
- 1763/2013. (X. 25.) Korm. határozat Az egyes állami vagyonba tartozó ingatlanok ingyenes önkormányzati tulajdonba adásáról szóló 1042/2011. (III. 10.) Korm. határozat, továbbá szerződésekben meghatározott hasznosítási célok módosításáról
- 1764/2013. (X. 25.) Korm. határozat A VERITAS Történetkutató Intézet létrehozásával kapcsolatos intézkedésekről
- 1765/2013. (X. 25.) Korm. határozat 2012. évi kötelezettségvállalással terhelt, de június 30-ig pénzügyileg nem teljesült, továbbá meghiúsult kötelezettségvállalás miatt kötelezettségvállalással nem terhelt előirányzat-maradványok felhasználásáról
- 1766/2013. (X. 25.) Korm. határozat A 2012. évi kötelezettségvállalással nem terhelt előirányzat-maradványok egy részének felhasználásáról
- 1767/2013. (X. 25.) Korm. határozat A regionális Közlekedési Központok részvényvásárlási kötelezettségének teljesítéséhez szükséges előirányzat-átcsoportosításról
- 1768/2013. (X. 25.) Korm. határozat A 2014–2020 vidékfejlesztési program elindításával összefüggő finanszírozási kérdésekről
- 1769/2013. (X. 25.) Korm. határozat A Moholy-Nagy Művészeti Egyetem MOME Campus Kreatív Innovációs és Tudáspark fejlesztéséről
- 1770/2013. (X. 25.) Korm. határozat Jászapáti Város Önkormányzata városközpont fejlesztésének támogatása érdekében a IX. Helyi önkormányzatok támogatásai fejezeten belüli előirányzat-átcsoportosításról
- 1771/2013. (X. 25.) Korm. határozat A TÁMOP-2.3.4.B-13/1-2013-0001 azonosító számú („Dolgozva tanulj!” című) kiemelt projekt akciótervi nevesítéséről és támogatásának jóváhagyásáról
- 1772/2013. (X. 25.) Korm. határozat A Környezet és Energia Operatív Program 2011–2013. évekre szóló akcióterve 1. és 4. prioritásának módosításáról
- 1773/2013. (X. 25.) Korm. határozat A KÖZOP-3.5.0-09-2011-2013-0036 azonosító számú („Nyomvályúk és felületi egyenetlenségek megszüntetését célzó, közlekedésbiztonságot, fenntarthatóságot és térségi elérhetőséget javító program az országos közúthálózaton” című) projektjavaslat támogatásának jóváhagyásáról, akciótervi nevesítéséről és forrásának biztosításáról
- 1774/2013. (X. 25.) Korm. határozat A Társadalmi Megújulás Operatív Program keretében megvalósuló egyes kiemelt projektek akciótervi nevesítéséről, támogatásának jóváhagyásáról és támogatásának növeléséről
- 1775/2013. (X. 25.) Korm. határozat A TÁMOP-2.1.6-12/1-2012-0001 azonosító számú („Újra tanulok!” című) kiemelt projekt akciótervi nevesítéséről és támogatásának jóváhagyásáról
- 1776/2013. (X. 25.) Korm. határozat A KMOP-4.3.2/A-13-2013-0001 azonosító számú („Józsefvárosi Egészségügyi Szolgálat komplex fejlesztése” című) projekt akciótervi nevesítéséről
- 1777/2013. (X. 28.) Korm. határozat Az AGR_PIAC_2013 kódszámú ("Piacorientált kutatás-fejlesztési tevékenység támogatása az agrár-, élelmiszeriparban" című) pályázati kiírás keretösszegének megemeléséről és a kiírásra benyújtott projektjavaslatok támogatásának jóváhagyásáról
- 1778/2013. (X. 28.) Korm. határozat Egyes saját hatáskörben történő beszerzések során a szerződések időbeli hatályára vonatkozó korlátozás alóli mentesítésről
- 1779/2013. (X. 28.) Korm. határozat A KÖZOP-3.5.0-09-11-2013-0026 azonosító számú ("M86 gyorsforgalmi út Szeleste-Csorna szakasz II. ütem megvalósítása Hegyfalu-Csorna szakasz a 105+800-139+165 km sz. között" című) projektjavaslat akciótervi nevesítéséről és támogatásának jóváhagyásáról
- 1780/2013. (X. 29.) Korm. határozat A Reformáció Emlékbizottság létrehozásáról
- 1781/2013. (X. 31.) Korm. határozat Az állami vagyongazdálkodás egyes feladatai ellátásához szükséges költségvetési forrás biztosításáról
- 1782/2013. (X. 31.) Korm. határozat A FINA 2021. évi Úszó-, Vízilabda-, Műugró, Műúszó és Nyíltvízi Világbajnokság megrendezéséhez kapcsolódó rendezési jogdíj megfizetéséhez a rendkívüli kormányzati intézkedésekre szolgáló tartalékból történő előirányzat-átcsoportosításról

#### November (1783−1890)
- 1783/2013. (XI. 4.) Korm. határozat a közfoglalkoztatással összefüggő egyes kérdésekről
- 1784/2013. (XI. 4.) Korm. határozat A Delphi Hungary Kft., a Delphi Thermal Hungary Kft., a Delphi Connection Systems Hungary Kft., a Delphi Hungary Services Kft., a Telenor Magyarország Zrt., a Telenor Common Operation Zrt., a Schneider Electric Zrt., a SE-CEE Schneider Electric Kft., a Schneider-Electric Energy Magyarország Kft. és a M&C Energia Kft. magyarországi nagybefektetőkkel való stratégiai megállapodás megkötéséről
- 1785/2013. (XI. 4.) Korm. határozat Az Országos Környezetvédelmi, Természetvédelmi és Vízügyi Főfelügyelőségnél a jogszabályváltozások miatt jelentkező többletfeladatok ellátásának biztosításához szükséges intézkedésekről
- 1786/2013. (XI. 4.) Korm. határozat A Miniszterelnökségen, a minisztériumokban, az igazgatási és igazgatás jellegű tevékenységet ellátó központi költségvetési szerveknél foglalkoztatottak létszámáról szóló 1166/2010. (VIII. 4.) Korm. határozat módosításáról
- 1787/2013. (XI. 4.) Korm. határozat A Közép-Magyarországi Operatív Program 2011–2013. évekre szóló akciótervének módosításáról
- 1788/2013. (XI. 4.) Korm. határozat A Társadalmi Infrastruktúra Operatív Program 2. prioritásának egészségügyi infrastrukturális beruházások megvalósításához szükséges többletforrások támogathatóságáról
- 1789/2013. (XI. 4.) Korm. határozat A KÖZOP-5.2.0-07-2008-0001 azonosító számú [„Debrecen városi villamoshálózat fejlesztése (2-es vonal)” című] nagyprojekt költségnövekményének jóváhagyásáról
- 1790/2013. (XI. 4.) Korm. határozat A KÖZOP-3.5.0-09-11-2013-0027 azonosító számú [„55. sz. főút Kelebia–Tataháza közötti (40+975–71+829 kmsz.) szakaszán 115 kN tengelyterhelésre történő burkolat megerősítés és párhuzamos kerékpárút építése” című] projektjavaslat akciótervi nevesítéséről és támogatásának jóváhagyásáról
- 1791/2013. (XI. 7.) Korm. határozat A Magyar Képesítési Keretrendszer bevezetéséhez kapcsolódó feladatokról, valamint az Országos Képesítési Keretrendszer létrehozásáról és bevezetéséről szóló 1004/2011. (I. 4.) Korm. határozat módosításáról szóló 1229/2012. (VII. 6.) Korm. határozat módosításáról
- 1792/2013. (XI. 7.) Korm. határozat A tavaszi ár- és belvíz, valamint a dunai rendkívüli árvízi helyzettel összefüggő helyreállítási feladatok finanszírozásáról
- 1793/2013. (XI. 7.) Korm. határozat Rendőrszálló létrehozása céljából a rendkívüli kormányzati intézkedésekre szolgáló tartalékból történő előirányzat-átcsoportosításról
- 1794/2013. (XI. 7.) Korm. határozat A megyei önkormányzat hivatala által feladatai ellátásához használt, jelenleg állami tulajdonba tartozó ingatlanok üzemeltetésében bekövetkezett szervezeti változáshoz kapcsolódóan a Közigazgatási és Igazságügyi Minisztérium és az Emberi Erőforrások Minisztériuma fejezetek közötti előirányzat-átcsoportosításról
- 1795/2013. (XI. 7.) Korm. határozat A fogyasztói érdekek képviseletét ellátó egyesületek támogatására kiírt pályázat kezeléséhez a Nemzetgazdasági Minisztérium és a Közigazgatási és Igazságügyi Minisztérium fejezetek közötti előirányzat-átcsoportosításról
- 1796/2013. (XI. 7.) Korm. határozat Az új labdarúgó stadion létesítése a Ferencvárosban elnevezésű állami beruházás folytatásához szükséges 2013. évi forrás-átcsoportosításról
- 1797/2013. (XI. 7.) Korm. határozat A Szamosújvári Római Katolikus Plébánia épületének megvásárlásához kapcsolódóan a Közigazgatási és Igazságügyi Minisztérium és a Miniszterelnökség fejezetek közötti előirányzat-átcsoportosításról
- 1798/2013. (XI. 7.) Korm. határozat A KEOP-1.1.1/2F/09-11-2013-0003 azonosító számú („Kelet-Nógrád Térségi Hulladékgazdálkodási Társulás hulladékgazdálkodási rendszerének fejlesztése” című) projekt támogatásának jóváhagyásáról
- 1799/2013. (XI. 7.) Korm. határozat A Társadalmi Megújulás Operatív 2011–2013. évekre szóló akcióterve 1. prioritásának módosításáról
- 1800/2013. (XI. 7.) Korm. határozat A TÁMOP-6.1.1-12/1-2013-0001 azonosító számú („Egészségfejlesztési szakmai hálózat létrehozása” című) kiemelt projektjavaslat akciótervi nevesítéséről
- 1801/2013. (XI. 7.) Korm. határozat A Magyarország és a Szlovák Köztársaság között a Magyar Köztársaság és a Szlovák Köztársaság között a határokat átlépő bűnözés megelőzésében és a szervezett bűnözés elleni harcban folytatott együttműködésről szóló, Pozsonyban, 2006. október 2-án aláírt Egyezmény módosításáról és kiegészítéséről szóló Egyezmény szövegének végleges megállapítására adott felhatalmazásról
- 1802/2013. (XI. 8.) Korm. határozat A KEOP-1.1.1/2F-2008-0002 azonosító számú („Mecsek-Dráva Hulladékgazdálkodási Program – Települési szilárdhulladék-gazdálkodási rendszer fejlesztése” című) nagyprojekt többlettámogatási igényének jóváhagyásáról
- 1803/2013. (XI. 8.) Korm. határozat A Versenyképes Közép-Magyarország Operatív Program (VEKOP) és a Közép-magyarországi régió területén végrehajtandó fejlesztések forrásai felhasználásának tervezéséről szóló 1323/2013. (VI. 12.) Korm. határozat módosításáról
- 1804/2013. (XI. 12.) Korm. határozat A Magyarország Kormánya és az Argentin Köztársaság Kormánya között a kétoldalú gazdasági együttműködésről szóló megállapodás szövegének végleges megállapítására adott felhatalmazásról
- 1805/2013. (XI. 12.) Korm. határozat A 2014–2020 közötti időszakban hatályos regionális támogatási térkép koncepciójáról
- 1806/2013. (XI. 12.) Korm. határozat Az Élelmiszeripari Forgóeszköz Hitelprogram bevezetéséről
- 1807/2013. (XI. 12.) Korm. határozat Az Új Magyarország TÉSZ Forgóeszköz Hitelprogram feltételrendszerének módosításáról
- 1808/2013. (XI. 12.) Korm. határozat A helyi önkormányzatok 2014. évi adósságkonszolidációjáról
- 1809/2013. (XI. 12.) Korm. határozat A helyi önkormányzatok adósságot keletkeztető ügyleteihez történő 2013. októberi előzetes kormányzati hozzájárulásról
- 1810/2013. (XI. 12.) Korm. határozat A MÁV vasúti dolgozóinak 2011–2013. években történő pénzügyi ösztönzéséről szóló 1447/2011. (XII. 21.) Korm. határozat előírásainak 2013. évi teljesítéséről
- 1811/2013. (XI. 12.) Korm. határozat A Nemzeti Lovas Programhoz kapcsolódó kiemelt rendezvény lebonyolítása érdekében a Fábiánsebestyéni Kinizsi Park fejlesztésének és korszerűsítésének megvalósításáról
- 1812/2013. (XI. 12.) Korm. határozat A rendkívüli kormányzati intézkedésekre szolgáló tartalékból a Veszprémi Járási Hivatal elhelyezésének biztosítása érdekében történő előirányzat-átcsoportosításról szóló 1110/2013. (III. 7.) Korm. határozat végrehajtása során alkalmazandó eltérő rendelkezésekről
- 1813/2013. (XI. 12.) Korm. határozat A rendkívüli kormányzati intézkedésekre szolgáló tartalékból történő előirányzat-átcsoportosításról szóló 1394/2012. (IX. 20.) Korm. határozat és a kormányzati stratégiai dokumentumok felülvizsgálatával kapcsolatos feladatokról szóló 1657/2012. (XII. 20.) Korm. határozat módosításáról
- 1814/2013. (XI. 14.) Korm. határozat A 2014–2020-as európai uniós programok lebonyolítását támogató intézményrendszer felállításának szervezeti kereteiről és az európai uniós fejlesztési források felhasználásához kapcsolódó egyes feladat- és hatáskörökről, és az e-közigazgatás fejlesztésének jövőbeni irányairól
- 1815/2013. (XI. 14.) Korm. határozat A Nemzet Sportolója cím adományozásáról
- 1816/2013. (XI. 14.) Korm. határozat A Budapesti Operettszínház irányítási jogának államháztartási alrendszerek közötti átadásával kapcsolatos intézkedésekről
- 1817/2013. (XI. 14.) Korm. határozat Abasár település ivóvízellátását biztosító kutak szennyezettségének feltárásával, valamint a település ivóvízellátásával kapcsolatban szükséges intézkedésekről
- 1818/2013. (XI. 14.) Korm. határozat Székesfehérvár Megyei Jogú Város Önkormányzata részére biztosítandó állami támogatásról
- 1819/2013. (XI. 14.) Korm. határozat A GOP-2.1.3-12-2012-0014 azonosító számú („A FALCO Zrt. préstechnológiájának korszerűsítésére irányuló komplex fejlesztés” című) projektjavaslat támogatásának jóváhagyásáról
- 1820/2013. (XI. 14.) Korm. határozat A KEOP-2.2.1/2F/09-2009-0002 azonosító számú [„A Ráckevei (Soroksári-) Duna-ág (RSD) és mellékágai kotrása, műtárgyépítés és -rekonstrukció” című] projekt támogatásának növeléséről
- 1821/2013. (XI. 14.) Korm. határozat A KEOP-2.1.1/2F/09-2010-0007 azonosító számú („Beregi komplex árapasztási és ártér-revitalizációs fejlesztés” című) nagyprojekt támogatásának növeléséről
- 1822/2013. (XI. 14.) Korm. határozat A KEOP-1.3.0/09-11-2011-0038 azonosító számú („Felső-Bácskai Ivóvízminőség-javító Projekt” című) egymilliárd forintot meghaladó projekt támogatása növelésének jóváhagyásáról
- 1823/2013. (XI. 14.) Korm. határozat A KEOP-1.2.0/09-11-2011-0040 azonosító számú („Túrkeve Város új szennyvíztisztító telepének projektje” című) projekt támogatási összege növelésének jóváhagyásáról
- 1824/2013. (XI. 14.) Korm. határozat A KEOP-1.1.1/2F/09-11-2012-0001 azonosító számú („Nyugat-dunántúli Regionális Hulladékgazdálkodási Program” című) projekt támogatási összege növelésének jóváhagyásáról
- 1825/2013. (XI. 14.) Korm. határozat A KEOP-1.2.0/09-11-2013-0018 azonosító számú („Jászladány Nagyközség szennyvízkezelése” című) projekt támogatásának jóváhagyásáról
- 1826/2013. (XI. 14.) Korm. határozat A KÖZOP-3.5.0-09-11-2013-0023 azonosító számú [„62. sz. főút fejlesztése M8 (új Duna-híd) Székesfehérvár között – 11,5 t-ás burkolat megerősítéses szakaszok a 0+000–40+465 km szelvények között” című] projektjavaslat akciótervi nevesítéséről és támogatásának jóváhagyásáról
- 1827/2013. (XI. 14.) Korm. határozat A KÖZOP-3.5.0-09-11-2013-0029 azonosító számú („21. sz. főút 2x2 sávra történő bővítése a 17+000–21+520 km szelvények között” című) projektjavaslat akciótervi nevesítéséről és támogatásának jóváhagyásáról
- 1828/2013. (XI. 14.) Korm. határozat A KÖZOP–3.5.0-09-11-2013-0030 azonosító számú [„55. sz. főút Tataháza–Baja közötti (71+829–98+480 kmsz.) szakaszán 115 kN tengelyterhelésre történő burkolat megerősítés és párhuzamos kerékpárút építése” című] projektjavaslat támogatásának jóváhagyásáról
- 1829/2013. (XI. 14.) Korm. határozat A KÖZOP-3.5.0-09-11-2013-0037 azonosító számú („31. sz. főút Heves megyei szakasz 115 kN tengelyterhelésre történő megerősítése” című) projektjavaslat akciótervi nevesítéséről és támogatásának jóváhagyásáról
- 1830/2013. (XI. 14.) Korm. határozat A KÖZOP-3.5.0-09-11-2013-0039 azonosító számú („5. sz. főút felújítása a 164+218–165+360 kmsz. között, ill. körforgalmú csomópont építése” című) projektjavaslat támogatásának jóváhagyásáról
- 1831/2013. (XI. 14.) Korm. határozat A 2014–2020 közötti időszakban a Terület- és Településfejlesztési Operatív Program tervezésének egyes szempontjairól, az operatív programhoz tartozó megyék megyei önkormányzatai és a megyei jogú városok önkormányzatai tervezési jogkörébe utalt források megoszlásáról, valamint a 2014–2020 közötti források területi koordinációjának kereteiről szóló 1115/2013. (III. 8.) Korm. határozat módosításáról
- 1832/2013. (XI. 15.) Korm. határozat Az Árpád-ház Programról és kapcsolódó fejlesztési projektjeiről (2013–2038)
- 1833/2013. (XI. 15.) Korm. határozat A víz alatti kulturális örökség védelméről szóló UNESCO egyezmény szövegének végleges megállapítására adott felhatalmazásról
- 1834/2013. (XI. 15.) Korm. határozat Az Országmárka Tanács létrehozásáról szóló 1212/2010. (X. 8.) Korm. határozat módosításáról
- 1835/2013. (XI. 15.) Korm. határozat Az egyes kiemelt sportegyesületek 2013. évi sportfejlesztési elképzeléseinek támogatásáról, továbbá a 2014–2020. évre vonatkozó sportfejlesztési feladataikkal összefüggő kormányzati intézkedésekről
- 1836/2013. (XI. 15.) Korm. határozat Az utánpótlás-nevelési centrum létesítéséhez szükséges ingatlan tulajdonjogának rendezésével kapcsolatos feladatokról
- 1837/2013. (XI. 18.) Korm. határozat A DAOP-3.2.1/A-09-2009-0010 azonosító számú („Integrált utastájékoztatási, forgalomirányítási, és elektronikus jegy- és bérletrendszer bevezetése” című) projekttel összefüggésben a biztosítéknyújtási kötelezettség alóli egyedi mentesítésről
- 1838/2013. (XI. 18.) Korm. határozat A Környezet és Energia Operatív Program 2011–2013. évekre szóló akcióterve 4. prioritásának módosításáról
- 1839/2013. (XI. 18.) Korm. határozat A KEOP-1.1.1/2F/09-11-2012-0007 azonosító számú („Települési szilárdhulladék-gazdálkodási rendszer fejlesztése a Délkelet-Alföld Regionális Hulladékgazdálkodási Rendszer Létrehozását Célzó Önkormányzati Társulás területén” című) projekt támogatási összege növelésének jóváhagyásáról
- 1840/2013. (XI. 18.) Korm. határozat A KEOP-1.2.0/2F/09-2010-0071 azonosító számú („Kecel Város szennyvízelvezető hálózatának bővítése III. ütem” című) projekt támogatása és támogatása növelésének jóváhagyásáról
- 1841/2013 (XI. 18.) Korm. határozat A KEOP-1.3.0/09-11-2011-0044 azonosító számú („Hódmezővásárhely–Mártély–Székkutas Ivóvízminőség-javító Projekt” című) egymilliárd forintot meghaladó támogatási igényű projekt támogatása növelésének jóváhagyásáról
- 1842/2013. (XI. 18.) Korm. határozat A KEOP-1.2.0/09-11-2013-0015 azonosító számú („Nagykovácsi szennyvízhálózatának fejlesztése” című) projekt támogatásának jóváhagyásáról
- 1843/2013. (XI. 18.) Korm. határozat A Közlekedés Operatív Program keretében megvalósuló projektek zárásához és aktiválásához szükséges Zárási Alap létrehozásáról
- 1844/2013. (XI. 18.) Korm. határozat A KÖZOP-5.2.0-07-2008-0001 azonosító számú [„Debrecen városi villamoshálózat fejlesztése (2-es vonal)” című] nagyprojekt pénzügyi, finanszírozási tranzakciókon realizált árfolyamveszteség kompenzálásáról
- 1845/2013. (XI. 18.) Korm. határozat A KÖZOP-5.5.0-09-11-2012-0014 azonosító számú („Az elővárosi vasútvonalak megállóhelyei megközelítésének fejlesztése, a ráhordás feltételeinek javítása: P+R és B+R parkolók, buszfordulók építése I. üteme” című) projektjavaslat akciótervi nevesítéséről és támogatásának jóváhagyásáról
- 1846/2013. (XI. 18.) Korm. határozat A KÖZOP-3.5.0-09-11-2013-0038 azonosító számú („8. sz. főút 131+550–143+350 kmsz. közötti szakasz 115 kN-os burkolat-megerősítése, korszerűsítése” című), a KÖZOP-3.5.0-09-11-2013-0033 azonosító számú („8. sz. főút 149+500–161+920 kmsz. közötti szakasz 115 kN-os burkolat-megerősítése, korszerűsítése” című) és a KÖZOP-3.5.0-09-11-2013-0034 azonosító számú („8. sz. főút Székesfehérvár nyugati elkerülő III. szakasz építése” című) projektjavaslatok támogatásának jóváhagyásáról
- 1847/2013. (XI. 19.) Korm. határozat Az egyrészről az Európai Unió és tagállamai, másrészről a Svájci Államszövetség között az európai műholdas navigációs programokról szóló együttműködési megállapodás szövegének végleges megállapítására adott felhatalmazásról
- 1848/2013. (XI. 19.) Korm. határozat A Magyar Köztársaság Kormánya és az Organisation for Economic Co-operation and Development (OECD) közötti második közigazgatásfejlesztési keretmegállapodás szövegének végleges megállapítására adott felhatalmazásról
- 1849/2013. (XI. 19.) Korm. határozat Az afganisztáni Kabul Nemzetközi Repülőtér Őr- és Biztosító Kontingens kivonása után visszamaradó állami vagyonnak az Amerikai Egyesült Államok hadereje részére történő térítésmentes átadásáról
- 1850/2013. (XI. 19.) Korm. határozat A Tokiói Kulturális és Turisztikai Információs Központ kialakításához és működéséhez szükséges források biztosításáról
- 1851/2013. (XI. 19.) Korm. határozat Az Európai Emlékezet és Lelkiismeret Platformja kutatómunkájának támogatásáról
- 1852/2013. (XI. 19.) Korm. határozat Az Európai Igazságügyi Hálózat bírósági kapcsolattartójának kijelöléséről
- 1853/2013. (XI. 19.) Korm. határozat A Bocuse d’Or szakácsolimpia 2016. évi európai döntője rendezési jogának megszerzése esetén szükséges egyes kormányzati intézkedésekről
- 1854/2013. (XI. 19.) Korm. határozat A Köznevelési Érdekegyeztető Tanácsról
- 1855/2013. (XI. 19.) Korm. határozat Az Országos Köznevelési Tanácsról és az Országos Nemzetiségi Tanácsról
- 1856/2013. (XI. 19.) Korm. határozat Az agrárkár-megállapítással összefüggő feladatok fedezetének biztosításához kapcsolódóan a Vidékfejlesztési Minisztérium és a Belügyminisztérium, valamint a Vidékfejlesztési Minisztérium és a Közigazgatási és Igazságügyi Minisztérium fejezetek közötti előirányzat-átcsoportosításról
- 1857/2013. (XI. 19.) Korm. határozat Az informatikai és hírközlési közszolgáltatások működőképességének biztosításához szükséges forrás-felhasználás jóváhagyásáról
- 1858/2013. (XI. 19.) Korm. határozat A Magyar Nemzeti Tanács kiemelt programjainak megvalósításához a rendkívüli kormányzati intézkedésekre szolgáló tartalékból történő előirányzat-átcsoportosításról
- 1859/2013. (XI. 19.) Korm. határozat A MaSat-2 műhold fejlesztési fázis első ütemének támogatása érdekében a Nemzeti Fejlesztési Minisztérium és az Emberi Erőforrások Minisztériuma fejezetek közötti előirányzat-átcsoportosításról
- 1860/2013. (XI. 19.) Korm. határozat A „Katolikus Társadalmi Napok” című program támogatása érdekében a Nemzeti Fejlesztési Minisztérium és az Emberi Erőforrások Minisztériuma fejezetek közötti előirányzat-átcsoportosításról
- 1861/2013. (XI. 19.) Korm. határozat A budavári Várgarázs beruházás megvalósítása érdekében a XLIII. Az állami vagyonnal kapcsolatos bevételek és kiadások fejezeten belüli előirányzat-átcsoportosításról
- 1862/2013. (XI. 19.) Korm. határozat A 2012. évi kötelezettségvállalással nem terhelt előirányzatmaradványok egy részének felhasználásáról, az Emberi Erőforrások Minisztériuma fejezeten belüli átcsoportosításról, valamint egyes kormányhatározatok módosításáról
- 1863/2013. (XI. 19.) Korm. határozat A MOB által kiemelt sportágak 2013. évi sportfejlesztési elképzeléseinek támogatásáról, továbbá a 2014–2020. évre vonatkozó sportágfejlesztési igények bemutatásáról szóló 1526/2013. (VIII. 12.) Korm. határozat végrehajtása során alkalmazandó eltérő rendelkezésekről
- 1864/2013. (XI. 19.) Korm. határozat A rendkívüli kormányzati intézkedésekre szolgáló tartalékból történő előirányzat-átcsoportosításról
- 1865/2013. (XI. 19.) Korm. határozat A 2014–2020 közötti programozási időszakban a határon átnyúló nemzetközi, valamint a transznacionális együttműködési programok forrásallokációjáról
- 1867/2013. (XI. 19.) Korm. határozat A KÖZOP-3.5.0-09-11-2013-0036 azonosító számú („Nyomvályúk és felületi egyenetlenségek megszüntetését célzó, közlekedésbiztonságot, fenntarthatóságot és térségi elérhetőséget javító program az országos közúthálózaton” című) kiemelt projekt támogatása növeléséről
- 1868/2013. (XI. 19.) Korm. határozat A túlzott hiány eljárás megszüntetése érdekében szükséges intézkedésekről szóló 1259/2013. (V. 13.) Korm. határozat végrehajtása során alkalmazandó eltérő rendelkezésekről
- 1869/2013. (XI. 19.) Korm. határozat A Gyógyító-megelőző ellátás jogcímcsoport egyes jogcímei előirányzatainak megemeléséről
- 1870/2013. (XI. 22.) Korm. határozat A hazai bányászat jövőbeni fejlesztésével kapcsolatos egyes feladatokról
- 1871/2013. (XI. 22.) Korm. határozat Az új budapesti konferencia-központ létesítésének előkészítésével kapcsolatos intézkedések megtételéről, valamint a szükséges források biztosításáról
- 1872/2013. (XI. 22.) Korm. határozat A gyógyszertámogatás és a gyógyászati segédeszköz támogatás kiadásainak 2013. év végi finanszírozásához szükséges intézkedésekről
- 1873/2013. (XI. 25.) Korm. határozat A 2012. évi kötelezettségvállalással nem terhelt előirányzatmaradványok egy részének felhasználásáról, a rendkívüli kormányzati intézkedések előirányzat megemeléséről és egyes kormányhatározatok módosításáról
- 1874/2013. (XI. 28.) Korm. határozat A Gyöngyös és térsége vízellátása vonatkozásában történő vizsgálat lefolytatásáról
- 1875/2013. (XI. 28.) Korm. határozat A közúti közlekedési infrastruktúrához tartozó egyes feladatok finanszírozásához szükséges intézkedésekről
- 1876/2013. (XI. 28.) Korm. határozat Az Új Széchenyi Terv egészségre nevelő és szemléletformáló életmódprogramok fejlesztését célzó TÁMOP-6.1.2/13/1-2 kódszámú pályázataival összefüggő többletkapacitások előzetes befogadásáról
- 1877/2013. (XI. 28.) Korm. határozat A kormányablakok kialakításához a rendkívüli kormányzati intézkedésekre szolgáló tartalékból történő előirányzat-átcsoportosításról szóló 1178/2013. (IV. 5.) Korm. határozat módosításáról
- 1878/2013. (XI. 28.) Korm. határozat A Klebelsberg Intézményfenntartó Központ feladatainak finanszírozása érdekében a Nemzetgazdasági Minisztérium és az Emberi Erőforrások Minisztériuma fejezetek közötti előirányzat-átcsoportosításról
- 1879/2013. (XI. 28.) Korm. határozat A Kőrösi Csoma Sándor Program 2014. évi megvalósításáról
- 1880/2013. (XI. 28.) Korm. határozat Az oktatási esélyegyenlőséget szolgáló intézkedések támogatása érdekében a IX. Helyi önkormányzatok támogatásai és a XX. Emberi Erőforrások Minisztériuma fejezetek között történő előirányzat-átcsoportosításról
- 1881/2013. (XI. 28.) Korm. határozat Az ukrajnai magyar központi katonai temető létrehozása érdekében a Honvédelmi Minisztérium és a Külügyminisztérium fejezetek közötti előirányzat-átcsoportosításról
- 1882/2013. (XI. 28.) Korm. határozat A Környezet és Energia Operatív Program 2011–2013. évekre szóló akcióterve 2. prioritásának módosításáról
- 1883/2013. (XI. 28.) Korm. határozat A 2007–2013 programozási időszak Európai Területi Együttműködési Programjainak 2014. január 1. utáni végrehajtási intézményrendszeréről, az EGT és Norvég Finanszírozási Mechanizmusokkal és a Svájci Hozzájárulással kapcsolatos feladatok ellátásáról, valamint a Budapest Duna Kontakt Pont szervezeti felépítéséről és feladatairól
- 1884/2013. (XI. 29.) Korm. határozat A Magyarország Kormánya és a Koszovói Köztársaság Kormánya között a nemzetközi közúti személyszállításról és árufuvarozásról szóló megállapodás szövegének végleges megállapítására adott felhatalmazásról
- 1885/2013. (XI. 29.) Korm. határozat Az egészségügyi tárgyú, uniós finanszírozású projektek támogatástartalmának az önerő halasztott hozzárendelésével történő kifizetéséhez történő hozzájárulásról
- 1886/2013. (XI. 29.) Korm. határozat A regionális operatív programok, a Környezet és Energia Operatív Program, valamint a Társadalmi Infrastruktúra Operatív Program 2. prioritása keretében egyes egészségügyi infrastrukturális beruházások megvalósításához szükséges többletforrások biztosításáról
- 1887/2013. (XI. 29.) Korm. határozat A Közlekedés Operatív Program keretében megvalósuló projektekkel összefüggő közbeszerzési eljárásokban jelentkező jelentős mértékű költségnövekmények kezeléséről
- 1888/2013. (XI. 29.) Korm. határozat A DDOP-2.1.1/E-13-2013-0001 azonosító számú („Kerékpáros turizmus fejlesztése Dél-Baranyában az Ős-Dráva Program keretében” című) projekt akciótervi nevesítéséről
- 1889/2013. (XI. 29.) Korm. határozat A TÁMOP-2.3.4.A-13/1 azonosító számú („Gyakornoki program a tanulószerződés keretében tanult pályakezdők támogatására a konvergencia régiókban” című) projekt módosításáról
- 1890/2013. (XI. 29.) Korm. határozat A TIOP-3.2.3/12-1-2013-0001 azonosító számú („A kistérségekben a közösségi szolgáltatások infrastruktúrájának fejlesztése” című) kiemelt projekt akciótervi nevesítéséről és támogatásának jóváhagyásáról

#### December (1891−2057)
- 1891/2013. (XII. 4.) Korm. határozat Magyarország Kormánya és Kuvait Állam Kormánya közötti felsőoktatási és tudományos együttműködésről szóló egyezmény szövegének végleges megállapítására adott felhatalmazásról
- 1892/2013. (XII. 4.) Korm. határozat A Magyar Köztársaság Kormánya és a Szlovén Köztársaság Kormánya között a repülő és légvédelmi szakterületeken történő katonai együttműködésről szóló – Muraszombaton – 1996. július 10-én aláírt Megállapodás módosításáról szóló Megállapodás szövegének végleges megállapítására adott felhatalmazásról
- 1893/2013. (XII. 4.) Korm. határozat A tajpeji Magyar Kereskedelmi Iroda és a Magyarországi Tajpej Képviseleti Iroda között az ideiglenesen munkát vállaló turisták programjáról szóló Megállapodás szövegének végleges megállapítására adott felhatalmazásról
- 1894/2013. (XII. 4.) Korm. határozat A FINA 2021. évi Úszó-, Vízilabda-, Műugró, Műúszó és Nyíltvízi Világbajnokság megrendezéséhez kapcsolódó vállalás teljesítéséről
- 1895/2013. (XII. 4.) Korm. határozat A Nemzeti Stadionfejlesztési Program keretében megvalósítandó Diósgyőri Stadion rekonstrukció beruházáshoz kapcsolódó intézkedésekről
- 1896/2013. (XII. 4.) Korm. határozat A szombathelyi sportcélú beruházások megvalósításához szükséges intézkedésekről
- 1897/2013. (XII. 4.) Korm. határozat Az egyes kiemelt jelentőségű budapesti beruházásokért felelős kormánybiztos kinevezéséről és feladatairól szóló 1743/2013. (X. 16.) Korm. határozat módosításáról
- 1898/2013. (XII. 4.) Korm. határozat A CLAAS HUNGÁRIA Mezőgazdasági Gépgyártó Korlátolt Felelősségű Társaság tanműhely létrehozására és annak felszerelésére irányuló beruházásának támogatásáról
- 1899/2013. (XII. 4.) Korm. határozat Az osztatlan közös földtulajdon megszüntetésével kapcsolatos földhivatali feladatok költségeinek biztosítása érdekében a Vidékfejlesztési Minisztérium és a Közigazgatási és Igazságügyi Minisztérium fejezetek közötti előirányzat-átcsoportosításról
- 1900/2013. (XII. 4.) Korm. határozat A területi- és a helyi védelmi igazgatás, valamint a Nemzeti Közszolgálati Egyetem honvédelmi igazgatási feladatainak támogatása érdekében a Honvédelmi Minisztérium és a Közigazgatási és Igazságügyi Minisztérium fejezetek közötti előirányzat-átcsoportosításról
- 1901/2013. (XII. 4.) Korm. határozat A Belvárosi Főplébánia templom rekonstrukciójának biztosításához szükséges forrásfelhasználás jóváhagyásáról
- 1902/2013. (XII. 4.) Korm. határozat A balatonboglári Nemzeti Kézilabda Akadémia beruházási program megvalósításáról
- 1903/2013. (XII. 5.) Korm. határozat A Womex világzenei vásár 2015-ös budapesti megrendezésének támogatásáról
- 1904/2013. (XII. 5.) Korm. határozat A Téry Ödön Nemzeti Turistaház-fejlesztési Programmal kapcsolatos intézkedésekről
- 1905/2013. (XII. 5.) Korm. határozat A mező- és erdőgazdasági földek forgalmáról szóló 2013. évi CXXII. törvény végrehajtása érdekében szükséges intézkedésekről
- 1906/2013. (XII. 5.) Korm. határozat A Közigazgatási és Igazságügyi Minisztérium fejezet címrendi kiegészítéséről
- 1907/2013. (XII. 5.) Korm. határozat A főváros 2013–2014 telén esedékes hajléktalan-ellátási feladatainak támogatása érdekében a IX. Helyi önkormányzatok támogatásai fejezeten belüli előirányzat-átcsoportosításról
- 1908/2013. (XII. 5.) Korm. határozat Bicske Város Önkormányzata által a Saubermacher-Bicske Kereskedelmi és Szolgáltató Korlátolt Felelősségű Társaság megvásárlása érdekében a IX. Helyi önkormányzatok támogatásai fejezeten belüli előirányzat-átcsoportosításról
- 1909/2013. (XII. 5.) Korm. határozat A Karcagi Járási Hivatal elhelyezéséhez szükséges beruházási források biztosításáról
- 1910/2018. (XII. 10) Korm. határozat az Új Magyarország Vidékfejlesztési Program 214/C. a védett őshonos és veszélyeztetett mezőgazdasági állatfajták genetikai erőforrások megőrzése intézkedés esetében az 5 évre szóló kötelezettség vállalásáról
- 1911/2013. (XII. 11.) Korm. határozat A Magyarország Kormánya és az Albán Köztársaság Minisztertanácsa között a minősített adatok cseréjéről és kölcsönös védelméről szóló egyezmény szövegének végleges megállapításáról
- 1912/2013. (XII. 11.) Korm. határozat A Magyarország Kormánya és a Ciprusi Köztársaság Kormánya között a minősített adatok cseréjéről és kölcsönös védelméről szóló egyezmény szövegének végleges megállapításáról
- 1913/2013. (XII. 11.) Korm. határozat A Magyarország Kormánya és a Lengyel Köztársaság Kormánya között a minősített adatok cseréjéről és kölcsönös védelméről szóló egyezmény szövegének végleges megállapításáról
- 1914/2013. (XII. 11.) Korm. határozat A Magyarország Kormánya és a Macedón Köztársaság Kormánya között a minősített adatok cseréjéről és kölcsönös védelméről szóló egyezmény szövegének végleges megállapításáról
- 1915/2013. (XII. 11.) Korm. határozat Az Európai Uniónak a szomáliai biztonsági erők kiképzésére irányuló missziójához („EUTM Somalia”) történő további magyar katonai hozzájárulásról
- 1916/2013. (XII. 11.) Korm. határozat Az afganisztáni Nemzetközi Biztonsági Közreműködő Erők (ISAF) műveleteiben történő további magyar katonai szerepvállalásról szóló 2186/2008. (XII. 29.) Korm. határozat módosításáról
- 1917/2013. (XII. 11.) Korm. határozat A tagállamok költségvetési keretrendszerére vonatkozó követelményekről szóló 2011/85/EU tanácsi irányelv átültetésével összefüggő egyes feladatokról
- 1918/2013. (XII. 11.) Korm. határozat A 2014. évi határátlépéssel járó csapatmozgások engedélyezéséről
- 1919/2013. (XII. 11.) Korm. határozat A fertődi Esterházy-kastélyegyüttes hasznosításáról
- 1920/2013. (XII. 11.) Korm. határozat A Nemzeti Emlékezet Bizottságának létrehozásával kapcsolatos intézkedésekről
- 1921/2013. (XII. 11.) Korm. határozat A 2014–2020 közötti időszak sportlétesítmény-fejlesztési stratégiájának megvalósításával összefüggő kormányzati intézkedésekről
- 1922/2013. (XII. 11.) Korm. határozat A székesfehérvári stadionrekonstrukciós program megvalósításához szükséges intézkedésekről
- 1923/2013. (XII. 11.) Korm. határozat Közszolgálati tisztviselő tartós külszolgálatának ellátása érdekében az Uniós Fejlesztések és a Vidékfejlesztési Minisztérium fejezetek közötti előirányzat-átcsoportosításról
- 1924/2013. (XII. 11.) Korm. határozat A XX. Emberi Erőforrások Minisztériuma fejezet, 20. Fejezeti kezelésű előirányzatok cím, 2. Normatív finanszírozás alcím, 3. Közoktatási célú humánszolgáltatás és kiegészítő támogatás jogcímcsoport megnevezésű előirányzat túllépésének jóváhagyásáról
- 1925/2013. (XII. 11.) Korm. határozat A Magyar Fejlesztési Bank Zártkörűen Működő Részvénytársaság által meghirdetett, agrár-vállalkozások számára elérhető hitelprogramok meghosszabbításáról
- 1926/2013. (XII. 11.) Korm. határozat A Magyar Írószövetség működésének támogatása érdekében a rendkívüli kormányzati intézkedésekre szolgáló tartalékból történő előirányzat-átcsoportosításról
- 1927/2013. (XII. 11.) Korm. határozat A Magyar Sportcsillagok Ösztöndíj fedezetének biztosítása érdekében a Közigazgatási és Igazságügyi Minisztérium és az Emberi Erőforrások Minisztériuma fejezetek közötti előirányzat-átcsoportosításról
- 1928/2013. (XII. 11.) Korm. határozat A Nemzeti Infrastruktúra Fejlesztő Zártkörűen Működő Részvénytársaság 2,5 milliárd forint összegű tőkeemeléséhez szükséges előirányzat-átcsoportosításról
- 1929/2013. (XII. 11.) Korm. határozat Az Országos Széchényi Könyvtár gyűjteményei restaurálása költségeinek fedezete érdekében a Miniszterelnökség és az Emberi Erőforrások Minisztériuma fejezetek közötti előirányzat-átcsoportosításról
- 1930/2013. (XII. 11.) Korm. határozat Az életvitelszerű közterületi tartózkodás szabályainak megsértése szabálysértéssel összefüggő feladatok ellátására a rendkívülikormányzati intézkedésekre szolgáló tartalékból történő előirányzat-átcsoportosításról
- 1931/2013. (XII. 12.) Korm. határozat A Környezet és Energia Operatív Program 2011–2013. évekre szóló akcióterve 1. prioritásának módosításáról és e prioritás keretében egyes projektek megvalósításához szükséges forrás biztosításáról
- 1932/2013. (XII. 12.) Korm. határozat A Környezet és Energia Operatív Program 2011–2013. évekre szóló akcióterve 2. prioritásának módosításáról és egyes projektek támogatásának növeléséről
- 1933/2013. (XII. 12.) Korm. határozat A KEOP-2012-5.4.0 azonosító jelű („Távhő-szektor energetikai korszerűsítése, megújuló energiaforrások felhasználásának lehetőségével” című) pályázati konstrukció projektjeinek támogatásához szükséges forrás biztosítása érdekében többletkötelezettség-vállalásról, és az egyes helyi önkormányzati többségi befolyással működő távhő-szolgáltatók biztosíték-nyújtási kötelezettség alóli egyedi mentesítéséről
- 1934/2013. (XII. 12.) Korm. határozat A KEOP-2.1.1/2F/09-11-2013-0001 azonosító számú („Állami árvízvédelmi művek állékonyságának, védképességének helyreállítása a 2013. évi őszi felülvizsgálat eredményeként meghatározottak szerint”című) projekt támogatásának jóváhagyásáról
- 1935/2013. (XII. 13.) Korm. határozat A Budapest II. kerület, Margit körút 85–87. szám alatti ingatlan lebontásával összefüggő feladatokról szóló 1136/2013. (III. 19.) Korm. határozat módosításáról
- 1936/2013. (XII. 13.) Korm. határozat A rendkívüli kormányzati intézkedésekre szolgáló tartalékból történő előirányzat-átcsoportosításról és a konzolos kerékpárút átvezetése a Tisza-hídon tervezési díjához a rendkívüli kormányzati intézkedésekre szolgáló tartalékból történő előirányzat-átcsoportosításról szóló 1263/2013. (V. 14.) Korm. határozat módosításáról
- 1937/2013. (XII. 13.) Korm. határozat A KEOP-1.3.0/09-11-2012-0009 azonosító számú („Békés megyei Ivóvízminőség-javító Program” című) nagyprojekt támogatása további növelésének jóváhagyásáról
- 1938/2013. (XII. 13.) Korm. határozat A Környezet és Energia Operatív Program 2011–2013. évekre szóló akcióterve 7. prioritásának módosításáról
- 1939/2013. (XII. 13.) Korm. határozat A KÖZOP-3.5.0-09-11-2013-0028 azonosító számú [„M60 gyorsforgalmi út 58. számú főút – 5826. jelű út közötti szakasz építése (kivitelezés)” című] projektjavaslat akciótervi nevesítéséről és támogatásának jóváhagyásáról
- 1940/2013. (XII. 13.) Korm. határozat A KEOP-7.9.0/12-2013-0007 azonosító számú („A Kvassay Jenő Terv elkészítése és a Vízgyűjtő-gazdálkodási Terv felülvizsgálata” című) projekt támogatásának jóváhagyásáról
- 1941/2013. (XII. 13.) Korm. határozat A Környezet és Energia Operatív Program keretében megvalósuló, tájgazdálkodási infrastruktúra fejlesztése tárgyú projektjavaslatok támogatásának jóváhagyásáról
- 1942/2013. (XII. 13.) Korm. határozat A jogszabállyal vagy közjogi szervezetszabályozó eszközzel létrehozott testületek felülvizsgálatáról szóló 1158/2011. (V. 23.) Korm. határozat, valamint a területfejlesztési politika megújításáról, az új Országos Területfejlesztési és az új Országos Fejlesztési Koncepció kidolgozásáról szóló 1254/2012. (VII. 19.) Korm. határozat módosításáról
- 1943/2013. (XII. 17.) Korm. határozat A 2014-ben a közigazgatási, rendészeti, katonai és nemzetbiztonsági felsőoktatásban felvehető, államilag támogatott és önköltséges hallgatói létszámkeretről szóló 1761/2013. (X. 25.) Korm. határozat módosításáról
- 1944/2013. (XII. 17.) Korm. határozat A jogszabállyal vagy közjogi szervezetszabályozó eszközzel létrehozott testületek felülvizsgálatáról szóló 1158/2011. (V. 23.) Korm. határozat módosításáról
- 1945/2013. (XII. 17.) Korm. határozat A Lendvai Konzuli Iroda nyitásához kapcsolódó feladatokról
- 1946/2013. (XII. 17.) Korm. határozat A Puskás Tivadar Közalapítvány megszüntetésével kapcsolatos feladatokról szóló 1284/2013. (V. 27.) Korm. határozat módosításáról
- 1947/2013. (XII. 17.) Korm. határozat A Puskás Tivadar Közalapítvány megszüntetésével kapcsolatos feladatok teljesítéséhez szükséges előirányzat-átcsoportosításról
- 1948/2013. (XII. 17.) Korm. határozat Az Emberi Erőforrások Minisztériuma és a Közigazgatási és Igazságügyi Minisztérium fejezetek között a magyar nyelv, a társadalomtudományok és a kultúra oktatásának elősegítése a Glasgow Egyetemen című program megvalósítása érdekében történő előirányzat-átcsoportosításról
- 1949/2013. (XII. 17.) Korm. határozat Az Egyesült Nemzetek Élelmezési és Mezőgazdasági Szervezete (FAO) ösztöndíjas programjának 2013/2014. tanév I. félévi megvalósítása érdekében a Vidékfejlesztési Minisztérium és az Emberi Erőforrások Minisztériuma fejezetek közötti előirányzat-átcsoportosításról
- 1950/2013. (XII. 17.) Korm. határozat A Szigetköz ökológiai monitoringját végző intézmények támogatása érdekében a Vidékfejlesztési Minisztérium és az Emberi Erőforrások Minisztériuma valamint a Magyar Tudományos Akadémia fejezetek közötti előirányzat-átcsoportosításról
- 1951/2013. (XII. 17.) Korm. határozat A IX. Helyi önkormányzatok támogatásai és a XX. Emberi Erőforrások Minisztériuma fejezetek közötti, az önkormányzati feladatellátás megváltozásával összefüggő előirányzat-átcsoportosításról
- 1952/2013. (XII. 17.) Korm. határozat A 2014. évi országgyűlési választások külképviseleti végrehajtásához kapcsolódóan a Külügyminisztérium Központi Igazgatás mindenkori engedélyezett létszámának határozott időre, 2014. január 1-jétől 2014. június 30-ig szóló 10 fővel történő növelésével kapcsolatos feladatokról
- 1953/2013. (XII. 17.) Korm. határozat A VOCH Vodafone Operációs Központ Magyarország Zártkörűen Működő Részvénytársaság létszámbővítéshez kapcsolódó képzéseinek kormányzati támogatásáról
- 1954/2013. (XII. 17.) Korm. határozat A Magyar Fejlesztési Bank Zrt. és a Magyar Posta Zrt. Magyar Takarékszövetkezeti Bank Zrt.-ben lévő részesedéseinek értékesítéséről
- 1955/2013. (XII. 17.) Korm. határozat A Kormány 2014. I. félévi munkatervéről
- 1956/2013. (XII. 17.) Korm. határozat Egyes állami vagyontárgyak ingyenes önkormányzati tulajdonba adásáról
- 1957/2013. (XII. 17.) Korm. határozat Az egyes állami vagyonba tartozó ingatlanok ingyenes önkormányzati tulajdonba adásáról szóló 1449/2011. (XII. 22.) Korm. határozat módosításáról
- 1958/2013. (XII. 17.) Korm. határozat A KEOP-2.4.0/2F/09-11-2013-0001 azonosító számú („Vörösiszap szennyezés kármentesítése” című) nagyprojekt támogatásának jóváhagyásáról
- 1959/2013. (XII. 17.) Korm. határozat A KEOP-2.2.2/09-11-2013-0001 azonosító számú („Technika a vízminőség szolgálatában” című) projektjavaslat jóváhagyásáról
- 1960/2013. (XII. 17.) Korm. határozat A KEOP-4.4.0/11-2011-0038 azonosító számú („Biogázüzem létesítése Pécsen” című) projekttel összefüggésben a biztosítéknyújtási kötelezettség alóli egyedi mentesítésről
- 1961/2013. (XII. 17.) Korm. határozat A DAOP-2.1.1/G-13-2013-0001 azonosító számú („Kalocsa Szíve Program” című) kiemelt projekttel összefüggésben a Kalocsai Vagyonhasznosítási és Könyvvezető Korlátolt Felelősségű Társaság biztosítéknyújtási kötelezettség alóli egyedi, részleges mentesítéséről
- 1962/2013. (XII. 17.) Korm. határozat A TIOP-2.2.6/12/1/B azonosító számú („Struktúraváltás támogatása a járó- és fekvőbeteg ellátás fejlesztésével” című) konstrukció egymilliárd forintot meghaladó támogatási igényű projektjavaslatairól
- 1963/2013. (XII. 17.) Korm. határozat A „Recsk I. – rézérc” és „Recsk II. – nemes- és színesfémérc” védnevű bányatelkek újrahasznosíthatóságának vizsgálatáról
- 1964/2013. (XII. 17.) Korm. határozat A határon túl élő magyar állampolgárokkal folytatandó nemzeti konzultáció keretében felmerülő aktuális feladatokról
- 1965/2013. (XII. 17.) Korm. határozat A 2012. évi kötelezettségvállalással nem terhelt, valamint a meghiúsulás miatt kötelezettségvállalással nem terhelt előirányzat-maradványok felhasználásáról
- 1966/2013. (XII. 17.) Korm. határozat A Sport XXI. Létesítményfejlesztési Program keretében PPP konstrukcióban létesült önkormányzati sportlétesítmények kiváltásáról
- 1967/2013. (XII. 17.) Korm. határozat Egyes önkormányzatok feladatainak támogatása érdekében a IX. Helyi önkormányzatok támogatásai fejezeten belüli előirányzat-átcsoportosításról
- 1968/2013. (XII. 17.) Korm. határozat A rendkívüli kormányzati intézkedésekre szolgáló tartalékból történő előirányzat-átcsoportosításról és egyes kormányhatározatok módosításáról
- 1977/2013. (XII. 19.) Korm. határozat A rendkívüli kormányzati intézkedésekre szolgáló tartalékból történő előirányzat-átcsoportosításról
- 1978/2013. (XII. 19.) Korm. határozat Az Országos Területrendezési Tervről szóló 2003. évi XXVI. törvény módosításával összefüggő egyes kérdésekről
- 1979/2013. (XII. 23.) Korm. határozat A vízkárelhárítás és az öntözés hatékonyságának növelését biztosító intézkedésekről
- 1980/2013. (XII. 29.) Korm. határozat A Nemzeti Stadionfejlesztési Program megvalósításához kapcsolódó további intézkedésekről
- 1981/2013. (XII. 29.) Korm. határozat A BOR-VIDÉK Tokaj-Hegyalja Nemzeti Program előkészítéséről
- 1982/2013. (XII. 29.) Korm. határozat A Kormány irányítása alá tartozó fejezetek költségvetési szerveinek eszközbeszerzéseiről
- 1983/2013. (XII. 29.) Korm. határozat A rendkívüli kormányzati intézkedésekre szolgáló tartalékból történő előirányzat-átcsoportosításról szóló 1439/2012. (X. 11.) Korm. határozat módosításáról
- 1984/2013. (XII. 29.) Korm. határozat A Zágrábi Magyar Intézet alapítása érdekében a rendkívüli kormányzati intézkedésekre szolgáló tartalékból történő előirányzat-átcsoportosításról szóló 1615/2012. (XII. 18.) Korm. határozat módosításáról
- 1985/2013. (XII. 29.) Korm. határozat A rendkívüli kormányzati intézkedésekre szolgáló tartalékból történő előirányzat-átcsoportosításról szóló 1599/2012. (XII. 17.) Korm. határozat módosításáról
- 1986/2013. (XII. 29.) Korm. határozat A litéri szennyvíztisztító közmű korszerűsítése érdekében szükséges forrásfelhasználás jóváhagyásáról
- 1987/2013. (XII. 29.) Korm. határozat A helyi önkormányzatok adósságot keletkeztető, valamint kezesség-, illetve garanciavállalásra vonatkozó ügyleteihez történő 2013. decemberi előzetes kormányzati hozzájárulásról
- 1988/2013. (XII. 29.) Korm. határozat A helyi önkormányzatok külön vizsgálattal érintett adósságot keletkeztető, valamint kezesség-, illetve garanciavállalásra vonatkozó ügyleteihez történő előzetes kormányzati hozzájárulás megtagadásáról
- 1989/2013. (XII. 29.) Korm. határozat A magyar légiközlekedés-történeti hagyaték létrehozásának támogatásáról
- 1990/2013. (XII. 29.) Korm. határozat A költségvetési szervek és az egyházi jogi személyek foglalkoztatottjainak 2013. évi kompenzációjához nyújtott támogatással összefüggő előirányzat-átcsoportosításról
- 1991/2013. (XII. 29.) Korm. határozat A Világörökség részét képező tokaj-hegyaljai borvidékhez tartozó települések fejlesztéséről
- 1992/2013. (XII. 29.) Korm. határozat Az Országos Területrendezési Terv felülvizsgálatával kapcsolatos fejlesztés finanszírozása érdekében a Vidékfejlesztési Minisztérium és az Emberi Erőforrások Minisztériuma fejezetek közötti előirányzat-átcsoportosításról
- 1993/2013. (XII. 29.) Korm. határozat Kormánytisztviselő tartós külszolgálatának ellátása érdekében a Vidékfejlesztési Minisztérium és a Külügyminisztérium fejezetek közötti előirányzat-átcsoportosításról
- 1994/2013. (XII. 29.) Korm. határozat A Belügyminisztérium, a Miniszterelnökség, a Nemzeti Adó- és Vámhivatal és a Külügyminisztérium fejezetek közötti előirányzat-átcsoportosításról
- 1995/2013. (XII. 29.) Korm. határozat Az Emberi Erőforrások Minisztériuma és a Honvédelmi Minisztérium fejezetek között az egészségügyi felsőfokú szakirányú szakképzéshez kapcsolódó állami támogatások érdekében történő előirányzat-átcsoportosításról
- 1996/2013. (XII. 29.) Korm. határozat Költségvetési fejezetek közötti átcsoportosításról
- 1997/2013. (XII. 29.) Korm. határozat Az A38 Kulturális Közhasznú Nonprofit Kft. kulturális közhasznú tevékenységének támogatása érdekében a rendkívüli kormányzati intézkedésekre szolgáló tartalékból történő előirányzat-átcsoportosításról
- 1998/2013. (XII. 29.) Korm. határozat A badacsonytomaji Szent István-kápolna megépítésének támogatása érdekében a Nemzeti Fejlesztési Minisztérium és az Emberi Erőforrások Minisztériuma fejezetek közötti előirányzat-átcsoportosításról
- 1999/2013. (XII. 29.) Korm. határozat A Budapest-Fasori Református Egyházközség temploma orgonája megépítésének támogatása érdekében a Nemzeti Fejlesztési Minisztérium és az Emberi Erőforrások Minisztériuma fejezetek közötti előirányzat-átcsoportosításról
- 2000/2013. (XII. 29.) Korm. határozat Az informatikai és hírközlési közszolgáltatások ellátásához szükséges forrás biztosításáról
- 2001/2013. (XII. 29.) Korm. határozat Szentjakabfa Község Önkormányzata feladatainak támogatása érdekében a IX. Helyi önkormányzatok támogatásai fejezeten belüli előirányzat-átcsoportosításról
- 2002/2013. (XII. 29.) Korm. határozat Egyes önkormányzati feladatok támogatása érdekében a IX. Helyi önkormányzatok támogatásai fejezeten belüli előirányzat-átcsoportosításról
- 2003/2013. (XII. 29.) Korm. határozat A Közlekedés Operatív Program 2011–2013. évekre szóló akciótervének megállapításáról
- 2004/2013. (XII. 29.) Korm. határozat A KÖZOP-2.5.0-09-11-2013-0013 azonosító számú („Biatorbágy–Tata vonalszakasz kiviteli terveinek és Támogatási Kérelmének készítése, valamint előkészítő területszerzése” című) projektjavaslat támogatásának jóváhagyásáról
- 2005/2013. (XII. 29.) Korm. határozat A KÖZOP-3.5.0-09-11-2013-0042 azonosító számú („M43 autópálya 43. sz. főúti lekötése Makó térségében, valamint a csatlakozó építmények kivitelezési munkáinak elvégzése” című) projektjavaslat akciótervi nevesítéséről és támogatásának jóváhagyásáról
- 2006/2013. (XII. 29.) Korm. határozat A KÖZOP-3.5.0-09-11-2013-0002 azonosító számú [„338. sz. főút, Nyíregyháza, nyugati elkerülő út (M3 autópálya és 36. sz. főút között) megvalósítása” című] projekt támogatási összege növelésének jóváhagyásáról
- 2007/2013. (XII. 29.) Korm. határozat A KDOP-2.1.1/E-13-2013-0001 azonosító számú („»ZooEvolúció« A Veszprémi Állatkert kiemelt és integrált vonzerő-, termék- és infrastruktúra fejlesztése” című) projekt akciótervi nevesítéséről
- 2008/2013. (XII. 29.) Korm. határozat Az M0 útgyűrű déli szektorának részét képező Deák Ferenc híddal kapcsolatos egyes kérdésekről és Mohács város térségének fejlesztéséről
- 2009/2013. (XII. 29.) Korm. határozat A Széchenyi Kártya Program egyes konstrukciói támogatásának folytatásáról
- 2010/2013. (XII. 29.) Korm. határozat Az MFB Közösségi Közlekedésfejlesztés Finanszírozási Program keretösszegének megemeléséről
- 2011/2013. (XII. 29.) Korm. határozat A Bionikai Innovációs Központ létrehozásával kapcsolatos egyes feladatokról szóló 1493/2012. (XI. 13.) Korm. határozat módosításáról
- 2012/2013. (XII. 29.) Korm. határozat A KÖZOP-3.4.0-09-2010-0005 azonosító számú („8. sz. főút Székesfehérvár–Veszprém szakasz előkészítési feladatai” című) projekt vonatkozásában felmerült régészeti költségek finanszírozásáról
- 2013/2013. (XII. 29.) Korm. határozat KÖZOP-3.4.0-09-2010-0003 azonosító számú („85–86. sz. főutak Győr–Csorna–Szombathely szakasza” című) projekt vonatkozásában felmerült régészeti költségek finanszírozásáról
- 2014/2013. (XII. 29.) Korm. határozat A TIOP-2.3.1-13/1-2013-0001 azonosító számú [„Nemzeti Egészségügyi Informatikai (e-Egészségügy) Rendszer Központi, intézményközi adatáramlást biztosító informatikai rendszerek fejlesztése, országos egységes központi megoldások bevezetése”] című projekt akciótervi nevesítéséről és támogatásának jóváhagyásáról
- 2015/2013. (XII. 29.) Korm. határozat A KEOP-5.4.0/09-2010-0003 azonosító számú („Timpanon Kft. Kazincbarcika, Távvezetéki korszerűsítés a városi hőfogadó és a TP3 akna között” című) projekttel összefüggésben a biztosítéknyújtási kötelezettség alóli egyedi mentesítésről
- 2016/2013. (XII. 29.) Korm. határozat A KÖZOP-5.5.0-09-11-2011-0027 azonosító számú („Budai Vár és környéke közlekedés fejlesztése” című), valamint a KMOP 3.1.1/E-12-k-2012-0001 azonosító számú („Várkertbazár fejlesztése” című) projektek költségnövekményéről
- 2017/2013. (XII. 29.) Korm. határozat A DAOP-3.2.1/A-09-2009-0003 azonosító számú („Forgalomirányítás, utastájékoztatás és értékesítésfejlesztés a Dél-alföldi régió Volán társaságainál” című) projekttel összefüggésben biztosítéknyújtási kötelezettség alóli egyedi mentesítéséről
- 2018/2013. (XII. 29.) Korm. határozat A gazdaságfejlesztési célokat szolgáló operatív programok esetében az integrált területi beruházás eszköz alkalmazásának módjáról, valamint az eszköz használatához szükséges feltételekről
- 2019/2013. (XII. 29.) Korm. határozat Az ÉMOP-5.1.2-09-2009-0008 azonosító számú („A közösségi közlekedés fejlesztése a gyöngyösi és hevesi kistérségekben” című) projekttel összefüggésben biztosítéknyújtási kötelezettség alóli egyedi mentesítéséről
- 2020/2013. (XII. 29.) Korm. határozat A KÖZOP-3.5.0-09-11-2013-0045 azonosító számú („Balesetveszélyes csomópontok átépítése” című) projektjavaslat akciótervi nevesítéséről és támogatásának jóváhagyásáról
- 2021/2013. (XII. 29.) Korm. határozat A Miniszterelnökségen, a minisztériumokban, az igazgatási és az igazgatás jellegű tevékenységet ellátó központi költségvetési szerveknél foglalkoztatottak létszámáról szóló 1166/2010. (VIII. 4.) Korm. határozat módosításáról
- 2022/2013. (XII. 29.) Korm. határozat A SERVIER HUNGÁRIA Kft., a Leier Hungária Kft., a HAMBURGER Hungária Kft., a Hamburger Hungária Erőmű Kft., a Dunapack Kft. és a DUPAREC Kft. magyarországi nagybefektetőkkel való stratégiai megállapodás megkötéséről
- 2023/2013. (XII. 29.) Korm. határozat A Mátraszőlős község külterületén fekvő, egyes ipari-gazdasági övezetbe tartozó földrészletek beruházási célterületté nyilvánításáról
- 2024/2013. (XII. 29.) Korm. határozat A Nagyréde község külterületén fekvő, egyes ipari-gazdasági övezetbe tartozó földrészletek beruházási célterületté nyilvánításáról
- 2025/2013. (XII. 29.) Korm. határozat A Pásztó város külterületén fekvő, egyes ipari-gazdasági övezetbe tartozó földrészletek beruházási célterületté nyilvánításáról
- 2026/2013. (XII. 29.) Korm. határozat Az Elektronikus Közigazgatás Operatív Program 2011–2013. évekre szóló és az Elektronikus Közigazgatás Operatív Program 2009–2010. évekre szóló akciótervének módosításáról
- 2027/2013. (XII. 29.) Korm. határozat A Gazdaságfejlesztési Operatív Program 2011–2013. évekre szóló akcióterve 1–3. prioritásának módosításáról
- 2028/2013. (XII. 29.) Korm. határozat A Közép-dunántúli Operatív Program 2011–2013. évekre szóló akciótervének módosításáról
- 2029/2013. (XII. 29.) Korm. határozat A Környezet és Energia Operatív Program 2011–2013. évekre szóló akcióterve 1. prioritásának módosításáról és a prioritás keretében megvalósítani tervezett projektek megvalósításához szükséges forrás biztosításáról
- 2030/2013. (XII. 29.) Korm. határozat A Környezet és Energia Operatív Program 2011–2013. évekre szóló akcióterve 3. és 6. prioritásának módosításáról
- 2031/2013. (XII. 29.) Korm. határozat A Közlekedés Operatív Program keretén belül a kerékpárút-hálózat fejlesztése érdekében közzéteendő kiemelt felhívásról
- 2032/2013. (XII. 29.) Korm. határozat A „Budapesti Központi Szennyvíztisztító Telep és a kapcsolódó szennyvízgyűjtő rendszerek” című projekt (CCI szám: 2004HU16CPE001) végső kifizetési feltételeinek teljesítéséről
- 2033/2013. (XII. 29.) Korm. határozat A KÖZOP-5.5.0-09-2009-0008 azonosító számú („Budapest–Esztergom vasútvonal rekonstrukciója I. ütem” című) projekt támogatásának növeléséről, valamint a KÖZOP-5.5.0-09-11-2011-0007 azonosító számú („Budapest–Esztergom vasútvonal rekonstrukciója II. ütem előkészítéséhez kiegészítő tervek készítése” című) projekt akciótervi nevesítéséről és támogatásának növeléséről
- 2034/2013. (XII. 29.) Korm. határozat A KÖZOP-5.5.0-09-11-2012-0009 azonosító számú („Budapesti villamos és trolibusz járműfejlesztés I. ütem” című) nagyprojekt 2015. december 31. után felmerülő költsége fedezetének biztosításáról
- 2035/2013. (XII. 29.) Korm. határozat A KÖZOP-3.5.0-09-11-2013-0011 azonosító számú [„M4 autópálya Abony–Fegyvernek új Tisza-híddal (kivitelezés)” című] projekt műszaki tartalmának bővüléséről és forrásszerkezetének módosításáról
- 2036/2013. (XII. 30.) Korm. határozat A Magyarország Kormánya és az Amerikai Egyesült Államok Kormánya között a nemzetközi adóügyi megfelelés előmozdításáról és a FATCA szabályozás végrehajtásáról szóló Megállapodás szövegének végleges megállapítására adott felhatalmazásról
- 2037/2013. (XII. 30.) Korm. határozat A Nemzeti Fenntartható Fejlődés Keretstratégiáról szóló 18/2013. (III. 28.) OGY határozatból eredő kormányzati feladatok meghatározásáról
- 2038/2013. (XII. 30.) Korm. határozat A hazai, illetve szövetkezeti pénzügyi szolgáltatásokért felelős kormánybiztos kinevezéséről és feladatairól szóló 1554/2012. (XII. 5.) Korm. határozat módosításáról
- 2039/2013. (XII. 30.) Korm. határozat A kormányablak-tudástárral kapcsolatos egyes feladatokról
- 2040/2013. (XII. 30.) Korm. határozat A Kutatási és Technológiai Innovációs Alap vonatkozásában az egyes miniszterek feladat- és hatáskörének megváltozásával kapcsolatos intézkedésekről
- 2041/2013. (XII. 30.) Korm. határozat A Fiatal Szakemberek Európa Bajnoksága (EuroSkills) 2018. évi rendezési jogának elnyerése esetén szükséges kormányzati intézkedésekről
- 2042/2013. (XII. 30.) Korm. határozat A falugazdász-hálózatnak a Magyar Agrár-, Élelmiszergazdasági és Vidékfejlesztési Kamara által történő átvételével kapcsolatos intézkedésekről
- 2043/2013. (XII. 30.) Korm. határozat A Horizont 2020 programhoz kapcsolódó, az AAL és EUROSTARS2 programokban való magyar részvételről
- 2044/2013. (XII. 30.) Korm. határozat A Nemzeti Éghajlatváltozási Programról szóló 1005/2010. (I. 21.) Korm. határozat hatályon kívül helyezéséről
- 2045/2013. (XII. 30.) Korm. határozat Egyes köznevelési feladatok ellátásához szükséges intézkedések érdekében történő forrásbiztosításról
- 2046/2013. (XII. 30.) Korm. határozat A túlzott hiány eljárás megszüntetése érdekében szükséges intézkedésekről szóló 1259/2013. (V. 13.) Korm. határozat módosításáról
- 2047/2013. (XII. 30.) Korm. határozat A rendkívüli kormányzati intézkedésekre szolgáló tartalékból történő előirányzat-átcsoportosításról és egyes kormányhatározatok módosításáról
- 2048/2013. (XII. 30.) Korm. határozat A NISZ Nemzeti Infokommunikációs Szolgáltató Zártkörűen Működő Részvénytársaság feladatainak finanszírozása érdekében a Nemzetgazdasági Minisztérium és a Nemzeti Fejlesztési Minisztérium fejezetek közötti előirányzat-átcsoportosításról
- 2049/2013. (XII. 30.) Korm. határozat A IX. Helyi önkormányzatok támogatásai és a XI. Miniszterelnökség fejezetek közötti átcsoportosításról
- 2050/2013. (XII. 30.) Korm. határozat Mályi Község Önkormányzata feladatainak támogatása érdekében a IX. Helyi önkormányzatok támogatásai fejezeten belüli előirányzat-átcsoportosításról
- 2051/2013. (XII. 30.) Korm. határozat Páty Község Önkormányzata általános iskola felújításának támogatása érdekében a IX. Helyi önkormányzatok támogatásai fejezeten belüli előirányzat-átcsoportosításról
- 2052/2013. (XII. 30.) Korm. határozat Szakonyfalu Község Önkormányzata feladatainak támogatása érdekében a IX. Helyi önkormányzatok támogatásai fejezeten belüli előirányzat-átcsoportosításról
- 2053/2013. (XII. 31.) Korm. határozat A kizárólag energiahasznosítás céljából kitermelt termálvíz felhasználását segítő egyes kérdésekről
- 2054/2013. (XII. 31.) Korm. határozat A képesítési követelmények ésszerű csökkentésével kapcsolatos kormányzati feladatokról
- 2055/2013. (XII. 31.) Korm. határozat A 2014–2020 közötti időszakra szóló Országos Hulladékgazdálkodási Tervről
- 2056/2013. (XII. 31.) Korm. határozatA Magyarország német megszállásának emléket állító, Budapest V. kerületben felállításra kerülő emlékmű megvalósításával összefüggő egyes kérdésekről
- 2057/2013. (XII. 31.) Korm. határozat A regionális operatív programok 2011–2013. évekre szóló akcióterveinek módosításáról és a Nyugat-Dunántúli Operatív Program 5. prioritás keretének növeléséről

## Európai Unió
- Az Európai Parlament 2013. július 3-i állásfoglalása az alapvető jogok helyzetéről: magyarországi normák és gyakorlatok (az Európai Parlament 2012. február 16-i állásfoglalása alapján) [Tavares-jelentés]
- 2013/387/EU A Tanács határozata (2013. július 9.) az euro Lettország általi, 2014. január 1-jén történő bevezetéséről
- Az Európai Parlament és a Tanács 604/2013/EU rendelete (2013. június 26.) egy harmadik országbeli állampolgár vagy egy hontalan személy által a tagállamok egyikében benyújtott nemzetközi védelem iránti kérelem megvizsgálásáért felelős tagállam meghatározására vonatkozó feltételek és eljárási szabályok megállapításáról (átdolgozás)